# Difesa siciliana, variante Najdorf
La variante Najdorf della difesa siciliana è caratterizzata dalla sequenza di mosse:
1. e4 c5
2. Cf3 d6
3. d4 cxd4
4. Cxd4 Cf6
5. Cc3 a6

ed è identificata dai codici B90 e segg. nella classificazione ECO.
Questa variante della difesa siciliana prende il nome dal Grande Maestro argentino di origine polacca Miguel Najdorf. È una delle più popolari dell'intera teoria delle aperture. Modern Chess Openings la descrive come la Cadillac o la Rolls-Royce delle aperture. Negli anni sessanta e settanta del XX secolo è stata impiegata con successo dal 14º Campione del mondo Bobby Fischer a più riprese. Negli anni novanta è stata l'arma preferita contro 1.e4 del 16º campione del mondo Garri Kasparov.

## Analisi
L'idea strategica della Najdorf è quella di giungere alla spinta in e5 senza temere la risposta Ab5+ del Bianco. A prima vista la spinta in e5 del Nero può sembrare bizzarra: mette il pedone d6 in posizione arretrata su una colonna semiaperta e soprattutto lascia una casa vistosamente debole in d5. La pratica ha dimostrato che il Nero può difendere con successo tale posizione, giungendo anche a sviluppare un pericoloso controgioco qualora il Bianco non trattasse l'apertura con la dovuta energia. In generale se il Nero può spingere con successo in d5 spesso il controgioco che ne deriva si dimostra irresistibile.
La spinta del pedone in a6 è anche propedeutica ad un altro scopo strategico del Nero. Esaminando la struttura pedonale si vede come il Bianco abbia una maggioranza 3 contro 2 sull'ala di donna. Questo fa da richiamo un possibile attacco di minoranza da parte del Nero, attacco di minoranza che solitamente parte proprio con le spinte in a6 e b5. L'ala di donna è il naturale sbocco del gioco del Nero, in quest'ottica qualora il Bianco giocasse passivamente e non riuscisse a reagire efficacemente al centro o sull'ala di re rischierebbe di essere rapidamente travolto.

## Continuazioni
Nel corso degli anni sono state tentate praticamente tutte le mosse disponibili per il Bianco portando la Najdorf ad essere una delle aperture più estesamente teorizzate se non la più teorizzata in assoluto, con sviluppi che arrivano anche ben oltre le 20 mosse.
Ci sono due gruppi di continuazioni più comuni per contrastare la Najdorf, a seconda che il Bianco permetta la spinta in e5 o meno.
Tra le continuazioni che si propongono di impedire la spinta in e5 si hanno:
- 6.Ag5
- 6.Ac4

dove la spinta in e5 va incontro a problemi di tipo tattico.
Tra le continuazioni che permettono la spinta in e5 si hanno:
- 6.Ae2
- 6.Ae3
- 6.f4
- 6.a4
- 6.g3

Qualora il Nero in queste varianti optasse per la spinta e7-e6 rientrerebbe nella variante Scheveningen con svolgimenti strategici diversi (es. mancata debolezza della casa d5, minore controllo del centro e della casa d4 e altro) dalla variante Najdorf.
Nel corso degli anni sono state poi giocate anche varianti minori quali:
- 6.h3
- 6.Tg1

### Varianti che impediscono e5

#### 6.Ac4
|   | a | b | c | d | e | f | g | h |   |
| 8 | a8 torre del nero · b8 cavallo del nero · c8 alfiere del nero · d8 donna del nero · e8 re del nero · f8 alfiere del nero · h8 torre del nero · b7 pedone del nero · e7 pedone del nero · f7 pedone del nero · g7 pedone del nero · h7 pedone del nero · a6 pedone del nero · d6 pedone del nero · f6 cavallo del nero · c4 alfiere del bianco · d4 cavallo del bianco · e4 pedone del bianco · c3 cavallo del bianco · a2 pedone del bianco · b2 pedone del bianco · c2 pedone del bianco · f2 pedone del bianco · g2 pedone del bianco · h2 pedone del bianco · a1 torre del bianco · c1 alfiere del bianco · d1 donna del bianco · e1 re del bianco · h1 torre del bianco | a8 torre del nero · b8 cavallo del nero · c8 alfiere del nero · d8 donna del nero · e8 re del nero · f8 alfiere del nero · h8 torre del nero · b7 pedone del nero · e7 pedone del nero · f7 pedone del nero · g7 pedone del nero · h7 pedone del nero · a6 pedone del nero · d6 pedone del nero · f6 cavallo del nero · c4 alfiere del bianco · d4 cavallo del bianco · e4 pedone del bianco · c3 cavallo del bianco · a2 pedone del bianco · b2 pedone del bianco · c2 pedone del bianco · f2 pedone del bianco · g2 pedone del bianco · h2 pedone del bianco · a1 torre del bianco · c1 alfiere del bianco · d1 donna del bianco · e1 re del bianco · h1 torre del bianco | a8 torre del nero · b8 cavallo del nero · c8 alfiere del nero · d8 donna del nero · e8 re del nero · f8 alfiere del nero · h8 torre del nero · b7 pedone del nero · e7 pedone del nero · f7 pedone del nero · g7 pedone del nero · h7 pedone del nero · a6 pedone del nero · d6 pedone del nero · f6 cavallo del nero · c4 alfiere del bianco · d4 cavallo del bianco · e4 pedone del bianco · c3 cavallo del bianco · a2 pedone del bianco · b2 pedone del bianco · c2 pedone del bianco · f2 pedone del bianco · g2 pedone del bianco · h2 pedone del bianco · a1 torre del bianco · c1 alfiere del bianco · d1 donna del bianco · e1 re del bianco · h1 torre del bianco | a8 torre del nero · b8 cavallo del nero · c8 alfiere del nero · d8 donna del nero · e8 re del nero · f8 alfiere del nero · h8 torre del nero · b7 pedone del nero · e7 pedone del nero · f7 pedone del nero · g7 pedone del nero · h7 pedone del nero · a6 pedone del nero · d6 pedone del nero · f6 cavallo del nero · c4 alfiere del bianco · d4 cavallo del bianco · e4 pedone del bianco · c3 cavallo del bianco · a2 pedone del bianco · b2 pedone del bianco · c2 pedone del bianco · f2 pedone del bianco · g2 pedone del bianco · h2 pedone del bianco · a1 torre del bianco · c1 alfiere del bianco · d1 donna del bianco · e1 re del bianco · h1 torre del bianco | a8 torre del nero · b8 cavallo del nero · c8 alfiere del nero · d8 donna del nero · e8 re del nero · f8 alfiere del nero · h8 torre del nero · b7 pedone del nero · e7 pedone del nero · f7 pedone del nero · g7 pedone del nero · h7 pedone del nero · a6 pedone del nero · d6 pedone del nero · f6 cavallo del nero · c4 alfiere del bianco · d4 cavallo del bianco · e4 pedone del bianco · c3 cavallo del bianco · a2 pedone del bianco · b2 pedone del bianco · c2 pedone del bianco · f2 pedone del bianco · g2 pedone del bianco · h2 pedone del bianco · a1 torre del bianco · c1 alfiere del bianco · d1 donna del bianco · e1 re del bianco · h1 torre del bianco | a8 torre del nero · b8 cavallo del nero · c8 alfiere del nero · d8 donna del nero · e8 re del nero · f8 alfiere del nero · h8 torre del nero · b7 pedone del nero · e7 pedone del nero · f7 pedone del nero · g7 pedone del nero · h7 pedone del nero · a6 pedone del nero · d6 pedone del nero · f6 cavallo del nero · c4 alfiere del bianco · d4 cavallo del bianco · e4 pedone del bianco · c3 cavallo del bianco · a2 pedone del bianco · b2 pedone del bianco · c2 pedone del bianco · f2 pedone del bianco · g2 pedone del bianco · h2 pedone del bianco · a1 torre del bianco · c1 alfiere del bianco · d1 donna del bianco · e1 re del bianco · h1 torre del bianco | a8 torre del nero · b8 cavallo del nero · c8 alfiere del nero · d8 donna del nero · e8 re del nero · f8 alfiere del nero · h8 torre del nero · b7 pedone del nero · e7 pedone del nero · f7 pedone del nero · g7 pedone del nero · h7 pedone del nero · a6 pedone del nero · d6 pedone del nero · f6 cavallo del nero · c4 alfiere del bianco · d4 cavallo del bianco · e4 pedone del bianco · c3 cavallo del bianco · a2 pedone del bianco · b2 pedone del bianco · c2 pedone del bianco · f2 pedone del bianco · g2 pedone del bianco · h2 pedone del bianco · a1 torre del bianco · c1 alfiere del bianco · d1 donna del bianco · e1 re del bianco · h1 torre del bianco | a8 torre del nero · b8 cavallo del nero · c8 alfiere del nero · d8 donna del nero · e8 re del nero · f8 alfiere del nero · h8 torre del nero · b7 pedone del nero · e7 pedone del nero · f7 pedone del nero · g7 pedone del nero · h7 pedone del nero · a6 pedone del nero · d6 pedone del nero · f6 cavallo del nero · c4 alfiere del bianco · d4 cavallo del bianco · e4 pedone del bianco · c3 cavallo del bianco · a2 pedone del bianco · b2 pedone del bianco · c2 pedone del bianco · f2 pedone del bianco · g2 pedone del bianco · h2 pedone del bianco · a1 torre del bianco · c1 alfiere del bianco · d1 donna del bianco · e1 re del bianco · h1 torre del bianco | 8 |
| 7 | a8 torre del nero · b8 cavallo del nero · c8 alfiere del nero · d8 donna del nero · e8 re del nero · f8 alfiere del nero · h8 torre del nero · b7 pedone del nero · e7 pedone del nero · f7 pedone del nero · g7 pedone del nero · h7 pedone del nero · a6 pedone del nero · d6 pedone del nero · f6 cavallo del nero · c4 alfiere del bianco · d4 cavallo del bianco · e4 pedone del bianco · c3 cavallo del bianco · a2 pedone del bianco · b2 pedone del bianco · c2 pedone del bianco · f2 pedone del bianco · g2 pedone del bianco · h2 pedone del bianco · a1 torre del bianco · c1 alfiere del bianco · d1 donna del bianco · e1 re del bianco · h1 torre del bianco | a8 torre del nero · b8 cavallo del nero · c8 alfiere del nero · d8 donna del nero · e8 re del nero · f8 alfiere del nero · h8 torre del nero · b7 pedone del nero · e7 pedone del nero · f7 pedone del nero · g7 pedone del nero · h7 pedone del nero · a6 pedone del nero · d6 pedone del nero · f6 cavallo del nero · c4 alfiere del bianco · d4 cavallo del bianco · e4 pedone del bianco · c3 cavallo del bianco · a2 pedone del bianco · b2 pedone del bianco · c2 pedone del bianco · f2 pedone del bianco · g2 pedone del bianco · h2 pedone del bianco · a1 torre del bianco · c1 alfiere del bianco · d1 donna del bianco · e1 re del bianco · h1 torre del bianco | a8 torre del nero · b8 cavallo del nero · c8 alfiere del nero · d8 donna del nero · e8 re del nero · f8 alfiere del nero · h8 torre del nero · b7 pedone del nero · e7 pedone del nero · f7 pedone del nero · g7 pedone del nero · h7 pedone del nero · a6 pedone del nero · d6 pedone del nero · f6 cavallo del nero · c4 alfiere del bianco · d4 cavallo del bianco · e4 pedone del bianco · c3 cavallo del bianco · a2 pedone del bianco · b2 pedone del bianco · c2 pedone del bianco · f2 pedone del bianco · g2 pedone del bianco · h2 pedone del bianco · a1 torre del bianco · c1 alfiere del bianco · d1 donna del bianco · e1 re del bianco · h1 torre del bianco | a8 torre del nero · b8 cavallo del nero · c8 alfiere del nero · d8 donna del nero · e8 re del nero · f8 alfiere del nero · h8 torre del nero · b7 pedone del nero · e7 pedone del nero · f7 pedone del nero · g7 pedone del nero · h7 pedone del nero · a6 pedone del nero · d6 pedone del nero · f6 cavallo del nero · c4 alfiere del bianco · d4 cavallo del bianco · e4 pedone del bianco · c3 cavallo del bianco · a2 pedone del bianco · b2 pedone del bianco · c2 pedone del bianco · f2 pedone del bianco · g2 pedone del bianco · h2 pedone del bianco · a1 torre del bianco · c1 alfiere del bianco · d1 donna del bianco · e1 re del bianco · h1 torre del bianco | a8 torre del nero · b8 cavallo del nero · c8 alfiere del nero · d8 donna del nero · e8 re del nero · f8 alfiere del nero · h8 torre del nero · b7 pedone del nero · e7 pedone del nero · f7 pedone del nero · g7 pedone del nero · h7 pedone del nero · a6 pedone del nero · d6 pedone del nero · f6 cavallo del nero · c4 alfiere del bianco · d4 cavallo del bianco · e4 pedone del bianco · c3 cavallo del bianco · a2 pedone del bianco · b2 pedone del bianco · c2 pedone del bianco · f2 pedone del bianco · g2 pedone del bianco · h2 pedone del bianco · a1 torre del bianco · c1 alfiere del bianco · d1 donna del bianco · e1 re del bianco · h1 torre del bianco | a8 torre del nero · b8 cavallo del nero · c8 alfiere del nero · d8 donna del nero · e8 re del nero · f8 alfiere del nero · h8 torre del nero · b7 pedone del nero · e7 pedone del nero · f7 pedone del nero · g7 pedone del nero · h7 pedone del nero · a6 pedone del nero · d6 pedone del nero · f6 cavallo del nero · c4 alfiere del bianco · d4 cavallo del bianco · e4 pedone del bianco · c3 cavallo del bianco · a2 pedone del bianco · b2 pedone del bianco · c2 pedone del bianco · f2 pedone del bianco · g2 pedone del bianco · h2 pedone del bianco · a1 torre del bianco · c1 alfiere del bianco · d1 donna del bianco · e1 re del bianco · h1 torre del bianco | a8 torre del nero · b8 cavallo del nero · c8 alfiere del nero · d8 donna del nero · e8 re del nero · f8 alfiere del nero · h8 torre del nero · b7 pedone del nero · e7 pedone del nero · f7 pedone del nero · g7 pedone del nero · h7 pedone del nero · a6 pedone del nero · d6 pedone del nero · f6 cavallo del nero · c4 alfiere del bianco · d4 cavallo del bianco · e4 pedone del bianco · c3 cavallo del bianco · a2 pedone del bianco · b2 pedone del bianco · c2 pedone del bianco · f2 pedone del bianco · g2 pedone del bianco · h2 pedone del bianco · a1 torre del bianco · c1 alfiere del bianco · d1 donna del bianco · e1 re del bianco · h1 torre del bianco | a8 torre del nero · b8 cavallo del nero · c8 alfiere del nero · d8 donna del nero · e8 re del nero · f8 alfiere del nero · h8 torre del nero · b7 pedone del nero · e7 pedone del nero · f7 pedone del nero · g7 pedone del nero · h7 pedone del nero · a6 pedone del nero · d6 pedone del nero · f6 cavallo del nero · c4 alfiere del bianco · d4 cavallo del bianco · e4 pedone del bianco · c3 cavallo del bianco · a2 pedone del bianco · b2 pedone del bianco · c2 pedone del bianco · f2 pedone del bianco · g2 pedone del bianco · h2 pedone del bianco · a1 torre del bianco · c1 alfiere del bianco · d1 donna del bianco · e1 re del bianco · h1 torre del bianco | 7 |
| 6 | a8 torre del nero · b8 cavallo del nero · c8 alfiere del nero · d8 donna del nero · e8 re del nero · f8 alfiere del nero · h8 torre del nero · b7 pedone del nero · e7 pedone del nero · f7 pedone del nero · g7 pedone del nero · h7 pedone del nero · a6 pedone del nero · d6 pedone del nero · f6 cavallo del nero · c4 alfiere del bianco · d4 cavallo del bianco · e4 pedone del bianco · c3 cavallo del bianco · a2 pedone del bianco · b2 pedone del bianco · c2 pedone del bianco · f2 pedone del bianco · g2 pedone del bianco · h2 pedone del bianco · a1 torre del bianco · c1 alfiere del bianco · d1 donna del bianco · e1 re del bianco · h1 torre del bianco | a8 torre del nero · b8 cavallo del nero · c8 alfiere del nero · d8 donna del nero · e8 re del nero · f8 alfiere del nero · h8 torre del nero · b7 pedone del nero · e7 pedone del nero · f7 pedone del nero · g7 pedone del nero · h7 pedone del nero · a6 pedone del nero · d6 pedone del nero · f6 cavallo del nero · c4 alfiere del bianco · d4 cavallo del bianco · e4 pedone del bianco · c3 cavallo del bianco · a2 pedone del bianco · b2 pedone del bianco · c2 pedone del bianco · f2 pedone del bianco · g2 pedone del bianco · h2 pedone del bianco · a1 torre del bianco · c1 alfiere del bianco · d1 donna del bianco · e1 re del bianco · h1 torre del bianco | a8 torre del nero · b8 cavallo del nero · c8 alfiere del nero · d8 donna del nero · e8 re del nero · f8 alfiere del nero · h8 torre del nero · b7 pedone del nero · e7 pedone del nero · f7 pedone del nero · g7 pedone del nero · h7 pedone del nero · a6 pedone del nero · d6 pedone del nero · f6 cavallo del nero · c4 alfiere del bianco · d4 cavallo del bianco · e4 pedone del bianco · c3 cavallo del bianco · a2 pedone del bianco · b2 pedone del bianco · c2 pedone del bianco · f2 pedone del bianco · g2 pedone del bianco · h2 pedone del bianco · a1 torre del bianco · c1 alfiere del bianco · d1 donna del bianco · e1 re del bianco · h1 torre del bianco | a8 torre del nero · b8 cavallo del nero · c8 alfiere del nero · d8 donna del nero · e8 re del nero · f8 alfiere del nero · h8 torre del nero · b7 pedone del nero · e7 pedone del nero · f7 pedone del nero · g7 pedone del nero · h7 pedone del nero · a6 pedone del nero · d6 pedone del nero · f6 cavallo del nero · c4 alfiere del bianco · d4 cavallo del bianco · e4 pedone del bianco · c3 cavallo del bianco · a2 pedone del bianco · b2 pedone del bianco · c2 pedone del bianco · f2 pedone del bianco · g2 pedone del bianco · h2 pedone del bianco · a1 torre del bianco · c1 alfiere del bianco · d1 donna del bianco · e1 re del bianco · h1 torre del bianco | a8 torre del nero · b8 cavallo del nero · c8 alfiere del nero · d8 donna del nero · e8 re del nero · f8 alfiere del nero · h8 torre del nero · b7 pedone del nero · e7 pedone del nero · f7 pedone del nero · g7 pedone del nero · h7 pedone del nero · a6 pedone del nero · d6 pedone del nero · f6 cavallo del nero · c4 alfiere del bianco · d4 cavallo del bianco · e4 pedone del bianco · c3 cavallo del bianco · a2 pedone del bianco · b2 pedone del bianco · c2 pedone del bianco · f2 pedone del bianco · g2 pedone del bianco · h2 pedone del bianco · a1 torre del bianco · c1 alfiere del bianco · d1 donna del bianco · e1 re del bianco · h1 torre del bianco | a8 torre del nero · b8 cavallo del nero · c8 alfiere del nero · d8 donna del nero · e8 re del nero · f8 alfiere del nero · h8 torre del nero · b7 pedone del nero · e7 pedone del nero · f7 pedone del nero · g7 pedone del nero · h7 pedone del nero · a6 pedone del nero · d6 pedone del nero · f6 cavallo del nero · c4 alfiere del bianco · d4 cavallo del bianco · e4 pedone del bianco · c3 cavallo del bianco · a2 pedone del bianco · b2 pedone del bianco · c2 pedone del bianco · f2 pedone del bianco · g2 pedone del bianco · h2 pedone del bianco · a1 torre del bianco · c1 alfiere del bianco · d1 donna del bianco · e1 re del bianco · h1 torre del bianco | a8 torre del nero · b8 cavallo del nero · c8 alfiere del nero · d8 donna del nero · e8 re del nero · f8 alfiere del nero · h8 torre del nero · b7 pedone del nero · e7 pedone del nero · f7 pedone del nero · g7 pedone del nero · h7 pedone del nero · a6 pedone del nero · d6 pedone del nero · f6 cavallo del nero · c4 alfiere del bianco · d4 cavallo del bianco · e4 pedone del bianco · c3 cavallo del bianco · a2 pedone del bianco · b2 pedone del bianco · c2 pedone del bianco · f2 pedone del bianco · g2 pedone del bianco · h2 pedone del bianco · a1 torre del bianco · c1 alfiere del bianco · d1 donna del bianco · e1 re del bianco · h1 torre del bianco | a8 torre del nero · b8 cavallo del nero · c8 alfiere del nero · d8 donna del nero · e8 re del nero · f8 alfiere del nero · h8 torre del nero · b7 pedone del nero · e7 pedone del nero · f7 pedone del nero · g7 pedone del nero · h7 pedone del nero · a6 pedone del nero · d6 pedone del nero · f6 cavallo del nero · c4 alfiere del bianco · d4 cavallo del bianco · e4 pedone del bianco · c3 cavallo del bianco · a2 pedone del bianco · b2 pedone del bianco · c2 pedone del bianco · f2 pedone del bianco · g2 pedone del bianco · h2 pedone del bianco · a1 torre del bianco · c1 alfiere del bianco · d1 donna del bianco · e1 re del bianco · h1 torre del bianco | 6 |
| 5 | a8 torre del nero · b8 cavallo del nero · c8 alfiere del nero · d8 donna del nero · e8 re del nero · f8 alfiere del nero · h8 torre del nero · b7 pedone del nero · e7 pedone del nero · f7 pedone del nero · g7 pedone del nero · h7 pedone del nero · a6 pedone del nero · d6 pedone del nero · f6 cavallo del nero · c4 alfiere del bianco · d4 cavallo del bianco · e4 pedone del bianco · c3 cavallo del bianco · a2 pedone del bianco · b2 pedone del bianco · c2 pedone del bianco · f2 pedone del bianco · g2 pedone del bianco · h2 pedone del bianco · a1 torre del bianco · c1 alfiere del bianco · d1 donna del bianco · e1 re del bianco · h1 torre del bianco | a8 torre del nero · b8 cavallo del nero · c8 alfiere del nero · d8 donna del nero · e8 re del nero · f8 alfiere del nero · h8 torre del nero · b7 pedone del nero · e7 pedone del nero · f7 pedone del nero · g7 pedone del nero · h7 pedone del nero · a6 pedone del nero · d6 pedone del nero · f6 cavallo del nero · c4 alfiere del bianco · d4 cavallo del bianco · e4 pedone del bianco · c3 cavallo del bianco · a2 pedone del bianco · b2 pedone del bianco · c2 pedone del bianco · f2 pedone del bianco · g2 pedone del bianco · h2 pedone del bianco · a1 torre del bianco · c1 alfiere del bianco · d1 donna del bianco · e1 re del bianco · h1 torre del bianco | a8 torre del nero · b8 cavallo del nero · c8 alfiere del nero · d8 donna del nero · e8 re del nero · f8 alfiere del nero · h8 torre del nero · b7 pedone del nero · e7 pedone del nero · f7 pedone del nero · g7 pedone del nero · h7 pedone del nero · a6 pedone del nero · d6 pedone del nero · f6 cavallo del nero · c4 alfiere del bianco · d4 cavallo del bianco · e4 pedone del bianco · c3 cavallo del bianco · a2 pedone del bianco · b2 pedone del bianco · c2 pedone del bianco · f2 pedone del bianco · g2 pedone del bianco · h2 pedone del bianco · a1 torre del bianco · c1 alfiere del bianco · d1 donna del bianco · e1 re del bianco · h1 torre del bianco | a8 torre del nero · b8 cavallo del nero · c8 alfiere del nero · d8 donna del nero · e8 re del nero · f8 alfiere del nero · h8 torre del nero · b7 pedone del nero · e7 pedone del nero · f7 pedone del nero · g7 pedone del nero · h7 pedone del nero · a6 pedone del nero · d6 pedone del nero · f6 cavallo del nero · c4 alfiere del bianco · d4 cavallo del bianco · e4 pedone del bianco · c3 cavallo del bianco · a2 pedone del bianco · b2 pedone del bianco · c2 pedone del bianco · f2 pedone del bianco · g2 pedone del bianco · h2 pedone del bianco · a1 torre del bianco · c1 alfiere del bianco · d1 donna del bianco · e1 re del bianco · h1 torre del bianco | a8 torre del nero · b8 cavallo del nero · c8 alfiere del nero · d8 donna del nero · e8 re del nero · f8 alfiere del nero · h8 torre del nero · b7 pedone del nero · e7 pedone del nero · f7 pedone del nero · g7 pedone del nero · h7 pedone del nero · a6 pedone del nero · d6 pedone del nero · f6 cavallo del nero · c4 alfiere del bianco · d4 cavallo del bianco · e4 pedone del bianco · c3 cavallo del bianco · a2 pedone del bianco · b2 pedone del bianco · c2 pedone del bianco · f2 pedone del bianco · g2 pedone del bianco · h2 pedone del bianco · a1 torre del bianco · c1 alfiere del bianco · d1 donna del bianco · e1 re del bianco · h1 torre del bianco | a8 torre del nero · b8 cavallo del nero · c8 alfiere del nero · d8 donna del nero · e8 re del nero · f8 alfiere del nero · h8 torre del nero · b7 pedone del nero · e7 pedone del nero · f7 pedone del nero · g7 pedone del nero · h7 pedone del nero · a6 pedone del nero · d6 pedone del nero · f6 cavallo del nero · c4 alfiere del bianco · d4 cavallo del bianco · e4 pedone del bianco · c3 cavallo del bianco · a2 pedone del bianco · b2 pedone del bianco · c2 pedone del bianco · f2 pedone del bianco · g2 pedone del bianco · h2 pedone del bianco · a1 torre del bianco · c1 alfiere del bianco · d1 donna del bianco · e1 re del bianco · h1 torre del bianco | a8 torre del nero · b8 cavallo del nero · c8 alfiere del nero · d8 donna del nero · e8 re del nero · f8 alfiere del nero · h8 torre del nero · b7 pedone del nero · e7 pedone del nero · f7 pedone del nero · g7 pedone del nero · h7 pedone del nero · a6 pedone del nero · d6 pedone del nero · f6 cavallo del nero · c4 alfiere del bianco · d4 cavallo del bianco · e4 pedone del bianco · c3 cavallo del bianco · a2 pedone del bianco · b2 pedone del bianco · c2 pedone del bianco · f2 pedone del bianco · g2 pedone del bianco · h2 pedone del bianco · a1 torre del bianco · c1 alfiere del bianco · d1 donna del bianco · e1 re del bianco · h1 torre del bianco | a8 torre del nero · b8 cavallo del nero · c8 alfiere del nero · d8 donna del nero · e8 re del nero · f8 alfiere del nero · h8 torre del nero · b7 pedone del nero · e7 pedone del nero · f7 pedone del nero · g7 pedone del nero · h7 pedone del nero · a6 pedone del nero · d6 pedone del nero · f6 cavallo del nero · c4 alfiere del bianco · d4 cavallo del bianco · e4 pedone del bianco · c3 cavallo del bianco · a2 pedone del bianco · b2 pedone del bianco · c2 pedone del bianco · f2 pedone del bianco · g2 pedone del bianco · h2 pedone del bianco · a1 torre del bianco · c1 alfiere del bianco · d1 donna del bianco · e1 re del bianco · h1 torre del bianco | 5 |
| 4 | a8 torre del nero · b8 cavallo del nero · c8 alfiere del nero · d8 donna del nero · e8 re del nero · f8 alfiere del nero · h8 torre del nero · b7 pedone del nero · e7 pedone del nero · f7 pedone del nero · g7 pedone del nero · h7 pedone del nero · a6 pedone del nero · d6 pedone del nero · f6 cavallo del nero · c4 alfiere del bianco · d4 cavallo del bianco · e4 pedone del bianco · c3 cavallo del bianco · a2 pedone del bianco · b2 pedone del bianco · c2 pedone del bianco · f2 pedone del bianco · g2 pedone del bianco · h2 pedone del bianco · a1 torre del bianco · c1 alfiere del bianco · d1 donna del bianco · e1 re del bianco · h1 torre del bianco | a8 torre del nero · b8 cavallo del nero · c8 alfiere del nero · d8 donna del nero · e8 re del nero · f8 alfiere del nero · h8 torre del nero · b7 pedone del nero · e7 pedone del nero · f7 pedone del nero · g7 pedone del nero · h7 pedone del nero · a6 pedone del nero · d6 pedone del nero · f6 cavallo del nero · c4 alfiere del bianco · d4 cavallo del bianco · e4 pedone del bianco · c3 cavallo del bianco · a2 pedone del bianco · b2 pedone del bianco · c2 pedone del bianco · f2 pedone del bianco · g2 pedone del bianco · h2 pedone del bianco · a1 torre del bianco · c1 alfiere del bianco · d1 donna del bianco · e1 re del bianco · h1 torre del bianco | a8 torre del nero · b8 cavallo del nero · c8 alfiere del nero · d8 donna del nero · e8 re del nero · f8 alfiere del nero · h8 torre del nero · b7 pedone del nero · e7 pedone del nero · f7 pedone del nero · g7 pedone del nero · h7 pedone del nero · a6 pedone del nero · d6 pedone del nero · f6 cavallo del nero · c4 alfiere del bianco · d4 cavallo del bianco · e4 pedone del bianco · c3 cavallo del bianco · a2 pedone del bianco · b2 pedone del bianco · c2 pedone del bianco · f2 pedone del bianco · g2 pedone del bianco · h2 pedone del bianco · a1 torre del bianco · c1 alfiere del bianco · d1 donna del bianco · e1 re del bianco · h1 torre del bianco | a8 torre del nero · b8 cavallo del nero · c8 alfiere del nero · d8 donna del nero · e8 re del nero · f8 alfiere del nero · h8 torre del nero · b7 pedone del nero · e7 pedone del nero · f7 pedone del nero · g7 pedone del nero · h7 pedone del nero · a6 pedone del nero · d6 pedone del nero · f6 cavallo del nero · c4 alfiere del bianco · d4 cavallo del bianco · e4 pedone del bianco · c3 cavallo del bianco · a2 pedone del bianco · b2 pedone del bianco · c2 pedone del bianco · f2 pedone del bianco · g2 pedone del bianco · h2 pedone del bianco · a1 torre del bianco · c1 alfiere del bianco · d1 donna del bianco · e1 re del bianco · h1 torre del bianco | a8 torre del nero · b8 cavallo del nero · c8 alfiere del nero · d8 donna del nero · e8 re del nero · f8 alfiere del nero · h8 torre del nero · b7 pedone del nero · e7 pedone del nero · f7 pedone del nero · g7 pedone del nero · h7 pedone del nero · a6 pedone del nero · d6 pedone del nero · f6 cavallo del nero · c4 alfiere del bianco · d4 cavallo del bianco · e4 pedone del bianco · c3 cavallo del bianco · a2 pedone del bianco · b2 pedone del bianco · c2 pedone del bianco · f2 pedone del bianco · g2 pedone del bianco · h2 pedone del bianco · a1 torre del bianco · c1 alfiere del bianco · d1 donna del bianco · e1 re del bianco · h1 torre del bianco | a8 torre del nero · b8 cavallo del nero · c8 alfiere del nero · d8 donna del nero · e8 re del nero · f8 alfiere del nero · h8 torre del nero · b7 pedone del nero · e7 pedone del nero · f7 pedone del nero · g7 pedone del nero · h7 pedone del nero · a6 pedone del nero · d6 pedone del nero · f6 cavallo del nero · c4 alfiere del bianco · d4 cavallo del bianco · e4 pedone del bianco · c3 cavallo del bianco · a2 pedone del bianco · b2 pedone del bianco · c2 pedone del bianco · f2 pedone del bianco · g2 pedone del bianco · h2 pedone del bianco · a1 torre del bianco · c1 alfiere del bianco · d1 donna del bianco · e1 re del bianco · h1 torre del bianco | a8 torre del nero · b8 cavallo del nero · c8 alfiere del nero · d8 donna del nero · e8 re del nero · f8 alfiere del nero · h8 torre del nero · b7 pedone del nero · e7 pedone del nero · f7 pedone del nero · g7 pedone del nero · h7 pedone del nero · a6 pedone del nero · d6 pedone del nero · f6 cavallo del nero · c4 alfiere del bianco · d4 cavallo del bianco · e4 pedone del bianco · c3 cavallo del bianco · a2 pedone del bianco · b2 pedone del bianco · c2 pedone del bianco · f2 pedone del bianco · g2 pedone del bianco · h2 pedone del bianco · a1 torre del bianco · c1 alfiere del bianco · d1 donna del bianco · e1 re del bianco · h1 torre del bianco | a8 torre del nero · b8 cavallo del nero · c8 alfiere del nero · d8 donna del nero · e8 re del nero · f8 alfiere del nero · h8 torre del nero · b7 pedone del nero · e7 pedone del nero · f7 pedone del nero · g7 pedone del nero · h7 pedone del nero · a6 pedone del nero · d6 pedone del nero · f6 cavallo del nero · c4 alfiere del bianco · d4 cavallo del bianco · e4 pedone del bianco · c3 cavallo del bianco · a2 pedone del bianco · b2 pedone del bianco · c2 pedone del bianco · f2 pedone del bianco · g2 pedone del bianco · h2 pedone del bianco · a1 torre del bianco · c1 alfiere del bianco · d1 donna del bianco · e1 re del bianco · h1 torre del bianco | 4 |
| 3 | a8 torre del nero · b8 cavallo del nero · c8 alfiere del nero · d8 donna del nero · e8 re del nero · f8 alfiere del nero · h8 torre del nero · b7 pedone del nero · e7 pedone del nero · f7 pedone del nero · g7 pedone del nero · h7 pedone del nero · a6 pedone del nero · d6 pedone del nero · f6 cavallo del nero · c4 alfiere del bianco · d4 cavallo del bianco · e4 pedone del bianco · c3 cavallo del bianco · a2 pedone del bianco · b2 pedone del bianco · c2 pedone del bianco · f2 pedone del bianco · g2 pedone del bianco · h2 pedone del bianco · a1 torre del bianco · c1 alfiere del bianco · d1 donna del bianco · e1 re del bianco · h1 torre del bianco | a8 torre del nero · b8 cavallo del nero · c8 alfiere del nero · d8 donna del nero · e8 re del nero · f8 alfiere del nero · h8 torre del nero · b7 pedone del nero · e7 pedone del nero · f7 pedone del nero · g7 pedone del nero · h7 pedone del nero · a6 pedone del nero · d6 pedone del nero · f6 cavallo del nero · c4 alfiere del bianco · d4 cavallo del bianco · e4 pedone del bianco · c3 cavallo del bianco · a2 pedone del bianco · b2 pedone del bianco · c2 pedone del bianco · f2 pedone del bianco · g2 pedone del bianco · h2 pedone del bianco · a1 torre del bianco · c1 alfiere del bianco · d1 donna del bianco · e1 re del bianco · h1 torre del bianco | a8 torre del nero · b8 cavallo del nero · c8 alfiere del nero · d8 donna del nero · e8 re del nero · f8 alfiere del nero · h8 torre del nero · b7 pedone del nero · e7 pedone del nero · f7 pedone del nero · g7 pedone del nero · h7 pedone del nero · a6 pedone del nero · d6 pedone del nero · f6 cavallo del nero · c4 alfiere del bianco · d4 cavallo del bianco · e4 pedone del bianco · c3 cavallo del bianco · a2 pedone del bianco · b2 pedone del bianco · c2 pedone del bianco · f2 pedone del bianco · g2 pedone del bianco · h2 pedone del bianco · a1 torre del bianco · c1 alfiere del bianco · d1 donna del bianco · e1 re del bianco · h1 torre del bianco | a8 torre del nero · b8 cavallo del nero · c8 alfiere del nero · d8 donna del nero · e8 re del nero · f8 alfiere del nero · h8 torre del nero · b7 pedone del nero · e7 pedone del nero · f7 pedone del nero · g7 pedone del nero · h7 pedone del nero · a6 pedone del nero · d6 pedone del nero · f6 cavallo del nero · c4 alfiere del bianco · d4 cavallo del bianco · e4 pedone del bianco · c3 cavallo del bianco · a2 pedone del bianco · b2 pedone del bianco · c2 pedone del bianco · f2 pedone del bianco · g2 pedone del bianco · h2 pedone del bianco · a1 torre del bianco · c1 alfiere del bianco · d1 donna del bianco · e1 re del bianco · h1 torre del bianco | a8 torre del nero · b8 cavallo del nero · c8 alfiere del nero · d8 donna del nero · e8 re del nero · f8 alfiere del nero · h8 torre del nero · b7 pedone del nero · e7 pedone del nero · f7 pedone del nero · g7 pedone del nero · h7 pedone del nero · a6 pedone del nero · d6 pedone del nero · f6 cavallo del nero · c4 alfiere del bianco · d4 cavallo del bianco · e4 pedone del bianco · c3 cavallo del bianco · a2 pedone del bianco · b2 pedone del bianco · c2 pedone del bianco · f2 pedone del bianco · g2 pedone del bianco · h2 pedone del bianco · a1 torre del bianco · c1 alfiere del bianco · d1 donna del bianco · e1 re del bianco · h1 torre del bianco | a8 torre del nero · b8 cavallo del nero · c8 alfiere del nero · d8 donna del nero · e8 re del nero · f8 alfiere del nero · h8 torre del nero · b7 pedone del nero · e7 pedone del nero · f7 pedone del nero · g7 pedone del nero · h7 pedone del nero · a6 pedone del nero · d6 pedone del nero · f6 cavallo del nero · c4 alfiere del bianco · d4 cavallo del bianco · e4 pedone del bianco · c3 cavallo del bianco · a2 pedone del bianco · b2 pedone del bianco · c2 pedone del bianco · f2 pedone del bianco · g2 pedone del bianco · h2 pedone del bianco · a1 torre del bianco · c1 alfiere del bianco · d1 donna del bianco · e1 re del bianco · h1 torre del bianco | a8 torre del nero · b8 cavallo del nero · c8 alfiere del nero · d8 donna del nero · e8 re del nero · f8 alfiere del nero · h8 torre del nero · b7 pedone del nero · e7 pedone del nero · f7 pedone del nero · g7 pedone del nero · h7 pedone del nero · a6 pedone del nero · d6 pedone del nero · f6 cavallo del nero · c4 alfiere del bianco · d4 cavallo del bianco · e4 pedone del bianco · c3 cavallo del bianco · a2 pedone del bianco · b2 pedone del bianco · c2 pedone del bianco · f2 pedone del bianco · g2 pedone del bianco · h2 pedone del bianco · a1 torre del bianco · c1 alfiere del bianco · d1 donna del bianco · e1 re del bianco · h1 torre del bianco | a8 torre del nero · b8 cavallo del nero · c8 alfiere del nero · d8 donna del nero · e8 re del nero · f8 alfiere del nero · h8 torre del nero · b7 pedone del nero · e7 pedone del nero · f7 pedone del nero · g7 pedone del nero · h7 pedone del nero · a6 pedone del nero · d6 pedone del nero · f6 cavallo del nero · c4 alfiere del bianco · d4 cavallo del bianco · e4 pedone del bianco · c3 cavallo del bianco · a2 pedone del bianco · b2 pedone del bianco · c2 pedone del bianco · f2 pedone del bianco · g2 pedone del bianco · h2 pedone del bianco · a1 torre del bianco · c1 alfiere del bianco · d1 donna del bianco · e1 re del bianco · h1 torre del bianco | 3 |
| 2 | a8 torre del nero · b8 cavallo del nero · c8 alfiere del nero · d8 donna del nero · e8 re del nero · f8 alfiere del nero · h8 torre del nero · b7 pedone del nero · e7 pedone del nero · f7 pedone del nero · g7 pedone del nero · h7 pedone del nero · a6 pedone del nero · d6 pedone del nero · f6 cavallo del nero · c4 alfiere del bianco · d4 cavallo del bianco · e4 pedone del bianco · c3 cavallo del bianco · a2 pedone del bianco · b2 pedone del bianco · c2 pedone del bianco · f2 pedone del bianco · g2 pedone del bianco · h2 pedone del bianco · a1 torre del bianco · c1 alfiere del bianco · d1 donna del bianco · e1 re del bianco · h1 torre del bianco | a8 torre del nero · b8 cavallo del nero · c8 alfiere del nero · d8 donna del nero · e8 re del nero · f8 alfiere del nero · h8 torre del nero · b7 pedone del nero · e7 pedone del nero · f7 pedone del nero · g7 pedone del nero · h7 pedone del nero · a6 pedone del nero · d6 pedone del nero · f6 cavallo del nero · c4 alfiere del bianco · d4 cavallo del bianco · e4 pedone del bianco · c3 cavallo del bianco · a2 pedone del bianco · b2 pedone del bianco · c2 pedone del bianco · f2 pedone del bianco · g2 pedone del bianco · h2 pedone del bianco · a1 torre del bianco · c1 alfiere del bianco · d1 donna del bianco · e1 re del bianco · h1 torre del bianco | a8 torre del nero · b8 cavallo del nero · c8 alfiere del nero · d8 donna del nero · e8 re del nero · f8 alfiere del nero · h8 torre del nero · b7 pedone del nero · e7 pedone del nero · f7 pedone del nero · g7 pedone del nero · h7 pedone del nero · a6 pedone del nero · d6 pedone del nero · f6 cavallo del nero · c4 alfiere del bianco · d4 cavallo del bianco · e4 pedone del bianco · c3 cavallo del bianco · a2 pedone del bianco · b2 pedone del bianco · c2 pedone del bianco · f2 pedone del bianco · g2 pedone del bianco · h2 pedone del bianco · a1 torre del bianco · c1 alfiere del bianco · d1 donna del bianco · e1 re del bianco · h1 torre del bianco | a8 torre del nero · b8 cavallo del nero · c8 alfiere del nero · d8 donna del nero · e8 re del nero · f8 alfiere del nero · h8 torre del nero · b7 pedone del nero · e7 pedone del nero · f7 pedone del nero · g7 pedone del nero · h7 pedone del nero · a6 pedone del nero · d6 pedone del nero · f6 cavallo del nero · c4 alfiere del bianco · d4 cavallo del bianco · e4 pedone del bianco · c3 cavallo del bianco · a2 pedone del bianco · b2 pedone del bianco · c2 pedone del bianco · f2 pedone del bianco · g2 pedone del bianco · h2 pedone del bianco · a1 torre del bianco · c1 alfiere del bianco · d1 donna del bianco · e1 re del bianco · h1 torre del bianco | a8 torre del nero · b8 cavallo del nero · c8 alfiere del nero · d8 donna del nero · e8 re del nero · f8 alfiere del nero · h8 torre del nero · b7 pedone del nero · e7 pedone del nero · f7 pedone del nero · g7 pedone del nero · h7 pedone del nero · a6 pedone del nero · d6 pedone del nero · f6 cavallo del nero · c4 alfiere del bianco · d4 cavallo del bianco · e4 pedone del bianco · c3 cavallo del bianco · a2 pedone del bianco · b2 pedone del bianco · c2 pedone del bianco · f2 pedone del bianco · g2 pedone del bianco · h2 pedone del bianco · a1 torre del bianco · c1 alfiere del bianco · d1 donna del bianco · e1 re del bianco · h1 torre del bianco | a8 torre del nero · b8 cavallo del nero · c8 alfiere del nero · d8 donna del nero · e8 re del nero · f8 alfiere del nero · h8 torre del nero · b7 pedone del nero · e7 pedone del nero · f7 pedone del nero · g7 pedone del nero · h7 pedone del nero · a6 pedone del nero · d6 pedone del nero · f6 cavallo del nero · c4 alfiere del bianco · d4 cavallo del bianco · e4 pedone del bianco · c3 cavallo del bianco · a2 pedone del bianco · b2 pedone del bianco · c2 pedone del bianco · f2 pedone del bianco · g2 pedone del bianco · h2 pedone del bianco · a1 torre del bianco · c1 alfiere del bianco · d1 donna del bianco · e1 re del bianco · h1 torre del bianco | a8 torre del nero · b8 cavallo del nero · c8 alfiere del nero · d8 donna del nero · e8 re del nero · f8 alfiere del nero · h8 torre del nero · b7 pedone del nero · e7 pedone del nero · f7 pedone del nero · g7 pedone del nero · h7 pedone del nero · a6 pedone del nero · d6 pedone del nero · f6 cavallo del nero · c4 alfiere del bianco · d4 cavallo del bianco · e4 pedone del bianco · c3 cavallo del bianco · a2 pedone del bianco · b2 pedone del bianco · c2 pedone del bianco · f2 pedone del bianco · g2 pedone del bianco · h2 pedone del bianco · a1 torre del bianco · c1 alfiere del bianco · d1 donna del bianco · e1 re del bianco · h1 torre del bianco | a8 torre del nero · b8 cavallo del nero · c8 alfiere del nero · d8 donna del nero · e8 re del nero · f8 alfiere del nero · h8 torre del nero · b7 pedone del nero · e7 pedone del nero · f7 pedone del nero · g7 pedone del nero · h7 pedone del nero · a6 pedone del nero · d6 pedone del nero · f6 cavallo del nero · c4 alfiere del bianco · d4 cavallo del bianco · e4 pedone del bianco · c3 cavallo del bianco · a2 pedone del bianco · b2 pedone del bianco · c2 pedone del bianco · f2 pedone del bianco · g2 pedone del bianco · h2 pedone del bianco · a1 torre del bianco · c1 alfiere del bianco · d1 donna del bianco · e1 re del bianco · h1 torre del bianco | 2 |
| 1 | a8 torre del nero · b8 cavallo del nero · c8 alfiere del nero · d8 donna del nero · e8 re del nero · f8 alfiere del nero · h8 torre del nero · b7 pedone del nero · e7 pedone del nero · f7 pedone del nero · g7 pedone del nero · h7 pedone del nero · a6 pedone del nero · d6 pedone del nero · f6 cavallo del nero · c4 alfiere del bianco · d4 cavallo del bianco · e4 pedone del bianco · c3 cavallo del bianco · a2 pedone del bianco · b2 pedone del bianco · c2 pedone del bianco · f2 pedone del bianco · g2 pedone del bianco · h2 pedone del bianco · a1 torre del bianco · c1 alfiere del bianco · d1 donna del bianco · e1 re del bianco · h1 torre del bianco | a8 torre del nero · b8 cavallo del nero · c8 alfiere del nero · d8 donna del nero · e8 re del nero · f8 alfiere del nero · h8 torre del nero · b7 pedone del nero · e7 pedone del nero · f7 pedone del nero · g7 pedone del nero · h7 pedone del nero · a6 pedone del nero · d6 pedone del nero · f6 cavallo del nero · c4 alfiere del bianco · d4 cavallo del bianco · e4 pedone del bianco · c3 cavallo del bianco · a2 pedone del bianco · b2 pedone del bianco · c2 pedone del bianco · f2 pedone del bianco · g2 pedone del bianco · h2 pedone del bianco · a1 torre del bianco · c1 alfiere del bianco · d1 donna del bianco · e1 re del bianco · h1 torre del bianco | a8 torre del nero · b8 cavallo del nero · c8 alfiere del nero · d8 donna del nero · e8 re del nero · f8 alfiere del nero · h8 torre del nero · b7 pedone del nero · e7 pedone del nero · f7 pedone del nero · g7 pedone del nero · h7 pedone del nero · a6 pedone del nero · d6 pedone del nero · f6 cavallo del nero · c4 alfiere del bianco · d4 cavallo del bianco · e4 pedone del bianco · c3 cavallo del bianco · a2 pedone del bianco · b2 pedone del bianco · c2 pedone del bianco · f2 pedone del bianco · g2 pedone del bianco · h2 pedone del bianco · a1 torre del bianco · c1 alfiere del bianco · d1 donna del bianco · e1 re del bianco · h1 torre del bianco | a8 torre del nero · b8 cavallo del nero · c8 alfiere del nero · d8 donna del nero · e8 re del nero · f8 alfiere del nero · h8 torre del nero · b7 pedone del nero · e7 pedone del nero · f7 pedone del nero · g7 pedone del nero · h7 pedone del nero · a6 pedone del nero · d6 pedone del nero · f6 cavallo del nero · c4 alfiere del bianco · d4 cavallo del bianco · e4 pedone del bianco · c3 cavallo del bianco · a2 pedone del bianco · b2 pedone del bianco · c2 pedone del bianco · f2 pedone del bianco · g2 pedone del bianco · h2 pedone del bianco · a1 torre del bianco · c1 alfiere del bianco · d1 donna del bianco · e1 re del bianco · h1 torre del bianco | a8 torre del nero · b8 cavallo del nero · c8 alfiere del nero · d8 donna del nero · e8 re del nero · f8 alfiere del nero · h8 torre del nero · b7 pedone del nero · e7 pedone del nero · f7 pedone del nero · g7 pedone del nero · h7 pedone del nero · a6 pedone del nero · d6 pedone del nero · f6 cavallo del nero · c4 alfiere del bianco · d4 cavallo del bianco · e4 pedone del bianco · c3 cavallo del bianco · a2 pedone del bianco · b2 pedone del bianco · c2 pedone del bianco · f2 pedone del bianco · g2 pedone del bianco · h2 pedone del bianco · a1 torre del bianco · c1 alfiere del bianco · d1 donna del bianco · e1 re del bianco · h1 torre del bianco | a8 torre del nero · b8 cavallo del nero · c8 alfiere del nero · d8 donna del nero · e8 re del nero · f8 alfiere del nero · h8 torre del nero · b7 pedone del nero · e7 pedone del nero · f7 pedone del nero · g7 pedone del nero · h7 pedone del nero · a6 pedone del nero · d6 pedone del nero · f6 cavallo del nero · c4 alfiere del bianco · d4 cavallo del bianco · e4 pedone del bianco · c3 cavallo del bianco · a2 pedone del bianco · b2 pedone del bianco · c2 pedone del bianco · f2 pedone del bianco · g2 pedone del bianco · h2 pedone del bianco · a1 torre del bianco · c1 alfiere del bianco · d1 donna del bianco · e1 re del bianco · h1 torre del bianco | a8 torre del nero · b8 cavallo del nero · c8 alfiere del nero · d8 donna del nero · e8 re del nero · f8 alfiere del nero · h8 torre del nero · b7 pedone del nero · e7 pedone del nero · f7 pedone del nero · g7 pedone del nero · h7 pedone del nero · a6 pedone del nero · d6 pedone del nero · f6 cavallo del nero · c4 alfiere del bianco · d4 cavallo del bianco · e4 pedone del bianco · c3 cavallo del bianco · a2 pedone del bianco · b2 pedone del bianco · c2 pedone del bianco · f2 pedone del bianco · g2 pedone del bianco · h2 pedone del bianco · a1 torre del bianco · c1 alfiere del bianco · d1 donna del bianco · e1 re del bianco · h1 torre del bianco | a8 torre del nero · b8 cavallo del nero · c8 alfiere del nero · d8 donna del nero · e8 re del nero · f8 alfiere del nero · h8 torre del nero · b7 pedone del nero · e7 pedone del nero · f7 pedone del nero · g7 pedone del nero · h7 pedone del nero · a6 pedone del nero · d6 pedone del nero · f6 cavallo del nero · c4 alfiere del bianco · d4 cavallo del bianco · e4 pedone del bianco · c3 cavallo del bianco · a2 pedone del bianco · b2 pedone del bianco · c2 pedone del bianco · f2 pedone del bianco · g2 pedone del bianco · h2 pedone del bianco · a1 torre del bianco · c1 alfiere del bianco · d1 donna del bianco · e1 re del bianco · h1 torre del bianco | 1 |
|   | a | b | c | d | e | f | g | h |   |

Assieme a 6.Ag5 è una delle varianti più teorizzate di tutto l'insieme delle aperture, con sviluppi che arrivano oltre le 20 mosse. Lo scopo strategico di questa variante è quello di impedire le spinte e5 e d5 del Nero, mettendo sotto forte pressione il centro. L'alfiere da c4 esercita una certa pressione sulla diagonale a2-g8 e sul punto f7 in particolare. Il piano del Bianco è quello di riuscire ad aprire la colonna f con le spinte f2-f4-f5 per lanciare un violento attacco sull'ala di re. Se il Nero non reagisce con prontezza al centro e sull'ala di donna può finire rapidamente travolto.
La principale contromossa del Nero è data dal tentativo di chiudere la diagonale immediatamente con:
6…e6
A questo punto è possibile lo pseudosacrificio 7…Cxe4 8.Cxe4 d5 che semplifica di molto la posizione. Per questa ragione la mossa più giocata dal Bianco in questa posizione è:
7.Ab3
in deroga alla regola del "non muovere due volte lo stesso pezzo in apertura".
Il Nero a questo punto ha la scelta tra un gran numero di mosse possibili. Tra le più usate:
7…b5
7…Ae7
7…Cbd7

#### 6.Ag5
|   | a | b | c | d | e | f | g | h |   |
| 8 | a8 torre del nero · b8 cavallo del nero · c8 alfiere del nero · d8 donna del nero · e8 re del nero · f8 alfiere del nero · h8 torre del nero · b7 pedone del nero · e7 pedone del nero · f7 pedone del nero · g7 pedone del nero · h7 pedone del nero · a6 pedone del nero · d6 pedone del nero · f6 cavallo del nero · g5 alfiere del bianco · d4 cavallo del bianco · e4 pedone del bianco · c3 cavallo del bianco · a2 pedone del bianco · b2 pedone del bianco · c2 pedone del bianco · f2 pedone del bianco · g2 pedone del bianco · h2 pedone del bianco · a1 torre del bianco · d1 donna del bianco · e1 re del bianco · f1 alfiere del bianco · h1 torre del bianco | a8 torre del nero · b8 cavallo del nero · c8 alfiere del nero · d8 donna del nero · e8 re del nero · f8 alfiere del nero · h8 torre del nero · b7 pedone del nero · e7 pedone del nero · f7 pedone del nero · g7 pedone del nero · h7 pedone del nero · a6 pedone del nero · d6 pedone del nero · f6 cavallo del nero · g5 alfiere del bianco · d4 cavallo del bianco · e4 pedone del bianco · c3 cavallo del bianco · a2 pedone del bianco · b2 pedone del bianco · c2 pedone del bianco · f2 pedone del bianco · g2 pedone del bianco · h2 pedone del bianco · a1 torre del bianco · d1 donna del bianco · e1 re del bianco · f1 alfiere del bianco · h1 torre del bianco | a8 torre del nero · b8 cavallo del nero · c8 alfiere del nero · d8 donna del nero · e8 re del nero · f8 alfiere del nero · h8 torre del nero · b7 pedone del nero · e7 pedone del nero · f7 pedone del nero · g7 pedone del nero · h7 pedone del nero · a6 pedone del nero · d6 pedone del nero · f6 cavallo del nero · g5 alfiere del bianco · d4 cavallo del bianco · e4 pedone del bianco · c3 cavallo del bianco · a2 pedone del bianco · b2 pedone del bianco · c2 pedone del bianco · f2 pedone del bianco · g2 pedone del bianco · h2 pedone del bianco · a1 torre del bianco · d1 donna del bianco · e1 re del bianco · f1 alfiere del bianco · h1 torre del bianco | a8 torre del nero · b8 cavallo del nero · c8 alfiere del nero · d8 donna del nero · e8 re del nero · f8 alfiere del nero · h8 torre del nero · b7 pedone del nero · e7 pedone del nero · f7 pedone del nero · g7 pedone del nero · h7 pedone del nero · a6 pedone del nero · d6 pedone del nero · f6 cavallo del nero · g5 alfiere del bianco · d4 cavallo del bianco · e4 pedone del bianco · c3 cavallo del bianco · a2 pedone del bianco · b2 pedone del bianco · c2 pedone del bianco · f2 pedone del bianco · g2 pedone del bianco · h2 pedone del bianco · a1 torre del bianco · d1 donna del bianco · e1 re del bianco · f1 alfiere del bianco · h1 torre del bianco | a8 torre del nero · b8 cavallo del nero · c8 alfiere del nero · d8 donna del nero · e8 re del nero · f8 alfiere del nero · h8 torre del nero · b7 pedone del nero · e7 pedone del nero · f7 pedone del nero · g7 pedone del nero · h7 pedone del nero · a6 pedone del nero · d6 pedone del nero · f6 cavallo del nero · g5 alfiere del bianco · d4 cavallo del bianco · e4 pedone del bianco · c3 cavallo del bianco · a2 pedone del bianco · b2 pedone del bianco · c2 pedone del bianco · f2 pedone del bianco · g2 pedone del bianco · h2 pedone del bianco · a1 torre del bianco · d1 donna del bianco · e1 re del bianco · f1 alfiere del bianco · h1 torre del bianco | a8 torre del nero · b8 cavallo del nero · c8 alfiere del nero · d8 donna del nero · e8 re del nero · f8 alfiere del nero · h8 torre del nero · b7 pedone del nero · e7 pedone del nero · f7 pedone del nero · g7 pedone del nero · h7 pedone del nero · a6 pedone del nero · d6 pedone del nero · f6 cavallo del nero · g5 alfiere del bianco · d4 cavallo del bianco · e4 pedone del bianco · c3 cavallo del bianco · a2 pedone del bianco · b2 pedone del bianco · c2 pedone del bianco · f2 pedone del bianco · g2 pedone del bianco · h2 pedone del bianco · a1 torre del bianco · d1 donna del bianco · e1 re del bianco · f1 alfiere del bianco · h1 torre del bianco | a8 torre del nero · b8 cavallo del nero · c8 alfiere del nero · d8 donna del nero · e8 re del nero · f8 alfiere del nero · h8 torre del nero · b7 pedone del nero · e7 pedone del nero · f7 pedone del nero · g7 pedone del nero · h7 pedone del nero · a6 pedone del nero · d6 pedone del nero · f6 cavallo del nero · g5 alfiere del bianco · d4 cavallo del bianco · e4 pedone del bianco · c3 cavallo del bianco · a2 pedone del bianco · b2 pedone del bianco · c2 pedone del bianco · f2 pedone del bianco · g2 pedone del bianco · h2 pedone del bianco · a1 torre del bianco · d1 donna del bianco · e1 re del bianco · f1 alfiere del bianco · h1 torre del bianco | a8 torre del nero · b8 cavallo del nero · c8 alfiere del nero · d8 donna del nero · e8 re del nero · f8 alfiere del nero · h8 torre del nero · b7 pedone del nero · e7 pedone del nero · f7 pedone del nero · g7 pedone del nero · h7 pedone del nero · a6 pedone del nero · d6 pedone del nero · f6 cavallo del nero · g5 alfiere del bianco · d4 cavallo del bianco · e4 pedone del bianco · c3 cavallo del bianco · a2 pedone del bianco · b2 pedone del bianco · c2 pedone del bianco · f2 pedone del bianco · g2 pedone del bianco · h2 pedone del bianco · a1 torre del bianco · d1 donna del bianco · e1 re del bianco · f1 alfiere del bianco · h1 torre del bianco | 8 |
| 7 | a8 torre del nero · b8 cavallo del nero · c8 alfiere del nero · d8 donna del nero · e8 re del nero · f8 alfiere del nero · h8 torre del nero · b7 pedone del nero · e7 pedone del nero · f7 pedone del nero · g7 pedone del nero · h7 pedone del nero · a6 pedone del nero · d6 pedone del nero · f6 cavallo del nero · g5 alfiere del bianco · d4 cavallo del bianco · e4 pedone del bianco · c3 cavallo del bianco · a2 pedone del bianco · b2 pedone del bianco · c2 pedone del bianco · f2 pedone del bianco · g2 pedone del bianco · h2 pedone del bianco · a1 torre del bianco · d1 donna del bianco · e1 re del bianco · f1 alfiere del bianco · h1 torre del bianco | a8 torre del nero · b8 cavallo del nero · c8 alfiere del nero · d8 donna del nero · e8 re del nero · f8 alfiere del nero · h8 torre del nero · b7 pedone del nero · e7 pedone del nero · f7 pedone del nero · g7 pedone del nero · h7 pedone del nero · a6 pedone del nero · d6 pedone del nero · f6 cavallo del nero · g5 alfiere del bianco · d4 cavallo del bianco · e4 pedone del bianco · c3 cavallo del bianco · a2 pedone del bianco · b2 pedone del bianco · c2 pedone del bianco · f2 pedone del bianco · g2 pedone del bianco · h2 pedone del bianco · a1 torre del bianco · d1 donna del bianco · e1 re del bianco · f1 alfiere del bianco · h1 torre del bianco | a8 torre del nero · b8 cavallo del nero · c8 alfiere del nero · d8 donna del nero · e8 re del nero · f8 alfiere del nero · h8 torre del nero · b7 pedone del nero · e7 pedone del nero · f7 pedone del nero · g7 pedone del nero · h7 pedone del nero · a6 pedone del nero · d6 pedone del nero · f6 cavallo del nero · g5 alfiere del bianco · d4 cavallo del bianco · e4 pedone del bianco · c3 cavallo del bianco · a2 pedone del bianco · b2 pedone del bianco · c2 pedone del bianco · f2 pedone del bianco · g2 pedone del bianco · h2 pedone del bianco · a1 torre del bianco · d1 donna del bianco · e1 re del bianco · f1 alfiere del bianco · h1 torre del bianco | a8 torre del nero · b8 cavallo del nero · c8 alfiere del nero · d8 donna del nero · e8 re del nero · f8 alfiere del nero · h8 torre del nero · b7 pedone del nero · e7 pedone del nero · f7 pedone del nero · g7 pedone del nero · h7 pedone del nero · a6 pedone del nero · d6 pedone del nero · f6 cavallo del nero · g5 alfiere del bianco · d4 cavallo del bianco · e4 pedone del bianco · c3 cavallo del bianco · a2 pedone del bianco · b2 pedone del bianco · c2 pedone del bianco · f2 pedone del bianco · g2 pedone del bianco · h2 pedone del bianco · a1 torre del bianco · d1 donna del bianco · e1 re del bianco · f1 alfiere del bianco · h1 torre del bianco | a8 torre del nero · b8 cavallo del nero · c8 alfiere del nero · d8 donna del nero · e8 re del nero · f8 alfiere del nero · h8 torre del nero · b7 pedone del nero · e7 pedone del nero · f7 pedone del nero · g7 pedone del nero · h7 pedone del nero · a6 pedone del nero · d6 pedone del nero · f6 cavallo del nero · g5 alfiere del bianco · d4 cavallo del bianco · e4 pedone del bianco · c3 cavallo del bianco · a2 pedone del bianco · b2 pedone del bianco · c2 pedone del bianco · f2 pedone del bianco · g2 pedone del bianco · h2 pedone del bianco · a1 torre del bianco · d1 donna del bianco · e1 re del bianco · f1 alfiere del bianco · h1 torre del bianco | a8 torre del nero · b8 cavallo del nero · c8 alfiere del nero · d8 donna del nero · e8 re del nero · f8 alfiere del nero · h8 torre del nero · b7 pedone del nero · e7 pedone del nero · f7 pedone del nero · g7 pedone del nero · h7 pedone del nero · a6 pedone del nero · d6 pedone del nero · f6 cavallo del nero · g5 alfiere del bianco · d4 cavallo del bianco · e4 pedone del bianco · c3 cavallo del bianco · a2 pedone del bianco · b2 pedone del bianco · c2 pedone del bianco · f2 pedone del bianco · g2 pedone del bianco · h2 pedone del bianco · a1 torre del bianco · d1 donna del bianco · e1 re del bianco · f1 alfiere del bianco · h1 torre del bianco | a8 torre del nero · b8 cavallo del nero · c8 alfiere del nero · d8 donna del nero · e8 re del nero · f8 alfiere del nero · h8 torre del nero · b7 pedone del nero · e7 pedone del nero · f7 pedone del nero · g7 pedone del nero · h7 pedone del nero · a6 pedone del nero · d6 pedone del nero · f6 cavallo del nero · g5 alfiere del bianco · d4 cavallo del bianco · e4 pedone del bianco · c3 cavallo del bianco · a2 pedone del bianco · b2 pedone del bianco · c2 pedone del bianco · f2 pedone del bianco · g2 pedone del bianco · h2 pedone del bianco · a1 torre del bianco · d1 donna del bianco · e1 re del bianco · f1 alfiere del bianco · h1 torre del bianco | a8 torre del nero · b8 cavallo del nero · c8 alfiere del nero · d8 donna del nero · e8 re del nero · f8 alfiere del nero · h8 torre del nero · b7 pedone del nero · e7 pedone del nero · f7 pedone del nero · g7 pedone del nero · h7 pedone del nero · a6 pedone del nero · d6 pedone del nero · f6 cavallo del nero · g5 alfiere del bianco · d4 cavallo del bianco · e4 pedone del bianco · c3 cavallo del bianco · a2 pedone del bianco · b2 pedone del bianco · c2 pedone del bianco · f2 pedone del bianco · g2 pedone del bianco · h2 pedone del bianco · a1 torre del bianco · d1 donna del bianco · e1 re del bianco · f1 alfiere del bianco · h1 torre del bianco | 7 |
| 6 | a8 torre del nero · b8 cavallo del nero · c8 alfiere del nero · d8 donna del nero · e8 re del nero · f8 alfiere del nero · h8 torre del nero · b7 pedone del nero · e7 pedone del nero · f7 pedone del nero · g7 pedone del nero · h7 pedone del nero · a6 pedone del nero · d6 pedone del nero · f6 cavallo del nero · g5 alfiere del bianco · d4 cavallo del bianco · e4 pedone del bianco · c3 cavallo del bianco · a2 pedone del bianco · b2 pedone del bianco · c2 pedone del bianco · f2 pedone del bianco · g2 pedone del bianco · h2 pedone del bianco · a1 torre del bianco · d1 donna del bianco · e1 re del bianco · f1 alfiere del bianco · h1 torre del bianco | a8 torre del nero · b8 cavallo del nero · c8 alfiere del nero · d8 donna del nero · e8 re del nero · f8 alfiere del nero · h8 torre del nero · b7 pedone del nero · e7 pedone del nero · f7 pedone del nero · g7 pedone del nero · h7 pedone del nero · a6 pedone del nero · d6 pedone del nero · f6 cavallo del nero · g5 alfiere del bianco · d4 cavallo del bianco · e4 pedone del bianco · c3 cavallo del bianco · a2 pedone del bianco · b2 pedone del bianco · c2 pedone del bianco · f2 pedone del bianco · g2 pedone del bianco · h2 pedone del bianco · a1 torre del bianco · d1 donna del bianco · e1 re del bianco · f1 alfiere del bianco · h1 torre del bianco | a8 torre del nero · b8 cavallo del nero · c8 alfiere del nero · d8 donna del nero · e8 re del nero · f8 alfiere del nero · h8 torre del nero · b7 pedone del nero · e7 pedone del nero · f7 pedone del nero · g7 pedone del nero · h7 pedone del nero · a6 pedone del nero · d6 pedone del nero · f6 cavallo del nero · g5 alfiere del bianco · d4 cavallo del bianco · e4 pedone del bianco · c3 cavallo del bianco · a2 pedone del bianco · b2 pedone del bianco · c2 pedone del bianco · f2 pedone del bianco · g2 pedone del bianco · h2 pedone del bianco · a1 torre del bianco · d1 donna del bianco · e1 re del bianco · f1 alfiere del bianco · h1 torre del bianco | a8 torre del nero · b8 cavallo del nero · c8 alfiere del nero · d8 donna del nero · e8 re del nero · f8 alfiere del nero · h8 torre del nero · b7 pedone del nero · e7 pedone del nero · f7 pedone del nero · g7 pedone del nero · h7 pedone del nero · a6 pedone del nero · d6 pedone del nero · f6 cavallo del nero · g5 alfiere del bianco · d4 cavallo del bianco · e4 pedone del bianco · c3 cavallo del bianco · a2 pedone del bianco · b2 pedone del bianco · c2 pedone del bianco · f2 pedone del bianco · g2 pedone del bianco · h2 pedone del bianco · a1 torre del bianco · d1 donna del bianco · e1 re del bianco · f1 alfiere del bianco · h1 torre del bianco | a8 torre del nero · b8 cavallo del nero · c8 alfiere del nero · d8 donna del nero · e8 re del nero · f8 alfiere del nero · h8 torre del nero · b7 pedone del nero · e7 pedone del nero · f7 pedone del nero · g7 pedone del nero · h7 pedone del nero · a6 pedone del nero · d6 pedone del nero · f6 cavallo del nero · g5 alfiere del bianco · d4 cavallo del bianco · e4 pedone del bianco · c3 cavallo del bianco · a2 pedone del bianco · b2 pedone del bianco · c2 pedone del bianco · f2 pedone del bianco · g2 pedone del bianco · h2 pedone del bianco · a1 torre del bianco · d1 donna del bianco · e1 re del bianco · f1 alfiere del bianco · h1 torre del bianco | a8 torre del nero · b8 cavallo del nero · c8 alfiere del nero · d8 donna del nero · e8 re del nero · f8 alfiere del nero · h8 torre del nero · b7 pedone del nero · e7 pedone del nero · f7 pedone del nero · g7 pedone del nero · h7 pedone del nero · a6 pedone del nero · d6 pedone del nero · f6 cavallo del nero · g5 alfiere del bianco · d4 cavallo del bianco · e4 pedone del bianco · c3 cavallo del bianco · a2 pedone del bianco · b2 pedone del bianco · c2 pedone del bianco · f2 pedone del bianco · g2 pedone del bianco · h2 pedone del bianco · a1 torre del bianco · d1 donna del bianco · e1 re del bianco · f1 alfiere del bianco · h1 torre del bianco | a8 torre del nero · b8 cavallo del nero · c8 alfiere del nero · d8 donna del nero · e8 re del nero · f8 alfiere del nero · h8 torre del nero · b7 pedone del nero · e7 pedone del nero · f7 pedone del nero · g7 pedone del nero · h7 pedone del nero · a6 pedone del nero · d6 pedone del nero · f6 cavallo del nero · g5 alfiere del bianco · d4 cavallo del bianco · e4 pedone del bianco · c3 cavallo del bianco · a2 pedone del bianco · b2 pedone del bianco · c2 pedone del bianco · f2 pedone del bianco · g2 pedone del bianco · h2 pedone del bianco · a1 torre del bianco · d1 donna del bianco · e1 re del bianco · f1 alfiere del bianco · h1 torre del bianco | a8 torre del nero · b8 cavallo del nero · c8 alfiere del nero · d8 donna del nero · e8 re del nero · f8 alfiere del nero · h8 torre del nero · b7 pedone del nero · e7 pedone del nero · f7 pedone del nero · g7 pedone del nero · h7 pedone del nero · a6 pedone del nero · d6 pedone del nero · f6 cavallo del nero · g5 alfiere del bianco · d4 cavallo del bianco · e4 pedone del bianco · c3 cavallo del bianco · a2 pedone del bianco · b2 pedone del bianco · c2 pedone del bianco · f2 pedone del bianco · g2 pedone del bianco · h2 pedone del bianco · a1 torre del bianco · d1 donna del bianco · e1 re del bianco · f1 alfiere del bianco · h1 torre del bianco | 6 |
| 5 | a8 torre del nero · b8 cavallo del nero · c8 alfiere del nero · d8 donna del nero · e8 re del nero · f8 alfiere del nero · h8 torre del nero · b7 pedone del nero · e7 pedone del nero · f7 pedone del nero · g7 pedone del nero · h7 pedone del nero · a6 pedone del nero · d6 pedone del nero · f6 cavallo del nero · g5 alfiere del bianco · d4 cavallo del bianco · e4 pedone del bianco · c3 cavallo del bianco · a2 pedone del bianco · b2 pedone del bianco · c2 pedone del bianco · f2 pedone del bianco · g2 pedone del bianco · h2 pedone del bianco · a1 torre del bianco · d1 donna del bianco · e1 re del bianco · f1 alfiere del bianco · h1 torre del bianco | a8 torre del nero · b8 cavallo del nero · c8 alfiere del nero · d8 donna del nero · e8 re del nero · f8 alfiere del nero · h8 torre del nero · b7 pedone del nero · e7 pedone del nero · f7 pedone del nero · g7 pedone del nero · h7 pedone del nero · a6 pedone del nero · d6 pedone del nero · f6 cavallo del nero · g5 alfiere del bianco · d4 cavallo del bianco · e4 pedone del bianco · c3 cavallo del bianco · a2 pedone del bianco · b2 pedone del bianco · c2 pedone del bianco · f2 pedone del bianco · g2 pedone del bianco · h2 pedone del bianco · a1 torre del bianco · d1 donna del bianco · e1 re del bianco · f1 alfiere del bianco · h1 torre del bianco | a8 torre del nero · b8 cavallo del nero · c8 alfiere del nero · d8 donna del nero · e8 re del nero · f8 alfiere del nero · h8 torre del nero · b7 pedone del nero · e7 pedone del nero · f7 pedone del nero · g7 pedone del nero · h7 pedone del nero · a6 pedone del nero · d6 pedone del nero · f6 cavallo del nero · g5 alfiere del bianco · d4 cavallo del bianco · e4 pedone del bianco · c3 cavallo del bianco · a2 pedone del bianco · b2 pedone del bianco · c2 pedone del bianco · f2 pedone del bianco · g2 pedone del bianco · h2 pedone del bianco · a1 torre del bianco · d1 donna del bianco · e1 re del bianco · f1 alfiere del bianco · h1 torre del bianco | a8 torre del nero · b8 cavallo del nero · c8 alfiere del nero · d8 donna del nero · e8 re del nero · f8 alfiere del nero · h8 torre del nero · b7 pedone del nero · e7 pedone del nero · f7 pedone del nero · g7 pedone del nero · h7 pedone del nero · a6 pedone del nero · d6 pedone del nero · f6 cavallo del nero · g5 alfiere del bianco · d4 cavallo del bianco · e4 pedone del bianco · c3 cavallo del bianco · a2 pedone del bianco · b2 pedone del bianco · c2 pedone del bianco · f2 pedone del bianco · g2 pedone del bianco · h2 pedone del bianco · a1 torre del bianco · d1 donna del bianco · e1 re del bianco · f1 alfiere del bianco · h1 torre del bianco | a8 torre del nero · b8 cavallo del nero · c8 alfiere del nero · d8 donna del nero · e8 re del nero · f8 alfiere del nero · h8 torre del nero · b7 pedone del nero · e7 pedone del nero · f7 pedone del nero · g7 pedone del nero · h7 pedone del nero · a6 pedone del nero · d6 pedone del nero · f6 cavallo del nero · g5 alfiere del bianco · d4 cavallo del bianco · e4 pedone del bianco · c3 cavallo del bianco · a2 pedone del bianco · b2 pedone del bianco · c2 pedone del bianco · f2 pedone del bianco · g2 pedone del bianco · h2 pedone del bianco · a1 torre del bianco · d1 donna del bianco · e1 re del bianco · f1 alfiere del bianco · h1 torre del bianco | a8 torre del nero · b8 cavallo del nero · c8 alfiere del nero · d8 donna del nero · e8 re del nero · f8 alfiere del nero · h8 torre del nero · b7 pedone del nero · e7 pedone del nero · f7 pedone del nero · g7 pedone del nero · h7 pedone del nero · a6 pedone del nero · d6 pedone del nero · f6 cavallo del nero · g5 alfiere del bianco · d4 cavallo del bianco · e4 pedone del bianco · c3 cavallo del bianco · a2 pedone del bianco · b2 pedone del bianco · c2 pedone del bianco · f2 pedone del bianco · g2 pedone del bianco · h2 pedone del bianco · a1 torre del bianco · d1 donna del bianco · e1 re del bianco · f1 alfiere del bianco · h1 torre del bianco | a8 torre del nero · b8 cavallo del nero · c8 alfiere del nero · d8 donna del nero · e8 re del nero · f8 alfiere del nero · h8 torre del nero · b7 pedone del nero · e7 pedone del nero · f7 pedone del nero · g7 pedone del nero · h7 pedone del nero · a6 pedone del nero · d6 pedone del nero · f6 cavallo del nero · g5 alfiere del bianco · d4 cavallo del bianco · e4 pedone del bianco · c3 cavallo del bianco · a2 pedone del bianco · b2 pedone del bianco · c2 pedone del bianco · f2 pedone del bianco · g2 pedone del bianco · h2 pedone del bianco · a1 torre del bianco · d1 donna del bianco · e1 re del bianco · f1 alfiere del bianco · h1 torre del bianco | a8 torre del nero · b8 cavallo del nero · c8 alfiere del nero · d8 donna del nero · e8 re del nero · f8 alfiere del nero · h8 torre del nero · b7 pedone del nero · e7 pedone del nero · f7 pedone del nero · g7 pedone del nero · h7 pedone del nero · a6 pedone del nero · d6 pedone del nero · f6 cavallo del nero · g5 alfiere del bianco · d4 cavallo del bianco · e4 pedone del bianco · c3 cavallo del bianco · a2 pedone del bianco · b2 pedone del bianco · c2 pedone del bianco · f2 pedone del bianco · g2 pedone del bianco · h2 pedone del bianco · a1 torre del bianco · d1 donna del bianco · e1 re del bianco · f1 alfiere del bianco · h1 torre del bianco | 5 |
| 4 | a8 torre del nero · b8 cavallo del nero · c8 alfiere del nero · d8 donna del nero · e8 re del nero · f8 alfiere del nero · h8 torre del nero · b7 pedone del nero · e7 pedone del nero · f7 pedone del nero · g7 pedone del nero · h7 pedone del nero · a6 pedone del nero · d6 pedone del nero · f6 cavallo del nero · g5 alfiere del bianco · d4 cavallo del bianco · e4 pedone del bianco · c3 cavallo del bianco · a2 pedone del bianco · b2 pedone del bianco · c2 pedone del bianco · f2 pedone del bianco · g2 pedone del bianco · h2 pedone del bianco · a1 torre del bianco · d1 donna del bianco · e1 re del bianco · f1 alfiere del bianco · h1 torre del bianco | a8 torre del nero · b8 cavallo del nero · c8 alfiere del nero · d8 donna del nero · e8 re del nero · f8 alfiere del nero · h8 torre del nero · b7 pedone del nero · e7 pedone del nero · f7 pedone del nero · g7 pedone del nero · h7 pedone del nero · a6 pedone del nero · d6 pedone del nero · f6 cavallo del nero · g5 alfiere del bianco · d4 cavallo del bianco · e4 pedone del bianco · c3 cavallo del bianco · a2 pedone del bianco · b2 pedone del bianco · c2 pedone del bianco · f2 pedone del bianco · g2 pedone del bianco · h2 pedone del bianco · a1 torre del bianco · d1 donna del bianco · e1 re del bianco · f1 alfiere del bianco · h1 torre del bianco | a8 torre del nero · b8 cavallo del nero · c8 alfiere del nero · d8 donna del nero · e8 re del nero · f8 alfiere del nero · h8 torre del nero · b7 pedone del nero · e7 pedone del nero · f7 pedone del nero · g7 pedone del nero · h7 pedone del nero · a6 pedone del nero · d6 pedone del nero · f6 cavallo del nero · g5 alfiere del bianco · d4 cavallo del bianco · e4 pedone del bianco · c3 cavallo del bianco · a2 pedone del bianco · b2 pedone del bianco · c2 pedone del bianco · f2 pedone del bianco · g2 pedone del bianco · h2 pedone del bianco · a1 torre del bianco · d1 donna del bianco · e1 re del bianco · f1 alfiere del bianco · h1 torre del bianco | a8 torre del nero · b8 cavallo del nero · c8 alfiere del nero · d8 donna del nero · e8 re del nero · f8 alfiere del nero · h8 torre del nero · b7 pedone del nero · e7 pedone del nero · f7 pedone del nero · g7 pedone del nero · h7 pedone del nero · a6 pedone del nero · d6 pedone del nero · f6 cavallo del nero · g5 alfiere del bianco · d4 cavallo del bianco · e4 pedone del bianco · c3 cavallo del bianco · a2 pedone del bianco · b2 pedone del bianco · c2 pedone del bianco · f2 pedone del bianco · g2 pedone del bianco · h2 pedone del bianco · a1 torre del bianco · d1 donna del bianco · e1 re del bianco · f1 alfiere del bianco · h1 torre del bianco | a8 torre del nero · b8 cavallo del nero · c8 alfiere del nero · d8 donna del nero · e8 re del nero · f8 alfiere del nero · h8 torre del nero · b7 pedone del nero · e7 pedone del nero · f7 pedone del nero · g7 pedone del nero · h7 pedone del nero · a6 pedone del nero · d6 pedone del nero · f6 cavallo del nero · g5 alfiere del bianco · d4 cavallo del bianco · e4 pedone del bianco · c3 cavallo del bianco · a2 pedone del bianco · b2 pedone del bianco · c2 pedone del bianco · f2 pedone del bianco · g2 pedone del bianco · h2 pedone del bianco · a1 torre del bianco · d1 donna del bianco · e1 re del bianco · f1 alfiere del bianco · h1 torre del bianco | a8 torre del nero · b8 cavallo del nero · c8 alfiere del nero · d8 donna del nero · e8 re del nero · f8 alfiere del nero · h8 torre del nero · b7 pedone del nero · e7 pedone del nero · f7 pedone del nero · g7 pedone del nero · h7 pedone del nero · a6 pedone del nero · d6 pedone del nero · f6 cavallo del nero · g5 alfiere del bianco · d4 cavallo del bianco · e4 pedone del bianco · c3 cavallo del bianco · a2 pedone del bianco · b2 pedone del bianco · c2 pedone del bianco · f2 pedone del bianco · g2 pedone del bianco · h2 pedone del bianco · a1 torre del bianco · d1 donna del bianco · e1 re del bianco · f1 alfiere del bianco · h1 torre del bianco | a8 torre del nero · b8 cavallo del nero · c8 alfiere del nero · d8 donna del nero · e8 re del nero · f8 alfiere del nero · h8 torre del nero · b7 pedone del nero · e7 pedone del nero · f7 pedone del nero · g7 pedone del nero · h7 pedone del nero · a6 pedone del nero · d6 pedone del nero · f6 cavallo del nero · g5 alfiere del bianco · d4 cavallo del bianco · e4 pedone del bianco · c3 cavallo del bianco · a2 pedone del bianco · b2 pedone del bianco · c2 pedone del bianco · f2 pedone del bianco · g2 pedone del bianco · h2 pedone del bianco · a1 torre del bianco · d1 donna del bianco · e1 re del bianco · f1 alfiere del bianco · h1 torre del bianco | a8 torre del nero · b8 cavallo del nero · c8 alfiere del nero · d8 donna del nero · e8 re del nero · f8 alfiere del nero · h8 torre del nero · b7 pedone del nero · e7 pedone del nero · f7 pedone del nero · g7 pedone del nero · h7 pedone del nero · a6 pedone del nero · d6 pedone del nero · f6 cavallo del nero · g5 alfiere del bianco · d4 cavallo del bianco · e4 pedone del bianco · c3 cavallo del bianco · a2 pedone del bianco · b2 pedone del bianco · c2 pedone del bianco · f2 pedone del bianco · g2 pedone del bianco · h2 pedone del bianco · a1 torre del bianco · d1 donna del bianco · e1 re del bianco · f1 alfiere del bianco · h1 torre del bianco | 4 |
| 3 | a8 torre del nero · b8 cavallo del nero · c8 alfiere del nero · d8 donna del nero · e8 re del nero · f8 alfiere del nero · h8 torre del nero · b7 pedone del nero · e7 pedone del nero · f7 pedone del nero · g7 pedone del nero · h7 pedone del nero · a6 pedone del nero · d6 pedone del nero · f6 cavallo del nero · g5 alfiere del bianco · d4 cavallo del bianco · e4 pedone del bianco · c3 cavallo del bianco · a2 pedone del bianco · b2 pedone del bianco · c2 pedone del bianco · f2 pedone del bianco · g2 pedone del bianco · h2 pedone del bianco · a1 torre del bianco · d1 donna del bianco · e1 re del bianco · f1 alfiere del bianco · h1 torre del bianco | a8 torre del nero · b8 cavallo del nero · c8 alfiere del nero · d8 donna del nero · e8 re del nero · f8 alfiere del nero · h8 torre del nero · b7 pedone del nero · e7 pedone del nero · f7 pedone del nero · g7 pedone del nero · h7 pedone del nero · a6 pedone del nero · d6 pedone del nero · f6 cavallo del nero · g5 alfiere del bianco · d4 cavallo del bianco · e4 pedone del bianco · c3 cavallo del bianco · a2 pedone del bianco · b2 pedone del bianco · c2 pedone del bianco · f2 pedone del bianco · g2 pedone del bianco · h2 pedone del bianco · a1 torre del bianco · d1 donna del bianco · e1 re del bianco · f1 alfiere del bianco · h1 torre del bianco | a8 torre del nero · b8 cavallo del nero · c8 alfiere del nero · d8 donna del nero · e8 re del nero · f8 alfiere del nero · h8 torre del nero · b7 pedone del nero · e7 pedone del nero · f7 pedone del nero · g7 pedone del nero · h7 pedone del nero · a6 pedone del nero · d6 pedone del nero · f6 cavallo del nero · g5 alfiere del bianco · d4 cavallo del bianco · e4 pedone del bianco · c3 cavallo del bianco · a2 pedone del bianco · b2 pedone del bianco · c2 pedone del bianco · f2 pedone del bianco · g2 pedone del bianco · h2 pedone del bianco · a1 torre del bianco · d1 donna del bianco · e1 re del bianco · f1 alfiere del bianco · h1 torre del bianco | a8 torre del nero · b8 cavallo del nero · c8 alfiere del nero · d8 donna del nero · e8 re del nero · f8 alfiere del nero · h8 torre del nero · b7 pedone del nero · e7 pedone del nero · f7 pedone del nero · g7 pedone del nero · h7 pedone del nero · a6 pedone del nero · d6 pedone del nero · f6 cavallo del nero · g5 alfiere del bianco · d4 cavallo del bianco · e4 pedone del bianco · c3 cavallo del bianco · a2 pedone del bianco · b2 pedone del bianco · c2 pedone del bianco · f2 pedone del bianco · g2 pedone del bianco · h2 pedone del bianco · a1 torre del bianco · d1 donna del bianco · e1 re del bianco · f1 alfiere del bianco · h1 torre del bianco | a8 torre del nero · b8 cavallo del nero · c8 alfiere del nero · d8 donna del nero · e8 re del nero · f8 alfiere del nero · h8 torre del nero · b7 pedone del nero · e7 pedone del nero · f7 pedone del nero · g7 pedone del nero · h7 pedone del nero · a6 pedone del nero · d6 pedone del nero · f6 cavallo del nero · g5 alfiere del bianco · d4 cavallo del bianco · e4 pedone del bianco · c3 cavallo del bianco · a2 pedone del bianco · b2 pedone del bianco · c2 pedone del bianco · f2 pedone del bianco · g2 pedone del bianco · h2 pedone del bianco · a1 torre del bianco · d1 donna del bianco · e1 re del bianco · f1 alfiere del bianco · h1 torre del bianco | a8 torre del nero · b8 cavallo del nero · c8 alfiere del nero · d8 donna del nero · e8 re del nero · f8 alfiere del nero · h8 torre del nero · b7 pedone del nero · e7 pedone del nero · f7 pedone del nero · g7 pedone del nero · h7 pedone del nero · a6 pedone del nero · d6 pedone del nero · f6 cavallo del nero · g5 alfiere del bianco · d4 cavallo del bianco · e4 pedone del bianco · c3 cavallo del bianco · a2 pedone del bianco · b2 pedone del bianco · c2 pedone del bianco · f2 pedone del bianco · g2 pedone del bianco · h2 pedone del bianco · a1 torre del bianco · d1 donna del bianco · e1 re del bianco · f1 alfiere del bianco · h1 torre del bianco | a8 torre del nero · b8 cavallo del nero · c8 alfiere del nero · d8 donna del nero · e8 re del nero · f8 alfiere del nero · h8 torre del nero · b7 pedone del nero · e7 pedone del nero · f7 pedone del nero · g7 pedone del nero · h7 pedone del nero · a6 pedone del nero · d6 pedone del nero · f6 cavallo del nero · g5 alfiere del bianco · d4 cavallo del bianco · e4 pedone del bianco · c3 cavallo del bianco · a2 pedone del bianco · b2 pedone del bianco · c2 pedone del bianco · f2 pedone del bianco · g2 pedone del bianco · h2 pedone del bianco · a1 torre del bianco · d1 donna del bianco · e1 re del bianco · f1 alfiere del bianco · h1 torre del bianco | a8 torre del nero · b8 cavallo del nero · c8 alfiere del nero · d8 donna del nero · e8 re del nero · f8 alfiere del nero · h8 torre del nero · b7 pedone del nero · e7 pedone del nero · f7 pedone del nero · g7 pedone del nero · h7 pedone del nero · a6 pedone del nero · d6 pedone del nero · f6 cavallo del nero · g5 alfiere del bianco · d4 cavallo del bianco · e4 pedone del bianco · c3 cavallo del bianco · a2 pedone del bianco · b2 pedone del bianco · c2 pedone del bianco · f2 pedone del bianco · g2 pedone del bianco · h2 pedone del bianco · a1 torre del bianco · d1 donna del bianco · e1 re del bianco · f1 alfiere del bianco · h1 torre del bianco | 3 |
| 2 | a8 torre del nero · b8 cavallo del nero · c8 alfiere del nero · d8 donna del nero · e8 re del nero · f8 alfiere del nero · h8 torre del nero · b7 pedone del nero · e7 pedone del nero · f7 pedone del nero · g7 pedone del nero · h7 pedone del nero · a6 pedone del nero · d6 pedone del nero · f6 cavallo del nero · g5 alfiere del bianco · d4 cavallo del bianco · e4 pedone del bianco · c3 cavallo del bianco · a2 pedone del bianco · b2 pedone del bianco · c2 pedone del bianco · f2 pedone del bianco · g2 pedone del bianco · h2 pedone del bianco · a1 torre del bianco · d1 donna del bianco · e1 re del bianco · f1 alfiere del bianco · h1 torre del bianco | a8 torre del nero · b8 cavallo del nero · c8 alfiere del nero · d8 donna del nero · e8 re del nero · f8 alfiere del nero · h8 torre del nero · b7 pedone del nero · e7 pedone del nero · f7 pedone del nero · g7 pedone del nero · h7 pedone del nero · a6 pedone del nero · d6 pedone del nero · f6 cavallo del nero · g5 alfiere del bianco · d4 cavallo del bianco · e4 pedone del bianco · c3 cavallo del bianco · a2 pedone del bianco · b2 pedone del bianco · c2 pedone del bianco · f2 pedone del bianco · g2 pedone del bianco · h2 pedone del bianco · a1 torre del bianco · d1 donna del bianco · e1 re del bianco · f1 alfiere del bianco · h1 torre del bianco | a8 torre del nero · b8 cavallo del nero · c8 alfiere del nero · d8 donna del nero · e8 re del nero · f8 alfiere del nero · h8 torre del nero · b7 pedone del nero · e7 pedone del nero · f7 pedone del nero · g7 pedone del nero · h7 pedone del nero · a6 pedone del nero · d6 pedone del nero · f6 cavallo del nero · g5 alfiere del bianco · d4 cavallo del bianco · e4 pedone del bianco · c3 cavallo del bianco · a2 pedone del bianco · b2 pedone del bianco · c2 pedone del bianco · f2 pedone del bianco · g2 pedone del bianco · h2 pedone del bianco · a1 torre del bianco · d1 donna del bianco · e1 re del bianco · f1 alfiere del bianco · h1 torre del bianco | a8 torre del nero · b8 cavallo del nero · c8 alfiere del nero · d8 donna del nero · e8 re del nero · f8 alfiere del nero · h8 torre del nero · b7 pedone del nero · e7 pedone del nero · f7 pedone del nero · g7 pedone del nero · h7 pedone del nero · a6 pedone del nero · d6 pedone del nero · f6 cavallo del nero · g5 alfiere del bianco · d4 cavallo del bianco · e4 pedone del bianco · c3 cavallo del bianco · a2 pedone del bianco · b2 pedone del bianco · c2 pedone del bianco · f2 pedone del bianco · g2 pedone del bianco · h2 pedone del bianco · a1 torre del bianco · d1 donna del bianco · e1 re del bianco · f1 alfiere del bianco · h1 torre del bianco | a8 torre del nero · b8 cavallo del nero · c8 alfiere del nero · d8 donna del nero · e8 re del nero · f8 alfiere del nero · h8 torre del nero · b7 pedone del nero · e7 pedone del nero · f7 pedone del nero · g7 pedone del nero · h7 pedone del nero · a6 pedone del nero · d6 pedone del nero · f6 cavallo del nero · g5 alfiere del bianco · d4 cavallo del bianco · e4 pedone del bianco · c3 cavallo del bianco · a2 pedone del bianco · b2 pedone del bianco · c2 pedone del bianco · f2 pedone del bianco · g2 pedone del bianco · h2 pedone del bianco · a1 torre del bianco · d1 donna del bianco · e1 re del bianco · f1 alfiere del bianco · h1 torre del bianco | a8 torre del nero · b8 cavallo del nero · c8 alfiere del nero · d8 donna del nero · e8 re del nero · f8 alfiere del nero · h8 torre del nero · b7 pedone del nero · e7 pedone del nero · f7 pedone del nero · g7 pedone del nero · h7 pedone del nero · a6 pedone del nero · d6 pedone del nero · f6 cavallo del nero · g5 alfiere del bianco · d4 cavallo del bianco · e4 pedone del bianco · c3 cavallo del bianco · a2 pedone del bianco · b2 pedone del bianco · c2 pedone del bianco · f2 pedone del bianco · g2 pedone del bianco · h2 pedone del bianco · a1 torre del bianco · d1 donna del bianco · e1 re del bianco · f1 alfiere del bianco · h1 torre del bianco | a8 torre del nero · b8 cavallo del nero · c8 alfiere del nero · d8 donna del nero · e8 re del nero · f8 alfiere del nero · h8 torre del nero · b7 pedone del nero · e7 pedone del nero · f7 pedone del nero · g7 pedone del nero · h7 pedone del nero · a6 pedone del nero · d6 pedone del nero · f6 cavallo del nero · g5 alfiere del bianco · d4 cavallo del bianco · e4 pedone del bianco · c3 cavallo del bianco · a2 pedone del bianco · b2 pedone del bianco · c2 pedone del bianco · f2 pedone del bianco · g2 pedone del bianco · h2 pedone del bianco · a1 torre del bianco · d1 donna del bianco · e1 re del bianco · f1 alfiere del bianco · h1 torre del bianco | a8 torre del nero · b8 cavallo del nero · c8 alfiere del nero · d8 donna del nero · e8 re del nero · f8 alfiere del nero · h8 torre del nero · b7 pedone del nero · e7 pedone del nero · f7 pedone del nero · g7 pedone del nero · h7 pedone del nero · a6 pedone del nero · d6 pedone del nero · f6 cavallo del nero · g5 alfiere del bianco · d4 cavallo del bianco · e4 pedone del bianco · c3 cavallo del bianco · a2 pedone del bianco · b2 pedone del bianco · c2 pedone del bianco · f2 pedone del bianco · g2 pedone del bianco · h2 pedone del bianco · a1 torre del bianco · d1 donna del bianco · e1 re del bianco · f1 alfiere del bianco · h1 torre del bianco | 2 |
| 1 | a8 torre del nero · b8 cavallo del nero · c8 alfiere del nero · d8 donna del nero · e8 re del nero · f8 alfiere del nero · h8 torre del nero · b7 pedone del nero · e7 pedone del nero · f7 pedone del nero · g7 pedone del nero · h7 pedone del nero · a6 pedone del nero · d6 pedone del nero · f6 cavallo del nero · g5 alfiere del bianco · d4 cavallo del bianco · e4 pedone del bianco · c3 cavallo del bianco · a2 pedone del bianco · b2 pedone del bianco · c2 pedone del bianco · f2 pedone del bianco · g2 pedone del bianco · h2 pedone del bianco · a1 torre del bianco · d1 donna del bianco · e1 re del bianco · f1 alfiere del bianco · h1 torre del bianco | a8 torre del nero · b8 cavallo del nero · c8 alfiere del nero · d8 donna del nero · e8 re del nero · f8 alfiere del nero · h8 torre del nero · b7 pedone del nero · e7 pedone del nero · f7 pedone del nero · g7 pedone del nero · h7 pedone del nero · a6 pedone del nero · d6 pedone del nero · f6 cavallo del nero · g5 alfiere del bianco · d4 cavallo del bianco · e4 pedone del bianco · c3 cavallo del bianco · a2 pedone del bianco · b2 pedone del bianco · c2 pedone del bianco · f2 pedone del bianco · g2 pedone del bianco · h2 pedone del bianco · a1 torre del bianco · d1 donna del bianco · e1 re del bianco · f1 alfiere del bianco · h1 torre del bianco | a8 torre del nero · b8 cavallo del nero · c8 alfiere del nero · d8 donna del nero · e8 re del nero · f8 alfiere del nero · h8 torre del nero · b7 pedone del nero · e7 pedone del nero · f7 pedone del nero · g7 pedone del nero · h7 pedone del nero · a6 pedone del nero · d6 pedone del nero · f6 cavallo del nero · g5 alfiere del bianco · d4 cavallo del bianco · e4 pedone del bianco · c3 cavallo del bianco · a2 pedone del bianco · b2 pedone del bianco · c2 pedone del bianco · f2 pedone del bianco · g2 pedone del bianco · h2 pedone del bianco · a1 torre del bianco · d1 donna del bianco · e1 re del bianco · f1 alfiere del bianco · h1 torre del bianco | a8 torre del nero · b8 cavallo del nero · c8 alfiere del nero · d8 donna del nero · e8 re del nero · f8 alfiere del nero · h8 torre del nero · b7 pedone del nero · e7 pedone del nero · f7 pedone del nero · g7 pedone del nero · h7 pedone del nero · a6 pedone del nero · d6 pedone del nero · f6 cavallo del nero · g5 alfiere del bianco · d4 cavallo del bianco · e4 pedone del bianco · c3 cavallo del bianco · a2 pedone del bianco · b2 pedone del bianco · c2 pedone del bianco · f2 pedone del bianco · g2 pedone del bianco · h2 pedone del bianco · a1 torre del bianco · d1 donna del bianco · e1 re del bianco · f1 alfiere del bianco · h1 torre del bianco | a8 torre del nero · b8 cavallo del nero · c8 alfiere del nero · d8 donna del nero · e8 re del nero · f8 alfiere del nero · h8 torre del nero · b7 pedone del nero · e7 pedone del nero · f7 pedone del nero · g7 pedone del nero · h7 pedone del nero · a6 pedone del nero · d6 pedone del nero · f6 cavallo del nero · g5 alfiere del bianco · d4 cavallo del bianco · e4 pedone del bianco · c3 cavallo del bianco · a2 pedone del bianco · b2 pedone del bianco · c2 pedone del bianco · f2 pedone del bianco · g2 pedone del bianco · h2 pedone del bianco · a1 torre del bianco · d1 donna del bianco · e1 re del bianco · f1 alfiere del bianco · h1 torre del bianco | a8 torre del nero · b8 cavallo del nero · c8 alfiere del nero · d8 donna del nero · e8 re del nero · f8 alfiere del nero · h8 torre del nero · b7 pedone del nero · e7 pedone del nero · f7 pedone del nero · g7 pedone del nero · h7 pedone del nero · a6 pedone del nero · d6 pedone del nero · f6 cavallo del nero · g5 alfiere del bianco · d4 cavallo del bianco · e4 pedone del bianco · c3 cavallo del bianco · a2 pedone del bianco · b2 pedone del bianco · c2 pedone del bianco · f2 pedone del bianco · g2 pedone del bianco · h2 pedone del bianco · a1 torre del bianco · d1 donna del bianco · e1 re del bianco · f1 alfiere del bianco · h1 torre del bianco | a8 torre del nero · b8 cavallo del nero · c8 alfiere del nero · d8 donna del nero · e8 re del nero · f8 alfiere del nero · h8 torre del nero · b7 pedone del nero · e7 pedone del nero · f7 pedone del nero · g7 pedone del nero · h7 pedone del nero · a6 pedone del nero · d6 pedone del nero · f6 cavallo del nero · g5 alfiere del bianco · d4 cavallo del bianco · e4 pedone del bianco · c3 cavallo del bianco · a2 pedone del bianco · b2 pedone del bianco · c2 pedone del bianco · f2 pedone del bianco · g2 pedone del bianco · h2 pedone del bianco · a1 torre del bianco · d1 donna del bianco · e1 re del bianco · f1 alfiere del bianco · h1 torre del bianco | a8 torre del nero · b8 cavallo del nero · c8 alfiere del nero · d8 donna del nero · e8 re del nero · f8 alfiere del nero · h8 torre del nero · b7 pedone del nero · e7 pedone del nero · f7 pedone del nero · g7 pedone del nero · h7 pedone del nero · a6 pedone del nero · d6 pedone del nero · f6 cavallo del nero · g5 alfiere del bianco · d4 cavallo del bianco · e4 pedone del bianco · c3 cavallo del bianco · a2 pedone del bianco · b2 pedone del bianco · c2 pedone del bianco · f2 pedone del bianco · g2 pedone del bianco · h2 pedone del bianco · a1 torre del bianco · d1 donna del bianco · e1 re del bianco · f1 alfiere del bianco · h1 torre del bianco | 1 |
|   | a | b | c | d | e | f | g | h |   |

Questa variante porta ad alcune tra le continuazioni più violente dell'intero insieme delle aperture. Per il suo carattere fortemente tattico è stata oggetto di studio per decenni nelle sue innumerevoli sottovarianti. Esistono perfino interi libri che trattano di sottovarianti di 6.Ag5.
La mossa di alfiere contiene una certa dose di veleno:
- attacca il centro e in particolare la casa d5
- minaccia di danneggiare la struttura pedonale del nero prendendo in f6
- attacca indirettamente la donna in d8
- sviluppa un pezzo dell'ala di donna: il Bianco in due mosse è in grado di arroccare lungo con l'idea di lanciare un violento e immediato attacco sul centro e sull'ala di re.

Per tutte queste ragioni la mossa più naturale in questa posizione per il Nero è:
6…e6
in questo modo il Nero ristabilisce un controllo sulla casa d5 e apre la possibilità di sviluppare l'alfiere camposcuro in e7 restituendo mobilità al Cf6.
Ora il Bianco ha la possibilità di giocare subito 7.Dd2 e di arroccare lungo. Tuttavia l'approccio più comune in questa posizione è quello sviluppare la donna in una posizione più aggressiva in f3, dove preme sull'ala di re e sulla grande diagonale h1-a8. Nel fare questo il Bianco solitamente premette la mossa:
7.f4
Il Nero a questo punto ha una vasta gamma di mosse tra cui scegliere:
7…Ae7
7…Cbd7
7…Db6 (variante del pedone avvelenato)
7…b5 (variante Polugaevsky)

### Varianti che permettono e5

#### 6.Ae2
|   | a | b | c | d | e | f | g | h |   |
| 8 | a8 torre del nero · b8 cavallo del nero · c8 alfiere del nero · d8 donna del nero · e8 re del nero · f8 alfiere del nero · h8 torre del nero · b7 pedone del nero · e7 pedone del nero · f7 pedone del nero · g7 pedone del nero · h7 pedone del nero · a6 pedone del nero · d6 pedone del nero · f6 cavallo del nero · d4 cavallo del bianco · e4 pedone del bianco · c3 cavallo del bianco · a2 pedone del bianco · b2 pedone del bianco · c2 pedone del bianco · e2 alfiere del bianco · f2 pedone del bianco · g2 pedone del bianco · h2 pedone del bianco · a1 torre del bianco · c1 alfiere del bianco · d1 donna del bianco · e1 re del bianco · h1 torre del bianco | a8 torre del nero · b8 cavallo del nero · c8 alfiere del nero · d8 donna del nero · e8 re del nero · f8 alfiere del nero · h8 torre del nero · b7 pedone del nero · e7 pedone del nero · f7 pedone del nero · g7 pedone del nero · h7 pedone del nero · a6 pedone del nero · d6 pedone del nero · f6 cavallo del nero · d4 cavallo del bianco · e4 pedone del bianco · c3 cavallo del bianco · a2 pedone del bianco · b2 pedone del bianco · c2 pedone del bianco · e2 alfiere del bianco · f2 pedone del bianco · g2 pedone del bianco · h2 pedone del bianco · a1 torre del bianco · c1 alfiere del bianco · d1 donna del bianco · e1 re del bianco · h1 torre del bianco | a8 torre del nero · b8 cavallo del nero · c8 alfiere del nero · d8 donna del nero · e8 re del nero · f8 alfiere del nero · h8 torre del nero · b7 pedone del nero · e7 pedone del nero · f7 pedone del nero · g7 pedone del nero · h7 pedone del nero · a6 pedone del nero · d6 pedone del nero · f6 cavallo del nero · d4 cavallo del bianco · e4 pedone del bianco · c3 cavallo del bianco · a2 pedone del bianco · b2 pedone del bianco · c2 pedone del bianco · e2 alfiere del bianco · f2 pedone del bianco · g2 pedone del bianco · h2 pedone del bianco · a1 torre del bianco · c1 alfiere del bianco · d1 donna del bianco · e1 re del bianco · h1 torre del bianco | a8 torre del nero · b8 cavallo del nero · c8 alfiere del nero · d8 donna del nero · e8 re del nero · f8 alfiere del nero · h8 torre del nero · b7 pedone del nero · e7 pedone del nero · f7 pedone del nero · g7 pedone del nero · h7 pedone del nero · a6 pedone del nero · d6 pedone del nero · f6 cavallo del nero · d4 cavallo del bianco · e4 pedone del bianco · c3 cavallo del bianco · a2 pedone del bianco · b2 pedone del bianco · c2 pedone del bianco · e2 alfiere del bianco · f2 pedone del bianco · g2 pedone del bianco · h2 pedone del bianco · a1 torre del bianco · c1 alfiere del bianco · d1 donna del bianco · e1 re del bianco · h1 torre del bianco | a8 torre del nero · b8 cavallo del nero · c8 alfiere del nero · d8 donna del nero · e8 re del nero · f8 alfiere del nero · h8 torre del nero · b7 pedone del nero · e7 pedone del nero · f7 pedone del nero · g7 pedone del nero · h7 pedone del nero · a6 pedone del nero · d6 pedone del nero · f6 cavallo del nero · d4 cavallo del bianco · e4 pedone del bianco · c3 cavallo del bianco · a2 pedone del bianco · b2 pedone del bianco · c2 pedone del bianco · e2 alfiere del bianco · f2 pedone del bianco · g2 pedone del bianco · h2 pedone del bianco · a1 torre del bianco · c1 alfiere del bianco · d1 donna del bianco · e1 re del bianco · h1 torre del bianco | a8 torre del nero · b8 cavallo del nero · c8 alfiere del nero · d8 donna del nero · e8 re del nero · f8 alfiere del nero · h8 torre del nero · b7 pedone del nero · e7 pedone del nero · f7 pedone del nero · g7 pedone del nero · h7 pedone del nero · a6 pedone del nero · d6 pedone del nero · f6 cavallo del nero · d4 cavallo del bianco · e4 pedone del bianco · c3 cavallo del bianco · a2 pedone del bianco · b2 pedone del bianco · c2 pedone del bianco · e2 alfiere del bianco · f2 pedone del bianco · g2 pedone del bianco · h2 pedone del bianco · a1 torre del bianco · c1 alfiere del bianco · d1 donna del bianco · e1 re del bianco · h1 torre del bianco | a8 torre del nero · b8 cavallo del nero · c8 alfiere del nero · d8 donna del nero · e8 re del nero · f8 alfiere del nero · h8 torre del nero · b7 pedone del nero · e7 pedone del nero · f7 pedone del nero · g7 pedone del nero · h7 pedone del nero · a6 pedone del nero · d6 pedone del nero · f6 cavallo del nero · d4 cavallo del bianco · e4 pedone del bianco · c3 cavallo del bianco · a2 pedone del bianco · b2 pedone del bianco · c2 pedone del bianco · e2 alfiere del bianco · f2 pedone del bianco · g2 pedone del bianco · h2 pedone del bianco · a1 torre del bianco · c1 alfiere del bianco · d1 donna del bianco · e1 re del bianco · h1 torre del bianco | a8 torre del nero · b8 cavallo del nero · c8 alfiere del nero · d8 donna del nero · e8 re del nero · f8 alfiere del nero · h8 torre del nero · b7 pedone del nero · e7 pedone del nero · f7 pedone del nero · g7 pedone del nero · h7 pedone del nero · a6 pedone del nero · d6 pedone del nero · f6 cavallo del nero · d4 cavallo del bianco · e4 pedone del bianco · c3 cavallo del bianco · a2 pedone del bianco · b2 pedone del bianco · c2 pedone del bianco · e2 alfiere del bianco · f2 pedone del bianco · g2 pedone del bianco · h2 pedone del bianco · a1 torre del bianco · c1 alfiere del bianco · d1 donna del bianco · e1 re del bianco · h1 torre del bianco | 8 |
| 7 | a8 torre del nero · b8 cavallo del nero · c8 alfiere del nero · d8 donna del nero · e8 re del nero · f8 alfiere del nero · h8 torre del nero · b7 pedone del nero · e7 pedone del nero · f7 pedone del nero · g7 pedone del nero · h7 pedone del nero · a6 pedone del nero · d6 pedone del nero · f6 cavallo del nero · d4 cavallo del bianco · e4 pedone del bianco · c3 cavallo del bianco · a2 pedone del bianco · b2 pedone del bianco · c2 pedone del bianco · e2 alfiere del bianco · f2 pedone del bianco · g2 pedone del bianco · h2 pedone del bianco · a1 torre del bianco · c1 alfiere del bianco · d1 donna del bianco · e1 re del bianco · h1 torre del bianco | a8 torre del nero · b8 cavallo del nero · c8 alfiere del nero · d8 donna del nero · e8 re del nero · f8 alfiere del nero · h8 torre del nero · b7 pedone del nero · e7 pedone del nero · f7 pedone del nero · g7 pedone del nero · h7 pedone del nero · a6 pedone del nero · d6 pedone del nero · f6 cavallo del nero · d4 cavallo del bianco · e4 pedone del bianco · c3 cavallo del bianco · a2 pedone del bianco · b2 pedone del bianco · c2 pedone del bianco · e2 alfiere del bianco · f2 pedone del bianco · g2 pedone del bianco · h2 pedone del bianco · a1 torre del bianco · c1 alfiere del bianco · d1 donna del bianco · e1 re del bianco · h1 torre del bianco | a8 torre del nero · b8 cavallo del nero · c8 alfiere del nero · d8 donna del nero · e8 re del nero · f8 alfiere del nero · h8 torre del nero · b7 pedone del nero · e7 pedone del nero · f7 pedone del nero · g7 pedone del nero · h7 pedone del nero · a6 pedone del nero · d6 pedone del nero · f6 cavallo del nero · d4 cavallo del bianco · e4 pedone del bianco · c3 cavallo del bianco · a2 pedone del bianco · b2 pedone del bianco · c2 pedone del bianco · e2 alfiere del bianco · f2 pedone del bianco · g2 pedone del bianco · h2 pedone del bianco · a1 torre del bianco · c1 alfiere del bianco · d1 donna del bianco · e1 re del bianco · h1 torre del bianco | a8 torre del nero · b8 cavallo del nero · c8 alfiere del nero · d8 donna del nero · e8 re del nero · f8 alfiere del nero · h8 torre del nero · b7 pedone del nero · e7 pedone del nero · f7 pedone del nero · g7 pedone del nero · h7 pedone del nero · a6 pedone del nero · d6 pedone del nero · f6 cavallo del nero · d4 cavallo del bianco · e4 pedone del bianco · c3 cavallo del bianco · a2 pedone del bianco · b2 pedone del bianco · c2 pedone del bianco · e2 alfiere del bianco · f2 pedone del bianco · g2 pedone del bianco · h2 pedone del bianco · a1 torre del bianco · c1 alfiere del bianco · d1 donna del bianco · e1 re del bianco · h1 torre del bianco | a8 torre del nero · b8 cavallo del nero · c8 alfiere del nero · d8 donna del nero · e8 re del nero · f8 alfiere del nero · h8 torre del nero · b7 pedone del nero · e7 pedone del nero · f7 pedone del nero · g7 pedone del nero · h7 pedone del nero · a6 pedone del nero · d6 pedone del nero · f6 cavallo del nero · d4 cavallo del bianco · e4 pedone del bianco · c3 cavallo del bianco · a2 pedone del bianco · b2 pedone del bianco · c2 pedone del bianco · e2 alfiere del bianco · f2 pedone del bianco · g2 pedone del bianco · h2 pedone del bianco · a1 torre del bianco · c1 alfiere del bianco · d1 donna del bianco · e1 re del bianco · h1 torre del bianco | a8 torre del nero · b8 cavallo del nero · c8 alfiere del nero · d8 donna del nero · e8 re del nero · f8 alfiere del nero · h8 torre del nero · b7 pedone del nero · e7 pedone del nero · f7 pedone del nero · g7 pedone del nero · h7 pedone del nero · a6 pedone del nero · d6 pedone del nero · f6 cavallo del nero · d4 cavallo del bianco · e4 pedone del bianco · c3 cavallo del bianco · a2 pedone del bianco · b2 pedone del bianco · c2 pedone del bianco · e2 alfiere del bianco · f2 pedone del bianco · g2 pedone del bianco · h2 pedone del bianco · a1 torre del bianco · c1 alfiere del bianco · d1 donna del bianco · e1 re del bianco · h1 torre del bianco | a8 torre del nero · b8 cavallo del nero · c8 alfiere del nero · d8 donna del nero · e8 re del nero · f8 alfiere del nero · h8 torre del nero · b7 pedone del nero · e7 pedone del nero · f7 pedone del nero · g7 pedone del nero · h7 pedone del nero · a6 pedone del nero · d6 pedone del nero · f6 cavallo del nero · d4 cavallo del bianco · e4 pedone del bianco · c3 cavallo del bianco · a2 pedone del bianco · b2 pedone del bianco · c2 pedone del bianco · e2 alfiere del bianco · f2 pedone del bianco · g2 pedone del bianco · h2 pedone del bianco · a1 torre del bianco · c1 alfiere del bianco · d1 donna del bianco · e1 re del bianco · h1 torre del bianco | a8 torre del nero · b8 cavallo del nero · c8 alfiere del nero · d8 donna del nero · e8 re del nero · f8 alfiere del nero · h8 torre del nero · b7 pedone del nero · e7 pedone del nero · f7 pedone del nero · g7 pedone del nero · h7 pedone del nero · a6 pedone del nero · d6 pedone del nero · f6 cavallo del nero · d4 cavallo del bianco · e4 pedone del bianco · c3 cavallo del bianco · a2 pedone del bianco · b2 pedone del bianco · c2 pedone del bianco · e2 alfiere del bianco · f2 pedone del bianco · g2 pedone del bianco · h2 pedone del bianco · a1 torre del bianco · c1 alfiere del bianco · d1 donna del bianco · e1 re del bianco · h1 torre del bianco | 7 |
| 6 | a8 torre del nero · b8 cavallo del nero · c8 alfiere del nero · d8 donna del nero · e8 re del nero · f8 alfiere del nero · h8 torre del nero · b7 pedone del nero · e7 pedone del nero · f7 pedone del nero · g7 pedone del nero · h7 pedone del nero · a6 pedone del nero · d6 pedone del nero · f6 cavallo del nero · d4 cavallo del bianco · e4 pedone del bianco · c3 cavallo del bianco · a2 pedone del bianco · b2 pedone del bianco · c2 pedone del bianco · e2 alfiere del bianco · f2 pedone del bianco · g2 pedone del bianco · h2 pedone del bianco · a1 torre del bianco · c1 alfiere del bianco · d1 donna del bianco · e1 re del bianco · h1 torre del bianco | a8 torre del nero · b8 cavallo del nero · c8 alfiere del nero · d8 donna del nero · e8 re del nero · f8 alfiere del nero · h8 torre del nero · b7 pedone del nero · e7 pedone del nero · f7 pedone del nero · g7 pedone del nero · h7 pedone del nero · a6 pedone del nero · d6 pedone del nero · f6 cavallo del nero · d4 cavallo del bianco · e4 pedone del bianco · c3 cavallo del bianco · a2 pedone del bianco · b2 pedone del bianco · c2 pedone del bianco · e2 alfiere del bianco · f2 pedone del bianco · g2 pedone del bianco · h2 pedone del bianco · a1 torre del bianco · c1 alfiere del bianco · d1 donna del bianco · e1 re del bianco · h1 torre del bianco | a8 torre del nero · b8 cavallo del nero · c8 alfiere del nero · d8 donna del nero · e8 re del nero · f8 alfiere del nero · h8 torre del nero · b7 pedone del nero · e7 pedone del nero · f7 pedone del nero · g7 pedone del nero · h7 pedone del nero · a6 pedone del nero · d6 pedone del nero · f6 cavallo del nero · d4 cavallo del bianco · e4 pedone del bianco · c3 cavallo del bianco · a2 pedone del bianco · b2 pedone del bianco · c2 pedone del bianco · e2 alfiere del bianco · f2 pedone del bianco · g2 pedone del bianco · h2 pedone del bianco · a1 torre del bianco · c1 alfiere del bianco · d1 donna del bianco · e1 re del bianco · h1 torre del bianco | a8 torre del nero · b8 cavallo del nero · c8 alfiere del nero · d8 donna del nero · e8 re del nero · f8 alfiere del nero · h8 torre del nero · b7 pedone del nero · e7 pedone del nero · f7 pedone del nero · g7 pedone del nero · h7 pedone del nero · a6 pedone del nero · d6 pedone del nero · f6 cavallo del nero · d4 cavallo del bianco · e4 pedone del bianco · c3 cavallo del bianco · a2 pedone del bianco · b2 pedone del bianco · c2 pedone del bianco · e2 alfiere del bianco · f2 pedone del bianco · g2 pedone del bianco · h2 pedone del bianco · a1 torre del bianco · c1 alfiere del bianco · d1 donna del bianco · e1 re del bianco · h1 torre del bianco | a8 torre del nero · b8 cavallo del nero · c8 alfiere del nero · d8 donna del nero · e8 re del nero · f8 alfiere del nero · h8 torre del nero · b7 pedone del nero · e7 pedone del nero · f7 pedone del nero · g7 pedone del nero · h7 pedone del nero · a6 pedone del nero · d6 pedone del nero · f6 cavallo del nero · d4 cavallo del bianco · e4 pedone del bianco · c3 cavallo del bianco · a2 pedone del bianco · b2 pedone del bianco · c2 pedone del bianco · e2 alfiere del bianco · f2 pedone del bianco · g2 pedone del bianco · h2 pedone del bianco · a1 torre del bianco · c1 alfiere del bianco · d1 donna del bianco · e1 re del bianco · h1 torre del bianco | a8 torre del nero · b8 cavallo del nero · c8 alfiere del nero · d8 donna del nero · e8 re del nero · f8 alfiere del nero · h8 torre del nero · b7 pedone del nero · e7 pedone del nero · f7 pedone del nero · g7 pedone del nero · h7 pedone del nero · a6 pedone del nero · d6 pedone del nero · f6 cavallo del nero · d4 cavallo del bianco · e4 pedone del bianco · c3 cavallo del bianco · a2 pedone del bianco · b2 pedone del bianco · c2 pedone del bianco · e2 alfiere del bianco · f2 pedone del bianco · g2 pedone del bianco · h2 pedone del bianco · a1 torre del bianco · c1 alfiere del bianco · d1 donna del bianco · e1 re del bianco · h1 torre del bianco | a8 torre del nero · b8 cavallo del nero · c8 alfiere del nero · d8 donna del nero · e8 re del nero · f8 alfiere del nero · h8 torre del nero · b7 pedone del nero · e7 pedone del nero · f7 pedone del nero · g7 pedone del nero · h7 pedone del nero · a6 pedone del nero · d6 pedone del nero · f6 cavallo del nero · d4 cavallo del bianco · e4 pedone del bianco · c3 cavallo del bianco · a2 pedone del bianco · b2 pedone del bianco · c2 pedone del bianco · e2 alfiere del bianco · f2 pedone del bianco · g2 pedone del bianco · h2 pedone del bianco · a1 torre del bianco · c1 alfiere del bianco · d1 donna del bianco · e1 re del bianco · h1 torre del bianco | a8 torre del nero · b8 cavallo del nero · c8 alfiere del nero · d8 donna del nero · e8 re del nero · f8 alfiere del nero · h8 torre del nero · b7 pedone del nero · e7 pedone del nero · f7 pedone del nero · g7 pedone del nero · h7 pedone del nero · a6 pedone del nero · d6 pedone del nero · f6 cavallo del nero · d4 cavallo del bianco · e4 pedone del bianco · c3 cavallo del bianco · a2 pedone del bianco · b2 pedone del bianco · c2 pedone del bianco · e2 alfiere del bianco · f2 pedone del bianco · g2 pedone del bianco · h2 pedone del bianco · a1 torre del bianco · c1 alfiere del bianco · d1 donna del bianco · e1 re del bianco · h1 torre del bianco | 6 |
| 5 | a8 torre del nero · b8 cavallo del nero · c8 alfiere del nero · d8 donna del nero · e8 re del nero · f8 alfiere del nero · h8 torre del nero · b7 pedone del nero · e7 pedone del nero · f7 pedone del nero · g7 pedone del nero · h7 pedone del nero · a6 pedone del nero · d6 pedone del nero · f6 cavallo del nero · d4 cavallo del bianco · e4 pedone del bianco · c3 cavallo del bianco · a2 pedone del bianco · b2 pedone del bianco · c2 pedone del bianco · e2 alfiere del bianco · f2 pedone del bianco · g2 pedone del bianco · h2 pedone del bianco · a1 torre del bianco · c1 alfiere del bianco · d1 donna del bianco · e1 re del bianco · h1 torre del bianco | a8 torre del nero · b8 cavallo del nero · c8 alfiere del nero · d8 donna del nero · e8 re del nero · f8 alfiere del nero · h8 torre del nero · b7 pedone del nero · e7 pedone del nero · f7 pedone del nero · g7 pedone del nero · h7 pedone del nero · a6 pedone del nero · d6 pedone del nero · f6 cavallo del nero · d4 cavallo del bianco · e4 pedone del bianco · c3 cavallo del bianco · a2 pedone del bianco · b2 pedone del bianco · c2 pedone del bianco · e2 alfiere del bianco · f2 pedone del bianco · g2 pedone del bianco · h2 pedone del bianco · a1 torre del bianco · c1 alfiere del bianco · d1 donna del bianco · e1 re del bianco · h1 torre del bianco | a8 torre del nero · b8 cavallo del nero · c8 alfiere del nero · d8 donna del nero · e8 re del nero · f8 alfiere del nero · h8 torre del nero · b7 pedone del nero · e7 pedone del nero · f7 pedone del nero · g7 pedone del nero · h7 pedone del nero · a6 pedone del nero · d6 pedone del nero · f6 cavallo del nero · d4 cavallo del bianco · e4 pedone del bianco · c3 cavallo del bianco · a2 pedone del bianco · b2 pedone del bianco · c2 pedone del bianco · e2 alfiere del bianco · f2 pedone del bianco · g2 pedone del bianco · h2 pedone del bianco · a1 torre del bianco · c1 alfiere del bianco · d1 donna del bianco · e1 re del bianco · h1 torre del bianco | a8 torre del nero · b8 cavallo del nero · c8 alfiere del nero · d8 donna del nero · e8 re del nero · f8 alfiere del nero · h8 torre del nero · b7 pedone del nero · e7 pedone del nero · f7 pedone del nero · g7 pedone del nero · h7 pedone del nero · a6 pedone del nero · d6 pedone del nero · f6 cavallo del nero · d4 cavallo del bianco · e4 pedone del bianco · c3 cavallo del bianco · a2 pedone del bianco · b2 pedone del bianco · c2 pedone del bianco · e2 alfiere del bianco · f2 pedone del bianco · g2 pedone del bianco · h2 pedone del bianco · a1 torre del bianco · c1 alfiere del bianco · d1 donna del bianco · e1 re del bianco · h1 torre del bianco | a8 torre del nero · b8 cavallo del nero · c8 alfiere del nero · d8 donna del nero · e8 re del nero · f8 alfiere del nero · h8 torre del nero · b7 pedone del nero · e7 pedone del nero · f7 pedone del nero · g7 pedone del nero · h7 pedone del nero · a6 pedone del nero · d6 pedone del nero · f6 cavallo del nero · d4 cavallo del bianco · e4 pedone del bianco · c3 cavallo del bianco · a2 pedone del bianco · b2 pedone del bianco · c2 pedone del bianco · e2 alfiere del bianco · f2 pedone del bianco · g2 pedone del bianco · h2 pedone del bianco · a1 torre del bianco · c1 alfiere del bianco · d1 donna del bianco · e1 re del bianco · h1 torre del bianco | a8 torre del nero · b8 cavallo del nero · c8 alfiere del nero · d8 donna del nero · e8 re del nero · f8 alfiere del nero · h8 torre del nero · b7 pedone del nero · e7 pedone del nero · f7 pedone del nero · g7 pedone del nero · h7 pedone del nero · a6 pedone del nero · d6 pedone del nero · f6 cavallo del nero · d4 cavallo del bianco · e4 pedone del bianco · c3 cavallo del bianco · a2 pedone del bianco · b2 pedone del bianco · c2 pedone del bianco · e2 alfiere del bianco · f2 pedone del bianco · g2 pedone del bianco · h2 pedone del bianco · a1 torre del bianco · c1 alfiere del bianco · d1 donna del bianco · e1 re del bianco · h1 torre del bianco | a8 torre del nero · b8 cavallo del nero · c8 alfiere del nero · d8 donna del nero · e8 re del nero · f8 alfiere del nero · h8 torre del nero · b7 pedone del nero · e7 pedone del nero · f7 pedone del nero · g7 pedone del nero · h7 pedone del nero · a6 pedone del nero · d6 pedone del nero · f6 cavallo del nero · d4 cavallo del bianco · e4 pedone del bianco · c3 cavallo del bianco · a2 pedone del bianco · b2 pedone del bianco · c2 pedone del bianco · e2 alfiere del bianco · f2 pedone del bianco · g2 pedone del bianco · h2 pedone del bianco · a1 torre del bianco · c1 alfiere del bianco · d1 donna del bianco · e1 re del bianco · h1 torre del bianco | a8 torre del nero · b8 cavallo del nero · c8 alfiere del nero · d8 donna del nero · e8 re del nero · f8 alfiere del nero · h8 torre del nero · b7 pedone del nero · e7 pedone del nero · f7 pedone del nero · g7 pedone del nero · h7 pedone del nero · a6 pedone del nero · d6 pedone del nero · f6 cavallo del nero · d4 cavallo del bianco · e4 pedone del bianco · c3 cavallo del bianco · a2 pedone del bianco · b2 pedone del bianco · c2 pedone del bianco · e2 alfiere del bianco · f2 pedone del bianco · g2 pedone del bianco · h2 pedone del bianco · a1 torre del bianco · c1 alfiere del bianco · d1 donna del bianco · e1 re del bianco · h1 torre del bianco | 5 |
| 4 | a8 torre del nero · b8 cavallo del nero · c8 alfiere del nero · d8 donna del nero · e8 re del nero · f8 alfiere del nero · h8 torre del nero · b7 pedone del nero · e7 pedone del nero · f7 pedone del nero · g7 pedone del nero · h7 pedone del nero · a6 pedone del nero · d6 pedone del nero · f6 cavallo del nero · d4 cavallo del bianco · e4 pedone del bianco · c3 cavallo del bianco · a2 pedone del bianco · b2 pedone del bianco · c2 pedone del bianco · e2 alfiere del bianco · f2 pedone del bianco · g2 pedone del bianco · h2 pedone del bianco · a1 torre del bianco · c1 alfiere del bianco · d1 donna del bianco · e1 re del bianco · h1 torre del bianco | a8 torre del nero · b8 cavallo del nero · c8 alfiere del nero · d8 donna del nero · e8 re del nero · f8 alfiere del nero · h8 torre del nero · b7 pedone del nero · e7 pedone del nero · f7 pedone del nero · g7 pedone del nero · h7 pedone del nero · a6 pedone del nero · d6 pedone del nero · f6 cavallo del nero · d4 cavallo del bianco · e4 pedone del bianco · c3 cavallo del bianco · a2 pedone del bianco · b2 pedone del bianco · c2 pedone del bianco · e2 alfiere del bianco · f2 pedone del bianco · g2 pedone del bianco · h2 pedone del bianco · a1 torre del bianco · c1 alfiere del bianco · d1 donna del bianco · e1 re del bianco · h1 torre del bianco | a8 torre del nero · b8 cavallo del nero · c8 alfiere del nero · d8 donna del nero · e8 re del nero · f8 alfiere del nero · h8 torre del nero · b7 pedone del nero · e7 pedone del nero · f7 pedone del nero · g7 pedone del nero · h7 pedone del nero · a6 pedone del nero · d6 pedone del nero · f6 cavallo del nero · d4 cavallo del bianco · e4 pedone del bianco · c3 cavallo del bianco · a2 pedone del bianco · b2 pedone del bianco · c2 pedone del bianco · e2 alfiere del bianco · f2 pedone del bianco · g2 pedone del bianco · h2 pedone del bianco · a1 torre del bianco · c1 alfiere del bianco · d1 donna del bianco · e1 re del bianco · h1 torre del bianco | a8 torre del nero · b8 cavallo del nero · c8 alfiere del nero · d8 donna del nero · e8 re del nero · f8 alfiere del nero · h8 torre del nero · b7 pedone del nero · e7 pedone del nero · f7 pedone del nero · g7 pedone del nero · h7 pedone del nero · a6 pedone del nero · d6 pedone del nero · f6 cavallo del nero · d4 cavallo del bianco · e4 pedone del bianco · c3 cavallo del bianco · a2 pedone del bianco · b2 pedone del bianco · c2 pedone del bianco · e2 alfiere del bianco · f2 pedone del bianco · g2 pedone del bianco · h2 pedone del bianco · a1 torre del bianco · c1 alfiere del bianco · d1 donna del bianco · e1 re del bianco · h1 torre del bianco | a8 torre del nero · b8 cavallo del nero · c8 alfiere del nero · d8 donna del nero · e8 re del nero · f8 alfiere del nero · h8 torre del nero · b7 pedone del nero · e7 pedone del nero · f7 pedone del nero · g7 pedone del nero · h7 pedone del nero · a6 pedone del nero · d6 pedone del nero · f6 cavallo del nero · d4 cavallo del bianco · e4 pedone del bianco · c3 cavallo del bianco · a2 pedone del bianco · b2 pedone del bianco · c2 pedone del bianco · e2 alfiere del bianco · f2 pedone del bianco · g2 pedone del bianco · h2 pedone del bianco · a1 torre del bianco · c1 alfiere del bianco · d1 donna del bianco · e1 re del bianco · h1 torre del bianco | a8 torre del nero · b8 cavallo del nero · c8 alfiere del nero · d8 donna del nero · e8 re del nero · f8 alfiere del nero · h8 torre del nero · b7 pedone del nero · e7 pedone del nero · f7 pedone del nero · g7 pedone del nero · h7 pedone del nero · a6 pedone del nero · d6 pedone del nero · f6 cavallo del nero · d4 cavallo del bianco · e4 pedone del bianco · c3 cavallo del bianco · a2 pedone del bianco · b2 pedone del bianco · c2 pedone del bianco · e2 alfiere del bianco · f2 pedone del bianco · g2 pedone del bianco · h2 pedone del bianco · a1 torre del bianco · c1 alfiere del bianco · d1 donna del bianco · e1 re del bianco · h1 torre del bianco | a8 torre del nero · b8 cavallo del nero · c8 alfiere del nero · d8 donna del nero · e8 re del nero · f8 alfiere del nero · h8 torre del nero · b7 pedone del nero · e7 pedone del nero · f7 pedone del nero · g7 pedone del nero · h7 pedone del nero · a6 pedone del nero · d6 pedone del nero · f6 cavallo del nero · d4 cavallo del bianco · e4 pedone del bianco · c3 cavallo del bianco · a2 pedone del bianco · b2 pedone del bianco · c2 pedone del bianco · e2 alfiere del bianco · f2 pedone del bianco · g2 pedone del bianco · h2 pedone del bianco · a1 torre del bianco · c1 alfiere del bianco · d1 donna del bianco · e1 re del bianco · h1 torre del bianco | a8 torre del nero · b8 cavallo del nero · c8 alfiere del nero · d8 donna del nero · e8 re del nero · f8 alfiere del nero · h8 torre del nero · b7 pedone del nero · e7 pedone del nero · f7 pedone del nero · g7 pedone del nero · h7 pedone del nero · a6 pedone del nero · d6 pedone del nero · f6 cavallo del nero · d4 cavallo del bianco · e4 pedone del bianco · c3 cavallo del bianco · a2 pedone del bianco · b2 pedone del bianco · c2 pedone del bianco · e2 alfiere del bianco · f2 pedone del bianco · g2 pedone del bianco · h2 pedone del bianco · a1 torre del bianco · c1 alfiere del bianco · d1 donna del bianco · e1 re del bianco · h1 torre del bianco | 4 |
| 3 | a8 torre del nero · b8 cavallo del nero · c8 alfiere del nero · d8 donna del nero · e8 re del nero · f8 alfiere del nero · h8 torre del nero · b7 pedone del nero · e7 pedone del nero · f7 pedone del nero · g7 pedone del nero · h7 pedone del nero · a6 pedone del nero · d6 pedone del nero · f6 cavallo del nero · d4 cavallo del bianco · e4 pedone del bianco · c3 cavallo del bianco · a2 pedone del bianco · b2 pedone del bianco · c2 pedone del bianco · e2 alfiere del bianco · f2 pedone del bianco · g2 pedone del bianco · h2 pedone del bianco · a1 torre del bianco · c1 alfiere del bianco · d1 donna del bianco · e1 re del bianco · h1 torre del bianco | a8 torre del nero · b8 cavallo del nero · c8 alfiere del nero · d8 donna del nero · e8 re del nero · f8 alfiere del nero · h8 torre del nero · b7 pedone del nero · e7 pedone del nero · f7 pedone del nero · g7 pedone del nero · h7 pedone del nero · a6 pedone del nero · d6 pedone del nero · f6 cavallo del nero · d4 cavallo del bianco · e4 pedone del bianco · c3 cavallo del bianco · a2 pedone del bianco · b2 pedone del bianco · c2 pedone del bianco · e2 alfiere del bianco · f2 pedone del bianco · g2 pedone del bianco · h2 pedone del bianco · a1 torre del bianco · c1 alfiere del bianco · d1 donna del bianco · e1 re del bianco · h1 torre del bianco | a8 torre del nero · b8 cavallo del nero · c8 alfiere del nero · d8 donna del nero · e8 re del nero · f8 alfiere del nero · h8 torre del nero · b7 pedone del nero · e7 pedone del nero · f7 pedone del nero · g7 pedone del nero · h7 pedone del nero · a6 pedone del nero · d6 pedone del nero · f6 cavallo del nero · d4 cavallo del bianco · e4 pedone del bianco · c3 cavallo del bianco · a2 pedone del bianco · b2 pedone del bianco · c2 pedone del bianco · e2 alfiere del bianco · f2 pedone del bianco · g2 pedone del bianco · h2 pedone del bianco · a1 torre del bianco · c1 alfiere del bianco · d1 donna del bianco · e1 re del bianco · h1 torre del bianco | a8 torre del nero · b8 cavallo del nero · c8 alfiere del nero · d8 donna del nero · e8 re del nero · f8 alfiere del nero · h8 torre del nero · b7 pedone del nero · e7 pedone del nero · f7 pedone del nero · g7 pedone del nero · h7 pedone del nero · a6 pedone del nero · d6 pedone del nero · f6 cavallo del nero · d4 cavallo del bianco · e4 pedone del bianco · c3 cavallo del bianco · a2 pedone del bianco · b2 pedone del bianco · c2 pedone del bianco · e2 alfiere del bianco · f2 pedone del bianco · g2 pedone del bianco · h2 pedone del bianco · a1 torre del bianco · c1 alfiere del bianco · d1 donna del bianco · e1 re del bianco · h1 torre del bianco | a8 torre del nero · b8 cavallo del nero · c8 alfiere del nero · d8 donna del nero · e8 re del nero · f8 alfiere del nero · h8 torre del nero · b7 pedone del nero · e7 pedone del nero · f7 pedone del nero · g7 pedone del nero · h7 pedone del nero · a6 pedone del nero · d6 pedone del nero · f6 cavallo del nero · d4 cavallo del bianco · e4 pedone del bianco · c3 cavallo del bianco · a2 pedone del bianco · b2 pedone del bianco · c2 pedone del bianco · e2 alfiere del bianco · f2 pedone del bianco · g2 pedone del bianco · h2 pedone del bianco · a1 torre del bianco · c1 alfiere del bianco · d1 donna del bianco · e1 re del bianco · h1 torre del bianco | a8 torre del nero · b8 cavallo del nero · c8 alfiere del nero · d8 donna del nero · e8 re del nero · f8 alfiere del nero · h8 torre del nero · b7 pedone del nero · e7 pedone del nero · f7 pedone del nero · g7 pedone del nero · h7 pedone del nero · a6 pedone del nero · d6 pedone del nero · f6 cavallo del nero · d4 cavallo del bianco · e4 pedone del bianco · c3 cavallo del bianco · a2 pedone del bianco · b2 pedone del bianco · c2 pedone del bianco · e2 alfiere del bianco · f2 pedone del bianco · g2 pedone del bianco · h2 pedone del bianco · a1 torre del bianco · c1 alfiere del bianco · d1 donna del bianco · e1 re del bianco · h1 torre del bianco | a8 torre del nero · b8 cavallo del nero · c8 alfiere del nero · d8 donna del nero · e8 re del nero · f8 alfiere del nero · h8 torre del nero · b7 pedone del nero · e7 pedone del nero · f7 pedone del nero · g7 pedone del nero · h7 pedone del nero · a6 pedone del nero · d6 pedone del nero · f6 cavallo del nero · d4 cavallo del bianco · e4 pedone del bianco · c3 cavallo del bianco · a2 pedone del bianco · b2 pedone del bianco · c2 pedone del bianco · e2 alfiere del bianco · f2 pedone del bianco · g2 pedone del bianco · h2 pedone del bianco · a1 torre del bianco · c1 alfiere del bianco · d1 donna del bianco · e1 re del bianco · h1 torre del bianco | a8 torre del nero · b8 cavallo del nero · c8 alfiere del nero · d8 donna del nero · e8 re del nero · f8 alfiere del nero · h8 torre del nero · b7 pedone del nero · e7 pedone del nero · f7 pedone del nero · g7 pedone del nero · h7 pedone del nero · a6 pedone del nero · d6 pedone del nero · f6 cavallo del nero · d4 cavallo del bianco · e4 pedone del bianco · c3 cavallo del bianco · a2 pedone del bianco · b2 pedone del bianco · c2 pedone del bianco · e2 alfiere del bianco · f2 pedone del bianco · g2 pedone del bianco · h2 pedone del bianco · a1 torre del bianco · c1 alfiere del bianco · d1 donna del bianco · e1 re del bianco · h1 torre del bianco | 3 |
| 2 | a8 torre del nero · b8 cavallo del nero · c8 alfiere del nero · d8 donna del nero · e8 re del nero · f8 alfiere del nero · h8 torre del nero · b7 pedone del nero · e7 pedone del nero · f7 pedone del nero · g7 pedone del nero · h7 pedone del nero · a6 pedone del nero · d6 pedone del nero · f6 cavallo del nero · d4 cavallo del bianco · e4 pedone del bianco · c3 cavallo del bianco · a2 pedone del bianco · b2 pedone del bianco · c2 pedone del bianco · e2 alfiere del bianco · f2 pedone del bianco · g2 pedone del bianco · h2 pedone del bianco · a1 torre del bianco · c1 alfiere del bianco · d1 donna del bianco · e1 re del bianco · h1 torre del bianco | a8 torre del nero · b8 cavallo del nero · c8 alfiere del nero · d8 donna del nero · e8 re del nero · f8 alfiere del nero · h8 torre del nero · b7 pedone del nero · e7 pedone del nero · f7 pedone del nero · g7 pedone del nero · h7 pedone del nero · a6 pedone del nero · d6 pedone del nero · f6 cavallo del nero · d4 cavallo del bianco · e4 pedone del bianco · c3 cavallo del bianco · a2 pedone del bianco · b2 pedone del bianco · c2 pedone del bianco · e2 alfiere del bianco · f2 pedone del bianco · g2 pedone del bianco · h2 pedone del bianco · a1 torre del bianco · c1 alfiere del bianco · d1 donna del bianco · e1 re del bianco · h1 torre del bianco | a8 torre del nero · b8 cavallo del nero · c8 alfiere del nero · d8 donna del nero · e8 re del nero · f8 alfiere del nero · h8 torre del nero · b7 pedone del nero · e7 pedone del nero · f7 pedone del nero · g7 pedone del nero · h7 pedone del nero · a6 pedone del nero · d6 pedone del nero · f6 cavallo del nero · d4 cavallo del bianco · e4 pedone del bianco · c3 cavallo del bianco · a2 pedone del bianco · b2 pedone del bianco · c2 pedone del bianco · e2 alfiere del bianco · f2 pedone del bianco · g2 pedone del bianco · h2 pedone del bianco · a1 torre del bianco · c1 alfiere del bianco · d1 donna del bianco · e1 re del bianco · h1 torre del bianco | a8 torre del nero · b8 cavallo del nero · c8 alfiere del nero · d8 donna del nero · e8 re del nero · f8 alfiere del nero · h8 torre del nero · b7 pedone del nero · e7 pedone del nero · f7 pedone del nero · g7 pedone del nero · h7 pedone del nero · a6 pedone del nero · d6 pedone del nero · f6 cavallo del nero · d4 cavallo del bianco · e4 pedone del bianco · c3 cavallo del bianco · a2 pedone del bianco · b2 pedone del bianco · c2 pedone del bianco · e2 alfiere del bianco · f2 pedone del bianco · g2 pedone del bianco · h2 pedone del bianco · a1 torre del bianco · c1 alfiere del bianco · d1 donna del bianco · e1 re del bianco · h1 torre del bianco | a8 torre del nero · b8 cavallo del nero · c8 alfiere del nero · d8 donna del nero · e8 re del nero · f8 alfiere del nero · h8 torre del nero · b7 pedone del nero · e7 pedone del nero · f7 pedone del nero · g7 pedone del nero · h7 pedone del nero · a6 pedone del nero · d6 pedone del nero · f6 cavallo del nero · d4 cavallo del bianco · e4 pedone del bianco · c3 cavallo del bianco · a2 pedone del bianco · b2 pedone del bianco · c2 pedone del bianco · e2 alfiere del bianco · f2 pedone del bianco · g2 pedone del bianco · h2 pedone del bianco · a1 torre del bianco · c1 alfiere del bianco · d1 donna del bianco · e1 re del bianco · h1 torre del bianco | a8 torre del nero · b8 cavallo del nero · c8 alfiere del nero · d8 donna del nero · e8 re del nero · f8 alfiere del nero · h8 torre del nero · b7 pedone del nero · e7 pedone del nero · f7 pedone del nero · g7 pedone del nero · h7 pedone del nero · a6 pedone del nero · d6 pedone del nero · f6 cavallo del nero · d4 cavallo del bianco · e4 pedone del bianco · c3 cavallo del bianco · a2 pedone del bianco · b2 pedone del bianco · c2 pedone del bianco · e2 alfiere del bianco · f2 pedone del bianco · g2 pedone del bianco · h2 pedone del bianco · a1 torre del bianco · c1 alfiere del bianco · d1 donna del bianco · e1 re del bianco · h1 torre del bianco | a8 torre del nero · b8 cavallo del nero · c8 alfiere del nero · d8 donna del nero · e8 re del nero · f8 alfiere del nero · h8 torre del nero · b7 pedone del nero · e7 pedone del nero · f7 pedone del nero · g7 pedone del nero · h7 pedone del nero · a6 pedone del nero · d6 pedone del nero · f6 cavallo del nero · d4 cavallo del bianco · e4 pedone del bianco · c3 cavallo del bianco · a2 pedone del bianco · b2 pedone del bianco · c2 pedone del bianco · e2 alfiere del bianco · f2 pedone del bianco · g2 pedone del bianco · h2 pedone del bianco · a1 torre del bianco · c1 alfiere del bianco · d1 donna del bianco · e1 re del bianco · h1 torre del bianco | a8 torre del nero · b8 cavallo del nero · c8 alfiere del nero · d8 donna del nero · e8 re del nero · f8 alfiere del nero · h8 torre del nero · b7 pedone del nero · e7 pedone del nero · f7 pedone del nero · g7 pedone del nero · h7 pedone del nero · a6 pedone del nero · d6 pedone del nero · f6 cavallo del nero · d4 cavallo del bianco · e4 pedone del bianco · c3 cavallo del bianco · a2 pedone del bianco · b2 pedone del bianco · c2 pedone del bianco · e2 alfiere del bianco · f2 pedone del bianco · g2 pedone del bianco · h2 pedone del bianco · a1 torre del bianco · c1 alfiere del bianco · d1 donna del bianco · e1 re del bianco · h1 torre del bianco | 2 |
| 1 | a8 torre del nero · b8 cavallo del nero · c8 alfiere del nero · d8 donna del nero · e8 re del nero · f8 alfiere del nero · h8 torre del nero · b7 pedone del nero · e7 pedone del nero · f7 pedone del nero · g7 pedone del nero · h7 pedone del nero · a6 pedone del nero · d6 pedone del nero · f6 cavallo del nero · d4 cavallo del bianco · e4 pedone del bianco · c3 cavallo del bianco · a2 pedone del bianco · b2 pedone del bianco · c2 pedone del bianco · e2 alfiere del bianco · f2 pedone del bianco · g2 pedone del bianco · h2 pedone del bianco · a1 torre del bianco · c1 alfiere del bianco · d1 donna del bianco · e1 re del bianco · h1 torre del bianco | a8 torre del nero · b8 cavallo del nero · c8 alfiere del nero · d8 donna del nero · e8 re del nero · f8 alfiere del nero · h8 torre del nero · b7 pedone del nero · e7 pedone del nero · f7 pedone del nero · g7 pedone del nero · h7 pedone del nero · a6 pedone del nero · d6 pedone del nero · f6 cavallo del nero · d4 cavallo del bianco · e4 pedone del bianco · c3 cavallo del bianco · a2 pedone del bianco · b2 pedone del bianco · c2 pedone del bianco · e2 alfiere del bianco · f2 pedone del bianco · g2 pedone del bianco · h2 pedone del bianco · a1 torre del bianco · c1 alfiere del bianco · d1 donna del bianco · e1 re del bianco · h1 torre del bianco | a8 torre del nero · b8 cavallo del nero · c8 alfiere del nero · d8 donna del nero · e8 re del nero · f8 alfiere del nero · h8 torre del nero · b7 pedone del nero · e7 pedone del nero · f7 pedone del nero · g7 pedone del nero · h7 pedone del nero · a6 pedone del nero · d6 pedone del nero · f6 cavallo del nero · d4 cavallo del bianco · e4 pedone del bianco · c3 cavallo del bianco · a2 pedone del bianco · b2 pedone del bianco · c2 pedone del bianco · e2 alfiere del bianco · f2 pedone del bianco · g2 pedone del bianco · h2 pedone del bianco · a1 torre del bianco · c1 alfiere del bianco · d1 donna del bianco · e1 re del bianco · h1 torre del bianco | a8 torre del nero · b8 cavallo del nero · c8 alfiere del nero · d8 donna del nero · e8 re del nero · f8 alfiere del nero · h8 torre del nero · b7 pedone del nero · e7 pedone del nero · f7 pedone del nero · g7 pedone del nero · h7 pedone del nero · a6 pedone del nero · d6 pedone del nero · f6 cavallo del nero · d4 cavallo del bianco · e4 pedone del bianco · c3 cavallo del bianco · a2 pedone del bianco · b2 pedone del bianco · c2 pedone del bianco · e2 alfiere del bianco · f2 pedone del bianco · g2 pedone del bianco · h2 pedone del bianco · a1 torre del bianco · c1 alfiere del bianco · d1 donna del bianco · e1 re del bianco · h1 torre del bianco | a8 torre del nero · b8 cavallo del nero · c8 alfiere del nero · d8 donna del nero · e8 re del nero · f8 alfiere del nero · h8 torre del nero · b7 pedone del nero · e7 pedone del nero · f7 pedone del nero · g7 pedone del nero · h7 pedone del nero · a6 pedone del nero · d6 pedone del nero · f6 cavallo del nero · d4 cavallo del bianco · e4 pedone del bianco · c3 cavallo del bianco · a2 pedone del bianco · b2 pedone del bianco · c2 pedone del bianco · e2 alfiere del bianco · f2 pedone del bianco · g2 pedone del bianco · h2 pedone del bianco · a1 torre del bianco · c1 alfiere del bianco · d1 donna del bianco · e1 re del bianco · h1 torre del bianco | a8 torre del nero · b8 cavallo del nero · c8 alfiere del nero · d8 donna del nero · e8 re del nero · f8 alfiere del nero · h8 torre del nero · b7 pedone del nero · e7 pedone del nero · f7 pedone del nero · g7 pedone del nero · h7 pedone del nero · a6 pedone del nero · d6 pedone del nero · f6 cavallo del nero · d4 cavallo del bianco · e4 pedone del bianco · c3 cavallo del bianco · a2 pedone del bianco · b2 pedone del bianco · c2 pedone del bianco · e2 alfiere del bianco · f2 pedone del bianco · g2 pedone del bianco · h2 pedone del bianco · a1 torre del bianco · c1 alfiere del bianco · d1 donna del bianco · e1 re del bianco · h1 torre del bianco | a8 torre del nero · b8 cavallo del nero · c8 alfiere del nero · d8 donna del nero · e8 re del nero · f8 alfiere del nero · h8 torre del nero · b7 pedone del nero · e7 pedone del nero · f7 pedone del nero · g7 pedone del nero · h7 pedone del nero · a6 pedone del nero · d6 pedone del nero · f6 cavallo del nero · d4 cavallo del bianco · e4 pedone del bianco · c3 cavallo del bianco · a2 pedone del bianco · b2 pedone del bianco · c2 pedone del bianco · e2 alfiere del bianco · f2 pedone del bianco · g2 pedone del bianco · h2 pedone del bianco · a1 torre del bianco · c1 alfiere del bianco · d1 donna del bianco · e1 re del bianco · h1 torre del bianco | a8 torre del nero · b8 cavallo del nero · c8 alfiere del nero · d8 donna del nero · e8 re del nero · f8 alfiere del nero · h8 torre del nero · b7 pedone del nero · e7 pedone del nero · f7 pedone del nero · g7 pedone del nero · h7 pedone del nero · a6 pedone del nero · d6 pedone del nero · f6 cavallo del nero · d4 cavallo del bianco · e4 pedone del bianco · c3 cavallo del bianco · a2 pedone del bianco · b2 pedone del bianco · c2 pedone del bianco · e2 alfiere del bianco · f2 pedone del bianco · g2 pedone del bianco · h2 pedone del bianco · a1 torre del bianco · c1 alfiere del bianco · d1 donna del bianco · e1 re del bianco · h1 torre del bianco | 1 |
|   | a | b | c | d | e | f | g | h |   |

Come segnalato sopra a rigore si parla di variante Najdorf solamente se il Nero risponde 6…e5. Se il Nero rispondesse 6…e6 si rientrerebbe nella variante Scheveningen.
In risposta a 6…e5 il Bianco generalmente gioca 7.Cb3, portando il cavallo sull'ala di donna per attaccare sull'ala di re. Sembra un paradosso ma, se il Bianco ritirasse il cavallo in f3, questi intralcerebbe il naturale sviluppo teso all'attacco sull'ala di re basato sulla spinta f2-f4. Nella variante principale il gioco continua con:
6.Ae2 e5 7.Cb3 Ae7 8.0-0 0-0 con gioco pari.
Il Bianco cercherà di giocare per lo più sull'ala di re con la spinta in f4 che minaccia di aprire la colonna f. Una utile mossa preventiva tesa a contrastare il controgioco del Nero sull'ala di donna è poi anche la spinta a2-a4, che impedendo la spinta in b5 impedisce al Nero di guadagnare spazio sul suo teatro di battaglia.
Il Nero viceversa cercherà di imbastire quanto prima un controgioco sull'ala di donna mediante la spinta in b5 che guadagna spazio e minaccia la spinta in b4 per minare il forte pedone centrale in e4 e contrastare il controllo del Bianco sulla casa d5. Il Nero spesso ricorre all'arma dell'attacco di minoranza per raggiungere il suo scopo. Da non dimenticare che come sempre nella difesa siciliana l'obiettivo del nero è la spinta in d5.

#### 6.Ae3
|   | a | b | c | d | e | f | g | h |   |
| 8 | a8 torre del nero · b8 cavallo del nero · c8 alfiere del nero · d8 donna del nero · e8 re del nero · f8 alfiere del nero · h8 torre del nero · b7 pedone del nero · e7 pedone del nero · f7 pedone del nero · g7 pedone del nero · h7 pedone del nero · a6 pedone del nero · d6 pedone del nero · f6 cavallo del nero · d4 cavallo del bianco · e4 pedone del bianco · c3 cavallo del bianco · e3 alfiere del bianco · a2 pedone del bianco · b2 pedone del bianco · c2 pedone del bianco · f2 pedone del bianco · g2 pedone del bianco · h2 pedone del bianco · a1 torre del bianco · d1 donna del bianco · e1 re del bianco · f1 alfiere del bianco · h1 torre del bianco | a8 torre del nero · b8 cavallo del nero · c8 alfiere del nero · d8 donna del nero · e8 re del nero · f8 alfiere del nero · h8 torre del nero · b7 pedone del nero · e7 pedone del nero · f7 pedone del nero · g7 pedone del nero · h7 pedone del nero · a6 pedone del nero · d6 pedone del nero · f6 cavallo del nero · d4 cavallo del bianco · e4 pedone del bianco · c3 cavallo del bianco · e3 alfiere del bianco · a2 pedone del bianco · b2 pedone del bianco · c2 pedone del bianco · f2 pedone del bianco · g2 pedone del bianco · h2 pedone del bianco · a1 torre del bianco · d1 donna del bianco · e1 re del bianco · f1 alfiere del bianco · h1 torre del bianco | a8 torre del nero · b8 cavallo del nero · c8 alfiere del nero · d8 donna del nero · e8 re del nero · f8 alfiere del nero · h8 torre del nero · b7 pedone del nero · e7 pedone del nero · f7 pedone del nero · g7 pedone del nero · h7 pedone del nero · a6 pedone del nero · d6 pedone del nero · f6 cavallo del nero · d4 cavallo del bianco · e4 pedone del bianco · c3 cavallo del bianco · e3 alfiere del bianco · a2 pedone del bianco · b2 pedone del bianco · c2 pedone del bianco · f2 pedone del bianco · g2 pedone del bianco · h2 pedone del bianco · a1 torre del bianco · d1 donna del bianco · e1 re del bianco · f1 alfiere del bianco · h1 torre del bianco | a8 torre del nero · b8 cavallo del nero · c8 alfiere del nero · d8 donna del nero · e8 re del nero · f8 alfiere del nero · h8 torre del nero · b7 pedone del nero · e7 pedone del nero · f7 pedone del nero · g7 pedone del nero · h7 pedone del nero · a6 pedone del nero · d6 pedone del nero · f6 cavallo del nero · d4 cavallo del bianco · e4 pedone del bianco · c3 cavallo del bianco · e3 alfiere del bianco · a2 pedone del bianco · b2 pedone del bianco · c2 pedone del bianco · f2 pedone del bianco · g2 pedone del bianco · h2 pedone del bianco · a1 torre del bianco · d1 donna del bianco · e1 re del bianco · f1 alfiere del bianco · h1 torre del bianco | a8 torre del nero · b8 cavallo del nero · c8 alfiere del nero · d8 donna del nero · e8 re del nero · f8 alfiere del nero · h8 torre del nero · b7 pedone del nero · e7 pedone del nero · f7 pedone del nero · g7 pedone del nero · h7 pedone del nero · a6 pedone del nero · d6 pedone del nero · f6 cavallo del nero · d4 cavallo del bianco · e4 pedone del bianco · c3 cavallo del bianco · e3 alfiere del bianco · a2 pedone del bianco · b2 pedone del bianco · c2 pedone del bianco · f2 pedone del bianco · g2 pedone del bianco · h2 pedone del bianco · a1 torre del bianco · d1 donna del bianco · e1 re del bianco · f1 alfiere del bianco · h1 torre del bianco | a8 torre del nero · b8 cavallo del nero · c8 alfiere del nero · d8 donna del nero · e8 re del nero · f8 alfiere del nero · h8 torre del nero · b7 pedone del nero · e7 pedone del nero · f7 pedone del nero · g7 pedone del nero · h7 pedone del nero · a6 pedone del nero · d6 pedone del nero · f6 cavallo del nero · d4 cavallo del bianco · e4 pedone del bianco · c3 cavallo del bianco · e3 alfiere del bianco · a2 pedone del bianco · b2 pedone del bianco · c2 pedone del bianco · f2 pedone del bianco · g2 pedone del bianco · h2 pedone del bianco · a1 torre del bianco · d1 donna del bianco · e1 re del bianco · f1 alfiere del bianco · h1 torre del bianco | a8 torre del nero · b8 cavallo del nero · c8 alfiere del nero · d8 donna del nero · e8 re del nero · f8 alfiere del nero · h8 torre del nero · b7 pedone del nero · e7 pedone del nero · f7 pedone del nero · g7 pedone del nero · h7 pedone del nero · a6 pedone del nero · d6 pedone del nero · f6 cavallo del nero · d4 cavallo del bianco · e4 pedone del bianco · c3 cavallo del bianco · e3 alfiere del bianco · a2 pedone del bianco · b2 pedone del bianco · c2 pedone del bianco · f2 pedone del bianco · g2 pedone del bianco · h2 pedone del bianco · a1 torre del bianco · d1 donna del bianco · e1 re del bianco · f1 alfiere del bianco · h1 torre del bianco | a8 torre del nero · b8 cavallo del nero · c8 alfiere del nero · d8 donna del nero · e8 re del nero · f8 alfiere del nero · h8 torre del nero · b7 pedone del nero · e7 pedone del nero · f7 pedone del nero · g7 pedone del nero · h7 pedone del nero · a6 pedone del nero · d6 pedone del nero · f6 cavallo del nero · d4 cavallo del bianco · e4 pedone del bianco · c3 cavallo del bianco · e3 alfiere del bianco · a2 pedone del bianco · b2 pedone del bianco · c2 pedone del bianco · f2 pedone del bianco · g2 pedone del bianco · h2 pedone del bianco · a1 torre del bianco · d1 donna del bianco · e1 re del bianco · f1 alfiere del bianco · h1 torre del bianco | 8 |
| 7 | a8 torre del nero · b8 cavallo del nero · c8 alfiere del nero · d8 donna del nero · e8 re del nero · f8 alfiere del nero · h8 torre del nero · b7 pedone del nero · e7 pedone del nero · f7 pedone del nero · g7 pedone del nero · h7 pedone del nero · a6 pedone del nero · d6 pedone del nero · f6 cavallo del nero · d4 cavallo del bianco · e4 pedone del bianco · c3 cavallo del bianco · e3 alfiere del bianco · a2 pedone del bianco · b2 pedone del bianco · c2 pedone del bianco · f2 pedone del bianco · g2 pedone del bianco · h2 pedone del bianco · a1 torre del bianco · d1 donna del bianco · e1 re del bianco · f1 alfiere del bianco · h1 torre del bianco | a8 torre del nero · b8 cavallo del nero · c8 alfiere del nero · d8 donna del nero · e8 re del nero · f8 alfiere del nero · h8 torre del nero · b7 pedone del nero · e7 pedone del nero · f7 pedone del nero · g7 pedone del nero · h7 pedone del nero · a6 pedone del nero · d6 pedone del nero · f6 cavallo del nero · d4 cavallo del bianco · e4 pedone del bianco · c3 cavallo del bianco · e3 alfiere del bianco · a2 pedone del bianco · b2 pedone del bianco · c2 pedone del bianco · f2 pedone del bianco · g2 pedone del bianco · h2 pedone del bianco · a1 torre del bianco · d1 donna del bianco · e1 re del bianco · f1 alfiere del bianco · h1 torre del bianco | a8 torre del nero · b8 cavallo del nero · c8 alfiere del nero · d8 donna del nero · e8 re del nero · f8 alfiere del nero · h8 torre del nero · b7 pedone del nero · e7 pedone del nero · f7 pedone del nero · g7 pedone del nero · h7 pedone del nero · a6 pedone del nero · d6 pedone del nero · f6 cavallo del nero · d4 cavallo del bianco · e4 pedone del bianco · c3 cavallo del bianco · e3 alfiere del bianco · a2 pedone del bianco · b2 pedone del bianco · c2 pedone del bianco · f2 pedone del bianco · g2 pedone del bianco · h2 pedone del bianco · a1 torre del bianco · d1 donna del bianco · e1 re del bianco · f1 alfiere del bianco · h1 torre del bianco | a8 torre del nero · b8 cavallo del nero · c8 alfiere del nero · d8 donna del nero · e8 re del nero · f8 alfiere del nero · h8 torre del nero · b7 pedone del nero · e7 pedone del nero · f7 pedone del nero · g7 pedone del nero · h7 pedone del nero · a6 pedone del nero · d6 pedone del nero · f6 cavallo del nero · d4 cavallo del bianco · e4 pedone del bianco · c3 cavallo del bianco · e3 alfiere del bianco · a2 pedone del bianco · b2 pedone del bianco · c2 pedone del bianco · f2 pedone del bianco · g2 pedone del bianco · h2 pedone del bianco · a1 torre del bianco · d1 donna del bianco · e1 re del bianco · f1 alfiere del bianco · h1 torre del bianco | a8 torre del nero · b8 cavallo del nero · c8 alfiere del nero · d8 donna del nero · e8 re del nero · f8 alfiere del nero · h8 torre del nero · b7 pedone del nero · e7 pedone del nero · f7 pedone del nero · g7 pedone del nero · h7 pedone del nero · a6 pedone del nero · d6 pedone del nero · f6 cavallo del nero · d4 cavallo del bianco · e4 pedone del bianco · c3 cavallo del bianco · e3 alfiere del bianco · a2 pedone del bianco · b2 pedone del bianco · c2 pedone del bianco · f2 pedone del bianco · g2 pedone del bianco · h2 pedone del bianco · a1 torre del bianco · d1 donna del bianco · e1 re del bianco · f1 alfiere del bianco · h1 torre del bianco | a8 torre del nero · b8 cavallo del nero · c8 alfiere del nero · d8 donna del nero · e8 re del nero · f8 alfiere del nero · h8 torre del nero · b7 pedone del nero · e7 pedone del nero · f7 pedone del nero · g7 pedone del nero · h7 pedone del nero · a6 pedone del nero · d6 pedone del nero · f6 cavallo del nero · d4 cavallo del bianco · e4 pedone del bianco · c3 cavallo del bianco · e3 alfiere del bianco · a2 pedone del bianco · b2 pedone del bianco · c2 pedone del bianco · f2 pedone del bianco · g2 pedone del bianco · h2 pedone del bianco · a1 torre del bianco · d1 donna del bianco · e1 re del bianco · f1 alfiere del bianco · h1 torre del bianco | a8 torre del nero · b8 cavallo del nero · c8 alfiere del nero · d8 donna del nero · e8 re del nero · f8 alfiere del nero · h8 torre del nero · b7 pedone del nero · e7 pedone del nero · f7 pedone del nero · g7 pedone del nero · h7 pedone del nero · a6 pedone del nero · d6 pedone del nero · f6 cavallo del nero · d4 cavallo del bianco · e4 pedone del bianco · c3 cavallo del bianco · e3 alfiere del bianco · a2 pedone del bianco · b2 pedone del bianco · c2 pedone del bianco · f2 pedone del bianco · g2 pedone del bianco · h2 pedone del bianco · a1 torre del bianco · d1 donna del bianco · e1 re del bianco · f1 alfiere del bianco · h1 torre del bianco | a8 torre del nero · b8 cavallo del nero · c8 alfiere del nero · d8 donna del nero · e8 re del nero · f8 alfiere del nero · h8 torre del nero · b7 pedone del nero · e7 pedone del nero · f7 pedone del nero · g7 pedone del nero · h7 pedone del nero · a6 pedone del nero · d6 pedone del nero · f6 cavallo del nero · d4 cavallo del bianco · e4 pedone del bianco · c3 cavallo del bianco · e3 alfiere del bianco · a2 pedone del bianco · b2 pedone del bianco · c2 pedone del bianco · f2 pedone del bianco · g2 pedone del bianco · h2 pedone del bianco · a1 torre del bianco · d1 donna del bianco · e1 re del bianco · f1 alfiere del bianco · h1 torre del bianco | 7 |
| 6 | a8 torre del nero · b8 cavallo del nero · c8 alfiere del nero · d8 donna del nero · e8 re del nero · f8 alfiere del nero · h8 torre del nero · b7 pedone del nero · e7 pedone del nero · f7 pedone del nero · g7 pedone del nero · h7 pedone del nero · a6 pedone del nero · d6 pedone del nero · f6 cavallo del nero · d4 cavallo del bianco · e4 pedone del bianco · c3 cavallo del bianco · e3 alfiere del bianco · a2 pedone del bianco · b2 pedone del bianco · c2 pedone del bianco · f2 pedone del bianco · g2 pedone del bianco · h2 pedone del bianco · a1 torre del bianco · d1 donna del bianco · e1 re del bianco · f1 alfiere del bianco · h1 torre del bianco | a8 torre del nero · b8 cavallo del nero · c8 alfiere del nero · d8 donna del nero · e8 re del nero · f8 alfiere del nero · h8 torre del nero · b7 pedone del nero · e7 pedone del nero · f7 pedone del nero · g7 pedone del nero · h7 pedone del nero · a6 pedone del nero · d6 pedone del nero · f6 cavallo del nero · d4 cavallo del bianco · e4 pedone del bianco · c3 cavallo del bianco · e3 alfiere del bianco · a2 pedone del bianco · b2 pedone del bianco · c2 pedone del bianco · f2 pedone del bianco · g2 pedone del bianco · h2 pedone del bianco · a1 torre del bianco · d1 donna del bianco · e1 re del bianco · f1 alfiere del bianco · h1 torre del bianco | a8 torre del nero · b8 cavallo del nero · c8 alfiere del nero · d8 donna del nero · e8 re del nero · f8 alfiere del nero · h8 torre del nero · b7 pedone del nero · e7 pedone del nero · f7 pedone del nero · g7 pedone del nero · h7 pedone del nero · a6 pedone del nero · d6 pedone del nero · f6 cavallo del nero · d4 cavallo del bianco · e4 pedone del bianco · c3 cavallo del bianco · e3 alfiere del bianco · a2 pedone del bianco · b2 pedone del bianco · c2 pedone del bianco · f2 pedone del bianco · g2 pedone del bianco · h2 pedone del bianco · a1 torre del bianco · d1 donna del bianco · e1 re del bianco · f1 alfiere del bianco · h1 torre del bianco | a8 torre del nero · b8 cavallo del nero · c8 alfiere del nero · d8 donna del nero · e8 re del nero · f8 alfiere del nero · h8 torre del nero · b7 pedone del nero · e7 pedone del nero · f7 pedone del nero · g7 pedone del nero · h7 pedone del nero · a6 pedone del nero · d6 pedone del nero · f6 cavallo del nero · d4 cavallo del bianco · e4 pedone del bianco · c3 cavallo del bianco · e3 alfiere del bianco · a2 pedone del bianco · b2 pedone del bianco · c2 pedone del bianco · f2 pedone del bianco · g2 pedone del bianco · h2 pedone del bianco · a1 torre del bianco · d1 donna del bianco · e1 re del bianco · f1 alfiere del bianco · h1 torre del bianco | a8 torre del nero · b8 cavallo del nero · c8 alfiere del nero · d8 donna del nero · e8 re del nero · f8 alfiere del nero · h8 torre del nero · b7 pedone del nero · e7 pedone del nero · f7 pedone del nero · g7 pedone del nero · h7 pedone del nero · a6 pedone del nero · d6 pedone del nero · f6 cavallo del nero · d4 cavallo del bianco · e4 pedone del bianco · c3 cavallo del bianco · e3 alfiere del bianco · a2 pedone del bianco · b2 pedone del bianco · c2 pedone del bianco · f2 pedone del bianco · g2 pedone del bianco · h2 pedone del bianco · a1 torre del bianco · d1 donna del bianco · e1 re del bianco · f1 alfiere del bianco · h1 torre del bianco | a8 torre del nero · b8 cavallo del nero · c8 alfiere del nero · d8 donna del nero · e8 re del nero · f8 alfiere del nero · h8 torre del nero · b7 pedone del nero · e7 pedone del nero · f7 pedone del nero · g7 pedone del nero · h7 pedone del nero · a6 pedone del nero · d6 pedone del nero · f6 cavallo del nero · d4 cavallo del bianco · e4 pedone del bianco · c3 cavallo del bianco · e3 alfiere del bianco · a2 pedone del bianco · b2 pedone del bianco · c2 pedone del bianco · f2 pedone del bianco · g2 pedone del bianco · h2 pedone del bianco · a1 torre del bianco · d1 donna del bianco · e1 re del bianco · f1 alfiere del bianco · h1 torre del bianco | a8 torre del nero · b8 cavallo del nero · c8 alfiere del nero · d8 donna del nero · e8 re del nero · f8 alfiere del nero · h8 torre del nero · b7 pedone del nero · e7 pedone del nero · f7 pedone del nero · g7 pedone del nero · h7 pedone del nero · a6 pedone del nero · d6 pedone del nero · f6 cavallo del nero · d4 cavallo del bianco · e4 pedone del bianco · c3 cavallo del bianco · e3 alfiere del bianco · a2 pedone del bianco · b2 pedone del bianco · c2 pedone del bianco · f2 pedone del bianco · g2 pedone del bianco · h2 pedone del bianco · a1 torre del bianco · d1 donna del bianco · e1 re del bianco · f1 alfiere del bianco · h1 torre del bianco | a8 torre del nero · b8 cavallo del nero · c8 alfiere del nero · d8 donna del nero · e8 re del nero · f8 alfiere del nero · h8 torre del nero · b7 pedone del nero · e7 pedone del nero · f7 pedone del nero · g7 pedone del nero · h7 pedone del nero · a6 pedone del nero · d6 pedone del nero · f6 cavallo del nero · d4 cavallo del bianco · e4 pedone del bianco · c3 cavallo del bianco · e3 alfiere del bianco · a2 pedone del bianco · b2 pedone del bianco · c2 pedone del bianco · f2 pedone del bianco · g2 pedone del bianco · h2 pedone del bianco · a1 torre del bianco · d1 donna del bianco · e1 re del bianco · f1 alfiere del bianco · h1 torre del bianco | 6 |
| 5 | a8 torre del nero · b8 cavallo del nero · c8 alfiere del nero · d8 donna del nero · e8 re del nero · f8 alfiere del nero · h8 torre del nero · b7 pedone del nero · e7 pedone del nero · f7 pedone del nero · g7 pedone del nero · h7 pedone del nero · a6 pedone del nero · d6 pedone del nero · f6 cavallo del nero · d4 cavallo del bianco · e4 pedone del bianco · c3 cavallo del bianco · e3 alfiere del bianco · a2 pedone del bianco · b2 pedone del bianco · c2 pedone del bianco · f2 pedone del bianco · g2 pedone del bianco · h2 pedone del bianco · a1 torre del bianco · d1 donna del bianco · e1 re del bianco · f1 alfiere del bianco · h1 torre del bianco | a8 torre del nero · b8 cavallo del nero · c8 alfiere del nero · d8 donna del nero · e8 re del nero · f8 alfiere del nero · h8 torre del nero · b7 pedone del nero · e7 pedone del nero · f7 pedone del nero · g7 pedone del nero · h7 pedone del nero · a6 pedone del nero · d6 pedone del nero · f6 cavallo del nero · d4 cavallo del bianco · e4 pedone del bianco · c3 cavallo del bianco · e3 alfiere del bianco · a2 pedone del bianco · b2 pedone del bianco · c2 pedone del bianco · f2 pedone del bianco · g2 pedone del bianco · h2 pedone del bianco · a1 torre del bianco · d1 donna del bianco · e1 re del bianco · f1 alfiere del bianco · h1 torre del bianco | a8 torre del nero · b8 cavallo del nero · c8 alfiere del nero · d8 donna del nero · e8 re del nero · f8 alfiere del nero · h8 torre del nero · b7 pedone del nero · e7 pedone del nero · f7 pedone del nero · g7 pedone del nero · h7 pedone del nero · a6 pedone del nero · d6 pedone del nero · f6 cavallo del nero · d4 cavallo del bianco · e4 pedone del bianco · c3 cavallo del bianco · e3 alfiere del bianco · a2 pedone del bianco · b2 pedone del bianco · c2 pedone del bianco · f2 pedone del bianco · g2 pedone del bianco · h2 pedone del bianco · a1 torre del bianco · d1 donna del bianco · e1 re del bianco · f1 alfiere del bianco · h1 torre del bianco | a8 torre del nero · b8 cavallo del nero · c8 alfiere del nero · d8 donna del nero · e8 re del nero · f8 alfiere del nero · h8 torre del nero · b7 pedone del nero · e7 pedone del nero · f7 pedone del nero · g7 pedone del nero · h7 pedone del nero · a6 pedone del nero · d6 pedone del nero · f6 cavallo del nero · d4 cavallo del bianco · e4 pedone del bianco · c3 cavallo del bianco · e3 alfiere del bianco · a2 pedone del bianco · b2 pedone del bianco · c2 pedone del bianco · f2 pedone del bianco · g2 pedone del bianco · h2 pedone del bianco · a1 torre del bianco · d1 donna del bianco · e1 re del bianco · f1 alfiere del bianco · h1 torre del bianco | a8 torre del nero · b8 cavallo del nero · c8 alfiere del nero · d8 donna del nero · e8 re del nero · f8 alfiere del nero · h8 torre del nero · b7 pedone del nero · e7 pedone del nero · f7 pedone del nero · g7 pedone del nero · h7 pedone del nero · a6 pedone del nero · d6 pedone del nero · f6 cavallo del nero · d4 cavallo del bianco · e4 pedone del bianco · c3 cavallo del bianco · e3 alfiere del bianco · a2 pedone del bianco · b2 pedone del bianco · c2 pedone del bianco · f2 pedone del bianco · g2 pedone del bianco · h2 pedone del bianco · a1 torre del bianco · d1 donna del bianco · e1 re del bianco · f1 alfiere del bianco · h1 torre del bianco | a8 torre del nero · b8 cavallo del nero · c8 alfiere del nero · d8 donna del nero · e8 re del nero · f8 alfiere del nero · h8 torre del nero · b7 pedone del nero · e7 pedone del nero · f7 pedone del nero · g7 pedone del nero · h7 pedone del nero · a6 pedone del nero · d6 pedone del nero · f6 cavallo del nero · d4 cavallo del bianco · e4 pedone del bianco · c3 cavallo del bianco · e3 alfiere del bianco · a2 pedone del bianco · b2 pedone del bianco · c2 pedone del bianco · f2 pedone del bianco · g2 pedone del bianco · h2 pedone del bianco · a1 torre del bianco · d1 donna del bianco · e1 re del bianco · f1 alfiere del bianco · h1 torre del bianco | a8 torre del nero · b8 cavallo del nero · c8 alfiere del nero · d8 donna del nero · e8 re del nero · f8 alfiere del nero · h8 torre del nero · b7 pedone del nero · e7 pedone del nero · f7 pedone del nero · g7 pedone del nero · h7 pedone del nero · a6 pedone del nero · d6 pedone del nero · f6 cavallo del nero · d4 cavallo del bianco · e4 pedone del bianco · c3 cavallo del bianco · e3 alfiere del bianco · a2 pedone del bianco · b2 pedone del bianco · c2 pedone del bianco · f2 pedone del bianco · g2 pedone del bianco · h2 pedone del bianco · a1 torre del bianco · d1 donna del bianco · e1 re del bianco · f1 alfiere del bianco · h1 torre del bianco | a8 torre del nero · b8 cavallo del nero · c8 alfiere del nero · d8 donna del nero · e8 re del nero · f8 alfiere del nero · h8 torre del nero · b7 pedone del nero · e7 pedone del nero · f7 pedone del nero · g7 pedone del nero · h7 pedone del nero · a6 pedone del nero · d6 pedone del nero · f6 cavallo del nero · d4 cavallo del bianco · e4 pedone del bianco · c3 cavallo del bianco · e3 alfiere del bianco · a2 pedone del bianco · b2 pedone del bianco · c2 pedone del bianco · f2 pedone del bianco · g2 pedone del bianco · h2 pedone del bianco · a1 torre del bianco · d1 donna del bianco · e1 re del bianco · f1 alfiere del bianco · h1 torre del bianco | 5 |
| 4 | a8 torre del nero · b8 cavallo del nero · c8 alfiere del nero · d8 donna del nero · e8 re del nero · f8 alfiere del nero · h8 torre del nero · b7 pedone del nero · e7 pedone del nero · f7 pedone del nero · g7 pedone del nero · h7 pedone del nero · a6 pedone del nero · d6 pedone del nero · f6 cavallo del nero · d4 cavallo del bianco · e4 pedone del bianco · c3 cavallo del bianco · e3 alfiere del bianco · a2 pedone del bianco · b2 pedone del bianco · c2 pedone del bianco · f2 pedone del bianco · g2 pedone del bianco · h2 pedone del bianco · a1 torre del bianco · d1 donna del bianco · e1 re del bianco · f1 alfiere del bianco · h1 torre del bianco | a8 torre del nero · b8 cavallo del nero · c8 alfiere del nero · d8 donna del nero · e8 re del nero · f8 alfiere del nero · h8 torre del nero · b7 pedone del nero · e7 pedone del nero · f7 pedone del nero · g7 pedone del nero · h7 pedone del nero · a6 pedone del nero · d6 pedone del nero · f6 cavallo del nero · d4 cavallo del bianco · e4 pedone del bianco · c3 cavallo del bianco · e3 alfiere del bianco · a2 pedone del bianco · b2 pedone del bianco · c2 pedone del bianco · f2 pedone del bianco · g2 pedone del bianco · h2 pedone del bianco · a1 torre del bianco · d1 donna del bianco · e1 re del bianco · f1 alfiere del bianco · h1 torre del bianco | a8 torre del nero · b8 cavallo del nero · c8 alfiere del nero · d8 donna del nero · e8 re del nero · f8 alfiere del nero · h8 torre del nero · b7 pedone del nero · e7 pedone del nero · f7 pedone del nero · g7 pedone del nero · h7 pedone del nero · a6 pedone del nero · d6 pedone del nero · f6 cavallo del nero · d4 cavallo del bianco · e4 pedone del bianco · c3 cavallo del bianco · e3 alfiere del bianco · a2 pedone del bianco · b2 pedone del bianco · c2 pedone del bianco · f2 pedone del bianco · g2 pedone del bianco · h2 pedone del bianco · a1 torre del bianco · d1 donna del bianco · e1 re del bianco · f1 alfiere del bianco · h1 torre del bianco | a8 torre del nero · b8 cavallo del nero · c8 alfiere del nero · d8 donna del nero · e8 re del nero · f8 alfiere del nero · h8 torre del nero · b7 pedone del nero · e7 pedone del nero · f7 pedone del nero · g7 pedone del nero · h7 pedone del nero · a6 pedone del nero · d6 pedone del nero · f6 cavallo del nero · d4 cavallo del bianco · e4 pedone del bianco · c3 cavallo del bianco · e3 alfiere del bianco · a2 pedone del bianco · b2 pedone del bianco · c2 pedone del bianco · f2 pedone del bianco · g2 pedone del bianco · h2 pedone del bianco · a1 torre del bianco · d1 donna del bianco · e1 re del bianco · f1 alfiere del bianco · h1 torre del bianco | a8 torre del nero · b8 cavallo del nero · c8 alfiere del nero · d8 donna del nero · e8 re del nero · f8 alfiere del nero · h8 torre del nero · b7 pedone del nero · e7 pedone del nero · f7 pedone del nero · g7 pedone del nero · h7 pedone del nero · a6 pedone del nero · d6 pedone del nero · f6 cavallo del nero · d4 cavallo del bianco · e4 pedone del bianco · c3 cavallo del bianco · e3 alfiere del bianco · a2 pedone del bianco · b2 pedone del bianco · c2 pedone del bianco · f2 pedone del bianco · g2 pedone del bianco · h2 pedone del bianco · a1 torre del bianco · d1 donna del bianco · e1 re del bianco · f1 alfiere del bianco · h1 torre del bianco | a8 torre del nero · b8 cavallo del nero · c8 alfiere del nero · d8 donna del nero · e8 re del nero · f8 alfiere del nero · h8 torre del nero · b7 pedone del nero · e7 pedone del nero · f7 pedone del nero · g7 pedone del nero · h7 pedone del nero · a6 pedone del nero · d6 pedone del nero · f6 cavallo del nero · d4 cavallo del bianco · e4 pedone del bianco · c3 cavallo del bianco · e3 alfiere del bianco · a2 pedone del bianco · b2 pedone del bianco · c2 pedone del bianco · f2 pedone del bianco · g2 pedone del bianco · h2 pedone del bianco · a1 torre del bianco · d1 donna del bianco · e1 re del bianco · f1 alfiere del bianco · h1 torre del bianco | a8 torre del nero · b8 cavallo del nero · c8 alfiere del nero · d8 donna del nero · e8 re del nero · f8 alfiere del nero · h8 torre del nero · b7 pedone del nero · e7 pedone del nero · f7 pedone del nero · g7 pedone del nero · h7 pedone del nero · a6 pedone del nero · d6 pedone del nero · f6 cavallo del nero · d4 cavallo del bianco · e4 pedone del bianco · c3 cavallo del bianco · e3 alfiere del bianco · a2 pedone del bianco · b2 pedone del bianco · c2 pedone del bianco · f2 pedone del bianco · g2 pedone del bianco · h2 pedone del bianco · a1 torre del bianco · d1 donna del bianco · e1 re del bianco · f1 alfiere del bianco · h1 torre del bianco | a8 torre del nero · b8 cavallo del nero · c8 alfiere del nero · d8 donna del nero · e8 re del nero · f8 alfiere del nero · h8 torre del nero · b7 pedone del nero · e7 pedone del nero · f7 pedone del nero · g7 pedone del nero · h7 pedone del nero · a6 pedone del nero · d6 pedone del nero · f6 cavallo del nero · d4 cavallo del bianco · e4 pedone del bianco · c3 cavallo del bianco · e3 alfiere del bianco · a2 pedone del bianco · b2 pedone del bianco · c2 pedone del bianco · f2 pedone del bianco · g2 pedone del bianco · h2 pedone del bianco · a1 torre del bianco · d1 donna del bianco · e1 re del bianco · f1 alfiere del bianco · h1 torre del bianco | 4 |
| 3 | a8 torre del nero · b8 cavallo del nero · c8 alfiere del nero · d8 donna del nero · e8 re del nero · f8 alfiere del nero · h8 torre del nero · b7 pedone del nero · e7 pedone del nero · f7 pedone del nero · g7 pedone del nero · h7 pedone del nero · a6 pedone del nero · d6 pedone del nero · f6 cavallo del nero · d4 cavallo del bianco · e4 pedone del bianco · c3 cavallo del bianco · e3 alfiere del bianco · a2 pedone del bianco · b2 pedone del bianco · c2 pedone del bianco · f2 pedone del bianco · g2 pedone del bianco · h2 pedone del bianco · a1 torre del bianco · d1 donna del bianco · e1 re del bianco · f1 alfiere del bianco · h1 torre del bianco | a8 torre del nero · b8 cavallo del nero · c8 alfiere del nero · d8 donna del nero · e8 re del nero · f8 alfiere del nero · h8 torre del nero · b7 pedone del nero · e7 pedone del nero · f7 pedone del nero · g7 pedone del nero · h7 pedone del nero · a6 pedone del nero · d6 pedone del nero · f6 cavallo del nero · d4 cavallo del bianco · e4 pedone del bianco · c3 cavallo del bianco · e3 alfiere del bianco · a2 pedone del bianco · b2 pedone del bianco · c2 pedone del bianco · f2 pedone del bianco · g2 pedone del bianco · h2 pedone del bianco · a1 torre del bianco · d1 donna del bianco · e1 re del bianco · f1 alfiere del bianco · h1 torre del bianco | a8 torre del nero · b8 cavallo del nero · c8 alfiere del nero · d8 donna del nero · e8 re del nero · f8 alfiere del nero · h8 torre del nero · b7 pedone del nero · e7 pedone del nero · f7 pedone del nero · g7 pedone del nero · h7 pedone del nero · a6 pedone del nero · d6 pedone del nero · f6 cavallo del nero · d4 cavallo del bianco · e4 pedone del bianco · c3 cavallo del bianco · e3 alfiere del bianco · a2 pedone del bianco · b2 pedone del bianco · c2 pedone del bianco · f2 pedone del bianco · g2 pedone del bianco · h2 pedone del bianco · a1 torre del bianco · d1 donna del bianco · e1 re del bianco · f1 alfiere del bianco · h1 torre del bianco | a8 torre del nero · b8 cavallo del nero · c8 alfiere del nero · d8 donna del nero · e8 re del nero · f8 alfiere del nero · h8 torre del nero · b7 pedone del nero · e7 pedone del nero · f7 pedone del nero · g7 pedone del nero · h7 pedone del nero · a6 pedone del nero · d6 pedone del nero · f6 cavallo del nero · d4 cavallo del bianco · e4 pedone del bianco · c3 cavallo del bianco · e3 alfiere del bianco · a2 pedone del bianco · b2 pedone del bianco · c2 pedone del bianco · f2 pedone del bianco · g2 pedone del bianco · h2 pedone del bianco · a1 torre del bianco · d1 donna del bianco · e1 re del bianco · f1 alfiere del bianco · h1 torre del bianco | a8 torre del nero · b8 cavallo del nero · c8 alfiere del nero · d8 donna del nero · e8 re del nero · f8 alfiere del nero · h8 torre del nero · b7 pedone del nero · e7 pedone del nero · f7 pedone del nero · g7 pedone del nero · h7 pedone del nero · a6 pedone del nero · d6 pedone del nero · f6 cavallo del nero · d4 cavallo del bianco · e4 pedone del bianco · c3 cavallo del bianco · e3 alfiere del bianco · a2 pedone del bianco · b2 pedone del bianco · c2 pedone del bianco · f2 pedone del bianco · g2 pedone del bianco · h2 pedone del bianco · a1 torre del bianco · d1 donna del bianco · e1 re del bianco · f1 alfiere del bianco · h1 torre del bianco | a8 torre del nero · b8 cavallo del nero · c8 alfiere del nero · d8 donna del nero · e8 re del nero · f8 alfiere del nero · h8 torre del nero · b7 pedone del nero · e7 pedone del nero · f7 pedone del nero · g7 pedone del nero · h7 pedone del nero · a6 pedone del nero · d6 pedone del nero · f6 cavallo del nero · d4 cavallo del bianco · e4 pedone del bianco · c3 cavallo del bianco · e3 alfiere del bianco · a2 pedone del bianco · b2 pedone del bianco · c2 pedone del bianco · f2 pedone del bianco · g2 pedone del bianco · h2 pedone del bianco · a1 torre del bianco · d1 donna del bianco · e1 re del bianco · f1 alfiere del bianco · h1 torre del bianco | a8 torre del nero · b8 cavallo del nero · c8 alfiere del nero · d8 donna del nero · e8 re del nero · f8 alfiere del nero · h8 torre del nero · b7 pedone del nero · e7 pedone del nero · f7 pedone del nero · g7 pedone del nero · h7 pedone del nero · a6 pedone del nero · d6 pedone del nero · f6 cavallo del nero · d4 cavallo del bianco · e4 pedone del bianco · c3 cavallo del bianco · e3 alfiere del bianco · a2 pedone del bianco · b2 pedone del bianco · c2 pedone del bianco · f2 pedone del bianco · g2 pedone del bianco · h2 pedone del bianco · a1 torre del bianco · d1 donna del bianco · e1 re del bianco · f1 alfiere del bianco · h1 torre del bianco | a8 torre del nero · b8 cavallo del nero · c8 alfiere del nero · d8 donna del nero · e8 re del nero · f8 alfiere del nero · h8 torre del nero · b7 pedone del nero · e7 pedone del nero · f7 pedone del nero · g7 pedone del nero · h7 pedone del nero · a6 pedone del nero · d6 pedone del nero · f6 cavallo del nero · d4 cavallo del bianco · e4 pedone del bianco · c3 cavallo del bianco · e3 alfiere del bianco · a2 pedone del bianco · b2 pedone del bianco · c2 pedone del bianco · f2 pedone del bianco · g2 pedone del bianco · h2 pedone del bianco · a1 torre del bianco · d1 donna del bianco · e1 re del bianco · f1 alfiere del bianco · h1 torre del bianco | 3 |
| 2 | a8 torre del nero · b8 cavallo del nero · c8 alfiere del nero · d8 donna del nero · e8 re del nero · f8 alfiere del nero · h8 torre del nero · b7 pedone del nero · e7 pedone del nero · f7 pedone del nero · g7 pedone del nero · h7 pedone del nero · a6 pedone del nero · d6 pedone del nero · f6 cavallo del nero · d4 cavallo del bianco · e4 pedone del bianco · c3 cavallo del bianco · e3 alfiere del bianco · a2 pedone del bianco · b2 pedone del bianco · c2 pedone del bianco · f2 pedone del bianco · g2 pedone del bianco · h2 pedone del bianco · a1 torre del bianco · d1 donna del bianco · e1 re del bianco · f1 alfiere del bianco · h1 torre del bianco | a8 torre del nero · b8 cavallo del nero · c8 alfiere del nero · d8 donna del nero · e8 re del nero · f8 alfiere del nero · h8 torre del nero · b7 pedone del nero · e7 pedone del nero · f7 pedone del nero · g7 pedone del nero · h7 pedone del nero · a6 pedone del nero · d6 pedone del nero · f6 cavallo del nero · d4 cavallo del bianco · e4 pedone del bianco · c3 cavallo del bianco · e3 alfiere del bianco · a2 pedone del bianco · b2 pedone del bianco · c2 pedone del bianco · f2 pedone del bianco · g2 pedone del bianco · h2 pedone del bianco · a1 torre del bianco · d1 donna del bianco · e1 re del bianco · f1 alfiere del bianco · h1 torre del bianco | a8 torre del nero · b8 cavallo del nero · c8 alfiere del nero · d8 donna del nero · e8 re del nero · f8 alfiere del nero · h8 torre del nero · b7 pedone del nero · e7 pedone del nero · f7 pedone del nero · g7 pedone del nero · h7 pedone del nero · a6 pedone del nero · d6 pedone del nero · f6 cavallo del nero · d4 cavallo del bianco · e4 pedone del bianco · c3 cavallo del bianco · e3 alfiere del bianco · a2 pedone del bianco · b2 pedone del bianco · c2 pedone del bianco · f2 pedone del bianco · g2 pedone del bianco · h2 pedone del bianco · a1 torre del bianco · d1 donna del bianco · e1 re del bianco · f1 alfiere del bianco · h1 torre del bianco | a8 torre del nero · b8 cavallo del nero · c8 alfiere del nero · d8 donna del nero · e8 re del nero · f8 alfiere del nero · h8 torre del nero · b7 pedone del nero · e7 pedone del nero · f7 pedone del nero · g7 pedone del nero · h7 pedone del nero · a6 pedone del nero · d6 pedone del nero · f6 cavallo del nero · d4 cavallo del bianco · e4 pedone del bianco · c3 cavallo del bianco · e3 alfiere del bianco · a2 pedone del bianco · b2 pedone del bianco · c2 pedone del bianco · f2 pedone del bianco · g2 pedone del bianco · h2 pedone del bianco · a1 torre del bianco · d1 donna del bianco · e1 re del bianco · f1 alfiere del bianco · h1 torre del bianco | a8 torre del nero · b8 cavallo del nero · c8 alfiere del nero · d8 donna del nero · e8 re del nero · f8 alfiere del nero · h8 torre del nero · b7 pedone del nero · e7 pedone del nero · f7 pedone del nero · g7 pedone del nero · h7 pedone del nero · a6 pedone del nero · d6 pedone del nero · f6 cavallo del nero · d4 cavallo del bianco · e4 pedone del bianco · c3 cavallo del bianco · e3 alfiere del bianco · a2 pedone del bianco · b2 pedone del bianco · c2 pedone del bianco · f2 pedone del bianco · g2 pedone del bianco · h2 pedone del bianco · a1 torre del bianco · d1 donna del bianco · e1 re del bianco · f1 alfiere del bianco · h1 torre del bianco | a8 torre del nero · b8 cavallo del nero · c8 alfiere del nero · d8 donna del nero · e8 re del nero · f8 alfiere del nero · h8 torre del nero · b7 pedone del nero · e7 pedone del nero · f7 pedone del nero · g7 pedone del nero · h7 pedone del nero · a6 pedone del nero · d6 pedone del nero · f6 cavallo del nero · d4 cavallo del bianco · e4 pedone del bianco · c3 cavallo del bianco · e3 alfiere del bianco · a2 pedone del bianco · b2 pedone del bianco · c2 pedone del bianco · f2 pedone del bianco · g2 pedone del bianco · h2 pedone del bianco · a1 torre del bianco · d1 donna del bianco · e1 re del bianco · f1 alfiere del bianco · h1 torre del bianco | a8 torre del nero · b8 cavallo del nero · c8 alfiere del nero · d8 donna del nero · e8 re del nero · f8 alfiere del nero · h8 torre del nero · b7 pedone del nero · e7 pedone del nero · f7 pedone del nero · g7 pedone del nero · h7 pedone del nero · a6 pedone del nero · d6 pedone del nero · f6 cavallo del nero · d4 cavallo del bianco · e4 pedone del bianco · c3 cavallo del bianco · e3 alfiere del bianco · a2 pedone del bianco · b2 pedone del bianco · c2 pedone del bianco · f2 pedone del bianco · g2 pedone del bianco · h2 pedone del bianco · a1 torre del bianco · d1 donna del bianco · e1 re del bianco · f1 alfiere del bianco · h1 torre del bianco | a8 torre del nero · b8 cavallo del nero · c8 alfiere del nero · d8 donna del nero · e8 re del nero · f8 alfiere del nero · h8 torre del nero · b7 pedone del nero · e7 pedone del nero · f7 pedone del nero · g7 pedone del nero · h7 pedone del nero · a6 pedone del nero · d6 pedone del nero · f6 cavallo del nero · d4 cavallo del bianco · e4 pedone del bianco · c3 cavallo del bianco · e3 alfiere del bianco · a2 pedone del bianco · b2 pedone del bianco · c2 pedone del bianco · f2 pedone del bianco · g2 pedone del bianco · h2 pedone del bianco · a1 torre del bianco · d1 donna del bianco · e1 re del bianco · f1 alfiere del bianco · h1 torre del bianco | 2 |
| 1 | a8 torre del nero · b8 cavallo del nero · c8 alfiere del nero · d8 donna del nero · e8 re del nero · f8 alfiere del nero · h8 torre del nero · b7 pedone del nero · e7 pedone del nero · f7 pedone del nero · g7 pedone del nero · h7 pedone del nero · a6 pedone del nero · d6 pedone del nero · f6 cavallo del nero · d4 cavallo del bianco · e4 pedone del bianco · c3 cavallo del bianco · e3 alfiere del bianco · a2 pedone del bianco · b2 pedone del bianco · c2 pedone del bianco · f2 pedone del bianco · g2 pedone del bianco · h2 pedone del bianco · a1 torre del bianco · d1 donna del bianco · e1 re del bianco · f1 alfiere del bianco · h1 torre del bianco | a8 torre del nero · b8 cavallo del nero · c8 alfiere del nero · d8 donna del nero · e8 re del nero · f8 alfiere del nero · h8 torre del nero · b7 pedone del nero · e7 pedone del nero · f7 pedone del nero · g7 pedone del nero · h7 pedone del nero · a6 pedone del nero · d6 pedone del nero · f6 cavallo del nero · d4 cavallo del bianco · e4 pedone del bianco · c3 cavallo del bianco · e3 alfiere del bianco · a2 pedone del bianco · b2 pedone del bianco · c2 pedone del bianco · f2 pedone del bianco · g2 pedone del bianco · h2 pedone del bianco · a1 torre del bianco · d1 donna del bianco · e1 re del bianco · f1 alfiere del bianco · h1 torre del bianco | a8 torre del nero · b8 cavallo del nero · c8 alfiere del nero · d8 donna del nero · e8 re del nero · f8 alfiere del nero · h8 torre del nero · b7 pedone del nero · e7 pedone del nero · f7 pedone del nero · g7 pedone del nero · h7 pedone del nero · a6 pedone del nero · d6 pedone del nero · f6 cavallo del nero · d4 cavallo del bianco · e4 pedone del bianco · c3 cavallo del bianco · e3 alfiere del bianco · a2 pedone del bianco · b2 pedone del bianco · c2 pedone del bianco · f2 pedone del bianco · g2 pedone del bianco · h2 pedone del bianco · a1 torre del bianco · d1 donna del bianco · e1 re del bianco · f1 alfiere del bianco · h1 torre del bianco | a8 torre del nero · b8 cavallo del nero · c8 alfiere del nero · d8 donna del nero · e8 re del nero · f8 alfiere del nero · h8 torre del nero · b7 pedone del nero · e7 pedone del nero · f7 pedone del nero · g7 pedone del nero · h7 pedone del nero · a6 pedone del nero · d6 pedone del nero · f6 cavallo del nero · d4 cavallo del bianco · e4 pedone del bianco · c3 cavallo del bianco · e3 alfiere del bianco · a2 pedone del bianco · b2 pedone del bianco · c2 pedone del bianco · f2 pedone del bianco · g2 pedone del bianco · h2 pedone del bianco · a1 torre del bianco · d1 donna del bianco · e1 re del bianco · f1 alfiere del bianco · h1 torre del bianco | a8 torre del nero · b8 cavallo del nero · c8 alfiere del nero · d8 donna del nero · e8 re del nero · f8 alfiere del nero · h8 torre del nero · b7 pedone del nero · e7 pedone del nero · f7 pedone del nero · g7 pedone del nero · h7 pedone del nero · a6 pedone del nero · d6 pedone del nero · f6 cavallo del nero · d4 cavallo del bianco · e4 pedone del bianco · c3 cavallo del bianco · e3 alfiere del bianco · a2 pedone del bianco · b2 pedone del bianco · c2 pedone del bianco · f2 pedone del bianco · g2 pedone del bianco · h2 pedone del bianco · a1 torre del bianco · d1 donna del bianco · e1 re del bianco · f1 alfiere del bianco · h1 torre del bianco | a8 torre del nero · b8 cavallo del nero · c8 alfiere del nero · d8 donna del nero · e8 re del nero · f8 alfiere del nero · h8 torre del nero · b7 pedone del nero · e7 pedone del nero · f7 pedone del nero · g7 pedone del nero · h7 pedone del nero · a6 pedone del nero · d6 pedone del nero · f6 cavallo del nero · d4 cavallo del bianco · e4 pedone del bianco · c3 cavallo del bianco · e3 alfiere del bianco · a2 pedone del bianco · b2 pedone del bianco · c2 pedone del bianco · f2 pedone del bianco · g2 pedone del bianco · h2 pedone del bianco · a1 torre del bianco · d1 donna del bianco · e1 re del bianco · f1 alfiere del bianco · h1 torre del bianco | a8 torre del nero · b8 cavallo del nero · c8 alfiere del nero · d8 donna del nero · e8 re del nero · f8 alfiere del nero · h8 torre del nero · b7 pedone del nero · e7 pedone del nero · f7 pedone del nero · g7 pedone del nero · h7 pedone del nero · a6 pedone del nero · d6 pedone del nero · f6 cavallo del nero · d4 cavallo del bianco · e4 pedone del bianco · c3 cavallo del bianco · e3 alfiere del bianco · a2 pedone del bianco · b2 pedone del bianco · c2 pedone del bianco · f2 pedone del bianco · g2 pedone del bianco · h2 pedone del bianco · a1 torre del bianco · d1 donna del bianco · e1 re del bianco · f1 alfiere del bianco · h1 torre del bianco | a8 torre del nero · b8 cavallo del nero · c8 alfiere del nero · d8 donna del nero · e8 re del nero · f8 alfiere del nero · h8 torre del nero · b7 pedone del nero · e7 pedone del nero · f7 pedone del nero · g7 pedone del nero · h7 pedone del nero · a6 pedone del nero · d6 pedone del nero · f6 cavallo del nero · d4 cavallo del bianco · e4 pedone del bianco · c3 cavallo del bianco · e3 alfiere del bianco · a2 pedone del bianco · b2 pedone del bianco · c2 pedone del bianco · f2 pedone del bianco · g2 pedone del bianco · h2 pedone del bianco · a1 torre del bianco · d1 donna del bianco · e1 re del bianco · f1 alfiere del bianco · h1 torre del bianco | 1 |
|   | a | b | c | d | e | f | g | h |   |

Questa variante, a lungo poco giocata, è diventata molto di moda negli ultimi anni. Il piano del Bianco è quello di risolvere la lotta lanciando un violentissimo attacco sull'ala di re con le spinte f3-g4-h4, dopo aver arroccato lungo con Dd2 e O-O-O.
Tale strategia si è dimostrata particolarmente pericolosa e ha portato a uno studio molto approfondito della teoria di questa variante negli ultimi anni. Praticamente qualunque Grande maestro tra i primi 10 del mondo negli ultimi anni si è cimentato in questa variante, con il Bianco e/o il Nero.
Un antidoto alla impostazione di cui sopra è la reazione immediata del nero mediante la mossa 6…Cg4. Attaccando l'importante alfiere camposcuro avversario, il Nero obbliga questi a muovere di nuovo questo pezzo. Il gioco può proseguire con le varianti:
- 7.Ag5 h6 8.Ah4 g5 9.Ag3 Ag7
  - 10.f3 Ce5
  - 10.Ae2 h5
    - 11.h3 h4!
    - 11.Axg4 hxg4

che danno luogo a una partita molto sbilanciata.

#### 6.f4
|   | a | b | c | d | e | f | g | h |   |
| 8 | a8 torre del nero · b8 cavallo del nero · c8 alfiere del nero · d8 donna del nero · e8 re del nero · f8 alfiere del nero · h8 torre del nero · b7 pedone del nero · e7 pedone del nero · f7 pedone del nero · g7 pedone del nero · h7 pedone del nero · a6 pedone del nero · d6 pedone del nero · f6 cavallo del nero · d4 cavallo del bianco · e4 pedone del bianco · f4 pedone del bianco · c3 cavallo del bianco · a2 pedone del bianco · b2 pedone del bianco · c2 pedone del bianco · g2 pedone del bianco · h2 pedone del bianco · a1 torre del bianco · c1 alfiere del bianco · d1 donna del bianco · e1 re del bianco · f1 alfiere del bianco · h1 torre del bianco | a8 torre del nero · b8 cavallo del nero · c8 alfiere del nero · d8 donna del nero · e8 re del nero · f8 alfiere del nero · h8 torre del nero · b7 pedone del nero · e7 pedone del nero · f7 pedone del nero · g7 pedone del nero · h7 pedone del nero · a6 pedone del nero · d6 pedone del nero · f6 cavallo del nero · d4 cavallo del bianco · e4 pedone del bianco · f4 pedone del bianco · c3 cavallo del bianco · a2 pedone del bianco · b2 pedone del bianco · c2 pedone del bianco · g2 pedone del bianco · h2 pedone del bianco · a1 torre del bianco · c1 alfiere del bianco · d1 donna del bianco · e1 re del bianco · f1 alfiere del bianco · h1 torre del bianco | a8 torre del nero · b8 cavallo del nero · c8 alfiere del nero · d8 donna del nero · e8 re del nero · f8 alfiere del nero · h8 torre del nero · b7 pedone del nero · e7 pedone del nero · f7 pedone del nero · g7 pedone del nero · h7 pedone del nero · a6 pedone del nero · d6 pedone del nero · f6 cavallo del nero · d4 cavallo del bianco · e4 pedone del bianco · f4 pedone del bianco · c3 cavallo del bianco · a2 pedone del bianco · b2 pedone del bianco · c2 pedone del bianco · g2 pedone del bianco · h2 pedone del bianco · a1 torre del bianco · c1 alfiere del bianco · d1 donna del bianco · e1 re del bianco · f1 alfiere del bianco · h1 torre del bianco | a8 torre del nero · b8 cavallo del nero · c8 alfiere del nero · d8 donna del nero · e8 re del nero · f8 alfiere del nero · h8 torre del nero · b7 pedone del nero · e7 pedone del nero · f7 pedone del nero · g7 pedone del nero · h7 pedone del nero · a6 pedone del nero · d6 pedone del nero · f6 cavallo del nero · d4 cavallo del bianco · e4 pedone del bianco · f4 pedone del bianco · c3 cavallo del bianco · a2 pedone del bianco · b2 pedone del bianco · c2 pedone del bianco · g2 pedone del bianco · h2 pedone del bianco · a1 torre del bianco · c1 alfiere del bianco · d1 donna del bianco · e1 re del bianco · f1 alfiere del bianco · h1 torre del bianco | a8 torre del nero · b8 cavallo del nero · c8 alfiere del nero · d8 donna del nero · e8 re del nero · f8 alfiere del nero · h8 torre del nero · b7 pedone del nero · e7 pedone del nero · f7 pedone del nero · g7 pedone del nero · h7 pedone del nero · a6 pedone del nero · d6 pedone del nero · f6 cavallo del nero · d4 cavallo del bianco · e4 pedone del bianco · f4 pedone del bianco · c3 cavallo del bianco · a2 pedone del bianco · b2 pedone del bianco · c2 pedone del bianco · g2 pedone del bianco · h2 pedone del bianco · a1 torre del bianco · c1 alfiere del bianco · d1 donna del bianco · e1 re del bianco · f1 alfiere del bianco · h1 torre del bianco | a8 torre del nero · b8 cavallo del nero · c8 alfiere del nero · d8 donna del nero · e8 re del nero · f8 alfiere del nero · h8 torre del nero · b7 pedone del nero · e7 pedone del nero · f7 pedone del nero · g7 pedone del nero · h7 pedone del nero · a6 pedone del nero · d6 pedone del nero · f6 cavallo del nero · d4 cavallo del bianco · e4 pedone del bianco · f4 pedone del bianco · c3 cavallo del bianco · a2 pedone del bianco · b2 pedone del bianco · c2 pedone del bianco · g2 pedone del bianco · h2 pedone del bianco · a1 torre del bianco · c1 alfiere del bianco · d1 donna del bianco · e1 re del bianco · f1 alfiere del bianco · h1 torre del bianco | a8 torre del nero · b8 cavallo del nero · c8 alfiere del nero · d8 donna del nero · e8 re del nero · f8 alfiere del nero · h8 torre del nero · b7 pedone del nero · e7 pedone del nero · f7 pedone del nero · g7 pedone del nero · h7 pedone del nero · a6 pedone del nero · d6 pedone del nero · f6 cavallo del nero · d4 cavallo del bianco · e4 pedone del bianco · f4 pedone del bianco · c3 cavallo del bianco · a2 pedone del bianco · b2 pedone del bianco · c2 pedone del bianco · g2 pedone del bianco · h2 pedone del bianco · a1 torre del bianco · c1 alfiere del bianco · d1 donna del bianco · e1 re del bianco · f1 alfiere del bianco · h1 torre del bianco | a8 torre del nero · b8 cavallo del nero · c8 alfiere del nero · d8 donna del nero · e8 re del nero · f8 alfiere del nero · h8 torre del nero · b7 pedone del nero · e7 pedone del nero · f7 pedone del nero · g7 pedone del nero · h7 pedone del nero · a6 pedone del nero · d6 pedone del nero · f6 cavallo del nero · d4 cavallo del bianco · e4 pedone del bianco · f4 pedone del bianco · c3 cavallo del bianco · a2 pedone del bianco · b2 pedone del bianco · c2 pedone del bianco · g2 pedone del bianco · h2 pedone del bianco · a1 torre del bianco · c1 alfiere del bianco · d1 donna del bianco · e1 re del bianco · f1 alfiere del bianco · h1 torre del bianco | 8 |
| 7 | a8 torre del nero · b8 cavallo del nero · c8 alfiere del nero · d8 donna del nero · e8 re del nero · f8 alfiere del nero · h8 torre del nero · b7 pedone del nero · e7 pedone del nero · f7 pedone del nero · g7 pedone del nero · h7 pedone del nero · a6 pedone del nero · d6 pedone del nero · f6 cavallo del nero · d4 cavallo del bianco · e4 pedone del bianco · f4 pedone del bianco · c3 cavallo del bianco · a2 pedone del bianco · b2 pedone del bianco · c2 pedone del bianco · g2 pedone del bianco · h2 pedone del bianco · a1 torre del bianco · c1 alfiere del bianco · d1 donna del bianco · e1 re del bianco · f1 alfiere del bianco · h1 torre del bianco | a8 torre del nero · b8 cavallo del nero · c8 alfiere del nero · d8 donna del nero · e8 re del nero · f8 alfiere del nero · h8 torre del nero · b7 pedone del nero · e7 pedone del nero · f7 pedone del nero · g7 pedone del nero · h7 pedone del nero · a6 pedone del nero · d6 pedone del nero · f6 cavallo del nero · d4 cavallo del bianco · e4 pedone del bianco · f4 pedone del bianco · c3 cavallo del bianco · a2 pedone del bianco · b2 pedone del bianco · c2 pedone del bianco · g2 pedone del bianco · h2 pedone del bianco · a1 torre del bianco · c1 alfiere del bianco · d1 donna del bianco · e1 re del bianco · f1 alfiere del bianco · h1 torre del bianco | a8 torre del nero · b8 cavallo del nero · c8 alfiere del nero · d8 donna del nero · e8 re del nero · f8 alfiere del nero · h8 torre del nero · b7 pedone del nero · e7 pedone del nero · f7 pedone del nero · g7 pedone del nero · h7 pedone del nero · a6 pedone del nero · d6 pedone del nero · f6 cavallo del nero · d4 cavallo del bianco · e4 pedone del bianco · f4 pedone del bianco · c3 cavallo del bianco · a2 pedone del bianco · b2 pedone del bianco · c2 pedone del bianco · g2 pedone del bianco · h2 pedone del bianco · a1 torre del bianco · c1 alfiere del bianco · d1 donna del bianco · e1 re del bianco · f1 alfiere del bianco · h1 torre del bianco | a8 torre del nero · b8 cavallo del nero · c8 alfiere del nero · d8 donna del nero · e8 re del nero · f8 alfiere del nero · h8 torre del nero · b7 pedone del nero · e7 pedone del nero · f7 pedone del nero · g7 pedone del nero · h7 pedone del nero · a6 pedone del nero · d6 pedone del nero · f6 cavallo del nero · d4 cavallo del bianco · e4 pedone del bianco · f4 pedone del bianco · c3 cavallo del bianco · a2 pedone del bianco · b2 pedone del bianco · c2 pedone del bianco · g2 pedone del bianco · h2 pedone del bianco · a1 torre del bianco · c1 alfiere del bianco · d1 donna del bianco · e1 re del bianco · f1 alfiere del bianco · h1 torre del bianco | a8 torre del nero · b8 cavallo del nero · c8 alfiere del nero · d8 donna del nero · e8 re del nero · f8 alfiere del nero · h8 torre del nero · b7 pedone del nero · e7 pedone del nero · f7 pedone del nero · g7 pedone del nero · h7 pedone del nero · a6 pedone del nero · d6 pedone del nero · f6 cavallo del nero · d4 cavallo del bianco · e4 pedone del bianco · f4 pedone del bianco · c3 cavallo del bianco · a2 pedone del bianco · b2 pedone del bianco · c2 pedone del bianco · g2 pedone del bianco · h2 pedone del bianco · a1 torre del bianco · c1 alfiere del bianco · d1 donna del bianco · e1 re del bianco · f1 alfiere del bianco · h1 torre del bianco | a8 torre del nero · b8 cavallo del nero · c8 alfiere del nero · d8 donna del nero · e8 re del nero · f8 alfiere del nero · h8 torre del nero · b7 pedone del nero · e7 pedone del nero · f7 pedone del nero · g7 pedone del nero · h7 pedone del nero · a6 pedone del nero · d6 pedone del nero · f6 cavallo del nero · d4 cavallo del bianco · e4 pedone del bianco · f4 pedone del bianco · c3 cavallo del bianco · a2 pedone del bianco · b2 pedone del bianco · c2 pedone del bianco · g2 pedone del bianco · h2 pedone del bianco · a1 torre del bianco · c1 alfiere del bianco · d1 donna del bianco · e1 re del bianco · f1 alfiere del bianco · h1 torre del bianco | a8 torre del nero · b8 cavallo del nero · c8 alfiere del nero · d8 donna del nero · e8 re del nero · f8 alfiere del nero · h8 torre del nero · b7 pedone del nero · e7 pedone del nero · f7 pedone del nero · g7 pedone del nero · h7 pedone del nero · a6 pedone del nero · d6 pedone del nero · f6 cavallo del nero · d4 cavallo del bianco · e4 pedone del bianco · f4 pedone del bianco · c3 cavallo del bianco · a2 pedone del bianco · b2 pedone del bianco · c2 pedone del bianco · g2 pedone del bianco · h2 pedone del bianco · a1 torre del bianco · c1 alfiere del bianco · d1 donna del bianco · e1 re del bianco · f1 alfiere del bianco · h1 torre del bianco | a8 torre del nero · b8 cavallo del nero · c8 alfiere del nero · d8 donna del nero · e8 re del nero · f8 alfiere del nero · h8 torre del nero · b7 pedone del nero · e7 pedone del nero · f7 pedone del nero · g7 pedone del nero · h7 pedone del nero · a6 pedone del nero · d6 pedone del nero · f6 cavallo del nero · d4 cavallo del bianco · e4 pedone del bianco · f4 pedone del bianco · c3 cavallo del bianco · a2 pedone del bianco · b2 pedone del bianco · c2 pedone del bianco · g2 pedone del bianco · h2 pedone del bianco · a1 torre del bianco · c1 alfiere del bianco · d1 donna del bianco · e1 re del bianco · f1 alfiere del bianco · h1 torre del bianco | 7 |
| 6 | a8 torre del nero · b8 cavallo del nero · c8 alfiere del nero · d8 donna del nero · e8 re del nero · f8 alfiere del nero · h8 torre del nero · b7 pedone del nero · e7 pedone del nero · f7 pedone del nero · g7 pedone del nero · h7 pedone del nero · a6 pedone del nero · d6 pedone del nero · f6 cavallo del nero · d4 cavallo del bianco · e4 pedone del bianco · f4 pedone del bianco · c3 cavallo del bianco · a2 pedone del bianco · b2 pedone del bianco · c2 pedone del bianco · g2 pedone del bianco · h2 pedone del bianco · a1 torre del bianco · c1 alfiere del bianco · d1 donna del bianco · e1 re del bianco · f1 alfiere del bianco · h1 torre del bianco | a8 torre del nero · b8 cavallo del nero · c8 alfiere del nero · d8 donna del nero · e8 re del nero · f8 alfiere del nero · h8 torre del nero · b7 pedone del nero · e7 pedone del nero · f7 pedone del nero · g7 pedone del nero · h7 pedone del nero · a6 pedone del nero · d6 pedone del nero · f6 cavallo del nero · d4 cavallo del bianco · e4 pedone del bianco · f4 pedone del bianco · c3 cavallo del bianco · a2 pedone del bianco · b2 pedone del bianco · c2 pedone del bianco · g2 pedone del bianco · h2 pedone del bianco · a1 torre del bianco · c1 alfiere del bianco · d1 donna del bianco · e1 re del bianco · f1 alfiere del bianco · h1 torre del bianco | a8 torre del nero · b8 cavallo del nero · c8 alfiere del nero · d8 donna del nero · e8 re del nero · f8 alfiere del nero · h8 torre del nero · b7 pedone del nero · e7 pedone del nero · f7 pedone del nero · g7 pedone del nero · h7 pedone del nero · a6 pedone del nero · d6 pedone del nero · f6 cavallo del nero · d4 cavallo del bianco · e4 pedone del bianco · f4 pedone del bianco · c3 cavallo del bianco · a2 pedone del bianco · b2 pedone del bianco · c2 pedone del bianco · g2 pedone del bianco · h2 pedone del bianco · a1 torre del bianco · c1 alfiere del bianco · d1 donna del bianco · e1 re del bianco · f1 alfiere del bianco · h1 torre del bianco | a8 torre del nero · b8 cavallo del nero · c8 alfiere del nero · d8 donna del nero · e8 re del nero · f8 alfiere del nero · h8 torre del nero · b7 pedone del nero · e7 pedone del nero · f7 pedone del nero · g7 pedone del nero · h7 pedone del nero · a6 pedone del nero · d6 pedone del nero · f6 cavallo del nero · d4 cavallo del bianco · e4 pedone del bianco · f4 pedone del bianco · c3 cavallo del bianco · a2 pedone del bianco · b2 pedone del bianco · c2 pedone del bianco · g2 pedone del bianco · h2 pedone del bianco · a1 torre del bianco · c1 alfiere del bianco · d1 donna del bianco · e1 re del bianco · f1 alfiere del bianco · h1 torre del bianco | a8 torre del nero · b8 cavallo del nero · c8 alfiere del nero · d8 donna del nero · e8 re del nero · f8 alfiere del nero · h8 torre del nero · b7 pedone del nero · e7 pedone del nero · f7 pedone del nero · g7 pedone del nero · h7 pedone del nero · a6 pedone del nero · d6 pedone del nero · f6 cavallo del nero · d4 cavallo del bianco · e4 pedone del bianco · f4 pedone del bianco · c3 cavallo del bianco · a2 pedone del bianco · b2 pedone del bianco · c2 pedone del bianco · g2 pedone del bianco · h2 pedone del bianco · a1 torre del bianco · c1 alfiere del bianco · d1 donna del bianco · e1 re del bianco · f1 alfiere del bianco · h1 torre del bianco | a8 torre del nero · b8 cavallo del nero · c8 alfiere del nero · d8 donna del nero · e8 re del nero · f8 alfiere del nero · h8 torre del nero · b7 pedone del nero · e7 pedone del nero · f7 pedone del nero · g7 pedone del nero · h7 pedone del nero · a6 pedone del nero · d6 pedone del nero · f6 cavallo del nero · d4 cavallo del bianco · e4 pedone del bianco · f4 pedone del bianco · c3 cavallo del bianco · a2 pedone del bianco · b2 pedone del bianco · c2 pedone del bianco · g2 pedone del bianco · h2 pedone del bianco · a1 torre del bianco · c1 alfiere del bianco · d1 donna del bianco · e1 re del bianco · f1 alfiere del bianco · h1 torre del bianco | a8 torre del nero · b8 cavallo del nero · c8 alfiere del nero · d8 donna del nero · e8 re del nero · f8 alfiere del nero · h8 torre del nero · b7 pedone del nero · e7 pedone del nero · f7 pedone del nero · g7 pedone del nero · h7 pedone del nero · a6 pedone del nero · d6 pedone del nero · f6 cavallo del nero · d4 cavallo del bianco · e4 pedone del bianco · f4 pedone del bianco · c3 cavallo del bianco · a2 pedone del bianco · b2 pedone del bianco · c2 pedone del bianco · g2 pedone del bianco · h2 pedone del bianco · a1 torre del bianco · c1 alfiere del bianco · d1 donna del bianco · e1 re del bianco · f1 alfiere del bianco · h1 torre del bianco | a8 torre del nero · b8 cavallo del nero · c8 alfiere del nero · d8 donna del nero · e8 re del nero · f8 alfiere del nero · h8 torre del nero · b7 pedone del nero · e7 pedone del nero · f7 pedone del nero · g7 pedone del nero · h7 pedone del nero · a6 pedone del nero · d6 pedone del nero · f6 cavallo del nero · d4 cavallo del bianco · e4 pedone del bianco · f4 pedone del bianco · c3 cavallo del bianco · a2 pedone del bianco · b2 pedone del bianco · c2 pedone del bianco · g2 pedone del bianco · h2 pedone del bianco · a1 torre del bianco · c1 alfiere del bianco · d1 donna del bianco · e1 re del bianco · f1 alfiere del bianco · h1 torre del bianco | 6 |
| 5 | a8 torre del nero · b8 cavallo del nero · c8 alfiere del nero · d8 donna del nero · e8 re del nero · f8 alfiere del nero · h8 torre del nero · b7 pedone del nero · e7 pedone del nero · f7 pedone del nero · g7 pedone del nero · h7 pedone del nero · a6 pedone del nero · d6 pedone del nero · f6 cavallo del nero · d4 cavallo del bianco · e4 pedone del bianco · f4 pedone del bianco · c3 cavallo del bianco · a2 pedone del bianco · b2 pedone del bianco · c2 pedone del bianco · g2 pedone del bianco · h2 pedone del bianco · a1 torre del bianco · c1 alfiere del bianco · d1 donna del bianco · e1 re del bianco · f1 alfiere del bianco · h1 torre del bianco | a8 torre del nero · b8 cavallo del nero · c8 alfiere del nero · d8 donna del nero · e8 re del nero · f8 alfiere del nero · h8 torre del nero · b7 pedone del nero · e7 pedone del nero · f7 pedone del nero · g7 pedone del nero · h7 pedone del nero · a6 pedone del nero · d6 pedone del nero · f6 cavallo del nero · d4 cavallo del bianco · e4 pedone del bianco · f4 pedone del bianco · c3 cavallo del bianco · a2 pedone del bianco · b2 pedone del bianco · c2 pedone del bianco · g2 pedone del bianco · h2 pedone del bianco · a1 torre del bianco · c1 alfiere del bianco · d1 donna del bianco · e1 re del bianco · f1 alfiere del bianco · h1 torre del bianco | a8 torre del nero · b8 cavallo del nero · c8 alfiere del nero · d8 donna del nero · e8 re del nero · f8 alfiere del nero · h8 torre del nero · b7 pedone del nero · e7 pedone del nero · f7 pedone del nero · g7 pedone del nero · h7 pedone del nero · a6 pedone del nero · d6 pedone del nero · f6 cavallo del nero · d4 cavallo del bianco · e4 pedone del bianco · f4 pedone del bianco · c3 cavallo del bianco · a2 pedone del bianco · b2 pedone del bianco · c2 pedone del bianco · g2 pedone del bianco · h2 pedone del bianco · a1 torre del bianco · c1 alfiere del bianco · d1 donna del bianco · e1 re del bianco · f1 alfiere del bianco · h1 torre del bianco | a8 torre del nero · b8 cavallo del nero · c8 alfiere del nero · d8 donna del nero · e8 re del nero · f8 alfiere del nero · h8 torre del nero · b7 pedone del nero · e7 pedone del nero · f7 pedone del nero · g7 pedone del nero · h7 pedone del nero · a6 pedone del nero · d6 pedone del nero · f6 cavallo del nero · d4 cavallo del bianco · e4 pedone del bianco · f4 pedone del bianco · c3 cavallo del bianco · a2 pedone del bianco · b2 pedone del bianco · c2 pedone del bianco · g2 pedone del bianco · h2 pedone del bianco · a1 torre del bianco · c1 alfiere del bianco · d1 donna del bianco · e1 re del bianco · f1 alfiere del bianco · h1 torre del bianco | a8 torre del nero · b8 cavallo del nero · c8 alfiere del nero · d8 donna del nero · e8 re del nero · f8 alfiere del nero · h8 torre del nero · b7 pedone del nero · e7 pedone del nero · f7 pedone del nero · g7 pedone del nero · h7 pedone del nero · a6 pedone del nero · d6 pedone del nero · f6 cavallo del nero · d4 cavallo del bianco · e4 pedone del bianco · f4 pedone del bianco · c3 cavallo del bianco · a2 pedone del bianco · b2 pedone del bianco · c2 pedone del bianco · g2 pedone del bianco · h2 pedone del bianco · a1 torre del bianco · c1 alfiere del bianco · d1 donna del bianco · e1 re del bianco · f1 alfiere del bianco · h1 torre del bianco | a8 torre del nero · b8 cavallo del nero · c8 alfiere del nero · d8 donna del nero · e8 re del nero · f8 alfiere del nero · h8 torre del nero · b7 pedone del nero · e7 pedone del nero · f7 pedone del nero · g7 pedone del nero · h7 pedone del nero · a6 pedone del nero · d6 pedone del nero · f6 cavallo del nero · d4 cavallo del bianco · e4 pedone del bianco · f4 pedone del bianco · c3 cavallo del bianco · a2 pedone del bianco · b2 pedone del bianco · c2 pedone del bianco · g2 pedone del bianco · h2 pedone del bianco · a1 torre del bianco · c1 alfiere del bianco · d1 donna del bianco · e1 re del bianco · f1 alfiere del bianco · h1 torre del bianco | a8 torre del nero · b8 cavallo del nero · c8 alfiere del nero · d8 donna del nero · e8 re del nero · f8 alfiere del nero · h8 torre del nero · b7 pedone del nero · e7 pedone del nero · f7 pedone del nero · g7 pedone del nero · h7 pedone del nero · a6 pedone del nero · d6 pedone del nero · f6 cavallo del nero · d4 cavallo del bianco · e4 pedone del bianco · f4 pedone del bianco · c3 cavallo del bianco · a2 pedone del bianco · b2 pedone del bianco · c2 pedone del bianco · g2 pedone del bianco · h2 pedone del bianco · a1 torre del bianco · c1 alfiere del bianco · d1 donna del bianco · e1 re del bianco · f1 alfiere del bianco · h1 torre del bianco | a8 torre del nero · b8 cavallo del nero · c8 alfiere del nero · d8 donna del nero · e8 re del nero · f8 alfiere del nero · h8 torre del nero · b7 pedone del nero · e7 pedone del nero · f7 pedone del nero · g7 pedone del nero · h7 pedone del nero · a6 pedone del nero · d6 pedone del nero · f6 cavallo del nero · d4 cavallo del bianco · e4 pedone del bianco · f4 pedone del bianco · c3 cavallo del bianco · a2 pedone del bianco · b2 pedone del bianco · c2 pedone del bianco · g2 pedone del bianco · h2 pedone del bianco · a1 torre del bianco · c1 alfiere del bianco · d1 donna del bianco · e1 re del bianco · f1 alfiere del bianco · h1 torre del bianco | 5 |
| 4 | a8 torre del nero · b8 cavallo del nero · c8 alfiere del nero · d8 donna del nero · e8 re del nero · f8 alfiere del nero · h8 torre del nero · b7 pedone del nero · e7 pedone del nero · f7 pedone del nero · g7 pedone del nero · h7 pedone del nero · a6 pedone del nero · d6 pedone del nero · f6 cavallo del nero · d4 cavallo del bianco · e4 pedone del bianco · f4 pedone del bianco · c3 cavallo del bianco · a2 pedone del bianco · b2 pedone del bianco · c2 pedone del bianco · g2 pedone del bianco · h2 pedone del bianco · a1 torre del bianco · c1 alfiere del bianco · d1 donna del bianco · e1 re del bianco · f1 alfiere del bianco · h1 torre del bianco | a8 torre del nero · b8 cavallo del nero · c8 alfiere del nero · d8 donna del nero · e8 re del nero · f8 alfiere del nero · h8 torre del nero · b7 pedone del nero · e7 pedone del nero · f7 pedone del nero · g7 pedone del nero · h7 pedone del nero · a6 pedone del nero · d6 pedone del nero · f6 cavallo del nero · d4 cavallo del bianco · e4 pedone del bianco · f4 pedone del bianco · c3 cavallo del bianco · a2 pedone del bianco · b2 pedone del bianco · c2 pedone del bianco · g2 pedone del bianco · h2 pedone del bianco · a1 torre del bianco · c1 alfiere del bianco · d1 donna del bianco · e1 re del bianco · f1 alfiere del bianco · h1 torre del bianco | a8 torre del nero · b8 cavallo del nero · c8 alfiere del nero · d8 donna del nero · e8 re del nero · f8 alfiere del nero · h8 torre del nero · b7 pedone del nero · e7 pedone del nero · f7 pedone del nero · g7 pedone del nero · h7 pedone del nero · a6 pedone del nero · d6 pedone del nero · f6 cavallo del nero · d4 cavallo del bianco · e4 pedone del bianco · f4 pedone del bianco · c3 cavallo del bianco · a2 pedone del bianco · b2 pedone del bianco · c2 pedone del bianco · g2 pedone del bianco · h2 pedone del bianco · a1 torre del bianco · c1 alfiere del bianco · d1 donna del bianco · e1 re del bianco · f1 alfiere del bianco · h1 torre del bianco | a8 torre del nero · b8 cavallo del nero · c8 alfiere del nero · d8 donna del nero · e8 re del nero · f8 alfiere del nero · h8 torre del nero · b7 pedone del nero · e7 pedone del nero · f7 pedone del nero · g7 pedone del nero · h7 pedone del nero · a6 pedone del nero · d6 pedone del nero · f6 cavallo del nero · d4 cavallo del bianco · e4 pedone del bianco · f4 pedone del bianco · c3 cavallo del bianco · a2 pedone del bianco · b2 pedone del bianco · c2 pedone del bianco · g2 pedone del bianco · h2 pedone del bianco · a1 torre del bianco · c1 alfiere del bianco · d1 donna del bianco · e1 re del bianco · f1 alfiere del bianco · h1 torre del bianco | a8 torre del nero · b8 cavallo del nero · c8 alfiere del nero · d8 donna del nero · e8 re del nero · f8 alfiere del nero · h8 torre del nero · b7 pedone del nero · e7 pedone del nero · f7 pedone del nero · g7 pedone del nero · h7 pedone del nero · a6 pedone del nero · d6 pedone del nero · f6 cavallo del nero · d4 cavallo del bianco · e4 pedone del bianco · f4 pedone del bianco · c3 cavallo del bianco · a2 pedone del bianco · b2 pedone del bianco · c2 pedone del bianco · g2 pedone del bianco · h2 pedone del bianco · a1 torre del bianco · c1 alfiere del bianco · d1 donna del bianco · e1 re del bianco · f1 alfiere del bianco · h1 torre del bianco | a8 torre del nero · b8 cavallo del nero · c8 alfiere del nero · d8 donna del nero · e8 re del nero · f8 alfiere del nero · h8 torre del nero · b7 pedone del nero · e7 pedone del nero · f7 pedone del nero · g7 pedone del nero · h7 pedone del nero · a6 pedone del nero · d6 pedone del nero · f6 cavallo del nero · d4 cavallo del bianco · e4 pedone del bianco · f4 pedone del bianco · c3 cavallo del bianco · a2 pedone del bianco · b2 pedone del bianco · c2 pedone del bianco · g2 pedone del bianco · h2 pedone del bianco · a1 torre del bianco · c1 alfiere del bianco · d1 donna del bianco · e1 re del bianco · f1 alfiere del bianco · h1 torre del bianco | a8 torre del nero · b8 cavallo del nero · c8 alfiere del nero · d8 donna del nero · e8 re del nero · f8 alfiere del nero · h8 torre del nero · b7 pedone del nero · e7 pedone del nero · f7 pedone del nero · g7 pedone del nero · h7 pedone del nero · a6 pedone del nero · d6 pedone del nero · f6 cavallo del nero · d4 cavallo del bianco · e4 pedone del bianco · f4 pedone del bianco · c3 cavallo del bianco · a2 pedone del bianco · b2 pedone del bianco · c2 pedone del bianco · g2 pedone del bianco · h2 pedone del bianco · a1 torre del bianco · c1 alfiere del bianco · d1 donna del bianco · e1 re del bianco · f1 alfiere del bianco · h1 torre del bianco | a8 torre del nero · b8 cavallo del nero · c8 alfiere del nero · d8 donna del nero · e8 re del nero · f8 alfiere del nero · h8 torre del nero · b7 pedone del nero · e7 pedone del nero · f7 pedone del nero · g7 pedone del nero · h7 pedone del nero · a6 pedone del nero · d6 pedone del nero · f6 cavallo del nero · d4 cavallo del bianco · e4 pedone del bianco · f4 pedone del bianco · c3 cavallo del bianco · a2 pedone del bianco · b2 pedone del bianco · c2 pedone del bianco · g2 pedone del bianco · h2 pedone del bianco · a1 torre del bianco · c1 alfiere del bianco · d1 donna del bianco · e1 re del bianco · f1 alfiere del bianco · h1 torre del bianco | 4 |
| 3 | a8 torre del nero · b8 cavallo del nero · c8 alfiere del nero · d8 donna del nero · e8 re del nero · f8 alfiere del nero · h8 torre del nero · b7 pedone del nero · e7 pedone del nero · f7 pedone del nero · g7 pedone del nero · h7 pedone del nero · a6 pedone del nero · d6 pedone del nero · f6 cavallo del nero · d4 cavallo del bianco · e4 pedone del bianco · f4 pedone del bianco · c3 cavallo del bianco · a2 pedone del bianco · b2 pedone del bianco · c2 pedone del bianco · g2 pedone del bianco · h2 pedone del bianco · a1 torre del bianco · c1 alfiere del bianco · d1 donna del bianco · e1 re del bianco · f1 alfiere del bianco · h1 torre del bianco | a8 torre del nero · b8 cavallo del nero · c8 alfiere del nero · d8 donna del nero · e8 re del nero · f8 alfiere del nero · h8 torre del nero · b7 pedone del nero · e7 pedone del nero · f7 pedone del nero · g7 pedone del nero · h7 pedone del nero · a6 pedone del nero · d6 pedone del nero · f6 cavallo del nero · d4 cavallo del bianco · e4 pedone del bianco · f4 pedone del bianco · c3 cavallo del bianco · a2 pedone del bianco · b2 pedone del bianco · c2 pedone del bianco · g2 pedone del bianco · h2 pedone del bianco · a1 torre del bianco · c1 alfiere del bianco · d1 donna del bianco · e1 re del bianco · f1 alfiere del bianco · h1 torre del bianco | a8 torre del nero · b8 cavallo del nero · c8 alfiere del nero · d8 donna del nero · e8 re del nero · f8 alfiere del nero · h8 torre del nero · b7 pedone del nero · e7 pedone del nero · f7 pedone del nero · g7 pedone del nero · h7 pedone del nero · a6 pedone del nero · d6 pedone del nero · f6 cavallo del nero · d4 cavallo del bianco · e4 pedone del bianco · f4 pedone del bianco · c3 cavallo del bianco · a2 pedone del bianco · b2 pedone del bianco · c2 pedone del bianco · g2 pedone del bianco · h2 pedone del bianco · a1 torre del bianco · c1 alfiere del bianco · d1 donna del bianco · e1 re del bianco · f1 alfiere del bianco · h1 torre del bianco | a8 torre del nero · b8 cavallo del nero · c8 alfiere del nero · d8 donna del nero · e8 re del nero · f8 alfiere del nero · h8 torre del nero · b7 pedone del nero · e7 pedone del nero · f7 pedone del nero · g7 pedone del nero · h7 pedone del nero · a6 pedone del nero · d6 pedone del nero · f6 cavallo del nero · d4 cavallo del bianco · e4 pedone del bianco · f4 pedone del bianco · c3 cavallo del bianco · a2 pedone del bianco · b2 pedone del bianco · c2 pedone del bianco · g2 pedone del bianco · h2 pedone del bianco · a1 torre del bianco · c1 alfiere del bianco · d1 donna del bianco · e1 re del bianco · f1 alfiere del bianco · h1 torre del bianco | a8 torre del nero · b8 cavallo del nero · c8 alfiere del nero · d8 donna del nero · e8 re del nero · f8 alfiere del nero · h8 torre del nero · b7 pedone del nero · e7 pedone del nero · f7 pedone del nero · g7 pedone del nero · h7 pedone del nero · a6 pedone del nero · d6 pedone del nero · f6 cavallo del nero · d4 cavallo del bianco · e4 pedone del bianco · f4 pedone del bianco · c3 cavallo del bianco · a2 pedone del bianco · b2 pedone del bianco · c2 pedone del bianco · g2 pedone del bianco · h2 pedone del bianco · a1 torre del bianco · c1 alfiere del bianco · d1 donna del bianco · e1 re del bianco · f1 alfiere del bianco · h1 torre del bianco | a8 torre del nero · b8 cavallo del nero · c8 alfiere del nero · d8 donna del nero · e8 re del nero · f8 alfiere del nero · h8 torre del nero · b7 pedone del nero · e7 pedone del nero · f7 pedone del nero · g7 pedone del nero · h7 pedone del nero · a6 pedone del nero · d6 pedone del nero · f6 cavallo del nero · d4 cavallo del bianco · e4 pedone del bianco · f4 pedone del bianco · c3 cavallo del bianco · a2 pedone del bianco · b2 pedone del bianco · c2 pedone del bianco · g2 pedone del bianco · h2 pedone del bianco · a1 torre del bianco · c1 alfiere del bianco · d1 donna del bianco · e1 re del bianco · f1 alfiere del bianco · h1 torre del bianco | a8 torre del nero · b8 cavallo del nero · c8 alfiere del nero · d8 donna del nero · e8 re del nero · f8 alfiere del nero · h8 torre del nero · b7 pedone del nero · e7 pedone del nero · f7 pedone del nero · g7 pedone del nero · h7 pedone del nero · a6 pedone del nero · d6 pedone del nero · f6 cavallo del nero · d4 cavallo del bianco · e4 pedone del bianco · f4 pedone del bianco · c3 cavallo del bianco · a2 pedone del bianco · b2 pedone del bianco · c2 pedone del bianco · g2 pedone del bianco · h2 pedone del bianco · a1 torre del bianco · c1 alfiere del bianco · d1 donna del bianco · e1 re del bianco · f1 alfiere del bianco · h1 torre del bianco | a8 torre del nero · b8 cavallo del nero · c8 alfiere del nero · d8 donna del nero · e8 re del nero · f8 alfiere del nero · h8 torre del nero · b7 pedone del nero · e7 pedone del nero · f7 pedone del nero · g7 pedone del nero · h7 pedone del nero · a6 pedone del nero · d6 pedone del nero · f6 cavallo del nero · d4 cavallo del bianco · e4 pedone del bianco · f4 pedone del bianco · c3 cavallo del bianco · a2 pedone del bianco · b2 pedone del bianco · c2 pedone del bianco · g2 pedone del bianco · h2 pedone del bianco · a1 torre del bianco · c1 alfiere del bianco · d1 donna del bianco · e1 re del bianco · f1 alfiere del bianco · h1 torre del bianco | 3 |
| 2 | a8 torre del nero · b8 cavallo del nero · c8 alfiere del nero · d8 donna del nero · e8 re del nero · f8 alfiere del nero · h8 torre del nero · b7 pedone del nero · e7 pedone del nero · f7 pedone del nero · g7 pedone del nero · h7 pedone del nero · a6 pedone del nero · d6 pedone del nero · f6 cavallo del nero · d4 cavallo del bianco · e4 pedone del bianco · f4 pedone del bianco · c3 cavallo del bianco · a2 pedone del bianco · b2 pedone del bianco · c2 pedone del bianco · g2 pedone del bianco · h2 pedone del bianco · a1 torre del bianco · c1 alfiere del bianco · d1 donna del bianco · e1 re del bianco · f1 alfiere del bianco · h1 torre del bianco | a8 torre del nero · b8 cavallo del nero · c8 alfiere del nero · d8 donna del nero · e8 re del nero · f8 alfiere del nero · h8 torre del nero · b7 pedone del nero · e7 pedone del nero · f7 pedone del nero · g7 pedone del nero · h7 pedone del nero · a6 pedone del nero · d6 pedone del nero · f6 cavallo del nero · d4 cavallo del bianco · e4 pedone del bianco · f4 pedone del bianco · c3 cavallo del bianco · a2 pedone del bianco · b2 pedone del bianco · c2 pedone del bianco · g2 pedone del bianco · h2 pedone del bianco · a1 torre del bianco · c1 alfiere del bianco · d1 donna del bianco · e1 re del bianco · f1 alfiere del bianco · h1 torre del bianco | a8 torre del nero · b8 cavallo del nero · c8 alfiere del nero · d8 donna del nero · e8 re del nero · f8 alfiere del nero · h8 torre del nero · b7 pedone del nero · e7 pedone del nero · f7 pedone del nero · g7 pedone del nero · h7 pedone del nero · a6 pedone del nero · d6 pedone del nero · f6 cavallo del nero · d4 cavallo del bianco · e4 pedone del bianco · f4 pedone del bianco · c3 cavallo del bianco · a2 pedone del bianco · b2 pedone del bianco · c2 pedone del bianco · g2 pedone del bianco · h2 pedone del bianco · a1 torre del bianco · c1 alfiere del bianco · d1 donna del bianco · e1 re del bianco · f1 alfiere del bianco · h1 torre del bianco | a8 torre del nero · b8 cavallo del nero · c8 alfiere del nero · d8 donna del nero · e8 re del nero · f8 alfiere del nero · h8 torre del nero · b7 pedone del nero · e7 pedone del nero · f7 pedone del nero · g7 pedone del nero · h7 pedone del nero · a6 pedone del nero · d6 pedone del nero · f6 cavallo del nero · d4 cavallo del bianco · e4 pedone del bianco · f4 pedone del bianco · c3 cavallo del bianco · a2 pedone del bianco · b2 pedone del bianco · c2 pedone del bianco · g2 pedone del bianco · h2 pedone del bianco · a1 torre del bianco · c1 alfiere del bianco · d1 donna del bianco · e1 re del bianco · f1 alfiere del bianco · h1 torre del bianco | a8 torre del nero · b8 cavallo del nero · c8 alfiere del nero · d8 donna del nero · e8 re del nero · f8 alfiere del nero · h8 torre del nero · b7 pedone del nero · e7 pedone del nero · f7 pedone del nero · g7 pedone del nero · h7 pedone del nero · a6 pedone del nero · d6 pedone del nero · f6 cavallo del nero · d4 cavallo del bianco · e4 pedone del bianco · f4 pedone del bianco · c3 cavallo del bianco · a2 pedone del bianco · b2 pedone del bianco · c2 pedone del bianco · g2 pedone del bianco · h2 pedone del bianco · a1 torre del bianco · c1 alfiere del bianco · d1 donna del bianco · e1 re del bianco · f1 alfiere del bianco · h1 torre del bianco | a8 torre del nero · b8 cavallo del nero · c8 alfiere del nero · d8 donna del nero · e8 re del nero · f8 alfiere del nero · h8 torre del nero · b7 pedone del nero · e7 pedone del nero · f7 pedone del nero · g7 pedone del nero · h7 pedone del nero · a6 pedone del nero · d6 pedone del nero · f6 cavallo del nero · d4 cavallo del bianco · e4 pedone del bianco · f4 pedone del bianco · c3 cavallo del bianco · a2 pedone del bianco · b2 pedone del bianco · c2 pedone del bianco · g2 pedone del bianco · h2 pedone del bianco · a1 torre del bianco · c1 alfiere del bianco · d1 donna del bianco · e1 re del bianco · f1 alfiere del bianco · h1 torre del bianco | a8 torre del nero · b8 cavallo del nero · c8 alfiere del nero · d8 donna del nero · e8 re del nero · f8 alfiere del nero · h8 torre del nero · b7 pedone del nero · e7 pedone del nero · f7 pedone del nero · g7 pedone del nero · h7 pedone del nero · a6 pedone del nero · d6 pedone del nero · f6 cavallo del nero · d4 cavallo del bianco · e4 pedone del bianco · f4 pedone del bianco · c3 cavallo del bianco · a2 pedone del bianco · b2 pedone del bianco · c2 pedone del bianco · g2 pedone del bianco · h2 pedone del bianco · a1 torre del bianco · c1 alfiere del bianco · d1 donna del bianco · e1 re del bianco · f1 alfiere del bianco · h1 torre del bianco | a8 torre del nero · b8 cavallo del nero · c8 alfiere del nero · d8 donna del nero · e8 re del nero · f8 alfiere del nero · h8 torre del nero · b7 pedone del nero · e7 pedone del nero · f7 pedone del nero · g7 pedone del nero · h7 pedone del nero · a6 pedone del nero · d6 pedone del nero · f6 cavallo del nero · d4 cavallo del bianco · e4 pedone del bianco · f4 pedone del bianco · c3 cavallo del bianco · a2 pedone del bianco · b2 pedone del bianco · c2 pedone del bianco · g2 pedone del bianco · h2 pedone del bianco · a1 torre del bianco · c1 alfiere del bianco · d1 donna del bianco · e1 re del bianco · f1 alfiere del bianco · h1 torre del bianco | 2 |
| 1 | a8 torre del nero · b8 cavallo del nero · c8 alfiere del nero · d8 donna del nero · e8 re del nero · f8 alfiere del nero · h8 torre del nero · b7 pedone del nero · e7 pedone del nero · f7 pedone del nero · g7 pedone del nero · h7 pedone del nero · a6 pedone del nero · d6 pedone del nero · f6 cavallo del nero · d4 cavallo del bianco · e4 pedone del bianco · f4 pedone del bianco · c3 cavallo del bianco · a2 pedone del bianco · b2 pedone del bianco · c2 pedone del bianco · g2 pedone del bianco · h2 pedone del bianco · a1 torre del bianco · c1 alfiere del bianco · d1 donna del bianco · e1 re del bianco · f1 alfiere del bianco · h1 torre del bianco | a8 torre del nero · b8 cavallo del nero · c8 alfiere del nero · d8 donna del nero · e8 re del nero · f8 alfiere del nero · h8 torre del nero · b7 pedone del nero · e7 pedone del nero · f7 pedone del nero · g7 pedone del nero · h7 pedone del nero · a6 pedone del nero · d6 pedone del nero · f6 cavallo del nero · d4 cavallo del bianco · e4 pedone del bianco · f4 pedone del bianco · c3 cavallo del bianco · a2 pedone del bianco · b2 pedone del bianco · c2 pedone del bianco · g2 pedone del bianco · h2 pedone del bianco · a1 torre del bianco · c1 alfiere del bianco · d1 donna del bianco · e1 re del bianco · f1 alfiere del bianco · h1 torre del bianco | a8 torre del nero · b8 cavallo del nero · c8 alfiere del nero · d8 donna del nero · e8 re del nero · f8 alfiere del nero · h8 torre del nero · b7 pedone del nero · e7 pedone del nero · f7 pedone del nero · g7 pedone del nero · h7 pedone del nero · a6 pedone del nero · d6 pedone del nero · f6 cavallo del nero · d4 cavallo del bianco · e4 pedone del bianco · f4 pedone del bianco · c3 cavallo del bianco · a2 pedone del bianco · b2 pedone del bianco · c2 pedone del bianco · g2 pedone del bianco · h2 pedone del bianco · a1 torre del bianco · c1 alfiere del bianco · d1 donna del bianco · e1 re del bianco · f1 alfiere del bianco · h1 torre del bianco | a8 torre del nero · b8 cavallo del nero · c8 alfiere del nero · d8 donna del nero · e8 re del nero · f8 alfiere del nero · h8 torre del nero · b7 pedone del nero · e7 pedone del nero · f7 pedone del nero · g7 pedone del nero · h7 pedone del nero · a6 pedone del nero · d6 pedone del nero · f6 cavallo del nero · d4 cavallo del bianco · e4 pedone del bianco · f4 pedone del bianco · c3 cavallo del bianco · a2 pedone del bianco · b2 pedone del bianco · c2 pedone del bianco · g2 pedone del bianco · h2 pedone del bianco · a1 torre del bianco · c1 alfiere del bianco · d1 donna del bianco · e1 re del bianco · f1 alfiere del bianco · h1 torre del bianco | a8 torre del nero · b8 cavallo del nero · c8 alfiere del nero · d8 donna del nero · e8 re del nero · f8 alfiere del nero · h8 torre del nero · b7 pedone del nero · e7 pedone del nero · f7 pedone del nero · g7 pedone del nero · h7 pedone del nero · a6 pedone del nero · d6 pedone del nero · f6 cavallo del nero · d4 cavallo del bianco · e4 pedone del bianco · f4 pedone del bianco · c3 cavallo del bianco · a2 pedone del bianco · b2 pedone del bianco · c2 pedone del bianco · g2 pedone del bianco · h2 pedone del bianco · a1 torre del bianco · c1 alfiere del bianco · d1 donna del bianco · e1 re del bianco · f1 alfiere del bianco · h1 torre del bianco | a8 torre del nero · b8 cavallo del nero · c8 alfiere del nero · d8 donna del nero · e8 re del nero · f8 alfiere del nero · h8 torre del nero · b7 pedone del nero · e7 pedone del nero · f7 pedone del nero · g7 pedone del nero · h7 pedone del nero · a6 pedone del nero · d6 pedone del nero · f6 cavallo del nero · d4 cavallo del bianco · e4 pedone del bianco · f4 pedone del bianco · c3 cavallo del bianco · a2 pedone del bianco · b2 pedone del bianco · c2 pedone del bianco · g2 pedone del bianco · h2 pedone del bianco · a1 torre del bianco · c1 alfiere del bianco · d1 donna del bianco · e1 re del bianco · f1 alfiere del bianco · h1 torre del bianco | a8 torre del nero · b8 cavallo del nero · c8 alfiere del nero · d8 donna del nero · e8 re del nero · f8 alfiere del nero · h8 torre del nero · b7 pedone del nero · e7 pedone del nero · f7 pedone del nero · g7 pedone del nero · h7 pedone del nero · a6 pedone del nero · d6 pedone del nero · f6 cavallo del nero · d4 cavallo del bianco · e4 pedone del bianco · f4 pedone del bianco · c3 cavallo del bianco · a2 pedone del bianco · b2 pedone del bianco · c2 pedone del bianco · g2 pedone del bianco · h2 pedone del bianco · a1 torre del bianco · c1 alfiere del bianco · d1 donna del bianco · e1 re del bianco · f1 alfiere del bianco · h1 torre del bianco | a8 torre del nero · b8 cavallo del nero · c8 alfiere del nero · d8 donna del nero · e8 re del nero · f8 alfiere del nero · h8 torre del nero · b7 pedone del nero · e7 pedone del nero · f7 pedone del nero · g7 pedone del nero · h7 pedone del nero · a6 pedone del nero · d6 pedone del nero · f6 cavallo del nero · d4 cavallo del bianco · e4 pedone del bianco · f4 pedone del bianco · c3 cavallo del bianco · a2 pedone del bianco · b2 pedone del bianco · c2 pedone del bianco · g2 pedone del bianco · h2 pedone del bianco · a1 torre del bianco · c1 alfiere del bianco · d1 donna del bianco · e1 re del bianco · f1 alfiere del bianco · h1 torre del bianco | 1 |
|   | a | b | c | d | e | f | g | h |   |

Questa variante, seppure meno giocata delle varianti più popolari (6. Ae2, 6. Ag5, 6. Ae3 e 6. Ac4) non è a queste inferiori. È considerata una variante flessibile, mediante la quale il bianco muta subito la configurazione dei pedoni in modo aggressivo ma nello stesso tempo aspetta di vedere cosa fa il nero prima di decidere dove sviluppare i propri pezzi. Se il nero gioca in modo passivo può venire rapidamente travolto, come quasi sempre nella Difesa Siciliana e specialmente nella variante Najdorf.
Le principali risposte a disposizione del nero sono:
7…e5
7…Dc7
7…Cbd7
con frequenti rientri nell'una o nell'altra sotto-variante proprio in ragione dell'estrema flessibilità della posizione nella quale i pezzi sono praticamente ancora tutti da sviluppare.

#### 6.a4
|   | a | b | c | d | e | f | g | h |   |
| 8 | a8 torre del nero · b8 cavallo del nero · c8 alfiere del nero · d8 donna del nero · e8 re del nero · f8 alfiere del nero · h8 torre del nero · b7 pedone del nero · e7 pedone del nero · f7 pedone del nero · g7 pedone del nero · h7 pedone del nero · a6 pedone del nero · d6 pedone del nero · f6 cavallo del nero · a4 pedone del bianco · d4 cavallo del bianco · e4 pedone del bianco · c3 cavallo del bianco · b2 pedone del bianco · c2 pedone del bianco · f2 pedone del bianco · g2 pedone del bianco · h2 pedone del bianco · a1 torre del bianco · c1 alfiere del bianco · d1 donna del bianco · e1 re del bianco · f1 alfiere del bianco · h1 torre del bianco | a8 torre del nero · b8 cavallo del nero · c8 alfiere del nero · d8 donna del nero · e8 re del nero · f8 alfiere del nero · h8 torre del nero · b7 pedone del nero · e7 pedone del nero · f7 pedone del nero · g7 pedone del nero · h7 pedone del nero · a6 pedone del nero · d6 pedone del nero · f6 cavallo del nero · a4 pedone del bianco · d4 cavallo del bianco · e4 pedone del bianco · c3 cavallo del bianco · b2 pedone del bianco · c2 pedone del bianco · f2 pedone del bianco · g2 pedone del bianco · h2 pedone del bianco · a1 torre del bianco · c1 alfiere del bianco · d1 donna del bianco · e1 re del bianco · f1 alfiere del bianco · h1 torre del bianco | a8 torre del nero · b8 cavallo del nero · c8 alfiere del nero · d8 donna del nero · e8 re del nero · f8 alfiere del nero · h8 torre del nero · b7 pedone del nero · e7 pedone del nero · f7 pedone del nero · g7 pedone del nero · h7 pedone del nero · a6 pedone del nero · d6 pedone del nero · f6 cavallo del nero · a4 pedone del bianco · d4 cavallo del bianco · e4 pedone del bianco · c3 cavallo del bianco · b2 pedone del bianco · c2 pedone del bianco · f2 pedone del bianco · g2 pedone del bianco · h2 pedone del bianco · a1 torre del bianco · c1 alfiere del bianco · d1 donna del bianco · e1 re del bianco · f1 alfiere del bianco · h1 torre del bianco | a8 torre del nero · b8 cavallo del nero · c8 alfiere del nero · d8 donna del nero · e8 re del nero · f8 alfiere del nero · h8 torre del nero · b7 pedone del nero · e7 pedone del nero · f7 pedone del nero · g7 pedone del nero · h7 pedone del nero · a6 pedone del nero · d6 pedone del nero · f6 cavallo del nero · a4 pedone del bianco · d4 cavallo del bianco · e4 pedone del bianco · c3 cavallo del bianco · b2 pedone del bianco · c2 pedone del bianco · f2 pedone del bianco · g2 pedone del bianco · h2 pedone del bianco · a1 torre del bianco · c1 alfiere del bianco · d1 donna del bianco · e1 re del bianco · f1 alfiere del bianco · h1 torre del bianco | a8 torre del nero · b8 cavallo del nero · c8 alfiere del nero · d8 donna del nero · e8 re del nero · f8 alfiere del nero · h8 torre del nero · b7 pedone del nero · e7 pedone del nero · f7 pedone del nero · g7 pedone del nero · h7 pedone del nero · a6 pedone del nero · d6 pedone del nero · f6 cavallo del nero · a4 pedone del bianco · d4 cavallo del bianco · e4 pedone del bianco · c3 cavallo del bianco · b2 pedone del bianco · c2 pedone del bianco · f2 pedone del bianco · g2 pedone del bianco · h2 pedone del bianco · a1 torre del bianco · c1 alfiere del bianco · d1 donna del bianco · e1 re del bianco · f1 alfiere del bianco · h1 torre del bianco | a8 torre del nero · b8 cavallo del nero · c8 alfiere del nero · d8 donna del nero · e8 re del nero · f8 alfiere del nero · h8 torre del nero · b7 pedone del nero · e7 pedone del nero · f7 pedone del nero · g7 pedone del nero · h7 pedone del nero · a6 pedone del nero · d6 pedone del nero · f6 cavallo del nero · a4 pedone del bianco · d4 cavallo del bianco · e4 pedone del bianco · c3 cavallo del bianco · b2 pedone del bianco · c2 pedone del bianco · f2 pedone del bianco · g2 pedone del bianco · h2 pedone del bianco · a1 torre del bianco · c1 alfiere del bianco · d1 donna del bianco · e1 re del bianco · f1 alfiere del bianco · h1 torre del bianco | a8 torre del nero · b8 cavallo del nero · c8 alfiere del nero · d8 donna del nero · e8 re del nero · f8 alfiere del nero · h8 torre del nero · b7 pedone del nero · e7 pedone del nero · f7 pedone del nero · g7 pedone del nero · h7 pedone del nero · a6 pedone del nero · d6 pedone del nero · f6 cavallo del nero · a4 pedone del bianco · d4 cavallo del bianco · e4 pedone del bianco · c3 cavallo del bianco · b2 pedone del bianco · c2 pedone del bianco · f2 pedone del bianco · g2 pedone del bianco · h2 pedone del bianco · a1 torre del bianco · c1 alfiere del bianco · d1 donna del bianco · e1 re del bianco · f1 alfiere del bianco · h1 torre del bianco | a8 torre del nero · b8 cavallo del nero · c8 alfiere del nero · d8 donna del nero · e8 re del nero · f8 alfiere del nero · h8 torre del nero · b7 pedone del nero · e7 pedone del nero · f7 pedone del nero · g7 pedone del nero · h7 pedone del nero · a6 pedone del nero · d6 pedone del nero · f6 cavallo del nero · a4 pedone del bianco · d4 cavallo del bianco · e4 pedone del bianco · c3 cavallo del bianco · b2 pedone del bianco · c2 pedone del bianco · f2 pedone del bianco · g2 pedone del bianco · h2 pedone del bianco · a1 torre del bianco · c1 alfiere del bianco · d1 donna del bianco · e1 re del bianco · f1 alfiere del bianco · h1 torre del bianco | 8 |
| 7 | a8 torre del nero · b8 cavallo del nero · c8 alfiere del nero · d8 donna del nero · e8 re del nero · f8 alfiere del nero · h8 torre del nero · b7 pedone del nero · e7 pedone del nero · f7 pedone del nero · g7 pedone del nero · h7 pedone del nero · a6 pedone del nero · d6 pedone del nero · f6 cavallo del nero · a4 pedone del bianco · d4 cavallo del bianco · e4 pedone del bianco · c3 cavallo del bianco · b2 pedone del bianco · c2 pedone del bianco · f2 pedone del bianco · g2 pedone del bianco · h2 pedone del bianco · a1 torre del bianco · c1 alfiere del bianco · d1 donna del bianco · e1 re del bianco · f1 alfiere del bianco · h1 torre del bianco | a8 torre del nero · b8 cavallo del nero · c8 alfiere del nero · d8 donna del nero · e8 re del nero · f8 alfiere del nero · h8 torre del nero · b7 pedone del nero · e7 pedone del nero · f7 pedone del nero · g7 pedone del nero · h7 pedone del nero · a6 pedone del nero · d6 pedone del nero · f6 cavallo del nero · a4 pedone del bianco · d4 cavallo del bianco · e4 pedone del bianco · c3 cavallo del bianco · b2 pedone del bianco · c2 pedone del bianco · f2 pedone del bianco · g2 pedone del bianco · h2 pedone del bianco · a1 torre del bianco · c1 alfiere del bianco · d1 donna del bianco · e1 re del bianco · f1 alfiere del bianco · h1 torre del bianco | a8 torre del nero · b8 cavallo del nero · c8 alfiere del nero · d8 donna del nero · e8 re del nero · f8 alfiere del nero · h8 torre del nero · b7 pedone del nero · e7 pedone del nero · f7 pedone del nero · g7 pedone del nero · h7 pedone del nero · a6 pedone del nero · d6 pedone del nero · f6 cavallo del nero · a4 pedone del bianco · d4 cavallo del bianco · e4 pedone del bianco · c3 cavallo del bianco · b2 pedone del bianco · c2 pedone del bianco · f2 pedone del bianco · g2 pedone del bianco · h2 pedone del bianco · a1 torre del bianco · c1 alfiere del bianco · d1 donna del bianco · e1 re del bianco · f1 alfiere del bianco · h1 torre del bianco | a8 torre del nero · b8 cavallo del nero · c8 alfiere del nero · d8 donna del nero · e8 re del nero · f8 alfiere del nero · h8 torre del nero · b7 pedone del nero · e7 pedone del nero · f7 pedone del nero · g7 pedone del nero · h7 pedone del nero · a6 pedone del nero · d6 pedone del nero · f6 cavallo del nero · a4 pedone del bianco · d4 cavallo del bianco · e4 pedone del bianco · c3 cavallo del bianco · b2 pedone del bianco · c2 pedone del bianco · f2 pedone del bianco · g2 pedone del bianco · h2 pedone del bianco · a1 torre del bianco · c1 alfiere del bianco · d1 donna del bianco · e1 re del bianco · f1 alfiere del bianco · h1 torre del bianco | a8 torre del nero · b8 cavallo del nero · c8 alfiere del nero · d8 donna del nero · e8 re del nero · f8 alfiere del nero · h8 torre del nero · b7 pedone del nero · e7 pedone del nero · f7 pedone del nero · g7 pedone del nero · h7 pedone del nero · a6 pedone del nero · d6 pedone del nero · f6 cavallo del nero · a4 pedone del bianco · d4 cavallo del bianco · e4 pedone del bianco · c3 cavallo del bianco · b2 pedone del bianco · c2 pedone del bianco · f2 pedone del bianco · g2 pedone del bianco · h2 pedone del bianco · a1 torre del bianco · c1 alfiere del bianco · d1 donna del bianco · e1 re del bianco · f1 alfiere del bianco · h1 torre del bianco | a8 torre del nero · b8 cavallo del nero · c8 alfiere del nero · d8 donna del nero · e8 re del nero · f8 alfiere del nero · h8 torre del nero · b7 pedone del nero · e7 pedone del nero · f7 pedone del nero · g7 pedone del nero · h7 pedone del nero · a6 pedone del nero · d6 pedone del nero · f6 cavallo del nero · a4 pedone del bianco · d4 cavallo del bianco · e4 pedone del bianco · c3 cavallo del bianco · b2 pedone del bianco · c2 pedone del bianco · f2 pedone del bianco · g2 pedone del bianco · h2 pedone del bianco · a1 torre del bianco · c1 alfiere del bianco · d1 donna del bianco · e1 re del bianco · f1 alfiere del bianco · h1 torre del bianco | a8 torre del nero · b8 cavallo del nero · c8 alfiere del nero · d8 donna del nero · e8 re del nero · f8 alfiere del nero · h8 torre del nero · b7 pedone del nero · e7 pedone del nero · f7 pedone del nero · g7 pedone del nero · h7 pedone del nero · a6 pedone del nero · d6 pedone del nero · f6 cavallo del nero · a4 pedone del bianco · d4 cavallo del bianco · e4 pedone del bianco · c3 cavallo del bianco · b2 pedone del bianco · c2 pedone del bianco · f2 pedone del bianco · g2 pedone del bianco · h2 pedone del bianco · a1 torre del bianco · c1 alfiere del bianco · d1 donna del bianco · e1 re del bianco · f1 alfiere del bianco · h1 torre del bianco | a8 torre del nero · b8 cavallo del nero · c8 alfiere del nero · d8 donna del nero · e8 re del nero · f8 alfiere del nero · h8 torre del nero · b7 pedone del nero · e7 pedone del nero · f7 pedone del nero · g7 pedone del nero · h7 pedone del nero · a6 pedone del nero · d6 pedone del nero · f6 cavallo del nero · a4 pedone del bianco · d4 cavallo del bianco · e4 pedone del bianco · c3 cavallo del bianco · b2 pedone del bianco · c2 pedone del bianco · f2 pedone del bianco · g2 pedone del bianco · h2 pedone del bianco · a1 torre del bianco · c1 alfiere del bianco · d1 donna del bianco · e1 re del bianco · f1 alfiere del bianco · h1 torre del bianco | 7 |
| 6 | a8 torre del nero · b8 cavallo del nero · c8 alfiere del nero · d8 donna del nero · e8 re del nero · f8 alfiere del nero · h8 torre del nero · b7 pedone del nero · e7 pedone del nero · f7 pedone del nero · g7 pedone del nero · h7 pedone del nero · a6 pedone del nero · d6 pedone del nero · f6 cavallo del nero · a4 pedone del bianco · d4 cavallo del bianco · e4 pedone del bianco · c3 cavallo del bianco · b2 pedone del bianco · c2 pedone del bianco · f2 pedone del bianco · g2 pedone del bianco · h2 pedone del bianco · a1 torre del bianco · c1 alfiere del bianco · d1 donna del bianco · e1 re del bianco · f1 alfiere del bianco · h1 torre del bianco | a8 torre del nero · b8 cavallo del nero · c8 alfiere del nero · d8 donna del nero · e8 re del nero · f8 alfiere del nero · h8 torre del nero · b7 pedone del nero · e7 pedone del nero · f7 pedone del nero · g7 pedone del nero · h7 pedone del nero · a6 pedone del nero · d6 pedone del nero · f6 cavallo del nero · a4 pedone del bianco · d4 cavallo del bianco · e4 pedone del bianco · c3 cavallo del bianco · b2 pedone del bianco · c2 pedone del bianco · f2 pedone del bianco · g2 pedone del bianco · h2 pedone del bianco · a1 torre del bianco · c1 alfiere del bianco · d1 donna del bianco · e1 re del bianco · f1 alfiere del bianco · h1 torre del bianco | a8 torre del nero · b8 cavallo del nero · c8 alfiere del nero · d8 donna del nero · e8 re del nero · f8 alfiere del nero · h8 torre del nero · b7 pedone del nero · e7 pedone del nero · f7 pedone del nero · g7 pedone del nero · h7 pedone del nero · a6 pedone del nero · d6 pedone del nero · f6 cavallo del nero · a4 pedone del bianco · d4 cavallo del bianco · e4 pedone del bianco · c3 cavallo del bianco · b2 pedone del bianco · c2 pedone del bianco · f2 pedone del bianco · g2 pedone del bianco · h2 pedone del bianco · a1 torre del bianco · c1 alfiere del bianco · d1 donna del bianco · e1 re del bianco · f1 alfiere del bianco · h1 torre del bianco | a8 torre del nero · b8 cavallo del nero · c8 alfiere del nero · d8 donna del nero · e8 re del nero · f8 alfiere del nero · h8 torre del nero · b7 pedone del nero · e7 pedone del nero · f7 pedone del nero · g7 pedone del nero · h7 pedone del nero · a6 pedone del nero · d6 pedone del nero · f6 cavallo del nero · a4 pedone del bianco · d4 cavallo del bianco · e4 pedone del bianco · c3 cavallo del bianco · b2 pedone del bianco · c2 pedone del bianco · f2 pedone del bianco · g2 pedone del bianco · h2 pedone del bianco · a1 torre del bianco · c1 alfiere del bianco · d1 donna del bianco · e1 re del bianco · f1 alfiere del bianco · h1 torre del bianco | a8 torre del nero · b8 cavallo del nero · c8 alfiere del nero · d8 donna del nero · e8 re del nero · f8 alfiere del nero · h8 torre del nero · b7 pedone del nero · e7 pedone del nero · f7 pedone del nero · g7 pedone del nero · h7 pedone del nero · a6 pedone del nero · d6 pedone del nero · f6 cavallo del nero · a4 pedone del bianco · d4 cavallo del bianco · e4 pedone del bianco · c3 cavallo del bianco · b2 pedone del bianco · c2 pedone del bianco · f2 pedone del bianco · g2 pedone del bianco · h2 pedone del bianco · a1 torre del bianco · c1 alfiere del bianco · d1 donna del bianco · e1 re del bianco · f1 alfiere del bianco · h1 torre del bianco | a8 torre del nero · b8 cavallo del nero · c8 alfiere del nero · d8 donna del nero · e8 re del nero · f8 alfiere del nero · h8 torre del nero · b7 pedone del nero · e7 pedone del nero · f7 pedone del nero · g7 pedone del nero · h7 pedone del nero · a6 pedone del nero · d6 pedone del nero · f6 cavallo del nero · a4 pedone del bianco · d4 cavallo del bianco · e4 pedone del bianco · c3 cavallo del bianco · b2 pedone del bianco · c2 pedone del bianco · f2 pedone del bianco · g2 pedone del bianco · h2 pedone del bianco · a1 torre del bianco · c1 alfiere del bianco · d1 donna del bianco · e1 re del bianco · f1 alfiere del bianco · h1 torre del bianco | a8 torre del nero · b8 cavallo del nero · c8 alfiere del nero · d8 donna del nero · e8 re del nero · f8 alfiere del nero · h8 torre del nero · b7 pedone del nero · e7 pedone del nero · f7 pedone del nero · g7 pedone del nero · h7 pedone del nero · a6 pedone del nero · d6 pedone del nero · f6 cavallo del nero · a4 pedone del bianco · d4 cavallo del bianco · e4 pedone del bianco · c3 cavallo del bianco · b2 pedone del bianco · c2 pedone del bianco · f2 pedone del bianco · g2 pedone del bianco · h2 pedone del bianco · a1 torre del bianco · c1 alfiere del bianco · d1 donna del bianco · e1 re del bianco · f1 alfiere del bianco · h1 torre del bianco | a8 torre del nero · b8 cavallo del nero · c8 alfiere del nero · d8 donna del nero · e8 re del nero · f8 alfiere del nero · h8 torre del nero · b7 pedone del nero · e7 pedone del nero · f7 pedone del nero · g7 pedone del nero · h7 pedone del nero · a6 pedone del nero · d6 pedone del nero · f6 cavallo del nero · a4 pedone del bianco · d4 cavallo del bianco · e4 pedone del bianco · c3 cavallo del bianco · b2 pedone del bianco · c2 pedone del bianco · f2 pedone del bianco · g2 pedone del bianco · h2 pedone del bianco · a1 torre del bianco · c1 alfiere del bianco · d1 donna del bianco · e1 re del bianco · f1 alfiere del bianco · h1 torre del bianco | 6 |
| 5 | a8 torre del nero · b8 cavallo del nero · c8 alfiere del nero · d8 donna del nero · e8 re del nero · f8 alfiere del nero · h8 torre del nero · b7 pedone del nero · e7 pedone del nero · f7 pedone del nero · g7 pedone del nero · h7 pedone del nero · a6 pedone del nero · d6 pedone del nero · f6 cavallo del nero · a4 pedone del bianco · d4 cavallo del bianco · e4 pedone del bianco · c3 cavallo del bianco · b2 pedone del bianco · c2 pedone del bianco · f2 pedone del bianco · g2 pedone del bianco · h2 pedone del bianco · a1 torre del bianco · c1 alfiere del bianco · d1 donna del bianco · e1 re del bianco · f1 alfiere del bianco · h1 torre del bianco | a8 torre del nero · b8 cavallo del nero · c8 alfiere del nero · d8 donna del nero · e8 re del nero · f8 alfiere del nero · h8 torre del nero · b7 pedone del nero · e7 pedone del nero · f7 pedone del nero · g7 pedone del nero · h7 pedone del nero · a6 pedone del nero · d6 pedone del nero · f6 cavallo del nero · a4 pedone del bianco · d4 cavallo del bianco · e4 pedone del bianco · c3 cavallo del bianco · b2 pedone del bianco · c2 pedone del bianco · f2 pedone del bianco · g2 pedone del bianco · h2 pedone del bianco · a1 torre del bianco · c1 alfiere del bianco · d1 donna del bianco · e1 re del bianco · f1 alfiere del bianco · h1 torre del bianco | a8 torre del nero · b8 cavallo del nero · c8 alfiere del nero · d8 donna del nero · e8 re del nero · f8 alfiere del nero · h8 torre del nero · b7 pedone del nero · e7 pedone del nero · f7 pedone del nero · g7 pedone del nero · h7 pedone del nero · a6 pedone del nero · d6 pedone del nero · f6 cavallo del nero · a4 pedone del bianco · d4 cavallo del bianco · e4 pedone del bianco · c3 cavallo del bianco · b2 pedone del bianco · c2 pedone del bianco · f2 pedone del bianco · g2 pedone del bianco · h2 pedone del bianco · a1 torre del bianco · c1 alfiere del bianco · d1 donna del bianco · e1 re del bianco · f1 alfiere del bianco · h1 torre del bianco | a8 torre del nero · b8 cavallo del nero · c8 alfiere del nero · d8 donna del nero · e8 re del nero · f8 alfiere del nero · h8 torre del nero · b7 pedone del nero · e7 pedone del nero · f7 pedone del nero · g7 pedone del nero · h7 pedone del nero · a6 pedone del nero · d6 pedone del nero · f6 cavallo del nero · a4 pedone del bianco · d4 cavallo del bianco · e4 pedone del bianco · c3 cavallo del bianco · b2 pedone del bianco · c2 pedone del bianco · f2 pedone del bianco · g2 pedone del bianco · h2 pedone del bianco · a1 torre del bianco · c1 alfiere del bianco · d1 donna del bianco · e1 re del bianco · f1 alfiere del bianco · h1 torre del bianco | a8 torre del nero · b8 cavallo del nero · c8 alfiere del nero · d8 donna del nero · e8 re del nero · f8 alfiere del nero · h8 torre del nero · b7 pedone del nero · e7 pedone del nero · f7 pedone del nero · g7 pedone del nero · h7 pedone del nero · a6 pedone del nero · d6 pedone del nero · f6 cavallo del nero · a4 pedone del bianco · d4 cavallo del bianco · e4 pedone del bianco · c3 cavallo del bianco · b2 pedone del bianco · c2 pedone del bianco · f2 pedone del bianco · g2 pedone del bianco · h2 pedone del bianco · a1 torre del bianco · c1 alfiere del bianco · d1 donna del bianco · e1 re del bianco · f1 alfiere del bianco · h1 torre del bianco | a8 torre del nero · b8 cavallo del nero · c8 alfiere del nero · d8 donna del nero · e8 re del nero · f8 alfiere del nero · h8 torre del nero · b7 pedone del nero · e7 pedone del nero · f7 pedone del nero · g7 pedone del nero · h7 pedone del nero · a6 pedone del nero · d6 pedone del nero · f6 cavallo del nero · a4 pedone del bianco · d4 cavallo del bianco · e4 pedone del bianco · c3 cavallo del bianco · b2 pedone del bianco · c2 pedone del bianco · f2 pedone del bianco · g2 pedone del bianco · h2 pedone del bianco · a1 torre del bianco · c1 alfiere del bianco · d1 donna del bianco · e1 re del bianco · f1 alfiere del bianco · h1 torre del bianco | a8 torre del nero · b8 cavallo del nero · c8 alfiere del nero · d8 donna del nero · e8 re del nero · f8 alfiere del nero · h8 torre del nero · b7 pedone del nero · e7 pedone del nero · f7 pedone del nero · g7 pedone del nero · h7 pedone del nero · a6 pedone del nero · d6 pedone del nero · f6 cavallo del nero · a4 pedone del bianco · d4 cavallo del bianco · e4 pedone del bianco · c3 cavallo del bianco · b2 pedone del bianco · c2 pedone del bianco · f2 pedone del bianco · g2 pedone del bianco · h2 pedone del bianco · a1 torre del bianco · c1 alfiere del bianco · d1 donna del bianco · e1 re del bianco · f1 alfiere del bianco · h1 torre del bianco | a8 torre del nero · b8 cavallo del nero · c8 alfiere del nero · d8 donna del nero · e8 re del nero · f8 alfiere del nero · h8 torre del nero · b7 pedone del nero · e7 pedone del nero · f7 pedone del nero · g7 pedone del nero · h7 pedone del nero · a6 pedone del nero · d6 pedone del nero · f6 cavallo del nero · a4 pedone del bianco · d4 cavallo del bianco · e4 pedone del bianco · c3 cavallo del bianco · b2 pedone del bianco · c2 pedone del bianco · f2 pedone del bianco · g2 pedone del bianco · h2 pedone del bianco · a1 torre del bianco · c1 alfiere del bianco · d1 donna del bianco · e1 re del bianco · f1 alfiere del bianco · h1 torre del bianco | 5 |
| 4 | a8 torre del nero · b8 cavallo del nero · c8 alfiere del nero · d8 donna del nero · e8 re del nero · f8 alfiere del nero · h8 torre del nero · b7 pedone del nero · e7 pedone del nero · f7 pedone del nero · g7 pedone del nero · h7 pedone del nero · a6 pedone del nero · d6 pedone del nero · f6 cavallo del nero · a4 pedone del bianco · d4 cavallo del bianco · e4 pedone del bianco · c3 cavallo del bianco · b2 pedone del bianco · c2 pedone del bianco · f2 pedone del bianco · g2 pedone del bianco · h2 pedone del bianco · a1 torre del bianco · c1 alfiere del bianco · d1 donna del bianco · e1 re del bianco · f1 alfiere del bianco · h1 torre del bianco | a8 torre del nero · b8 cavallo del nero · c8 alfiere del nero · d8 donna del nero · e8 re del nero · f8 alfiere del nero · h8 torre del nero · b7 pedone del nero · e7 pedone del nero · f7 pedone del nero · g7 pedone del nero · h7 pedone del nero · a6 pedone del nero · d6 pedone del nero · f6 cavallo del nero · a4 pedone del bianco · d4 cavallo del bianco · e4 pedone del bianco · c3 cavallo del bianco · b2 pedone del bianco · c2 pedone del bianco · f2 pedone del bianco · g2 pedone del bianco · h2 pedone del bianco · a1 torre del bianco · c1 alfiere del bianco · d1 donna del bianco · e1 re del bianco · f1 alfiere del bianco · h1 torre del bianco | a8 torre del nero · b8 cavallo del nero · c8 alfiere del nero · d8 donna del nero · e8 re del nero · f8 alfiere del nero · h8 torre del nero · b7 pedone del nero · e7 pedone del nero · f7 pedone del nero · g7 pedone del nero · h7 pedone del nero · a6 pedone del nero · d6 pedone del nero · f6 cavallo del nero · a4 pedone del bianco · d4 cavallo del bianco · e4 pedone del bianco · c3 cavallo del bianco · b2 pedone del bianco · c2 pedone del bianco · f2 pedone del bianco · g2 pedone del bianco · h2 pedone del bianco · a1 torre del bianco · c1 alfiere del bianco · d1 donna del bianco · e1 re del bianco · f1 alfiere del bianco · h1 torre del bianco | a8 torre del nero · b8 cavallo del nero · c8 alfiere del nero · d8 donna del nero · e8 re del nero · f8 alfiere del nero · h8 torre del nero · b7 pedone del nero · e7 pedone del nero · f7 pedone del nero · g7 pedone del nero · h7 pedone del nero · a6 pedone del nero · d6 pedone del nero · f6 cavallo del nero · a4 pedone del bianco · d4 cavallo del bianco · e4 pedone del bianco · c3 cavallo del bianco · b2 pedone del bianco · c2 pedone del bianco · f2 pedone del bianco · g2 pedone del bianco · h2 pedone del bianco · a1 torre del bianco · c1 alfiere del bianco · d1 donna del bianco · e1 re del bianco · f1 alfiere del bianco · h1 torre del bianco | a8 torre del nero · b8 cavallo del nero · c8 alfiere del nero · d8 donna del nero · e8 re del nero · f8 alfiere del nero · h8 torre del nero · b7 pedone del nero · e7 pedone del nero · f7 pedone del nero · g7 pedone del nero · h7 pedone del nero · a6 pedone del nero · d6 pedone del nero · f6 cavallo del nero · a4 pedone del bianco · d4 cavallo del bianco · e4 pedone del bianco · c3 cavallo del bianco · b2 pedone del bianco · c2 pedone del bianco · f2 pedone del bianco · g2 pedone del bianco · h2 pedone del bianco · a1 torre del bianco · c1 alfiere del bianco · d1 donna del bianco · e1 re del bianco · f1 alfiere del bianco · h1 torre del bianco | a8 torre del nero · b8 cavallo del nero · c8 alfiere del nero · d8 donna del nero · e8 re del nero · f8 alfiere del nero · h8 torre del nero · b7 pedone del nero · e7 pedone del nero · f7 pedone del nero · g7 pedone del nero · h7 pedone del nero · a6 pedone del nero · d6 pedone del nero · f6 cavallo del nero · a4 pedone del bianco · d4 cavallo del bianco · e4 pedone del bianco · c3 cavallo del bianco · b2 pedone del bianco · c2 pedone del bianco · f2 pedone del bianco · g2 pedone del bianco · h2 pedone del bianco · a1 torre del bianco · c1 alfiere del bianco · d1 donna del bianco · e1 re del bianco · f1 alfiere del bianco · h1 torre del bianco | a8 torre del nero · b8 cavallo del nero · c8 alfiere del nero · d8 donna del nero · e8 re del nero · f8 alfiere del nero · h8 torre del nero · b7 pedone del nero · e7 pedone del nero · f7 pedone del nero · g7 pedone del nero · h7 pedone del nero · a6 pedone del nero · d6 pedone del nero · f6 cavallo del nero · a4 pedone del bianco · d4 cavallo del bianco · e4 pedone del bianco · c3 cavallo del bianco · b2 pedone del bianco · c2 pedone del bianco · f2 pedone del bianco · g2 pedone del bianco · h2 pedone del bianco · a1 torre del bianco · c1 alfiere del bianco · d1 donna del bianco · e1 re del bianco · f1 alfiere del bianco · h1 torre del bianco | a8 torre del nero · b8 cavallo del nero · c8 alfiere del nero · d8 donna del nero · e8 re del nero · f8 alfiere del nero · h8 torre del nero · b7 pedone del nero · e7 pedone del nero · f7 pedone del nero · g7 pedone del nero · h7 pedone del nero · a6 pedone del nero · d6 pedone del nero · f6 cavallo del nero · a4 pedone del bianco · d4 cavallo del bianco · e4 pedone del bianco · c3 cavallo del bianco · b2 pedone del bianco · c2 pedone del bianco · f2 pedone del bianco · g2 pedone del bianco · h2 pedone del bianco · a1 torre del bianco · c1 alfiere del bianco · d1 donna del bianco · e1 re del bianco · f1 alfiere del bianco · h1 torre del bianco | 4 |
| 3 | a8 torre del nero · b8 cavallo del nero · c8 alfiere del nero · d8 donna del nero · e8 re del nero · f8 alfiere del nero · h8 torre del nero · b7 pedone del nero · e7 pedone del nero · f7 pedone del nero · g7 pedone del nero · h7 pedone del nero · a6 pedone del nero · d6 pedone del nero · f6 cavallo del nero · a4 pedone del bianco · d4 cavallo del bianco · e4 pedone del bianco · c3 cavallo del bianco · b2 pedone del bianco · c2 pedone del bianco · f2 pedone del bianco · g2 pedone del bianco · h2 pedone del bianco · a1 torre del bianco · c1 alfiere del bianco · d1 donna del bianco · e1 re del bianco · f1 alfiere del bianco · h1 torre del bianco | a8 torre del nero · b8 cavallo del nero · c8 alfiere del nero · d8 donna del nero · e8 re del nero · f8 alfiere del nero · h8 torre del nero · b7 pedone del nero · e7 pedone del nero · f7 pedone del nero · g7 pedone del nero · h7 pedone del nero · a6 pedone del nero · d6 pedone del nero · f6 cavallo del nero · a4 pedone del bianco · d4 cavallo del bianco · e4 pedone del bianco · c3 cavallo del bianco · b2 pedone del bianco · c2 pedone del bianco · f2 pedone del bianco · g2 pedone del bianco · h2 pedone del bianco · a1 torre del bianco · c1 alfiere del bianco · d1 donna del bianco · e1 re del bianco · f1 alfiere del bianco · h1 torre del bianco | a8 torre del nero · b8 cavallo del nero · c8 alfiere del nero · d8 donna del nero · e8 re del nero · f8 alfiere del nero · h8 torre del nero · b7 pedone del nero · e7 pedone del nero · f7 pedone del nero · g7 pedone del nero · h7 pedone del nero · a6 pedone del nero · d6 pedone del nero · f6 cavallo del nero · a4 pedone del bianco · d4 cavallo del bianco · e4 pedone del bianco · c3 cavallo del bianco · b2 pedone del bianco · c2 pedone del bianco · f2 pedone del bianco · g2 pedone del bianco · h2 pedone del bianco · a1 torre del bianco · c1 alfiere del bianco · d1 donna del bianco · e1 re del bianco · f1 alfiere del bianco · h1 torre del bianco | a8 torre del nero · b8 cavallo del nero · c8 alfiere del nero · d8 donna del nero · e8 re del nero · f8 alfiere del nero · h8 torre del nero · b7 pedone del nero · e7 pedone del nero · f7 pedone del nero · g7 pedone del nero · h7 pedone del nero · a6 pedone del nero · d6 pedone del nero · f6 cavallo del nero · a4 pedone del bianco · d4 cavallo del bianco · e4 pedone del bianco · c3 cavallo del bianco · b2 pedone del bianco · c2 pedone del bianco · f2 pedone del bianco · g2 pedone del bianco · h2 pedone del bianco · a1 torre del bianco · c1 alfiere del bianco · d1 donna del bianco · e1 re del bianco · f1 alfiere del bianco · h1 torre del bianco | a8 torre del nero · b8 cavallo del nero · c8 alfiere del nero · d8 donna del nero · e8 re del nero · f8 alfiere del nero · h8 torre del nero · b7 pedone del nero · e7 pedone del nero · f7 pedone del nero · g7 pedone del nero · h7 pedone del nero · a6 pedone del nero · d6 pedone del nero · f6 cavallo del nero · a4 pedone del bianco · d4 cavallo del bianco · e4 pedone del bianco · c3 cavallo del bianco · b2 pedone del bianco · c2 pedone del bianco · f2 pedone del bianco · g2 pedone del bianco · h2 pedone del bianco · a1 torre del bianco · c1 alfiere del bianco · d1 donna del bianco · e1 re del bianco · f1 alfiere del bianco · h1 torre del bianco | a8 torre del nero · b8 cavallo del nero · c8 alfiere del nero · d8 donna del nero · e8 re del nero · f8 alfiere del nero · h8 torre del nero · b7 pedone del nero · e7 pedone del nero · f7 pedone del nero · g7 pedone del nero · h7 pedone del nero · a6 pedone del nero · d6 pedone del nero · f6 cavallo del nero · a4 pedone del bianco · d4 cavallo del bianco · e4 pedone del bianco · c3 cavallo del bianco · b2 pedone del bianco · c2 pedone del bianco · f2 pedone del bianco · g2 pedone del bianco · h2 pedone del bianco · a1 torre del bianco · c1 alfiere del bianco · d1 donna del bianco · e1 re del bianco · f1 alfiere del bianco · h1 torre del bianco | a8 torre del nero · b8 cavallo del nero · c8 alfiere del nero · d8 donna del nero · e8 re del nero · f8 alfiere del nero · h8 torre del nero · b7 pedone del nero · e7 pedone del nero · f7 pedone del nero · g7 pedone del nero · h7 pedone del nero · a6 pedone del nero · d6 pedone del nero · f6 cavallo del nero · a4 pedone del bianco · d4 cavallo del bianco · e4 pedone del bianco · c3 cavallo del bianco · b2 pedone del bianco · c2 pedone del bianco · f2 pedone del bianco · g2 pedone del bianco · h2 pedone del bianco · a1 torre del bianco · c1 alfiere del bianco · d1 donna del bianco · e1 re del bianco · f1 alfiere del bianco · h1 torre del bianco | a8 torre del nero · b8 cavallo del nero · c8 alfiere del nero · d8 donna del nero · e8 re del nero · f8 alfiere del nero · h8 torre del nero · b7 pedone del nero · e7 pedone del nero · f7 pedone del nero · g7 pedone del nero · h7 pedone del nero · a6 pedone del nero · d6 pedone del nero · f6 cavallo del nero · a4 pedone del bianco · d4 cavallo del bianco · e4 pedone del bianco · c3 cavallo del bianco · b2 pedone del bianco · c2 pedone del bianco · f2 pedone del bianco · g2 pedone del bianco · h2 pedone del bianco · a1 torre del bianco · c1 alfiere del bianco · d1 donna del bianco · e1 re del bianco · f1 alfiere del bianco · h1 torre del bianco | 3 |
| 2 | a8 torre del nero · b8 cavallo del nero · c8 alfiere del nero · d8 donna del nero · e8 re del nero · f8 alfiere del nero · h8 torre del nero · b7 pedone del nero · e7 pedone del nero · f7 pedone del nero · g7 pedone del nero · h7 pedone del nero · a6 pedone del nero · d6 pedone del nero · f6 cavallo del nero · a4 pedone del bianco · d4 cavallo del bianco · e4 pedone del bianco · c3 cavallo del bianco · b2 pedone del bianco · c2 pedone del bianco · f2 pedone del bianco · g2 pedone del bianco · h2 pedone del bianco · a1 torre del bianco · c1 alfiere del bianco · d1 donna del bianco · e1 re del bianco · f1 alfiere del bianco · h1 torre del bianco | a8 torre del nero · b8 cavallo del nero · c8 alfiere del nero · d8 donna del nero · e8 re del nero · f8 alfiere del nero · h8 torre del nero · b7 pedone del nero · e7 pedone del nero · f7 pedone del nero · g7 pedone del nero · h7 pedone del nero · a6 pedone del nero · d6 pedone del nero · f6 cavallo del nero · a4 pedone del bianco · d4 cavallo del bianco · e4 pedone del bianco · c3 cavallo del bianco · b2 pedone del bianco · c2 pedone del bianco · f2 pedone del bianco · g2 pedone del bianco · h2 pedone del bianco · a1 torre del bianco · c1 alfiere del bianco · d1 donna del bianco · e1 re del bianco · f1 alfiere del bianco · h1 torre del bianco | a8 torre del nero · b8 cavallo del nero · c8 alfiere del nero · d8 donna del nero · e8 re del nero · f8 alfiere del nero · h8 torre del nero · b7 pedone del nero · e7 pedone del nero · f7 pedone del nero · g7 pedone del nero · h7 pedone del nero · a6 pedone del nero · d6 pedone del nero · f6 cavallo del nero · a4 pedone del bianco · d4 cavallo del bianco · e4 pedone del bianco · c3 cavallo del bianco · b2 pedone del bianco · c2 pedone del bianco · f2 pedone del bianco · g2 pedone del bianco · h2 pedone del bianco · a1 torre del bianco · c1 alfiere del bianco · d1 donna del bianco · e1 re del bianco · f1 alfiere del bianco · h1 torre del bianco | a8 torre del nero · b8 cavallo del nero · c8 alfiere del nero · d8 donna del nero · e8 re del nero · f8 alfiere del nero · h8 torre del nero · b7 pedone del nero · e7 pedone del nero · f7 pedone del nero · g7 pedone del nero · h7 pedone del nero · a6 pedone del nero · d6 pedone del nero · f6 cavallo del nero · a4 pedone del bianco · d4 cavallo del bianco · e4 pedone del bianco · c3 cavallo del bianco · b2 pedone del bianco · c2 pedone del bianco · f2 pedone del bianco · g2 pedone del bianco · h2 pedone del bianco · a1 torre del bianco · c1 alfiere del bianco · d1 donna del bianco · e1 re del bianco · f1 alfiere del bianco · h1 torre del bianco | a8 torre del nero · b8 cavallo del nero · c8 alfiere del nero · d8 donna del nero · e8 re del nero · f8 alfiere del nero · h8 torre del nero · b7 pedone del nero · e7 pedone del nero · f7 pedone del nero · g7 pedone del nero · h7 pedone del nero · a6 pedone del nero · d6 pedone del nero · f6 cavallo del nero · a4 pedone del bianco · d4 cavallo del bianco · e4 pedone del bianco · c3 cavallo del bianco · b2 pedone del bianco · c2 pedone del bianco · f2 pedone del bianco · g2 pedone del bianco · h2 pedone del bianco · a1 torre del bianco · c1 alfiere del bianco · d1 donna del bianco · e1 re del bianco · f1 alfiere del bianco · h1 torre del bianco | a8 torre del nero · b8 cavallo del nero · c8 alfiere del nero · d8 donna del nero · e8 re del nero · f8 alfiere del nero · h8 torre del nero · b7 pedone del nero · e7 pedone del nero · f7 pedone del nero · g7 pedone del nero · h7 pedone del nero · a6 pedone del nero · d6 pedone del nero · f6 cavallo del nero · a4 pedone del bianco · d4 cavallo del bianco · e4 pedone del bianco · c3 cavallo del bianco · b2 pedone del bianco · c2 pedone del bianco · f2 pedone del bianco · g2 pedone del bianco · h2 pedone del bianco · a1 torre del bianco · c1 alfiere del bianco · d1 donna del bianco · e1 re del bianco · f1 alfiere del bianco · h1 torre del bianco | a8 torre del nero · b8 cavallo del nero · c8 alfiere del nero · d8 donna del nero · e8 re del nero · f8 alfiere del nero · h8 torre del nero · b7 pedone del nero · e7 pedone del nero · f7 pedone del nero · g7 pedone del nero · h7 pedone del nero · a6 pedone del nero · d6 pedone del nero · f6 cavallo del nero · a4 pedone del bianco · d4 cavallo del bianco · e4 pedone del bianco · c3 cavallo del bianco · b2 pedone del bianco · c2 pedone del bianco · f2 pedone del bianco · g2 pedone del bianco · h2 pedone del bianco · a1 torre del bianco · c1 alfiere del bianco · d1 donna del bianco · e1 re del bianco · f1 alfiere del bianco · h1 torre del bianco | a8 torre del nero · b8 cavallo del nero · c8 alfiere del nero · d8 donna del nero · e8 re del nero · f8 alfiere del nero · h8 torre del nero · b7 pedone del nero · e7 pedone del nero · f7 pedone del nero · g7 pedone del nero · h7 pedone del nero · a6 pedone del nero · d6 pedone del nero · f6 cavallo del nero · a4 pedone del bianco · d4 cavallo del bianco · e4 pedone del bianco · c3 cavallo del bianco · b2 pedone del bianco · c2 pedone del bianco · f2 pedone del bianco · g2 pedone del bianco · h2 pedone del bianco · a1 torre del bianco · c1 alfiere del bianco · d1 donna del bianco · e1 re del bianco · f1 alfiere del bianco · h1 torre del bianco | 2 |
| 1 | a8 torre del nero · b8 cavallo del nero · c8 alfiere del nero · d8 donna del nero · e8 re del nero · f8 alfiere del nero · h8 torre del nero · b7 pedone del nero · e7 pedone del nero · f7 pedone del nero · g7 pedone del nero · h7 pedone del nero · a6 pedone del nero · d6 pedone del nero · f6 cavallo del nero · a4 pedone del bianco · d4 cavallo del bianco · e4 pedone del bianco · c3 cavallo del bianco · b2 pedone del bianco · c2 pedone del bianco · f2 pedone del bianco · g2 pedone del bianco · h2 pedone del bianco · a1 torre del bianco · c1 alfiere del bianco · d1 donna del bianco · e1 re del bianco · f1 alfiere del bianco · h1 torre del bianco | a8 torre del nero · b8 cavallo del nero · c8 alfiere del nero · d8 donna del nero · e8 re del nero · f8 alfiere del nero · h8 torre del nero · b7 pedone del nero · e7 pedone del nero · f7 pedone del nero · g7 pedone del nero · h7 pedone del nero · a6 pedone del nero · d6 pedone del nero · f6 cavallo del nero · a4 pedone del bianco · d4 cavallo del bianco · e4 pedone del bianco · c3 cavallo del bianco · b2 pedone del bianco · c2 pedone del bianco · f2 pedone del bianco · g2 pedone del bianco · h2 pedone del bianco · a1 torre del bianco · c1 alfiere del bianco · d1 donna del bianco · e1 re del bianco · f1 alfiere del bianco · h1 torre del bianco | a8 torre del nero · b8 cavallo del nero · c8 alfiere del nero · d8 donna del nero · e8 re del nero · f8 alfiere del nero · h8 torre del nero · b7 pedone del nero · e7 pedone del nero · f7 pedone del nero · g7 pedone del nero · h7 pedone del nero · a6 pedone del nero · d6 pedone del nero · f6 cavallo del nero · a4 pedone del bianco · d4 cavallo del bianco · e4 pedone del bianco · c3 cavallo del bianco · b2 pedone del bianco · c2 pedone del bianco · f2 pedone del bianco · g2 pedone del bianco · h2 pedone del bianco · a1 torre del bianco · c1 alfiere del bianco · d1 donna del bianco · e1 re del bianco · f1 alfiere del bianco · h1 torre del bianco | a8 torre del nero · b8 cavallo del nero · c8 alfiere del nero · d8 donna del nero · e8 re del nero · f8 alfiere del nero · h8 torre del nero · b7 pedone del nero · e7 pedone del nero · f7 pedone del nero · g7 pedone del nero · h7 pedone del nero · a6 pedone del nero · d6 pedone del nero · f6 cavallo del nero · a4 pedone del bianco · d4 cavallo del bianco · e4 pedone del bianco · c3 cavallo del bianco · b2 pedone del bianco · c2 pedone del bianco · f2 pedone del bianco · g2 pedone del bianco · h2 pedone del bianco · a1 torre del bianco · c1 alfiere del bianco · d1 donna del bianco · e1 re del bianco · f1 alfiere del bianco · h1 torre del bianco | a8 torre del nero · b8 cavallo del nero · c8 alfiere del nero · d8 donna del nero · e8 re del nero · f8 alfiere del nero · h8 torre del nero · b7 pedone del nero · e7 pedone del nero · f7 pedone del nero · g7 pedone del nero · h7 pedone del nero · a6 pedone del nero · d6 pedone del nero · f6 cavallo del nero · a4 pedone del bianco · d4 cavallo del bianco · e4 pedone del bianco · c3 cavallo del bianco · b2 pedone del bianco · c2 pedone del bianco · f2 pedone del bianco · g2 pedone del bianco · h2 pedone del bianco · a1 torre del bianco · c1 alfiere del bianco · d1 donna del bianco · e1 re del bianco · f1 alfiere del bianco · h1 torre del bianco | a8 torre del nero · b8 cavallo del nero · c8 alfiere del nero · d8 donna del nero · e8 re del nero · f8 alfiere del nero · h8 torre del nero · b7 pedone del nero · e7 pedone del nero · f7 pedone del nero · g7 pedone del nero · h7 pedone del nero · a6 pedone del nero · d6 pedone del nero · f6 cavallo del nero · a4 pedone del bianco · d4 cavallo del bianco · e4 pedone del bianco · c3 cavallo del bianco · b2 pedone del bianco · c2 pedone del bianco · f2 pedone del bianco · g2 pedone del bianco · h2 pedone del bianco · a1 torre del bianco · c1 alfiere del bianco · d1 donna del bianco · e1 re del bianco · f1 alfiere del bianco · h1 torre del bianco | a8 torre del nero · b8 cavallo del nero · c8 alfiere del nero · d8 donna del nero · e8 re del nero · f8 alfiere del nero · h8 torre del nero · b7 pedone del nero · e7 pedone del nero · f7 pedone del nero · g7 pedone del nero · h7 pedone del nero · a6 pedone del nero · d6 pedone del nero · f6 cavallo del nero · a4 pedone del bianco · d4 cavallo del bianco · e4 pedone del bianco · c3 cavallo del bianco · b2 pedone del bianco · c2 pedone del bianco · f2 pedone del bianco · g2 pedone del bianco · h2 pedone del bianco · a1 torre del bianco · c1 alfiere del bianco · d1 donna del bianco · e1 re del bianco · f1 alfiere del bianco · h1 torre del bianco | a8 torre del nero · b8 cavallo del nero · c8 alfiere del nero · d8 donna del nero · e8 re del nero · f8 alfiere del nero · h8 torre del nero · b7 pedone del nero · e7 pedone del nero · f7 pedone del nero · g7 pedone del nero · h7 pedone del nero · a6 pedone del nero · d6 pedone del nero · f6 cavallo del nero · a4 pedone del bianco · d4 cavallo del bianco · e4 pedone del bianco · c3 cavallo del bianco · b2 pedone del bianco · c2 pedone del bianco · f2 pedone del bianco · g2 pedone del bianco · h2 pedone del bianco · a1 torre del bianco · c1 alfiere del bianco · d1 donna del bianco · e1 re del bianco · f1 alfiere del bianco · h1 torre del bianco | 1 |
|   | a | b | c | d | e | f | g | h |   |

È evidentemente diretta contro la spinta in b5 del Nero ed è una mossa che spesso il Bianco finisce comunque per giocare. In questo caso il Bianco non vuole pronunciarsi sulla posizione dei suoi alfieri o del pedone f e aspetta che la situazione al centro si consolidi per decidere quali sono le case migliori per sviluppare i propri pezzi.

#### 6.g3
|   | a | b | c | d | e | f | g | h |   |
| 8 | a8 torre del nero · b8 cavallo del nero · c8 alfiere del nero · d8 donna del nero · e8 re del nero · f8 alfiere del nero · h8 torre del nero · b7 pedone del nero · e7 pedone del nero · f7 pedone del nero · g7 pedone del nero · h7 pedone del nero · a6 pedone del nero · d6 pedone del nero · f6 cavallo del nero · d4 cavallo del bianco · e4 pedone del bianco · c3 cavallo del bianco · g3 pedone del bianco · a2 pedone del bianco · b2 pedone del bianco · c2 pedone del bianco · f2 pedone del bianco · h2 pedone del bianco · a1 torre del bianco · c1 alfiere del bianco · d1 donna del bianco · e1 re del bianco · f1 alfiere del bianco · h1 torre del bianco | a8 torre del nero · b8 cavallo del nero · c8 alfiere del nero · d8 donna del nero · e8 re del nero · f8 alfiere del nero · h8 torre del nero · b7 pedone del nero · e7 pedone del nero · f7 pedone del nero · g7 pedone del nero · h7 pedone del nero · a6 pedone del nero · d6 pedone del nero · f6 cavallo del nero · d4 cavallo del bianco · e4 pedone del bianco · c3 cavallo del bianco · g3 pedone del bianco · a2 pedone del bianco · b2 pedone del bianco · c2 pedone del bianco · f2 pedone del bianco · h2 pedone del bianco · a1 torre del bianco · c1 alfiere del bianco · d1 donna del bianco · e1 re del bianco · f1 alfiere del bianco · h1 torre del bianco | a8 torre del nero · b8 cavallo del nero · c8 alfiere del nero · d8 donna del nero · e8 re del nero · f8 alfiere del nero · h8 torre del nero · b7 pedone del nero · e7 pedone del nero · f7 pedone del nero · g7 pedone del nero · h7 pedone del nero · a6 pedone del nero · d6 pedone del nero · f6 cavallo del nero · d4 cavallo del bianco · e4 pedone del bianco · c3 cavallo del bianco · g3 pedone del bianco · a2 pedone del bianco · b2 pedone del bianco · c2 pedone del bianco · f2 pedone del bianco · h2 pedone del bianco · a1 torre del bianco · c1 alfiere del bianco · d1 donna del bianco · e1 re del bianco · f1 alfiere del bianco · h1 torre del bianco | a8 torre del nero · b8 cavallo del nero · c8 alfiere del nero · d8 donna del nero · e8 re del nero · f8 alfiere del nero · h8 torre del nero · b7 pedone del nero · e7 pedone del nero · f7 pedone del nero · g7 pedone del nero · h7 pedone del nero · a6 pedone del nero · d6 pedone del nero · f6 cavallo del nero · d4 cavallo del bianco · e4 pedone del bianco · c3 cavallo del bianco · g3 pedone del bianco · a2 pedone del bianco · b2 pedone del bianco · c2 pedone del bianco · f2 pedone del bianco · h2 pedone del bianco · a1 torre del bianco · c1 alfiere del bianco · d1 donna del bianco · e1 re del bianco · f1 alfiere del bianco · h1 torre del bianco | a8 torre del nero · b8 cavallo del nero · c8 alfiere del nero · d8 donna del nero · e8 re del nero · f8 alfiere del nero · h8 torre del nero · b7 pedone del nero · e7 pedone del nero · f7 pedone del nero · g7 pedone del nero · h7 pedone del nero · a6 pedone del nero · d6 pedone del nero · f6 cavallo del nero · d4 cavallo del bianco · e4 pedone del bianco · c3 cavallo del bianco · g3 pedone del bianco · a2 pedone del bianco · b2 pedone del bianco · c2 pedone del bianco · f2 pedone del bianco · h2 pedone del bianco · a1 torre del bianco · c1 alfiere del bianco · d1 donna del bianco · e1 re del bianco · f1 alfiere del bianco · h1 torre del bianco | a8 torre del nero · b8 cavallo del nero · c8 alfiere del nero · d8 donna del nero · e8 re del nero · f8 alfiere del nero · h8 torre del nero · b7 pedone del nero · e7 pedone del nero · f7 pedone del nero · g7 pedone del nero · h7 pedone del nero · a6 pedone del nero · d6 pedone del nero · f6 cavallo del nero · d4 cavallo del bianco · e4 pedone del bianco · c3 cavallo del bianco · g3 pedone del bianco · a2 pedone del bianco · b2 pedone del bianco · c2 pedone del bianco · f2 pedone del bianco · h2 pedone del bianco · a1 torre del bianco · c1 alfiere del bianco · d1 donna del bianco · e1 re del bianco · f1 alfiere del bianco · h1 torre del bianco | a8 torre del nero · b8 cavallo del nero · c8 alfiere del nero · d8 donna del nero · e8 re del nero · f8 alfiere del nero · h8 torre del nero · b7 pedone del nero · e7 pedone del nero · f7 pedone del nero · g7 pedone del nero · h7 pedone del nero · a6 pedone del nero · d6 pedone del nero · f6 cavallo del nero · d4 cavallo del bianco · e4 pedone del bianco · c3 cavallo del bianco · g3 pedone del bianco · a2 pedone del bianco · b2 pedone del bianco · c2 pedone del bianco · f2 pedone del bianco · h2 pedone del bianco · a1 torre del bianco · c1 alfiere del bianco · d1 donna del bianco · e1 re del bianco · f1 alfiere del bianco · h1 torre del bianco | a8 torre del nero · b8 cavallo del nero · c8 alfiere del nero · d8 donna del nero · e8 re del nero · f8 alfiere del nero · h8 torre del nero · b7 pedone del nero · e7 pedone del nero · f7 pedone del nero · g7 pedone del nero · h7 pedone del nero · a6 pedone del nero · d6 pedone del nero · f6 cavallo del nero · d4 cavallo del bianco · e4 pedone del bianco · c3 cavallo del bianco · g3 pedone del bianco · a2 pedone del bianco · b2 pedone del bianco · c2 pedone del bianco · f2 pedone del bianco · h2 pedone del bianco · a1 torre del bianco · c1 alfiere del bianco · d1 donna del bianco · e1 re del bianco · f1 alfiere del bianco · h1 torre del bianco | 8 |
| 7 | a8 torre del nero · b8 cavallo del nero · c8 alfiere del nero · d8 donna del nero · e8 re del nero · f8 alfiere del nero · h8 torre del nero · b7 pedone del nero · e7 pedone del nero · f7 pedone del nero · g7 pedone del nero · h7 pedone del nero · a6 pedone del nero · d6 pedone del nero · f6 cavallo del nero · d4 cavallo del bianco · e4 pedone del bianco · c3 cavallo del bianco · g3 pedone del bianco · a2 pedone del bianco · b2 pedone del bianco · c2 pedone del bianco · f2 pedone del bianco · h2 pedone del bianco · a1 torre del bianco · c1 alfiere del bianco · d1 donna del bianco · e1 re del bianco · f1 alfiere del bianco · h1 torre del bianco | a8 torre del nero · b8 cavallo del nero · c8 alfiere del nero · d8 donna del nero · e8 re del nero · f8 alfiere del nero · h8 torre del nero · b7 pedone del nero · e7 pedone del nero · f7 pedone del nero · g7 pedone del nero · h7 pedone del nero · a6 pedone del nero · d6 pedone del nero · f6 cavallo del nero · d4 cavallo del bianco · e4 pedone del bianco · c3 cavallo del bianco · g3 pedone del bianco · a2 pedone del bianco · b2 pedone del bianco · c2 pedone del bianco · f2 pedone del bianco · h2 pedone del bianco · a1 torre del bianco · c1 alfiere del bianco · d1 donna del bianco · e1 re del bianco · f1 alfiere del bianco · h1 torre del bianco | a8 torre del nero · b8 cavallo del nero · c8 alfiere del nero · d8 donna del nero · e8 re del nero · f8 alfiere del nero · h8 torre del nero · b7 pedone del nero · e7 pedone del nero · f7 pedone del nero · g7 pedone del nero · h7 pedone del nero · a6 pedone del nero · d6 pedone del nero · f6 cavallo del nero · d4 cavallo del bianco · e4 pedone del bianco · c3 cavallo del bianco · g3 pedone del bianco · a2 pedone del bianco · b2 pedone del bianco · c2 pedone del bianco · f2 pedone del bianco · h2 pedone del bianco · a1 torre del bianco · c1 alfiere del bianco · d1 donna del bianco · e1 re del bianco · f1 alfiere del bianco · h1 torre del bianco | a8 torre del nero · b8 cavallo del nero · c8 alfiere del nero · d8 donna del nero · e8 re del nero · f8 alfiere del nero · h8 torre del nero · b7 pedone del nero · e7 pedone del nero · f7 pedone del nero · g7 pedone del nero · h7 pedone del nero · a6 pedone del nero · d6 pedone del nero · f6 cavallo del nero · d4 cavallo del bianco · e4 pedone del bianco · c3 cavallo del bianco · g3 pedone del bianco · a2 pedone del bianco · b2 pedone del bianco · c2 pedone del bianco · f2 pedone del bianco · h2 pedone del bianco · a1 torre del bianco · c1 alfiere del bianco · d1 donna del bianco · e1 re del bianco · f1 alfiere del bianco · h1 torre del bianco | a8 torre del nero · b8 cavallo del nero · c8 alfiere del nero · d8 donna del nero · e8 re del nero · f8 alfiere del nero · h8 torre del nero · b7 pedone del nero · e7 pedone del nero · f7 pedone del nero · g7 pedone del nero · h7 pedone del nero · a6 pedone del nero · d6 pedone del nero · f6 cavallo del nero · d4 cavallo del bianco · e4 pedone del bianco · c3 cavallo del bianco · g3 pedone del bianco · a2 pedone del bianco · b2 pedone del bianco · c2 pedone del bianco · f2 pedone del bianco · h2 pedone del bianco · a1 torre del bianco · c1 alfiere del bianco · d1 donna del bianco · e1 re del bianco · f1 alfiere del bianco · h1 torre del bianco | a8 torre del nero · b8 cavallo del nero · c8 alfiere del nero · d8 donna del nero · e8 re del nero · f8 alfiere del nero · h8 torre del nero · b7 pedone del nero · e7 pedone del nero · f7 pedone del nero · g7 pedone del nero · h7 pedone del nero · a6 pedone del nero · d6 pedone del nero · f6 cavallo del nero · d4 cavallo del bianco · e4 pedone del bianco · c3 cavallo del bianco · g3 pedone del bianco · a2 pedone del bianco · b2 pedone del bianco · c2 pedone del bianco · f2 pedone del bianco · h2 pedone del bianco · a1 torre del bianco · c1 alfiere del bianco · d1 donna del bianco · e1 re del bianco · f1 alfiere del bianco · h1 torre del bianco | a8 torre del nero · b8 cavallo del nero · c8 alfiere del nero · d8 donna del nero · e8 re del nero · f8 alfiere del nero · h8 torre del nero · b7 pedone del nero · e7 pedone del nero · f7 pedone del nero · g7 pedone del nero · h7 pedone del nero · a6 pedone del nero · d6 pedone del nero · f6 cavallo del nero · d4 cavallo del bianco · e4 pedone del bianco · c3 cavallo del bianco · g3 pedone del bianco · a2 pedone del bianco · b2 pedone del bianco · c2 pedone del bianco · f2 pedone del bianco · h2 pedone del bianco · a1 torre del bianco · c1 alfiere del bianco · d1 donna del bianco · e1 re del bianco · f1 alfiere del bianco · h1 torre del bianco | a8 torre del nero · b8 cavallo del nero · c8 alfiere del nero · d8 donna del nero · e8 re del nero · f8 alfiere del nero · h8 torre del nero · b7 pedone del nero · e7 pedone del nero · f7 pedone del nero · g7 pedone del nero · h7 pedone del nero · a6 pedone del nero · d6 pedone del nero · f6 cavallo del nero · d4 cavallo del bianco · e4 pedone del bianco · c3 cavallo del bianco · g3 pedone del bianco · a2 pedone del bianco · b2 pedone del bianco · c2 pedone del bianco · f2 pedone del bianco · h2 pedone del bianco · a1 torre del bianco · c1 alfiere del bianco · d1 donna del bianco · e1 re del bianco · f1 alfiere del bianco · h1 torre del bianco | 7 |
| 6 | a8 torre del nero · b8 cavallo del nero · c8 alfiere del nero · d8 donna del nero · e8 re del nero · f8 alfiere del nero · h8 torre del nero · b7 pedone del nero · e7 pedone del nero · f7 pedone del nero · g7 pedone del nero · h7 pedone del nero · a6 pedone del nero · d6 pedone del nero · f6 cavallo del nero · d4 cavallo del bianco · e4 pedone del bianco · c3 cavallo del bianco · g3 pedone del bianco · a2 pedone del bianco · b2 pedone del bianco · c2 pedone del bianco · f2 pedone del bianco · h2 pedone del bianco · a1 torre del bianco · c1 alfiere del bianco · d1 donna del bianco · e1 re del bianco · f1 alfiere del bianco · h1 torre del bianco | a8 torre del nero · b8 cavallo del nero · c8 alfiere del nero · d8 donna del nero · e8 re del nero · f8 alfiere del nero · h8 torre del nero · b7 pedone del nero · e7 pedone del nero · f7 pedone del nero · g7 pedone del nero · h7 pedone del nero · a6 pedone del nero · d6 pedone del nero · f6 cavallo del nero · d4 cavallo del bianco · e4 pedone del bianco · c3 cavallo del bianco · g3 pedone del bianco · a2 pedone del bianco · b2 pedone del bianco · c2 pedone del bianco · f2 pedone del bianco · h2 pedone del bianco · a1 torre del bianco · c1 alfiere del bianco · d1 donna del bianco · e1 re del bianco · f1 alfiere del bianco · h1 torre del bianco | a8 torre del nero · b8 cavallo del nero · c8 alfiere del nero · d8 donna del nero · e8 re del nero · f8 alfiere del nero · h8 torre del nero · b7 pedone del nero · e7 pedone del nero · f7 pedone del nero · g7 pedone del nero · h7 pedone del nero · a6 pedone del nero · d6 pedone del nero · f6 cavallo del nero · d4 cavallo del bianco · e4 pedone del bianco · c3 cavallo del bianco · g3 pedone del bianco · a2 pedone del bianco · b2 pedone del bianco · c2 pedone del bianco · f2 pedone del bianco · h2 pedone del bianco · a1 torre del bianco · c1 alfiere del bianco · d1 donna del bianco · e1 re del bianco · f1 alfiere del bianco · h1 torre del bianco | a8 torre del nero · b8 cavallo del nero · c8 alfiere del nero · d8 donna del nero · e8 re del nero · f8 alfiere del nero · h8 torre del nero · b7 pedone del nero · e7 pedone del nero · f7 pedone del nero · g7 pedone del nero · h7 pedone del nero · a6 pedone del nero · d6 pedone del nero · f6 cavallo del nero · d4 cavallo del bianco · e4 pedone del bianco · c3 cavallo del bianco · g3 pedone del bianco · a2 pedone del bianco · b2 pedone del bianco · c2 pedone del bianco · f2 pedone del bianco · h2 pedone del bianco · a1 torre del bianco · c1 alfiere del bianco · d1 donna del bianco · e1 re del bianco · f1 alfiere del bianco · h1 torre del bianco | a8 torre del nero · b8 cavallo del nero · c8 alfiere del nero · d8 donna del nero · e8 re del nero · f8 alfiere del nero · h8 torre del nero · b7 pedone del nero · e7 pedone del nero · f7 pedone del nero · g7 pedone del nero · h7 pedone del nero · a6 pedone del nero · d6 pedone del nero · f6 cavallo del nero · d4 cavallo del bianco · e4 pedone del bianco · c3 cavallo del bianco · g3 pedone del bianco · a2 pedone del bianco · b2 pedone del bianco · c2 pedone del bianco · f2 pedone del bianco · h2 pedone del bianco · a1 torre del bianco · c1 alfiere del bianco · d1 donna del bianco · e1 re del bianco · f1 alfiere del bianco · h1 torre del bianco | a8 torre del nero · b8 cavallo del nero · c8 alfiere del nero · d8 donna del nero · e8 re del nero · f8 alfiere del nero · h8 torre del nero · b7 pedone del nero · e7 pedone del nero · f7 pedone del nero · g7 pedone del nero · h7 pedone del nero · a6 pedone del nero · d6 pedone del nero · f6 cavallo del nero · d4 cavallo del bianco · e4 pedone del bianco · c3 cavallo del bianco · g3 pedone del bianco · a2 pedone del bianco · b2 pedone del bianco · c2 pedone del bianco · f2 pedone del bianco · h2 pedone del bianco · a1 torre del bianco · c1 alfiere del bianco · d1 donna del bianco · e1 re del bianco · f1 alfiere del bianco · h1 torre del bianco | a8 torre del nero · b8 cavallo del nero · c8 alfiere del nero · d8 donna del nero · e8 re del nero · f8 alfiere del nero · h8 torre del nero · b7 pedone del nero · e7 pedone del nero · f7 pedone del nero · g7 pedone del nero · h7 pedone del nero · a6 pedone del nero · d6 pedone del nero · f6 cavallo del nero · d4 cavallo del bianco · e4 pedone del bianco · c3 cavallo del bianco · g3 pedone del bianco · a2 pedone del bianco · b2 pedone del bianco · c2 pedone del bianco · f2 pedone del bianco · h2 pedone del bianco · a1 torre del bianco · c1 alfiere del bianco · d1 donna del bianco · e1 re del bianco · f1 alfiere del bianco · h1 torre del bianco | a8 torre del nero · b8 cavallo del nero · c8 alfiere del nero · d8 donna del nero · e8 re del nero · f8 alfiere del nero · h8 torre del nero · b7 pedone del nero · e7 pedone del nero · f7 pedone del nero · g7 pedone del nero · h7 pedone del nero · a6 pedone del nero · d6 pedone del nero · f6 cavallo del nero · d4 cavallo del bianco · e4 pedone del bianco · c3 cavallo del bianco · g3 pedone del bianco · a2 pedone del bianco · b2 pedone del bianco · c2 pedone del bianco · f2 pedone del bianco · h2 pedone del bianco · a1 torre del bianco · c1 alfiere del bianco · d1 donna del bianco · e1 re del bianco · f1 alfiere del bianco · h1 torre del bianco | 6 |
| 5 | a8 torre del nero · b8 cavallo del nero · c8 alfiere del nero · d8 donna del nero · e8 re del nero · f8 alfiere del nero · h8 torre del nero · b7 pedone del nero · e7 pedone del nero · f7 pedone del nero · g7 pedone del nero · h7 pedone del nero · a6 pedone del nero · d6 pedone del nero · f6 cavallo del nero · d4 cavallo del bianco · e4 pedone del bianco · c3 cavallo del bianco · g3 pedone del bianco · a2 pedone del bianco · b2 pedone del bianco · c2 pedone del bianco · f2 pedone del bianco · h2 pedone del bianco · a1 torre del bianco · c1 alfiere del bianco · d1 donna del bianco · e1 re del bianco · f1 alfiere del bianco · h1 torre del bianco | a8 torre del nero · b8 cavallo del nero · c8 alfiere del nero · d8 donna del nero · e8 re del nero · f8 alfiere del nero · h8 torre del nero · b7 pedone del nero · e7 pedone del nero · f7 pedone del nero · g7 pedone del nero · h7 pedone del nero · a6 pedone del nero · d6 pedone del nero · f6 cavallo del nero · d4 cavallo del bianco · e4 pedone del bianco · c3 cavallo del bianco · g3 pedone del bianco · a2 pedone del bianco · b2 pedone del bianco · c2 pedone del bianco · f2 pedone del bianco · h2 pedone del bianco · a1 torre del bianco · c1 alfiere del bianco · d1 donna del bianco · e1 re del bianco · f1 alfiere del bianco · h1 torre del bianco | a8 torre del nero · b8 cavallo del nero · c8 alfiere del nero · d8 donna del nero · e8 re del nero · f8 alfiere del nero · h8 torre del nero · b7 pedone del nero · e7 pedone del nero · f7 pedone del nero · g7 pedone del nero · h7 pedone del nero · a6 pedone del nero · d6 pedone del nero · f6 cavallo del nero · d4 cavallo del bianco · e4 pedone del bianco · c3 cavallo del bianco · g3 pedone del bianco · a2 pedone del bianco · b2 pedone del bianco · c2 pedone del bianco · f2 pedone del bianco · h2 pedone del bianco · a1 torre del bianco · c1 alfiere del bianco · d1 donna del bianco · e1 re del bianco · f1 alfiere del bianco · h1 torre del bianco | a8 torre del nero · b8 cavallo del nero · c8 alfiere del nero · d8 donna del nero · e8 re del nero · f8 alfiere del nero · h8 torre del nero · b7 pedone del nero · e7 pedone del nero · f7 pedone del nero · g7 pedone del nero · h7 pedone del nero · a6 pedone del nero · d6 pedone del nero · f6 cavallo del nero · d4 cavallo del bianco · e4 pedone del bianco · c3 cavallo del bianco · g3 pedone del bianco · a2 pedone del bianco · b2 pedone del bianco · c2 pedone del bianco · f2 pedone del bianco · h2 pedone del bianco · a1 torre del bianco · c1 alfiere del bianco · d1 donna del bianco · e1 re del bianco · f1 alfiere del bianco · h1 torre del bianco | a8 torre del nero · b8 cavallo del nero · c8 alfiere del nero · d8 donna del nero · e8 re del nero · f8 alfiere del nero · h8 torre del nero · b7 pedone del nero · e7 pedone del nero · f7 pedone del nero · g7 pedone del nero · h7 pedone del nero · a6 pedone del nero · d6 pedone del nero · f6 cavallo del nero · d4 cavallo del bianco · e4 pedone del bianco · c3 cavallo del bianco · g3 pedone del bianco · a2 pedone del bianco · b2 pedone del bianco · c2 pedone del bianco · f2 pedone del bianco · h2 pedone del bianco · a1 torre del bianco · c1 alfiere del bianco · d1 donna del bianco · e1 re del bianco · f1 alfiere del bianco · h1 torre del bianco | a8 torre del nero · b8 cavallo del nero · c8 alfiere del nero · d8 donna del nero · e8 re del nero · f8 alfiere del nero · h8 torre del nero · b7 pedone del nero · e7 pedone del nero · f7 pedone del nero · g7 pedone del nero · h7 pedone del nero · a6 pedone del nero · d6 pedone del nero · f6 cavallo del nero · d4 cavallo del bianco · e4 pedone del bianco · c3 cavallo del bianco · g3 pedone del bianco · a2 pedone del bianco · b2 pedone del bianco · c2 pedone del bianco · f2 pedone del bianco · h2 pedone del bianco · a1 torre del bianco · c1 alfiere del bianco · d1 donna del bianco · e1 re del bianco · f1 alfiere del bianco · h1 torre del bianco | a8 torre del nero · b8 cavallo del nero · c8 alfiere del nero · d8 donna del nero · e8 re del nero · f8 alfiere del nero · h8 torre del nero · b7 pedone del nero · e7 pedone del nero · f7 pedone del nero · g7 pedone del nero · h7 pedone del nero · a6 pedone del nero · d6 pedone del nero · f6 cavallo del nero · d4 cavallo del bianco · e4 pedone del bianco · c3 cavallo del bianco · g3 pedone del bianco · a2 pedone del bianco · b2 pedone del bianco · c2 pedone del bianco · f2 pedone del bianco · h2 pedone del bianco · a1 torre del bianco · c1 alfiere del bianco · d1 donna del bianco · e1 re del bianco · f1 alfiere del bianco · h1 torre del bianco | a8 torre del nero · b8 cavallo del nero · c8 alfiere del nero · d8 donna del nero · e8 re del nero · f8 alfiere del nero · h8 torre del nero · b7 pedone del nero · e7 pedone del nero · f7 pedone del nero · g7 pedone del nero · h7 pedone del nero · a6 pedone del nero · d6 pedone del nero · f6 cavallo del nero · d4 cavallo del bianco · e4 pedone del bianco · c3 cavallo del bianco · g3 pedone del bianco · a2 pedone del bianco · b2 pedone del bianco · c2 pedone del bianco · f2 pedone del bianco · h2 pedone del bianco · a1 torre del bianco · c1 alfiere del bianco · d1 donna del bianco · e1 re del bianco · f1 alfiere del bianco · h1 torre del bianco | 5 |
| 4 | a8 torre del nero · b8 cavallo del nero · c8 alfiere del nero · d8 donna del nero · e8 re del nero · f8 alfiere del nero · h8 torre del nero · b7 pedone del nero · e7 pedone del nero · f7 pedone del nero · g7 pedone del nero · h7 pedone del nero · a6 pedone del nero · d6 pedone del nero · f6 cavallo del nero · d4 cavallo del bianco · e4 pedone del bianco · c3 cavallo del bianco · g3 pedone del bianco · a2 pedone del bianco · b2 pedone del bianco · c2 pedone del bianco · f2 pedone del bianco · h2 pedone del bianco · a1 torre del bianco · c1 alfiere del bianco · d1 donna del bianco · e1 re del bianco · f1 alfiere del bianco · h1 torre del bianco | a8 torre del nero · b8 cavallo del nero · c8 alfiere del nero · d8 donna del nero · e8 re del nero · f8 alfiere del nero · h8 torre del nero · b7 pedone del nero · e7 pedone del nero · f7 pedone del nero · g7 pedone del nero · h7 pedone del nero · a6 pedone del nero · d6 pedone del nero · f6 cavallo del nero · d4 cavallo del bianco · e4 pedone del bianco · c3 cavallo del bianco · g3 pedone del bianco · a2 pedone del bianco · b2 pedone del bianco · c2 pedone del bianco · f2 pedone del bianco · h2 pedone del bianco · a1 torre del bianco · c1 alfiere del bianco · d1 donna del bianco · e1 re del bianco · f1 alfiere del bianco · h1 torre del bianco | a8 torre del nero · b8 cavallo del nero · c8 alfiere del nero · d8 donna del nero · e8 re del nero · f8 alfiere del nero · h8 torre del nero · b7 pedone del nero · e7 pedone del nero · f7 pedone del nero · g7 pedone del nero · h7 pedone del nero · a6 pedone del nero · d6 pedone del nero · f6 cavallo del nero · d4 cavallo del bianco · e4 pedone del bianco · c3 cavallo del bianco · g3 pedone del bianco · a2 pedone del bianco · b2 pedone del bianco · c2 pedone del bianco · f2 pedone del bianco · h2 pedone del bianco · a1 torre del bianco · c1 alfiere del bianco · d1 donna del bianco · e1 re del bianco · f1 alfiere del bianco · h1 torre del bianco | a8 torre del nero · b8 cavallo del nero · c8 alfiere del nero · d8 donna del nero · e8 re del nero · f8 alfiere del nero · h8 torre del nero · b7 pedone del nero · e7 pedone del nero · f7 pedone del nero · g7 pedone del nero · h7 pedone del nero · a6 pedone del nero · d6 pedone del nero · f6 cavallo del nero · d4 cavallo del bianco · e4 pedone del bianco · c3 cavallo del bianco · g3 pedone del bianco · a2 pedone del bianco · b2 pedone del bianco · c2 pedone del bianco · f2 pedone del bianco · h2 pedone del bianco · a1 torre del bianco · c1 alfiere del bianco · d1 donna del bianco · e1 re del bianco · f1 alfiere del bianco · h1 torre del bianco | a8 torre del nero · b8 cavallo del nero · c8 alfiere del nero · d8 donna del nero · e8 re del nero · f8 alfiere del nero · h8 torre del nero · b7 pedone del nero · e7 pedone del nero · f7 pedone del nero · g7 pedone del nero · h7 pedone del nero · a6 pedone del nero · d6 pedone del nero · f6 cavallo del nero · d4 cavallo del bianco · e4 pedone del bianco · c3 cavallo del bianco · g3 pedone del bianco · a2 pedone del bianco · b2 pedone del bianco · c2 pedone del bianco · f2 pedone del bianco · h2 pedone del bianco · a1 torre del bianco · c1 alfiere del bianco · d1 donna del bianco · e1 re del bianco · f1 alfiere del bianco · h1 torre del bianco | a8 torre del nero · b8 cavallo del nero · c8 alfiere del nero · d8 donna del nero · e8 re del nero · f8 alfiere del nero · h8 torre del nero · b7 pedone del nero · e7 pedone del nero · f7 pedone del nero · g7 pedone del nero · h7 pedone del nero · a6 pedone del nero · d6 pedone del nero · f6 cavallo del nero · d4 cavallo del bianco · e4 pedone del bianco · c3 cavallo del bianco · g3 pedone del bianco · a2 pedone del bianco · b2 pedone del bianco · c2 pedone del bianco · f2 pedone del bianco · h2 pedone del bianco · a1 torre del bianco · c1 alfiere del bianco · d1 donna del bianco · e1 re del bianco · f1 alfiere del bianco · h1 torre del bianco | a8 torre del nero · b8 cavallo del nero · c8 alfiere del nero · d8 donna del nero · e8 re del nero · f8 alfiere del nero · h8 torre del nero · b7 pedone del nero · e7 pedone del nero · f7 pedone del nero · g7 pedone del nero · h7 pedone del nero · a6 pedone del nero · d6 pedone del nero · f6 cavallo del nero · d4 cavallo del bianco · e4 pedone del bianco · c3 cavallo del bianco · g3 pedone del bianco · a2 pedone del bianco · b2 pedone del bianco · c2 pedone del bianco · f2 pedone del bianco · h2 pedone del bianco · a1 torre del bianco · c1 alfiere del bianco · d1 donna del bianco · e1 re del bianco · f1 alfiere del bianco · h1 torre del bianco | a8 torre del nero · b8 cavallo del nero · c8 alfiere del nero · d8 donna del nero · e8 re del nero · f8 alfiere del nero · h8 torre del nero · b7 pedone del nero · e7 pedone del nero · f7 pedone del nero · g7 pedone del nero · h7 pedone del nero · a6 pedone del nero · d6 pedone del nero · f6 cavallo del nero · d4 cavallo del bianco · e4 pedone del bianco · c3 cavallo del bianco · g3 pedone del bianco · a2 pedone del bianco · b2 pedone del bianco · c2 pedone del bianco · f2 pedone del bianco · h2 pedone del bianco · a1 torre del bianco · c1 alfiere del bianco · d1 donna del bianco · e1 re del bianco · f1 alfiere del bianco · h1 torre del bianco | 4 |
| 3 | a8 torre del nero · b8 cavallo del nero · c8 alfiere del nero · d8 donna del nero · e8 re del nero · f8 alfiere del nero · h8 torre del nero · b7 pedone del nero · e7 pedone del nero · f7 pedone del nero · g7 pedone del nero · h7 pedone del nero · a6 pedone del nero · d6 pedone del nero · f6 cavallo del nero · d4 cavallo del bianco · e4 pedone del bianco · c3 cavallo del bianco · g3 pedone del bianco · a2 pedone del bianco · b2 pedone del bianco · c2 pedone del bianco · f2 pedone del bianco · h2 pedone del bianco · a1 torre del bianco · c1 alfiere del bianco · d1 donna del bianco · e1 re del bianco · f1 alfiere del bianco · h1 torre del bianco | a8 torre del nero · b8 cavallo del nero · c8 alfiere del nero · d8 donna del nero · e8 re del nero · f8 alfiere del nero · h8 torre del nero · b7 pedone del nero · e7 pedone del nero · f7 pedone del nero · g7 pedone del nero · h7 pedone del nero · a6 pedone del nero · d6 pedone del nero · f6 cavallo del nero · d4 cavallo del bianco · e4 pedone del bianco · c3 cavallo del bianco · g3 pedone del bianco · a2 pedone del bianco · b2 pedone del bianco · c2 pedone del bianco · f2 pedone del bianco · h2 pedone del bianco · a1 torre del bianco · c1 alfiere del bianco · d1 donna del bianco · e1 re del bianco · f1 alfiere del bianco · h1 torre del bianco | a8 torre del nero · b8 cavallo del nero · c8 alfiere del nero · d8 donna del nero · e8 re del nero · f8 alfiere del nero · h8 torre del nero · b7 pedone del nero · e7 pedone del nero · f7 pedone del nero · g7 pedone del nero · h7 pedone del nero · a6 pedone del nero · d6 pedone del nero · f6 cavallo del nero · d4 cavallo del bianco · e4 pedone del bianco · c3 cavallo del bianco · g3 pedone del bianco · a2 pedone del bianco · b2 pedone del bianco · c2 pedone del bianco · f2 pedone del bianco · h2 pedone del bianco · a1 torre del bianco · c1 alfiere del bianco · d1 donna del bianco · e1 re del bianco · f1 alfiere del bianco · h1 torre del bianco | a8 torre del nero · b8 cavallo del nero · c8 alfiere del nero · d8 donna del nero · e8 re del nero · f8 alfiere del nero · h8 torre del nero · b7 pedone del nero · e7 pedone del nero · f7 pedone del nero · g7 pedone del nero · h7 pedone del nero · a6 pedone del nero · d6 pedone del nero · f6 cavallo del nero · d4 cavallo del bianco · e4 pedone del bianco · c3 cavallo del bianco · g3 pedone del bianco · a2 pedone del bianco · b2 pedone del bianco · c2 pedone del bianco · f2 pedone del bianco · h2 pedone del bianco · a1 torre del bianco · c1 alfiere del bianco · d1 donna del bianco · e1 re del bianco · f1 alfiere del bianco · h1 torre del bianco | a8 torre del nero · b8 cavallo del nero · c8 alfiere del nero · d8 donna del nero · e8 re del nero · f8 alfiere del nero · h8 torre del nero · b7 pedone del nero · e7 pedone del nero · f7 pedone del nero · g7 pedone del nero · h7 pedone del nero · a6 pedone del nero · d6 pedone del nero · f6 cavallo del nero · d4 cavallo del bianco · e4 pedone del bianco · c3 cavallo del bianco · g3 pedone del bianco · a2 pedone del bianco · b2 pedone del bianco · c2 pedone del bianco · f2 pedone del bianco · h2 pedone del bianco · a1 torre del bianco · c1 alfiere del bianco · d1 donna del bianco · e1 re del bianco · f1 alfiere del bianco · h1 torre del bianco | a8 torre del nero · b8 cavallo del nero · c8 alfiere del nero · d8 donna del nero · e8 re del nero · f8 alfiere del nero · h8 torre del nero · b7 pedone del nero · e7 pedone del nero · f7 pedone del nero · g7 pedone del nero · h7 pedone del nero · a6 pedone del nero · d6 pedone del nero · f6 cavallo del nero · d4 cavallo del bianco · e4 pedone del bianco · c3 cavallo del bianco · g3 pedone del bianco · a2 pedone del bianco · b2 pedone del bianco · c2 pedone del bianco · f2 pedone del bianco · h2 pedone del bianco · a1 torre del bianco · c1 alfiere del bianco · d1 donna del bianco · e1 re del bianco · f1 alfiere del bianco · h1 torre del bianco | a8 torre del nero · b8 cavallo del nero · c8 alfiere del nero · d8 donna del nero · e8 re del nero · f8 alfiere del nero · h8 torre del nero · b7 pedone del nero · e7 pedone del nero · f7 pedone del nero · g7 pedone del nero · h7 pedone del nero · a6 pedone del nero · d6 pedone del nero · f6 cavallo del nero · d4 cavallo del bianco · e4 pedone del bianco · c3 cavallo del bianco · g3 pedone del bianco · a2 pedone del bianco · b2 pedone del bianco · c2 pedone del bianco · f2 pedone del bianco · h2 pedone del bianco · a1 torre del bianco · c1 alfiere del bianco · d1 donna del bianco · e1 re del bianco · f1 alfiere del bianco · h1 torre del bianco | a8 torre del nero · b8 cavallo del nero · c8 alfiere del nero · d8 donna del nero · e8 re del nero · f8 alfiere del nero · h8 torre del nero · b7 pedone del nero · e7 pedone del nero · f7 pedone del nero · g7 pedone del nero · h7 pedone del nero · a6 pedone del nero · d6 pedone del nero · f6 cavallo del nero · d4 cavallo del bianco · e4 pedone del bianco · c3 cavallo del bianco · g3 pedone del bianco · a2 pedone del bianco · b2 pedone del bianco · c2 pedone del bianco · f2 pedone del bianco · h2 pedone del bianco · a1 torre del bianco · c1 alfiere del bianco · d1 donna del bianco · e1 re del bianco · f1 alfiere del bianco · h1 torre del bianco | 3 |
| 2 | a8 torre del nero · b8 cavallo del nero · c8 alfiere del nero · d8 donna del nero · e8 re del nero · f8 alfiere del nero · h8 torre del nero · b7 pedone del nero · e7 pedone del nero · f7 pedone del nero · g7 pedone del nero · h7 pedone del nero · a6 pedone del nero · d6 pedone del nero · f6 cavallo del nero · d4 cavallo del bianco · e4 pedone del bianco · c3 cavallo del bianco · g3 pedone del bianco · a2 pedone del bianco · b2 pedone del bianco · c2 pedone del bianco · f2 pedone del bianco · h2 pedone del bianco · a1 torre del bianco · c1 alfiere del bianco · d1 donna del bianco · e1 re del bianco · f1 alfiere del bianco · h1 torre del bianco | a8 torre del nero · b8 cavallo del nero · c8 alfiere del nero · d8 donna del nero · e8 re del nero · f8 alfiere del nero · h8 torre del nero · b7 pedone del nero · e7 pedone del nero · f7 pedone del nero · g7 pedone del nero · h7 pedone del nero · a6 pedone del nero · d6 pedone del nero · f6 cavallo del nero · d4 cavallo del bianco · e4 pedone del bianco · c3 cavallo del bianco · g3 pedone del bianco · a2 pedone del bianco · b2 pedone del bianco · c2 pedone del bianco · f2 pedone del bianco · h2 pedone del bianco · a1 torre del bianco · c1 alfiere del bianco · d1 donna del bianco · e1 re del bianco · f1 alfiere del bianco · h1 torre del bianco | a8 torre del nero · b8 cavallo del nero · c8 alfiere del nero · d8 donna del nero · e8 re del nero · f8 alfiere del nero · h8 torre del nero · b7 pedone del nero · e7 pedone del nero · f7 pedone del nero · g7 pedone del nero · h7 pedone del nero · a6 pedone del nero · d6 pedone del nero · f6 cavallo del nero · d4 cavallo del bianco · e4 pedone del bianco · c3 cavallo del bianco · g3 pedone del bianco · a2 pedone del bianco · b2 pedone del bianco · c2 pedone del bianco · f2 pedone del bianco · h2 pedone del bianco · a1 torre del bianco · c1 alfiere del bianco · d1 donna del bianco · e1 re del bianco · f1 alfiere del bianco · h1 torre del bianco | a8 torre del nero · b8 cavallo del nero · c8 alfiere del nero · d8 donna del nero · e8 re del nero · f8 alfiere del nero · h8 torre del nero · b7 pedone del nero · e7 pedone del nero · f7 pedone del nero · g7 pedone del nero · h7 pedone del nero · a6 pedone del nero · d6 pedone del nero · f6 cavallo del nero · d4 cavallo del bianco · e4 pedone del bianco · c3 cavallo del bianco · g3 pedone del bianco · a2 pedone del bianco · b2 pedone del bianco · c2 pedone del bianco · f2 pedone del bianco · h2 pedone del bianco · a1 torre del bianco · c1 alfiere del bianco · d1 donna del bianco · e1 re del bianco · f1 alfiere del bianco · h1 torre del bianco | a8 torre del nero · b8 cavallo del nero · c8 alfiere del nero · d8 donna del nero · e8 re del nero · f8 alfiere del nero · h8 torre del nero · b7 pedone del nero · e7 pedone del nero · f7 pedone del nero · g7 pedone del nero · h7 pedone del nero · a6 pedone del nero · d6 pedone del nero · f6 cavallo del nero · d4 cavallo del bianco · e4 pedone del bianco · c3 cavallo del bianco · g3 pedone del bianco · a2 pedone del bianco · b2 pedone del bianco · c2 pedone del bianco · f2 pedone del bianco · h2 pedone del bianco · a1 torre del bianco · c1 alfiere del bianco · d1 donna del bianco · e1 re del bianco · f1 alfiere del bianco · h1 torre del bianco | a8 torre del nero · b8 cavallo del nero · c8 alfiere del nero · d8 donna del nero · e8 re del nero · f8 alfiere del nero · h8 torre del nero · b7 pedone del nero · e7 pedone del nero · f7 pedone del nero · g7 pedone del nero · h7 pedone del nero · a6 pedone del nero · d6 pedone del nero · f6 cavallo del nero · d4 cavallo del bianco · e4 pedone del bianco · c3 cavallo del bianco · g3 pedone del bianco · a2 pedone del bianco · b2 pedone del bianco · c2 pedone del bianco · f2 pedone del bianco · h2 pedone del bianco · a1 torre del bianco · c1 alfiere del bianco · d1 donna del bianco · e1 re del bianco · f1 alfiere del bianco · h1 torre del bianco | a8 torre del nero · b8 cavallo del nero · c8 alfiere del nero · d8 donna del nero · e8 re del nero · f8 alfiere del nero · h8 torre del nero · b7 pedone del nero · e7 pedone del nero · f7 pedone del nero · g7 pedone del nero · h7 pedone del nero · a6 pedone del nero · d6 pedone del nero · f6 cavallo del nero · d4 cavallo del bianco · e4 pedone del bianco · c3 cavallo del bianco · g3 pedone del bianco · a2 pedone del bianco · b2 pedone del bianco · c2 pedone del bianco · f2 pedone del bianco · h2 pedone del bianco · a1 torre del bianco · c1 alfiere del bianco · d1 donna del bianco · e1 re del bianco · f1 alfiere del bianco · h1 torre del bianco | a8 torre del nero · b8 cavallo del nero · c8 alfiere del nero · d8 donna del nero · e8 re del nero · f8 alfiere del nero · h8 torre del nero · b7 pedone del nero · e7 pedone del nero · f7 pedone del nero · g7 pedone del nero · h7 pedone del nero · a6 pedone del nero · d6 pedone del nero · f6 cavallo del nero · d4 cavallo del bianco · e4 pedone del bianco · c3 cavallo del bianco · g3 pedone del bianco · a2 pedone del bianco · b2 pedone del bianco · c2 pedone del bianco · f2 pedone del bianco · h2 pedone del bianco · a1 torre del bianco · c1 alfiere del bianco · d1 donna del bianco · e1 re del bianco · f1 alfiere del bianco · h1 torre del bianco | 2 |
| 1 | a8 torre del nero · b8 cavallo del nero · c8 alfiere del nero · d8 donna del nero · e8 re del nero · f8 alfiere del nero · h8 torre del nero · b7 pedone del nero · e7 pedone del nero · f7 pedone del nero · g7 pedone del nero · h7 pedone del nero · a6 pedone del nero · d6 pedone del nero · f6 cavallo del nero · d4 cavallo del bianco · e4 pedone del bianco · c3 cavallo del bianco · g3 pedone del bianco · a2 pedone del bianco · b2 pedone del bianco · c2 pedone del bianco · f2 pedone del bianco · h2 pedone del bianco · a1 torre del bianco · c1 alfiere del bianco · d1 donna del bianco · e1 re del bianco · f1 alfiere del bianco · h1 torre del bianco | a8 torre del nero · b8 cavallo del nero · c8 alfiere del nero · d8 donna del nero · e8 re del nero · f8 alfiere del nero · h8 torre del nero · b7 pedone del nero · e7 pedone del nero · f7 pedone del nero · g7 pedone del nero · h7 pedone del nero · a6 pedone del nero · d6 pedone del nero · f6 cavallo del nero · d4 cavallo del bianco · e4 pedone del bianco · c3 cavallo del bianco · g3 pedone del bianco · a2 pedone del bianco · b2 pedone del bianco · c2 pedone del bianco · f2 pedone del bianco · h2 pedone del bianco · a1 torre del bianco · c1 alfiere del bianco · d1 donna del bianco · e1 re del bianco · f1 alfiere del bianco · h1 torre del bianco | a8 torre del nero · b8 cavallo del nero · c8 alfiere del nero · d8 donna del nero · e8 re del nero · f8 alfiere del nero · h8 torre del nero · b7 pedone del nero · e7 pedone del nero · f7 pedone del nero · g7 pedone del nero · h7 pedone del nero · a6 pedone del nero · d6 pedone del nero · f6 cavallo del nero · d4 cavallo del bianco · e4 pedone del bianco · c3 cavallo del bianco · g3 pedone del bianco · a2 pedone del bianco · b2 pedone del bianco · c2 pedone del bianco · f2 pedone del bianco · h2 pedone del bianco · a1 torre del bianco · c1 alfiere del bianco · d1 donna del bianco · e1 re del bianco · f1 alfiere del bianco · h1 torre del bianco | a8 torre del nero · b8 cavallo del nero · c8 alfiere del nero · d8 donna del nero · e8 re del nero · f8 alfiere del nero · h8 torre del nero · b7 pedone del nero · e7 pedone del nero · f7 pedone del nero · g7 pedone del nero · h7 pedone del nero · a6 pedone del nero · d6 pedone del nero · f6 cavallo del nero · d4 cavallo del bianco · e4 pedone del bianco · c3 cavallo del bianco · g3 pedone del bianco · a2 pedone del bianco · b2 pedone del bianco · c2 pedone del bianco · f2 pedone del bianco · h2 pedone del bianco · a1 torre del bianco · c1 alfiere del bianco · d1 donna del bianco · e1 re del bianco · f1 alfiere del bianco · h1 torre del bianco | a8 torre del nero · b8 cavallo del nero · c8 alfiere del nero · d8 donna del nero · e8 re del nero · f8 alfiere del nero · h8 torre del nero · b7 pedone del nero · e7 pedone del nero · f7 pedone del nero · g7 pedone del nero · h7 pedone del nero · a6 pedone del nero · d6 pedone del nero · f6 cavallo del nero · d4 cavallo del bianco · e4 pedone del bianco · c3 cavallo del bianco · g3 pedone del bianco · a2 pedone del bianco · b2 pedone del bianco · c2 pedone del bianco · f2 pedone del bianco · h2 pedone del bianco · a1 torre del bianco · c1 alfiere del bianco · d1 donna del bianco · e1 re del bianco · f1 alfiere del bianco · h1 torre del bianco | a8 torre del nero · b8 cavallo del nero · c8 alfiere del nero · d8 donna del nero · e8 re del nero · f8 alfiere del nero · h8 torre del nero · b7 pedone del nero · e7 pedone del nero · f7 pedone del nero · g7 pedone del nero · h7 pedone del nero · a6 pedone del nero · d6 pedone del nero · f6 cavallo del nero · d4 cavallo del bianco · e4 pedone del bianco · c3 cavallo del bianco · g3 pedone del bianco · a2 pedone del bianco · b2 pedone del bianco · c2 pedone del bianco · f2 pedone del bianco · h2 pedone del bianco · a1 torre del bianco · c1 alfiere del bianco · d1 donna del bianco · e1 re del bianco · f1 alfiere del bianco · h1 torre del bianco | a8 torre del nero · b8 cavallo del nero · c8 alfiere del nero · d8 donna del nero · e8 re del nero · f8 alfiere del nero · h8 torre del nero · b7 pedone del nero · e7 pedone del nero · f7 pedone del nero · g7 pedone del nero · h7 pedone del nero · a6 pedone del nero · d6 pedone del nero · f6 cavallo del nero · d4 cavallo del bianco · e4 pedone del bianco · c3 cavallo del bianco · g3 pedone del bianco · a2 pedone del bianco · b2 pedone del bianco · c2 pedone del bianco · f2 pedone del bianco · h2 pedone del bianco · a1 torre del bianco · c1 alfiere del bianco · d1 donna del bianco · e1 re del bianco · f1 alfiere del bianco · h1 torre del bianco | a8 torre del nero · b8 cavallo del nero · c8 alfiere del nero · d8 donna del nero · e8 re del nero · f8 alfiere del nero · h8 torre del nero · b7 pedone del nero · e7 pedone del nero · f7 pedone del nero · g7 pedone del nero · h7 pedone del nero · a6 pedone del nero · d6 pedone del nero · f6 cavallo del nero · d4 cavallo del bianco · e4 pedone del bianco · c3 cavallo del bianco · g3 pedone del bianco · a2 pedone del bianco · b2 pedone del bianco · c2 pedone del bianco · f2 pedone del bianco · h2 pedone del bianco · a1 torre del bianco · c1 alfiere del bianco · d1 donna del bianco · e1 re del bianco · f1 alfiere del bianco · h1 torre del bianco | 1 |
|   | a | b | c | d | e | f | g | h |   |

In questa variante il Bianco sviluppa il proprio alfiere sulla grande diagonale invece che in e2 o in c4. Questa idea contiene una certa dose di veleno. L'alfiere controlla indirettamente la casa d5 e rafforza il pedone e4, rendendo la spinta di liberazione d6-d5 del Nero più difficile. Per fare questo tuttavia il Bianco impiega due tempi, cosa che dà al Nero tempo per posizionare i propri pezzi. Conduce ad un gioco più manovrato, posizionale.

### Varianti minori

#### 6.h3
|   | a | b | c | d | e | f | g | h |   |
| 8 | a8 torre del nero · b8 cavallo del nero · c8 alfiere del nero · d8 donna del nero · e8 re del nero · f8 alfiere del nero · h8 torre del nero · b7 pedone del nero · e7 pedone del nero · f7 pedone del nero · g7 pedone del nero · h7 pedone del nero · a6 pedone del nero · d6 pedone del nero · f6 cavallo del nero · d4 cavallo del bianco · e4 pedone del bianco · c3 cavallo del bianco · h3 pedone del bianco · a2 pedone del bianco · b2 pedone del bianco · c2 pedone del bianco · f2 pedone del bianco · g2 pedone del bianco · a1 torre del bianco · c1 alfiere del bianco · d1 donna del bianco · e1 re del bianco · f1 alfiere del bianco · h1 torre del bianco | a8 torre del nero · b8 cavallo del nero · c8 alfiere del nero · d8 donna del nero · e8 re del nero · f8 alfiere del nero · h8 torre del nero · b7 pedone del nero · e7 pedone del nero · f7 pedone del nero · g7 pedone del nero · h7 pedone del nero · a6 pedone del nero · d6 pedone del nero · f6 cavallo del nero · d4 cavallo del bianco · e4 pedone del bianco · c3 cavallo del bianco · h3 pedone del bianco · a2 pedone del bianco · b2 pedone del bianco · c2 pedone del bianco · f2 pedone del bianco · g2 pedone del bianco · a1 torre del bianco · c1 alfiere del bianco · d1 donna del bianco · e1 re del bianco · f1 alfiere del bianco · h1 torre del bianco | a8 torre del nero · b8 cavallo del nero · c8 alfiere del nero · d8 donna del nero · e8 re del nero · f8 alfiere del nero · h8 torre del nero · b7 pedone del nero · e7 pedone del nero · f7 pedone del nero · g7 pedone del nero · h7 pedone del nero · a6 pedone del nero · d6 pedone del nero · f6 cavallo del nero · d4 cavallo del bianco · e4 pedone del bianco · c3 cavallo del bianco · h3 pedone del bianco · a2 pedone del bianco · b2 pedone del bianco · c2 pedone del bianco · f2 pedone del bianco · g2 pedone del bianco · a1 torre del bianco · c1 alfiere del bianco · d1 donna del bianco · e1 re del bianco · f1 alfiere del bianco · h1 torre del bianco | a8 torre del nero · b8 cavallo del nero · c8 alfiere del nero · d8 donna del nero · e8 re del nero · f8 alfiere del nero · h8 torre del nero · b7 pedone del nero · e7 pedone del nero · f7 pedone del nero · g7 pedone del nero · h7 pedone del nero · a6 pedone del nero · d6 pedone del nero · f6 cavallo del nero · d4 cavallo del bianco · e4 pedone del bianco · c3 cavallo del bianco · h3 pedone del bianco · a2 pedone del bianco · b2 pedone del bianco · c2 pedone del bianco · f2 pedone del bianco · g2 pedone del bianco · a1 torre del bianco · c1 alfiere del bianco · d1 donna del bianco · e1 re del bianco · f1 alfiere del bianco · h1 torre del bianco | a8 torre del nero · b8 cavallo del nero · c8 alfiere del nero · d8 donna del nero · e8 re del nero · f8 alfiere del nero · h8 torre del nero · b7 pedone del nero · e7 pedone del nero · f7 pedone del nero · g7 pedone del nero · h7 pedone del nero · a6 pedone del nero · d6 pedone del nero · f6 cavallo del nero · d4 cavallo del bianco · e4 pedone del bianco · c3 cavallo del bianco · h3 pedone del bianco · a2 pedone del bianco · b2 pedone del bianco · c2 pedone del bianco · f2 pedone del bianco · g2 pedone del bianco · a1 torre del bianco · c1 alfiere del bianco · d1 donna del bianco · e1 re del bianco · f1 alfiere del bianco · h1 torre del bianco | a8 torre del nero · b8 cavallo del nero · c8 alfiere del nero · d8 donna del nero · e8 re del nero · f8 alfiere del nero · h8 torre del nero · b7 pedone del nero · e7 pedone del nero · f7 pedone del nero · g7 pedone del nero · h7 pedone del nero · a6 pedone del nero · d6 pedone del nero · f6 cavallo del nero · d4 cavallo del bianco · e4 pedone del bianco · c3 cavallo del bianco · h3 pedone del bianco · a2 pedone del bianco · b2 pedone del bianco · c2 pedone del bianco · f2 pedone del bianco · g2 pedone del bianco · a1 torre del bianco · c1 alfiere del bianco · d1 donna del bianco · e1 re del bianco · f1 alfiere del bianco · h1 torre del bianco | a8 torre del nero · b8 cavallo del nero · c8 alfiere del nero · d8 donna del nero · e8 re del nero · f8 alfiere del nero · h8 torre del nero · b7 pedone del nero · e7 pedone del nero · f7 pedone del nero · g7 pedone del nero · h7 pedone del nero · a6 pedone del nero · d6 pedone del nero · f6 cavallo del nero · d4 cavallo del bianco · e4 pedone del bianco · c3 cavallo del bianco · h3 pedone del bianco · a2 pedone del bianco · b2 pedone del bianco · c2 pedone del bianco · f2 pedone del bianco · g2 pedone del bianco · a1 torre del bianco · c1 alfiere del bianco · d1 donna del bianco · e1 re del bianco · f1 alfiere del bianco · h1 torre del bianco | a8 torre del nero · b8 cavallo del nero · c8 alfiere del nero · d8 donna del nero · e8 re del nero · f8 alfiere del nero · h8 torre del nero · b7 pedone del nero · e7 pedone del nero · f7 pedone del nero · g7 pedone del nero · h7 pedone del nero · a6 pedone del nero · d6 pedone del nero · f6 cavallo del nero · d4 cavallo del bianco · e4 pedone del bianco · c3 cavallo del bianco · h3 pedone del bianco · a2 pedone del bianco · b2 pedone del bianco · c2 pedone del bianco · f2 pedone del bianco · g2 pedone del bianco · a1 torre del bianco · c1 alfiere del bianco · d1 donna del bianco · e1 re del bianco · f1 alfiere del bianco · h1 torre del bianco | 8 |
| 7 | a8 torre del nero · b8 cavallo del nero · c8 alfiere del nero · d8 donna del nero · e8 re del nero · f8 alfiere del nero · h8 torre del nero · b7 pedone del nero · e7 pedone del nero · f7 pedone del nero · g7 pedone del nero · h7 pedone del nero · a6 pedone del nero · d6 pedone del nero · f6 cavallo del nero · d4 cavallo del bianco · e4 pedone del bianco · c3 cavallo del bianco · h3 pedone del bianco · a2 pedone del bianco · b2 pedone del bianco · c2 pedone del bianco · f2 pedone del bianco · g2 pedone del bianco · a1 torre del bianco · c1 alfiere del bianco · d1 donna del bianco · e1 re del bianco · f1 alfiere del bianco · h1 torre del bianco | a8 torre del nero · b8 cavallo del nero · c8 alfiere del nero · d8 donna del nero · e8 re del nero · f8 alfiere del nero · h8 torre del nero · b7 pedone del nero · e7 pedone del nero · f7 pedone del nero · g7 pedone del nero · h7 pedone del nero · a6 pedone del nero · d6 pedone del nero · f6 cavallo del nero · d4 cavallo del bianco · e4 pedone del bianco · c3 cavallo del bianco · h3 pedone del bianco · a2 pedone del bianco · b2 pedone del bianco · c2 pedone del bianco · f2 pedone del bianco · g2 pedone del bianco · a1 torre del bianco · c1 alfiere del bianco · d1 donna del bianco · e1 re del bianco · f1 alfiere del bianco · h1 torre del bianco | a8 torre del nero · b8 cavallo del nero · c8 alfiere del nero · d8 donna del nero · e8 re del nero · f8 alfiere del nero · h8 torre del nero · b7 pedone del nero · e7 pedone del nero · f7 pedone del nero · g7 pedone del nero · h7 pedone del nero · a6 pedone del nero · d6 pedone del nero · f6 cavallo del nero · d4 cavallo del bianco · e4 pedone del bianco · c3 cavallo del bianco · h3 pedone del bianco · a2 pedone del bianco · b2 pedone del bianco · c2 pedone del bianco · f2 pedone del bianco · g2 pedone del bianco · a1 torre del bianco · c1 alfiere del bianco · d1 donna del bianco · e1 re del bianco · f1 alfiere del bianco · h1 torre del bianco | a8 torre del nero · b8 cavallo del nero · c8 alfiere del nero · d8 donna del nero · e8 re del nero · f8 alfiere del nero · h8 torre del nero · b7 pedone del nero · e7 pedone del nero · f7 pedone del nero · g7 pedone del nero · h7 pedone del nero · a6 pedone del nero · d6 pedone del nero · f6 cavallo del nero · d4 cavallo del bianco · e4 pedone del bianco · c3 cavallo del bianco · h3 pedone del bianco · a2 pedone del bianco · b2 pedone del bianco · c2 pedone del bianco · f2 pedone del bianco · g2 pedone del bianco · a1 torre del bianco · c1 alfiere del bianco · d1 donna del bianco · e1 re del bianco · f1 alfiere del bianco · h1 torre del bianco | a8 torre del nero · b8 cavallo del nero · c8 alfiere del nero · d8 donna del nero · e8 re del nero · f8 alfiere del nero · h8 torre del nero · b7 pedone del nero · e7 pedone del nero · f7 pedone del nero · g7 pedone del nero · h7 pedone del nero · a6 pedone del nero · d6 pedone del nero · f6 cavallo del nero · d4 cavallo del bianco · e4 pedone del bianco · c3 cavallo del bianco · h3 pedone del bianco · a2 pedone del bianco · b2 pedone del bianco · c2 pedone del bianco · f2 pedone del bianco · g2 pedone del bianco · a1 torre del bianco · c1 alfiere del bianco · d1 donna del bianco · e1 re del bianco · f1 alfiere del bianco · h1 torre del bianco | a8 torre del nero · b8 cavallo del nero · c8 alfiere del nero · d8 donna del nero · e8 re del nero · f8 alfiere del nero · h8 torre del nero · b7 pedone del nero · e7 pedone del nero · f7 pedone del nero · g7 pedone del nero · h7 pedone del nero · a6 pedone del nero · d6 pedone del nero · f6 cavallo del nero · d4 cavallo del bianco · e4 pedone del bianco · c3 cavallo del bianco · h3 pedone del bianco · a2 pedone del bianco · b2 pedone del bianco · c2 pedone del bianco · f2 pedone del bianco · g2 pedone del bianco · a1 torre del bianco · c1 alfiere del bianco · d1 donna del bianco · e1 re del bianco · f1 alfiere del bianco · h1 torre del bianco | a8 torre del nero · b8 cavallo del nero · c8 alfiere del nero · d8 donna del nero · e8 re del nero · f8 alfiere del nero · h8 torre del nero · b7 pedone del nero · e7 pedone del nero · f7 pedone del nero · g7 pedone del nero · h7 pedone del nero · a6 pedone del nero · d6 pedone del nero · f6 cavallo del nero · d4 cavallo del bianco · e4 pedone del bianco · c3 cavallo del bianco · h3 pedone del bianco · a2 pedone del bianco · b2 pedone del bianco · c2 pedone del bianco · f2 pedone del bianco · g2 pedone del bianco · a1 torre del bianco · c1 alfiere del bianco · d1 donna del bianco · e1 re del bianco · f1 alfiere del bianco · h1 torre del bianco | a8 torre del nero · b8 cavallo del nero · c8 alfiere del nero · d8 donna del nero · e8 re del nero · f8 alfiere del nero · h8 torre del nero · b7 pedone del nero · e7 pedone del nero · f7 pedone del nero · g7 pedone del nero · h7 pedone del nero · a6 pedone del nero · d6 pedone del nero · f6 cavallo del nero · d4 cavallo del bianco · e4 pedone del bianco · c3 cavallo del bianco · h3 pedone del bianco · a2 pedone del bianco · b2 pedone del bianco · c2 pedone del bianco · f2 pedone del bianco · g2 pedone del bianco · a1 torre del bianco · c1 alfiere del bianco · d1 donna del bianco · e1 re del bianco · f1 alfiere del bianco · h1 torre del bianco | 7 |
| 6 | a8 torre del nero · b8 cavallo del nero · c8 alfiere del nero · d8 donna del nero · e8 re del nero · f8 alfiere del nero · h8 torre del nero · b7 pedone del nero · e7 pedone del nero · f7 pedone del nero · g7 pedone del nero · h7 pedone del nero · a6 pedone del nero · d6 pedone del nero · f6 cavallo del nero · d4 cavallo del bianco · e4 pedone del bianco · c3 cavallo del bianco · h3 pedone del bianco · a2 pedone del bianco · b2 pedone del bianco · c2 pedone del bianco · f2 pedone del bianco · g2 pedone del bianco · a1 torre del bianco · c1 alfiere del bianco · d1 donna del bianco · e1 re del bianco · f1 alfiere del bianco · h1 torre del bianco | a8 torre del nero · b8 cavallo del nero · c8 alfiere del nero · d8 donna del nero · e8 re del nero · f8 alfiere del nero · h8 torre del nero · b7 pedone del nero · e7 pedone del nero · f7 pedone del nero · g7 pedone del nero · h7 pedone del nero · a6 pedone del nero · d6 pedone del nero · f6 cavallo del nero · d4 cavallo del bianco · e4 pedone del bianco · c3 cavallo del bianco · h3 pedone del bianco · a2 pedone del bianco · b2 pedone del bianco · c2 pedone del bianco · f2 pedone del bianco · g2 pedone del bianco · a1 torre del bianco · c1 alfiere del bianco · d1 donna del bianco · e1 re del bianco · f1 alfiere del bianco · h1 torre del bianco | a8 torre del nero · b8 cavallo del nero · c8 alfiere del nero · d8 donna del nero · e8 re del nero · f8 alfiere del nero · h8 torre del nero · b7 pedone del nero · e7 pedone del nero · f7 pedone del nero · g7 pedone del nero · h7 pedone del nero · a6 pedone del nero · d6 pedone del nero · f6 cavallo del nero · d4 cavallo del bianco · e4 pedone del bianco · c3 cavallo del bianco · h3 pedone del bianco · a2 pedone del bianco · b2 pedone del bianco · c2 pedone del bianco · f2 pedone del bianco · g2 pedone del bianco · a1 torre del bianco · c1 alfiere del bianco · d1 donna del bianco · e1 re del bianco · f1 alfiere del bianco · h1 torre del bianco | a8 torre del nero · b8 cavallo del nero · c8 alfiere del nero · d8 donna del nero · e8 re del nero · f8 alfiere del nero · h8 torre del nero · b7 pedone del nero · e7 pedone del nero · f7 pedone del nero · g7 pedone del nero · h7 pedone del nero · a6 pedone del nero · d6 pedone del nero · f6 cavallo del nero · d4 cavallo del bianco · e4 pedone del bianco · c3 cavallo del bianco · h3 pedone del bianco · a2 pedone del bianco · b2 pedone del bianco · c2 pedone del bianco · f2 pedone del bianco · g2 pedone del bianco · a1 torre del bianco · c1 alfiere del bianco · d1 donna del bianco · e1 re del bianco · f1 alfiere del bianco · h1 torre del bianco | a8 torre del nero · b8 cavallo del nero · c8 alfiere del nero · d8 donna del nero · e8 re del nero · f8 alfiere del nero · h8 torre del nero · b7 pedone del nero · e7 pedone del nero · f7 pedone del nero · g7 pedone del nero · h7 pedone del nero · a6 pedone del nero · d6 pedone del nero · f6 cavallo del nero · d4 cavallo del bianco · e4 pedone del bianco · c3 cavallo del bianco · h3 pedone del bianco · a2 pedone del bianco · b2 pedone del bianco · c2 pedone del bianco · f2 pedone del bianco · g2 pedone del bianco · a1 torre del bianco · c1 alfiere del bianco · d1 donna del bianco · e1 re del bianco · f1 alfiere del bianco · h1 torre del bianco | a8 torre del nero · b8 cavallo del nero · c8 alfiere del nero · d8 donna del nero · e8 re del nero · f8 alfiere del nero · h8 torre del nero · b7 pedone del nero · e7 pedone del nero · f7 pedone del nero · g7 pedone del nero · h7 pedone del nero · a6 pedone del nero · d6 pedone del nero · f6 cavallo del nero · d4 cavallo del bianco · e4 pedone del bianco · c3 cavallo del bianco · h3 pedone del bianco · a2 pedone del bianco · b2 pedone del bianco · c2 pedone del bianco · f2 pedone del bianco · g2 pedone del bianco · a1 torre del bianco · c1 alfiere del bianco · d1 donna del bianco · e1 re del bianco · f1 alfiere del bianco · h1 torre del bianco | a8 torre del nero · b8 cavallo del nero · c8 alfiere del nero · d8 donna del nero · e8 re del nero · f8 alfiere del nero · h8 torre del nero · b7 pedone del nero · e7 pedone del nero · f7 pedone del nero · g7 pedone del nero · h7 pedone del nero · a6 pedone del nero · d6 pedone del nero · f6 cavallo del nero · d4 cavallo del bianco · e4 pedone del bianco · c3 cavallo del bianco · h3 pedone del bianco · a2 pedone del bianco · b2 pedone del bianco · c2 pedone del bianco · f2 pedone del bianco · g2 pedone del bianco · a1 torre del bianco · c1 alfiere del bianco · d1 donna del bianco · e1 re del bianco · f1 alfiere del bianco · h1 torre del bianco | a8 torre del nero · b8 cavallo del nero · c8 alfiere del nero · d8 donna del nero · e8 re del nero · f8 alfiere del nero · h8 torre del nero · b7 pedone del nero · e7 pedone del nero · f7 pedone del nero · g7 pedone del nero · h7 pedone del nero · a6 pedone del nero · d6 pedone del nero · f6 cavallo del nero · d4 cavallo del bianco · e4 pedone del bianco · c3 cavallo del bianco · h3 pedone del bianco · a2 pedone del bianco · b2 pedone del bianco · c2 pedone del bianco · f2 pedone del bianco · g2 pedone del bianco · a1 torre del bianco · c1 alfiere del bianco · d1 donna del bianco · e1 re del bianco · f1 alfiere del bianco · h1 torre del bianco | 6 |
| 5 | a8 torre del nero · b8 cavallo del nero · c8 alfiere del nero · d8 donna del nero · e8 re del nero · f8 alfiere del nero · h8 torre del nero · b7 pedone del nero · e7 pedone del nero · f7 pedone del nero · g7 pedone del nero · h7 pedone del nero · a6 pedone del nero · d6 pedone del nero · f6 cavallo del nero · d4 cavallo del bianco · e4 pedone del bianco · c3 cavallo del bianco · h3 pedone del bianco · a2 pedone del bianco · b2 pedone del bianco · c2 pedone del bianco · f2 pedone del bianco · g2 pedone del bianco · a1 torre del bianco · c1 alfiere del bianco · d1 donna del bianco · e1 re del bianco · f1 alfiere del bianco · h1 torre del bianco | a8 torre del nero · b8 cavallo del nero · c8 alfiere del nero · d8 donna del nero · e8 re del nero · f8 alfiere del nero · h8 torre del nero · b7 pedone del nero · e7 pedone del nero · f7 pedone del nero · g7 pedone del nero · h7 pedone del nero · a6 pedone del nero · d6 pedone del nero · f6 cavallo del nero · d4 cavallo del bianco · e4 pedone del bianco · c3 cavallo del bianco · h3 pedone del bianco · a2 pedone del bianco · b2 pedone del bianco · c2 pedone del bianco · f2 pedone del bianco · g2 pedone del bianco · a1 torre del bianco · c1 alfiere del bianco · d1 donna del bianco · e1 re del bianco · f1 alfiere del bianco · h1 torre del bianco | a8 torre del nero · b8 cavallo del nero · c8 alfiere del nero · d8 donna del nero · e8 re del nero · f8 alfiere del nero · h8 torre del nero · b7 pedone del nero · e7 pedone del nero · f7 pedone del nero · g7 pedone del nero · h7 pedone del nero · a6 pedone del nero · d6 pedone del nero · f6 cavallo del nero · d4 cavallo del bianco · e4 pedone del bianco · c3 cavallo del bianco · h3 pedone del bianco · a2 pedone del bianco · b2 pedone del bianco · c2 pedone del bianco · f2 pedone del bianco · g2 pedone del bianco · a1 torre del bianco · c1 alfiere del bianco · d1 donna del bianco · e1 re del bianco · f1 alfiere del bianco · h1 torre del bianco | a8 torre del nero · b8 cavallo del nero · c8 alfiere del nero · d8 donna del nero · e8 re del nero · f8 alfiere del nero · h8 torre del nero · b7 pedone del nero · e7 pedone del nero · f7 pedone del nero · g7 pedone del nero · h7 pedone del nero · a6 pedone del nero · d6 pedone del nero · f6 cavallo del nero · d4 cavallo del bianco · e4 pedone del bianco · c3 cavallo del bianco · h3 pedone del bianco · a2 pedone del bianco · b2 pedone del bianco · c2 pedone del bianco · f2 pedone del bianco · g2 pedone del bianco · a1 torre del bianco · c1 alfiere del bianco · d1 donna del bianco · e1 re del bianco · f1 alfiere del bianco · h1 torre del bianco | a8 torre del nero · b8 cavallo del nero · c8 alfiere del nero · d8 donna del nero · e8 re del nero · f8 alfiere del nero · h8 torre del nero · b7 pedone del nero · e7 pedone del nero · f7 pedone del nero · g7 pedone del nero · h7 pedone del nero · a6 pedone del nero · d6 pedone del nero · f6 cavallo del nero · d4 cavallo del bianco · e4 pedone del bianco · c3 cavallo del bianco · h3 pedone del bianco · a2 pedone del bianco · b2 pedone del bianco · c2 pedone del bianco · f2 pedone del bianco · g2 pedone del bianco · a1 torre del bianco · c1 alfiere del bianco · d1 donna del bianco · e1 re del bianco · f1 alfiere del bianco · h1 torre del bianco | a8 torre del nero · b8 cavallo del nero · c8 alfiere del nero · d8 donna del nero · e8 re del nero · f8 alfiere del nero · h8 torre del nero · b7 pedone del nero · e7 pedone del nero · f7 pedone del nero · g7 pedone del nero · h7 pedone del nero · a6 pedone del nero · d6 pedone del nero · f6 cavallo del nero · d4 cavallo del bianco · e4 pedone del bianco · c3 cavallo del bianco · h3 pedone del bianco · a2 pedone del bianco · b2 pedone del bianco · c2 pedone del bianco · f2 pedone del bianco · g2 pedone del bianco · a1 torre del bianco · c1 alfiere del bianco · d1 donna del bianco · e1 re del bianco · f1 alfiere del bianco · h1 torre del bianco | a8 torre del nero · b8 cavallo del nero · c8 alfiere del nero · d8 donna del nero · e8 re del nero · f8 alfiere del nero · h8 torre del nero · b7 pedone del nero · e7 pedone del nero · f7 pedone del nero · g7 pedone del nero · h7 pedone del nero · a6 pedone del nero · d6 pedone del nero · f6 cavallo del nero · d4 cavallo del bianco · e4 pedone del bianco · c3 cavallo del bianco · h3 pedone del bianco · a2 pedone del bianco · b2 pedone del bianco · c2 pedone del bianco · f2 pedone del bianco · g2 pedone del bianco · a1 torre del bianco · c1 alfiere del bianco · d1 donna del bianco · e1 re del bianco · f1 alfiere del bianco · h1 torre del bianco | a8 torre del nero · b8 cavallo del nero · c8 alfiere del nero · d8 donna del nero · e8 re del nero · f8 alfiere del nero · h8 torre del nero · b7 pedone del nero · e7 pedone del nero · f7 pedone del nero · g7 pedone del nero · h7 pedone del nero · a6 pedone del nero · d6 pedone del nero · f6 cavallo del nero · d4 cavallo del bianco · e4 pedone del bianco · c3 cavallo del bianco · h3 pedone del bianco · a2 pedone del bianco · b2 pedone del bianco · c2 pedone del bianco · f2 pedone del bianco · g2 pedone del bianco · a1 torre del bianco · c1 alfiere del bianco · d1 donna del bianco · e1 re del bianco · f1 alfiere del bianco · h1 torre del bianco | 5 |
| 4 | a8 torre del nero · b8 cavallo del nero · c8 alfiere del nero · d8 donna del nero · e8 re del nero · f8 alfiere del nero · h8 torre del nero · b7 pedone del nero · e7 pedone del nero · f7 pedone del nero · g7 pedone del nero · h7 pedone del nero · a6 pedone del nero · d6 pedone del nero · f6 cavallo del nero · d4 cavallo del bianco · e4 pedone del bianco · c3 cavallo del bianco · h3 pedone del bianco · a2 pedone del bianco · b2 pedone del bianco · c2 pedone del bianco · f2 pedone del bianco · g2 pedone del bianco · a1 torre del bianco · c1 alfiere del bianco · d1 donna del bianco · e1 re del bianco · f1 alfiere del bianco · h1 torre del bianco | a8 torre del nero · b8 cavallo del nero · c8 alfiere del nero · d8 donna del nero · e8 re del nero · f8 alfiere del nero · h8 torre del nero · b7 pedone del nero · e7 pedone del nero · f7 pedone del nero · g7 pedone del nero · h7 pedone del nero · a6 pedone del nero · d6 pedone del nero · f6 cavallo del nero · d4 cavallo del bianco · e4 pedone del bianco · c3 cavallo del bianco · h3 pedone del bianco · a2 pedone del bianco · b2 pedone del bianco · c2 pedone del bianco · f2 pedone del bianco · g2 pedone del bianco · a1 torre del bianco · c1 alfiere del bianco · d1 donna del bianco · e1 re del bianco · f1 alfiere del bianco · h1 torre del bianco | a8 torre del nero · b8 cavallo del nero · c8 alfiere del nero · d8 donna del nero · e8 re del nero · f8 alfiere del nero · h8 torre del nero · b7 pedone del nero · e7 pedone del nero · f7 pedone del nero · g7 pedone del nero · h7 pedone del nero · a6 pedone del nero · d6 pedone del nero · f6 cavallo del nero · d4 cavallo del bianco · e4 pedone del bianco · c3 cavallo del bianco · h3 pedone del bianco · a2 pedone del bianco · b2 pedone del bianco · c2 pedone del bianco · f2 pedone del bianco · g2 pedone del bianco · a1 torre del bianco · c1 alfiere del bianco · d1 donna del bianco · e1 re del bianco · f1 alfiere del bianco · h1 torre del bianco | a8 torre del nero · b8 cavallo del nero · c8 alfiere del nero · d8 donna del nero · e8 re del nero · f8 alfiere del nero · h8 torre del nero · b7 pedone del nero · e7 pedone del nero · f7 pedone del nero · g7 pedone del nero · h7 pedone del nero · a6 pedone del nero · d6 pedone del nero · f6 cavallo del nero · d4 cavallo del bianco · e4 pedone del bianco · c3 cavallo del bianco · h3 pedone del bianco · a2 pedone del bianco · b2 pedone del bianco · c2 pedone del bianco · f2 pedone del bianco · g2 pedone del bianco · a1 torre del bianco · c1 alfiere del bianco · d1 donna del bianco · e1 re del bianco · f1 alfiere del bianco · h1 torre del bianco | a8 torre del nero · b8 cavallo del nero · c8 alfiere del nero · d8 donna del nero · e8 re del nero · f8 alfiere del nero · h8 torre del nero · b7 pedone del nero · e7 pedone del nero · f7 pedone del nero · g7 pedone del nero · h7 pedone del nero · a6 pedone del nero · d6 pedone del nero · f6 cavallo del nero · d4 cavallo del bianco · e4 pedone del bianco · c3 cavallo del bianco · h3 pedone del bianco · a2 pedone del bianco · b2 pedone del bianco · c2 pedone del bianco · f2 pedone del bianco · g2 pedone del bianco · a1 torre del bianco · c1 alfiere del bianco · d1 donna del bianco · e1 re del bianco · f1 alfiere del bianco · h1 torre del bianco | a8 torre del nero · b8 cavallo del nero · c8 alfiere del nero · d8 donna del nero · e8 re del nero · f8 alfiere del nero · h8 torre del nero · b7 pedone del nero · e7 pedone del nero · f7 pedone del nero · g7 pedone del nero · h7 pedone del nero · a6 pedone del nero · d6 pedone del nero · f6 cavallo del nero · d4 cavallo del bianco · e4 pedone del bianco · c3 cavallo del bianco · h3 pedone del bianco · a2 pedone del bianco · b2 pedone del bianco · c2 pedone del bianco · f2 pedone del bianco · g2 pedone del bianco · a1 torre del bianco · c1 alfiere del bianco · d1 donna del bianco · e1 re del bianco · f1 alfiere del bianco · h1 torre del bianco | a8 torre del nero · b8 cavallo del nero · c8 alfiere del nero · d8 donna del nero · e8 re del nero · f8 alfiere del nero · h8 torre del nero · b7 pedone del nero · e7 pedone del nero · f7 pedone del nero · g7 pedone del nero · h7 pedone del nero · a6 pedone del nero · d6 pedone del nero · f6 cavallo del nero · d4 cavallo del bianco · e4 pedone del bianco · c3 cavallo del bianco · h3 pedone del bianco · a2 pedone del bianco · b2 pedone del bianco · c2 pedone del bianco · f2 pedone del bianco · g2 pedone del bianco · a1 torre del bianco · c1 alfiere del bianco · d1 donna del bianco · e1 re del bianco · f1 alfiere del bianco · h1 torre del bianco | a8 torre del nero · b8 cavallo del nero · c8 alfiere del nero · d8 donna del nero · e8 re del nero · f8 alfiere del nero · h8 torre del nero · b7 pedone del nero · e7 pedone del nero · f7 pedone del nero · g7 pedone del nero · h7 pedone del nero · a6 pedone del nero · d6 pedone del nero · f6 cavallo del nero · d4 cavallo del bianco · e4 pedone del bianco · c3 cavallo del bianco · h3 pedone del bianco · a2 pedone del bianco · b2 pedone del bianco · c2 pedone del bianco · f2 pedone del bianco · g2 pedone del bianco · a1 torre del bianco · c1 alfiere del bianco · d1 donna del bianco · e1 re del bianco · f1 alfiere del bianco · h1 torre del bianco | 4 |
| 3 | a8 torre del nero · b8 cavallo del nero · c8 alfiere del nero · d8 donna del nero · e8 re del nero · f8 alfiere del nero · h8 torre del nero · b7 pedone del nero · e7 pedone del nero · f7 pedone del nero · g7 pedone del nero · h7 pedone del nero · a6 pedone del nero · d6 pedone del nero · f6 cavallo del nero · d4 cavallo del bianco · e4 pedone del bianco · c3 cavallo del bianco · h3 pedone del bianco · a2 pedone del bianco · b2 pedone del bianco · c2 pedone del bianco · f2 pedone del bianco · g2 pedone del bianco · a1 torre del bianco · c1 alfiere del bianco · d1 donna del bianco · e1 re del bianco · f1 alfiere del bianco · h1 torre del bianco | a8 torre del nero · b8 cavallo del nero · c8 alfiere del nero · d8 donna del nero · e8 re del nero · f8 alfiere del nero · h8 torre del nero · b7 pedone del nero · e7 pedone del nero · f7 pedone del nero · g7 pedone del nero · h7 pedone del nero · a6 pedone del nero · d6 pedone del nero · f6 cavallo del nero · d4 cavallo del bianco · e4 pedone del bianco · c3 cavallo del bianco · h3 pedone del bianco · a2 pedone del bianco · b2 pedone del bianco · c2 pedone del bianco · f2 pedone del bianco · g2 pedone del bianco · a1 torre del bianco · c1 alfiere del bianco · d1 donna del bianco · e1 re del bianco · f1 alfiere del bianco · h1 torre del bianco | a8 torre del nero · b8 cavallo del nero · c8 alfiere del nero · d8 donna del nero · e8 re del nero · f8 alfiere del nero · h8 torre del nero · b7 pedone del nero · e7 pedone del nero · f7 pedone del nero · g7 pedone del nero · h7 pedone del nero · a6 pedone del nero · d6 pedone del nero · f6 cavallo del nero · d4 cavallo del bianco · e4 pedone del bianco · c3 cavallo del bianco · h3 pedone del bianco · a2 pedone del bianco · b2 pedone del bianco · c2 pedone del bianco · f2 pedone del bianco · g2 pedone del bianco · a1 torre del bianco · c1 alfiere del bianco · d1 donna del bianco · e1 re del bianco · f1 alfiere del bianco · h1 torre del bianco | a8 torre del nero · b8 cavallo del nero · c8 alfiere del nero · d8 donna del nero · e8 re del nero · f8 alfiere del nero · h8 torre del nero · b7 pedone del nero · e7 pedone del nero · f7 pedone del nero · g7 pedone del nero · h7 pedone del nero · a6 pedone del nero · d6 pedone del nero · f6 cavallo del nero · d4 cavallo del bianco · e4 pedone del bianco · c3 cavallo del bianco · h3 pedone del bianco · a2 pedone del bianco · b2 pedone del bianco · c2 pedone del bianco · f2 pedone del bianco · g2 pedone del bianco · a1 torre del bianco · c1 alfiere del bianco · d1 donna del bianco · e1 re del bianco · f1 alfiere del bianco · h1 torre del bianco | a8 torre del nero · b8 cavallo del nero · c8 alfiere del nero · d8 donna del nero · e8 re del nero · f8 alfiere del nero · h8 torre del nero · b7 pedone del nero · e7 pedone del nero · f7 pedone del nero · g7 pedone del nero · h7 pedone del nero · a6 pedone del nero · d6 pedone del nero · f6 cavallo del nero · d4 cavallo del bianco · e4 pedone del bianco · c3 cavallo del bianco · h3 pedone del bianco · a2 pedone del bianco · b2 pedone del bianco · c2 pedone del bianco · f2 pedone del bianco · g2 pedone del bianco · a1 torre del bianco · c1 alfiere del bianco · d1 donna del bianco · e1 re del bianco · f1 alfiere del bianco · h1 torre del bianco | a8 torre del nero · b8 cavallo del nero · c8 alfiere del nero · d8 donna del nero · e8 re del nero · f8 alfiere del nero · h8 torre del nero · b7 pedone del nero · e7 pedone del nero · f7 pedone del nero · g7 pedone del nero · h7 pedone del nero · a6 pedone del nero · d6 pedone del nero · f6 cavallo del nero · d4 cavallo del bianco · e4 pedone del bianco · c3 cavallo del bianco · h3 pedone del bianco · a2 pedone del bianco · b2 pedone del bianco · c2 pedone del bianco · f2 pedone del bianco · g2 pedone del bianco · a1 torre del bianco · c1 alfiere del bianco · d1 donna del bianco · e1 re del bianco · f1 alfiere del bianco · h1 torre del bianco | a8 torre del nero · b8 cavallo del nero · c8 alfiere del nero · d8 donna del nero · e8 re del nero · f8 alfiere del nero · h8 torre del nero · b7 pedone del nero · e7 pedone del nero · f7 pedone del nero · g7 pedone del nero · h7 pedone del nero · a6 pedone del nero · d6 pedone del nero · f6 cavallo del nero · d4 cavallo del bianco · e4 pedone del bianco · c3 cavallo del bianco · h3 pedone del bianco · a2 pedone del bianco · b2 pedone del bianco · c2 pedone del bianco · f2 pedone del bianco · g2 pedone del bianco · a1 torre del bianco · c1 alfiere del bianco · d1 donna del bianco · e1 re del bianco · f1 alfiere del bianco · h1 torre del bianco | a8 torre del nero · b8 cavallo del nero · c8 alfiere del nero · d8 donna del nero · e8 re del nero · f8 alfiere del nero · h8 torre del nero · b7 pedone del nero · e7 pedone del nero · f7 pedone del nero · g7 pedone del nero · h7 pedone del nero · a6 pedone del nero · d6 pedone del nero · f6 cavallo del nero · d4 cavallo del bianco · e4 pedone del bianco · c3 cavallo del bianco · h3 pedone del bianco · a2 pedone del bianco · b2 pedone del bianco · c2 pedone del bianco · f2 pedone del bianco · g2 pedone del bianco · a1 torre del bianco · c1 alfiere del bianco · d1 donna del bianco · e1 re del bianco · f1 alfiere del bianco · h1 torre del bianco | 3 |
| 2 | a8 torre del nero · b8 cavallo del nero · c8 alfiere del nero · d8 donna del nero · e8 re del nero · f8 alfiere del nero · h8 torre del nero · b7 pedone del nero · e7 pedone del nero · f7 pedone del nero · g7 pedone del nero · h7 pedone del nero · a6 pedone del nero · d6 pedone del nero · f6 cavallo del nero · d4 cavallo del bianco · e4 pedone del bianco · c3 cavallo del bianco · h3 pedone del bianco · a2 pedone del bianco · b2 pedone del bianco · c2 pedone del bianco · f2 pedone del bianco · g2 pedone del bianco · a1 torre del bianco · c1 alfiere del bianco · d1 donna del bianco · e1 re del bianco · f1 alfiere del bianco · h1 torre del bianco | a8 torre del nero · b8 cavallo del nero · c8 alfiere del nero · d8 donna del nero · e8 re del nero · f8 alfiere del nero · h8 torre del nero · b7 pedone del nero · e7 pedone del nero · f7 pedone del nero · g7 pedone del nero · h7 pedone del nero · a6 pedone del nero · d6 pedone del nero · f6 cavallo del nero · d4 cavallo del bianco · e4 pedone del bianco · c3 cavallo del bianco · h3 pedone del bianco · a2 pedone del bianco · b2 pedone del bianco · c2 pedone del bianco · f2 pedone del bianco · g2 pedone del bianco · a1 torre del bianco · c1 alfiere del bianco · d1 donna del bianco · e1 re del bianco · f1 alfiere del bianco · h1 torre del bianco | a8 torre del nero · b8 cavallo del nero · c8 alfiere del nero · d8 donna del nero · e8 re del nero · f8 alfiere del nero · h8 torre del nero · b7 pedone del nero · e7 pedone del nero · f7 pedone del nero · g7 pedone del nero · h7 pedone del nero · a6 pedone del nero · d6 pedone del nero · f6 cavallo del nero · d4 cavallo del bianco · e4 pedone del bianco · c3 cavallo del bianco · h3 pedone del bianco · a2 pedone del bianco · b2 pedone del bianco · c2 pedone del bianco · f2 pedone del bianco · g2 pedone del bianco · a1 torre del bianco · c1 alfiere del bianco · d1 donna del bianco · e1 re del bianco · f1 alfiere del bianco · h1 torre del bianco | a8 torre del nero · b8 cavallo del nero · c8 alfiere del nero · d8 donna del nero · e8 re del nero · f8 alfiere del nero · h8 torre del nero · b7 pedone del nero · e7 pedone del nero · f7 pedone del nero · g7 pedone del nero · h7 pedone del nero · a6 pedone del nero · d6 pedone del nero · f6 cavallo del nero · d4 cavallo del bianco · e4 pedone del bianco · c3 cavallo del bianco · h3 pedone del bianco · a2 pedone del bianco · b2 pedone del bianco · c2 pedone del bianco · f2 pedone del bianco · g2 pedone del bianco · a1 torre del bianco · c1 alfiere del bianco · d1 donna del bianco · e1 re del bianco · f1 alfiere del bianco · h1 torre del bianco | a8 torre del nero · b8 cavallo del nero · c8 alfiere del nero · d8 donna del nero · e8 re del nero · f8 alfiere del nero · h8 torre del nero · b7 pedone del nero · e7 pedone del nero · f7 pedone del nero · g7 pedone del nero · h7 pedone del nero · a6 pedone del nero · d6 pedone del nero · f6 cavallo del nero · d4 cavallo del bianco · e4 pedone del bianco · c3 cavallo del bianco · h3 pedone del bianco · a2 pedone del bianco · b2 pedone del bianco · c2 pedone del bianco · f2 pedone del bianco · g2 pedone del bianco · a1 torre del bianco · c1 alfiere del bianco · d1 donna del bianco · e1 re del bianco · f1 alfiere del bianco · h1 torre del bianco | a8 torre del nero · b8 cavallo del nero · c8 alfiere del nero · d8 donna del nero · e8 re del nero · f8 alfiere del nero · h8 torre del nero · b7 pedone del nero · e7 pedone del nero · f7 pedone del nero · g7 pedone del nero · h7 pedone del nero · a6 pedone del nero · d6 pedone del nero · f6 cavallo del nero · d4 cavallo del bianco · e4 pedone del bianco · c3 cavallo del bianco · h3 pedone del bianco · a2 pedone del bianco · b2 pedone del bianco · c2 pedone del bianco · f2 pedone del bianco · g2 pedone del bianco · a1 torre del bianco · c1 alfiere del bianco · d1 donna del bianco · e1 re del bianco · f1 alfiere del bianco · h1 torre del bianco | a8 torre del nero · b8 cavallo del nero · c8 alfiere del nero · d8 donna del nero · e8 re del nero · f8 alfiere del nero · h8 torre del nero · b7 pedone del nero · e7 pedone del nero · f7 pedone del nero · g7 pedone del nero · h7 pedone del nero · a6 pedone del nero · d6 pedone del nero · f6 cavallo del nero · d4 cavallo del bianco · e4 pedone del bianco · c3 cavallo del bianco · h3 pedone del bianco · a2 pedone del bianco · b2 pedone del bianco · c2 pedone del bianco · f2 pedone del bianco · g2 pedone del bianco · a1 torre del bianco · c1 alfiere del bianco · d1 donna del bianco · e1 re del bianco · f1 alfiere del bianco · h1 torre del bianco | a8 torre del nero · b8 cavallo del nero · c8 alfiere del nero · d8 donna del nero · e8 re del nero · f8 alfiere del nero · h8 torre del nero · b7 pedone del nero · e7 pedone del nero · f7 pedone del nero · g7 pedone del nero · h7 pedone del nero · a6 pedone del nero · d6 pedone del nero · f6 cavallo del nero · d4 cavallo del bianco · e4 pedone del bianco · c3 cavallo del bianco · h3 pedone del bianco · a2 pedone del bianco · b2 pedone del bianco · c2 pedone del bianco · f2 pedone del bianco · g2 pedone del bianco · a1 torre del bianco · c1 alfiere del bianco · d1 donna del bianco · e1 re del bianco · f1 alfiere del bianco · h1 torre del bianco | 2 |
| 1 | a8 torre del nero · b8 cavallo del nero · c8 alfiere del nero · d8 donna del nero · e8 re del nero · f8 alfiere del nero · h8 torre del nero · b7 pedone del nero · e7 pedone del nero · f7 pedone del nero · g7 pedone del nero · h7 pedone del nero · a6 pedone del nero · d6 pedone del nero · f6 cavallo del nero · d4 cavallo del bianco · e4 pedone del bianco · c3 cavallo del bianco · h3 pedone del bianco · a2 pedone del bianco · b2 pedone del bianco · c2 pedone del bianco · f2 pedone del bianco · g2 pedone del bianco · a1 torre del bianco · c1 alfiere del bianco · d1 donna del bianco · e1 re del bianco · f1 alfiere del bianco · h1 torre del bianco | a8 torre del nero · b8 cavallo del nero · c8 alfiere del nero · d8 donna del nero · e8 re del nero · f8 alfiere del nero · h8 torre del nero · b7 pedone del nero · e7 pedone del nero · f7 pedone del nero · g7 pedone del nero · h7 pedone del nero · a6 pedone del nero · d6 pedone del nero · f6 cavallo del nero · d4 cavallo del bianco · e4 pedone del bianco · c3 cavallo del bianco · h3 pedone del bianco · a2 pedone del bianco · b2 pedone del bianco · c2 pedone del bianco · f2 pedone del bianco · g2 pedone del bianco · a1 torre del bianco · c1 alfiere del bianco · d1 donna del bianco · e1 re del bianco · f1 alfiere del bianco · h1 torre del bianco | a8 torre del nero · b8 cavallo del nero · c8 alfiere del nero · d8 donna del nero · e8 re del nero · f8 alfiere del nero · h8 torre del nero · b7 pedone del nero · e7 pedone del nero · f7 pedone del nero · g7 pedone del nero · h7 pedone del nero · a6 pedone del nero · d6 pedone del nero · f6 cavallo del nero · d4 cavallo del bianco · e4 pedone del bianco · c3 cavallo del bianco · h3 pedone del bianco · a2 pedone del bianco · b2 pedone del bianco · c2 pedone del bianco · f2 pedone del bianco · g2 pedone del bianco · a1 torre del bianco · c1 alfiere del bianco · d1 donna del bianco · e1 re del bianco · f1 alfiere del bianco · h1 torre del bianco | a8 torre del nero · b8 cavallo del nero · c8 alfiere del nero · d8 donna del nero · e8 re del nero · f8 alfiere del nero · h8 torre del nero · b7 pedone del nero · e7 pedone del nero · f7 pedone del nero · g7 pedone del nero · h7 pedone del nero · a6 pedone del nero · d6 pedone del nero · f6 cavallo del nero · d4 cavallo del bianco · e4 pedone del bianco · c3 cavallo del bianco · h3 pedone del bianco · a2 pedone del bianco · b2 pedone del bianco · c2 pedone del bianco · f2 pedone del bianco · g2 pedone del bianco · a1 torre del bianco · c1 alfiere del bianco · d1 donna del bianco · e1 re del bianco · f1 alfiere del bianco · h1 torre del bianco | a8 torre del nero · b8 cavallo del nero · c8 alfiere del nero · d8 donna del nero · e8 re del nero · f8 alfiere del nero · h8 torre del nero · b7 pedone del nero · e7 pedone del nero · f7 pedone del nero · g7 pedone del nero · h7 pedone del nero · a6 pedone del nero · d6 pedone del nero · f6 cavallo del nero · d4 cavallo del bianco · e4 pedone del bianco · c3 cavallo del bianco · h3 pedone del bianco · a2 pedone del bianco · b2 pedone del bianco · c2 pedone del bianco · f2 pedone del bianco · g2 pedone del bianco · a1 torre del bianco · c1 alfiere del bianco · d1 donna del bianco · e1 re del bianco · f1 alfiere del bianco · h1 torre del bianco | a8 torre del nero · b8 cavallo del nero · c8 alfiere del nero · d8 donna del nero · e8 re del nero · f8 alfiere del nero · h8 torre del nero · b7 pedone del nero · e7 pedone del nero · f7 pedone del nero · g7 pedone del nero · h7 pedone del nero · a6 pedone del nero · d6 pedone del nero · f6 cavallo del nero · d4 cavallo del bianco · e4 pedone del bianco · c3 cavallo del bianco · h3 pedone del bianco · a2 pedone del bianco · b2 pedone del bianco · c2 pedone del bianco · f2 pedone del bianco · g2 pedone del bianco · a1 torre del bianco · c1 alfiere del bianco · d1 donna del bianco · e1 re del bianco · f1 alfiere del bianco · h1 torre del bianco | a8 torre del nero · b8 cavallo del nero · c8 alfiere del nero · d8 donna del nero · e8 re del nero · f8 alfiere del nero · h8 torre del nero · b7 pedone del nero · e7 pedone del nero · f7 pedone del nero · g7 pedone del nero · h7 pedone del nero · a6 pedone del nero · d6 pedone del nero · f6 cavallo del nero · d4 cavallo del bianco · e4 pedone del bianco · c3 cavallo del bianco · h3 pedone del bianco · a2 pedone del bianco · b2 pedone del bianco · c2 pedone del bianco · f2 pedone del bianco · g2 pedone del bianco · a1 torre del bianco · c1 alfiere del bianco · d1 donna del bianco · e1 re del bianco · f1 alfiere del bianco · h1 torre del bianco | a8 torre del nero · b8 cavallo del nero · c8 alfiere del nero · d8 donna del nero · e8 re del nero · f8 alfiere del nero · h8 torre del nero · b7 pedone del nero · e7 pedone del nero · f7 pedone del nero · g7 pedone del nero · h7 pedone del nero · a6 pedone del nero · d6 pedone del nero · f6 cavallo del nero · d4 cavallo del bianco · e4 pedone del bianco · c3 cavallo del bianco · h3 pedone del bianco · a2 pedone del bianco · b2 pedone del bianco · c2 pedone del bianco · f2 pedone del bianco · g2 pedone del bianco · a1 torre del bianco · c1 alfiere del bianco · d1 donna del bianco · e1 re del bianco · f1 alfiere del bianco · h1 torre del bianco | 1 |
|   | a | b | c | d | e | f | g | h |   |

#### 6.Tg1
|   | a | b | c | d | e | f | g | h |   |
| 8 | a8 torre del nero · b8 cavallo del nero · c8 alfiere del nero · d8 donna del nero · e8 re del nero · f8 alfiere del nero · h8 torre del nero · b7 pedone del nero · e7 pedone del nero · f7 pedone del nero · g7 pedone del nero · h7 pedone del nero · a6 pedone del nero · d6 pedone del nero · f6 cavallo del nero · d4 cavallo del bianco · e4 pedone del bianco · c3 cavallo del bianco · a2 pedone del bianco · b2 pedone del bianco · c2 pedone del bianco · f2 pedone del bianco · g2 pedone del bianco · h2 pedone del bianco · a1 torre del bianco · c1 alfiere del bianco · d1 donna del bianco · e1 re del bianco · f1 alfiere del bianco · g1 torre del bianco | a8 torre del nero · b8 cavallo del nero · c8 alfiere del nero · d8 donna del nero · e8 re del nero · f8 alfiere del nero · h8 torre del nero · b7 pedone del nero · e7 pedone del nero · f7 pedone del nero · g7 pedone del nero · h7 pedone del nero · a6 pedone del nero · d6 pedone del nero · f6 cavallo del nero · d4 cavallo del bianco · e4 pedone del bianco · c3 cavallo del bianco · a2 pedone del bianco · b2 pedone del bianco · c2 pedone del bianco · f2 pedone del bianco · g2 pedone del bianco · h2 pedone del bianco · a1 torre del bianco · c1 alfiere del bianco · d1 donna del bianco · e1 re del bianco · f1 alfiere del bianco · g1 torre del bianco | a8 torre del nero · b8 cavallo del nero · c8 alfiere del nero · d8 donna del nero · e8 re del nero · f8 alfiere del nero · h8 torre del nero · b7 pedone del nero · e7 pedone del nero · f7 pedone del nero · g7 pedone del nero · h7 pedone del nero · a6 pedone del nero · d6 pedone del nero · f6 cavallo del nero · d4 cavallo del bianco · e4 pedone del bianco · c3 cavallo del bianco · a2 pedone del bianco · b2 pedone del bianco · c2 pedone del bianco · f2 pedone del bianco · g2 pedone del bianco · h2 pedone del bianco · a1 torre del bianco · c1 alfiere del bianco · d1 donna del bianco · e1 re del bianco · f1 alfiere del bianco · g1 torre del bianco | a8 torre del nero · b8 cavallo del nero · c8 alfiere del nero · d8 donna del nero · e8 re del nero · f8 alfiere del nero · h8 torre del nero · b7 pedone del nero · e7 pedone del nero · f7 pedone del nero · g7 pedone del nero · h7 pedone del nero · a6 pedone del nero · d6 pedone del nero · f6 cavallo del nero · d4 cavallo del bianco · e4 pedone del bianco · c3 cavallo del bianco · a2 pedone del bianco · b2 pedone del bianco · c2 pedone del bianco · f2 pedone del bianco · g2 pedone del bianco · h2 pedone del bianco · a1 torre del bianco · c1 alfiere del bianco · d1 donna del bianco · e1 re del bianco · f1 alfiere del bianco · g1 torre del bianco | a8 torre del nero · b8 cavallo del nero · c8 alfiere del nero · d8 donna del nero · e8 re del nero · f8 alfiere del nero · h8 torre del nero · b7 pedone del nero · e7 pedone del nero · f7 pedone del nero · g7 pedone del nero · h7 pedone del nero · a6 pedone del nero · d6 pedone del nero · f6 cavallo del nero · d4 cavallo del bianco · e4 pedone del bianco · c3 cavallo del bianco · a2 pedone del bianco · b2 pedone del bianco · c2 pedone del bianco · f2 pedone del bianco · g2 pedone del bianco · h2 pedone del bianco · a1 torre del bianco · c1 alfiere del bianco · d1 donna del bianco · e1 re del bianco · f1 alfiere del bianco · g1 torre del bianco | a8 torre del nero · b8 cavallo del nero · c8 alfiere del nero · d8 donna del nero · e8 re del nero · f8 alfiere del nero · h8 torre del nero · b7 pedone del nero · e7 pedone del nero · f7 pedone del nero · g7 pedone del nero · h7 pedone del nero · a6 pedone del nero · d6 pedone del nero · f6 cavallo del nero · d4 cavallo del bianco · e4 pedone del bianco · c3 cavallo del bianco · a2 pedone del bianco · b2 pedone del bianco · c2 pedone del bianco · f2 pedone del bianco · g2 pedone del bianco · h2 pedone del bianco · a1 torre del bianco · c1 alfiere del bianco · d1 donna del bianco · e1 re del bianco · f1 alfiere del bianco · g1 torre del bianco | a8 torre del nero · b8 cavallo del nero · c8 alfiere del nero · d8 donna del nero · e8 re del nero · f8 alfiere del nero · h8 torre del nero · b7 pedone del nero · e7 pedone del nero · f7 pedone del nero · g7 pedone del nero · h7 pedone del nero · a6 pedone del nero · d6 pedone del nero · f6 cavallo del nero · d4 cavallo del bianco · e4 pedone del bianco · c3 cavallo del bianco · a2 pedone del bianco · b2 pedone del bianco · c2 pedone del bianco · f2 pedone del bianco · g2 pedone del bianco · h2 pedone del bianco · a1 torre del bianco · c1 alfiere del bianco · d1 donna del bianco · e1 re del bianco · f1 alfiere del bianco · g1 torre del bianco | a8 torre del nero · b8 cavallo del nero · c8 alfiere del nero · d8 donna del nero · e8 re del nero · f8 alfiere del nero · h8 torre del nero · b7 pedone del nero · e7 pedone del nero · f7 pedone del nero · g7 pedone del nero · h7 pedone del nero · a6 pedone del nero · d6 pedone del nero · f6 cavallo del nero · d4 cavallo del bianco · e4 pedone del bianco · c3 cavallo del bianco · a2 pedone del bianco · b2 pedone del bianco · c2 pedone del bianco · f2 pedone del bianco · g2 pedone del bianco · h2 pedone del bianco · a1 torre del bianco · c1 alfiere del bianco · d1 donna del bianco · e1 re del bianco · f1 alfiere del bianco · g1 torre del bianco | 8 |
| 7 | a8 torre del nero · b8 cavallo del nero · c8 alfiere del nero · d8 donna del nero · e8 re del nero · f8 alfiere del nero · h8 torre del nero · b7 pedone del nero · e7 pedone del nero · f7 pedone del nero · g7 pedone del nero · h7 pedone del nero · a6 pedone del nero · d6 pedone del nero · f6 cavallo del nero · d4 cavallo del bianco · e4 pedone del bianco · c3 cavallo del bianco · a2 pedone del bianco · b2 pedone del bianco · c2 pedone del bianco · f2 pedone del bianco · g2 pedone del bianco · h2 pedone del bianco · a1 torre del bianco · c1 alfiere del bianco · d1 donna del bianco · e1 re del bianco · f1 alfiere del bianco · g1 torre del bianco | a8 torre del nero · b8 cavallo del nero · c8 alfiere del nero · d8 donna del nero · e8 re del nero · f8 alfiere del nero · h8 torre del nero · b7 pedone del nero · e7 pedone del nero · f7 pedone del nero · g7 pedone del nero · h7 pedone del nero · a6 pedone del nero · d6 pedone del nero · f6 cavallo del nero · d4 cavallo del bianco · e4 pedone del bianco · c3 cavallo del bianco · a2 pedone del bianco · b2 pedone del bianco · c2 pedone del bianco · f2 pedone del bianco · g2 pedone del bianco · h2 pedone del bianco · a1 torre del bianco · c1 alfiere del bianco · d1 donna del bianco · e1 re del bianco · f1 alfiere del bianco · g1 torre del bianco | a8 torre del nero · b8 cavallo del nero · c8 alfiere del nero · d8 donna del nero · e8 re del nero · f8 alfiere del nero · h8 torre del nero · b7 pedone del nero · e7 pedone del nero · f7 pedone del nero · g7 pedone del nero · h7 pedone del nero · a6 pedone del nero · d6 pedone del nero · f6 cavallo del nero · d4 cavallo del bianco · e4 pedone del bianco · c3 cavallo del bianco · a2 pedone del bianco · b2 pedone del bianco · c2 pedone del bianco · f2 pedone del bianco · g2 pedone del bianco · h2 pedone del bianco · a1 torre del bianco · c1 alfiere del bianco · d1 donna del bianco · e1 re del bianco · f1 alfiere del bianco · g1 torre del bianco | a8 torre del nero · b8 cavallo del nero · c8 alfiere del nero · d8 donna del nero · e8 re del nero · f8 alfiere del nero · h8 torre del nero · b7 pedone del nero · e7 pedone del nero · f7 pedone del nero · g7 pedone del nero · h7 pedone del nero · a6 pedone del nero · d6 pedone del nero · f6 cavallo del nero · d4 cavallo del bianco · e4 pedone del bianco · c3 cavallo del bianco · a2 pedone del bianco · b2 pedone del bianco · c2 pedone del bianco · f2 pedone del bianco · g2 pedone del bianco · h2 pedone del bianco · a1 torre del bianco · c1 alfiere del bianco · d1 donna del bianco · e1 re del bianco · f1 alfiere del bianco · g1 torre del bianco | a8 torre del nero · b8 cavallo del nero · c8 alfiere del nero · d8 donna del nero · e8 re del nero · f8 alfiere del nero · h8 torre del nero · b7 pedone del nero · e7 pedone del nero · f7 pedone del nero · g7 pedone del nero · h7 pedone del nero · a6 pedone del nero · d6 pedone del nero · f6 cavallo del nero · d4 cavallo del bianco · e4 pedone del bianco · c3 cavallo del bianco · a2 pedone del bianco · b2 pedone del bianco · c2 pedone del bianco · f2 pedone del bianco · g2 pedone del bianco · h2 pedone del bianco · a1 torre del bianco · c1 alfiere del bianco · d1 donna del bianco · e1 re del bianco · f1 alfiere del bianco · g1 torre del bianco | a8 torre del nero · b8 cavallo del nero · c8 alfiere del nero · d8 donna del nero · e8 re del nero · f8 alfiere del nero · h8 torre del nero · b7 pedone del nero · e7 pedone del nero · f7 pedone del nero · g7 pedone del nero · h7 pedone del nero · a6 pedone del nero · d6 pedone del nero · f6 cavallo del nero · d4 cavallo del bianco · e4 pedone del bianco · c3 cavallo del bianco · a2 pedone del bianco · b2 pedone del bianco · c2 pedone del bianco · f2 pedone del bianco · g2 pedone del bianco · h2 pedone del bianco · a1 torre del bianco · c1 alfiere del bianco · d1 donna del bianco · e1 re del bianco · f1 alfiere del bianco · g1 torre del bianco | a8 torre del nero · b8 cavallo del nero · c8 alfiere del nero · d8 donna del nero · e8 re del nero · f8 alfiere del nero · h8 torre del nero · b7 pedone del nero · e7 pedone del nero · f7 pedone del nero · g7 pedone del nero · h7 pedone del nero · a6 pedone del nero · d6 pedone del nero · f6 cavallo del nero · d4 cavallo del bianco · e4 pedone del bianco · c3 cavallo del bianco · a2 pedone del bianco · b2 pedone del bianco · c2 pedone del bianco · f2 pedone del bianco · g2 pedone del bianco · h2 pedone del bianco · a1 torre del bianco · c1 alfiere del bianco · d1 donna del bianco · e1 re del bianco · f1 alfiere del bianco · g1 torre del bianco | a8 torre del nero · b8 cavallo del nero · c8 alfiere del nero · d8 donna del nero · e8 re del nero · f8 alfiere del nero · h8 torre del nero · b7 pedone del nero · e7 pedone del nero · f7 pedone del nero · g7 pedone del nero · h7 pedone del nero · a6 pedone del nero · d6 pedone del nero · f6 cavallo del nero · d4 cavallo del bianco · e4 pedone del bianco · c3 cavallo del bianco · a2 pedone del bianco · b2 pedone del bianco · c2 pedone del bianco · f2 pedone del bianco · g2 pedone del bianco · h2 pedone del bianco · a1 torre del bianco · c1 alfiere del bianco · d1 donna del bianco · e1 re del bianco · f1 alfiere del bianco · g1 torre del bianco | 7 |
| 6 | a8 torre del nero · b8 cavallo del nero · c8 alfiere del nero · d8 donna del nero · e8 re del nero · f8 alfiere del nero · h8 torre del nero · b7 pedone del nero · e7 pedone del nero · f7 pedone del nero · g7 pedone del nero · h7 pedone del nero · a6 pedone del nero · d6 pedone del nero · f6 cavallo del nero · d4 cavallo del bianco · e4 pedone del bianco · c3 cavallo del bianco · a2 pedone del bianco · b2 pedone del bianco · c2 pedone del bianco · f2 pedone del bianco · g2 pedone del bianco · h2 pedone del bianco · a1 torre del bianco · c1 alfiere del bianco · d1 donna del bianco · e1 re del bianco · f1 alfiere del bianco · g1 torre del bianco | a8 torre del nero · b8 cavallo del nero · c8 alfiere del nero · d8 donna del nero · e8 re del nero · f8 alfiere del nero · h8 torre del nero · b7 pedone del nero · e7 pedone del nero · f7 pedone del nero · g7 pedone del nero · h7 pedone del nero · a6 pedone del nero · d6 pedone del nero · f6 cavallo del nero · d4 cavallo del bianco · e4 pedone del bianco · c3 cavallo del bianco · a2 pedone del bianco · b2 pedone del bianco · c2 pedone del bianco · f2 pedone del bianco · g2 pedone del bianco · h2 pedone del bianco · a1 torre del bianco · c1 alfiere del bianco · d1 donna del bianco · e1 re del bianco · f1 alfiere del bianco · g1 torre del bianco | a8 torre del nero · b8 cavallo del nero · c8 alfiere del nero · d8 donna del nero · e8 re del nero · f8 alfiere del nero · h8 torre del nero · b7 pedone del nero · e7 pedone del nero · f7 pedone del nero · g7 pedone del nero · h7 pedone del nero · a6 pedone del nero · d6 pedone del nero · f6 cavallo del nero · d4 cavallo del bianco · e4 pedone del bianco · c3 cavallo del bianco · a2 pedone del bianco · b2 pedone del bianco · c2 pedone del bianco · f2 pedone del bianco · g2 pedone del bianco · h2 pedone del bianco · a1 torre del bianco · c1 alfiere del bianco · d1 donna del bianco · e1 re del bianco · f1 alfiere del bianco · g1 torre del bianco | a8 torre del nero · b8 cavallo del nero · c8 alfiere del nero · d8 donna del nero · e8 re del nero · f8 alfiere del nero · h8 torre del nero · b7 pedone del nero · e7 pedone del nero · f7 pedone del nero · g7 pedone del nero · h7 pedone del nero · a6 pedone del nero · d6 pedone del nero · f6 cavallo del nero · d4 cavallo del bianco · e4 pedone del bianco · c3 cavallo del bianco · a2 pedone del bianco · b2 pedone del bianco · c2 pedone del bianco · f2 pedone del bianco · g2 pedone del bianco · h2 pedone del bianco · a1 torre del bianco · c1 alfiere del bianco · d1 donna del bianco · e1 re del bianco · f1 alfiere del bianco · g1 torre del bianco | a8 torre del nero · b8 cavallo del nero · c8 alfiere del nero · d8 donna del nero · e8 re del nero · f8 alfiere del nero · h8 torre del nero · b7 pedone del nero · e7 pedone del nero · f7 pedone del nero · g7 pedone del nero · h7 pedone del nero · a6 pedone del nero · d6 pedone del nero · f6 cavallo del nero · d4 cavallo del bianco · e4 pedone del bianco · c3 cavallo del bianco · a2 pedone del bianco · b2 pedone del bianco · c2 pedone del bianco · f2 pedone del bianco · g2 pedone del bianco · h2 pedone del bianco · a1 torre del bianco · c1 alfiere del bianco · d1 donna del bianco · e1 re del bianco · f1 alfiere del bianco · g1 torre del bianco | a8 torre del nero · b8 cavallo del nero · c8 alfiere del nero · d8 donna del nero · e8 re del nero · f8 alfiere del nero · h8 torre del nero · b7 pedone del nero · e7 pedone del nero · f7 pedone del nero · g7 pedone del nero · h7 pedone del nero · a6 pedone del nero · d6 pedone del nero · f6 cavallo del nero · d4 cavallo del bianco · e4 pedone del bianco · c3 cavallo del bianco · a2 pedone del bianco · b2 pedone del bianco · c2 pedone del bianco · f2 pedone del bianco · g2 pedone del bianco · h2 pedone del bianco · a1 torre del bianco · c1 alfiere del bianco · d1 donna del bianco · e1 re del bianco · f1 alfiere del bianco · g1 torre del bianco | a8 torre del nero · b8 cavallo del nero · c8 alfiere del nero · d8 donna del nero · e8 re del nero · f8 alfiere del nero · h8 torre del nero · b7 pedone del nero · e7 pedone del nero · f7 pedone del nero · g7 pedone del nero · h7 pedone del nero · a6 pedone del nero · d6 pedone del nero · f6 cavallo del nero · d4 cavallo del bianco · e4 pedone del bianco · c3 cavallo del bianco · a2 pedone del bianco · b2 pedone del bianco · c2 pedone del bianco · f2 pedone del bianco · g2 pedone del bianco · h2 pedone del bianco · a1 torre del bianco · c1 alfiere del bianco · d1 donna del bianco · e1 re del bianco · f1 alfiere del bianco · g1 torre del bianco | a8 torre del nero · b8 cavallo del nero · c8 alfiere del nero · d8 donna del nero · e8 re del nero · f8 alfiere del nero · h8 torre del nero · b7 pedone del nero · e7 pedone del nero · f7 pedone del nero · g7 pedone del nero · h7 pedone del nero · a6 pedone del nero · d6 pedone del nero · f6 cavallo del nero · d4 cavallo del bianco · e4 pedone del bianco · c3 cavallo del bianco · a2 pedone del bianco · b2 pedone del bianco · c2 pedone del bianco · f2 pedone del bianco · g2 pedone del bianco · h2 pedone del bianco · a1 torre del bianco · c1 alfiere del bianco · d1 donna del bianco · e1 re del bianco · f1 alfiere del bianco · g1 torre del bianco | 6 |
| 5 | a8 torre del nero · b8 cavallo del nero · c8 alfiere del nero · d8 donna del nero · e8 re del nero · f8 alfiere del nero · h8 torre del nero · b7 pedone del nero · e7 pedone del nero · f7 pedone del nero · g7 pedone del nero · h7 pedone del nero · a6 pedone del nero · d6 pedone del nero · f6 cavallo del nero · d4 cavallo del bianco · e4 pedone del bianco · c3 cavallo del bianco · a2 pedone del bianco · b2 pedone del bianco · c2 pedone del bianco · f2 pedone del bianco · g2 pedone del bianco · h2 pedone del bianco · a1 torre del bianco · c1 alfiere del bianco · d1 donna del bianco · e1 re del bianco · f1 alfiere del bianco · g1 torre del bianco | a8 torre del nero · b8 cavallo del nero · c8 alfiere del nero · d8 donna del nero · e8 re del nero · f8 alfiere del nero · h8 torre del nero · b7 pedone del nero · e7 pedone del nero · f7 pedone del nero · g7 pedone del nero · h7 pedone del nero · a6 pedone del nero · d6 pedone del nero · f6 cavallo del nero · d4 cavallo del bianco · e4 pedone del bianco · c3 cavallo del bianco · a2 pedone del bianco · b2 pedone del bianco · c2 pedone del bianco · f2 pedone del bianco · g2 pedone del bianco · h2 pedone del bianco · a1 torre del bianco · c1 alfiere del bianco · d1 donna del bianco · e1 re del bianco · f1 alfiere del bianco · g1 torre del bianco | a8 torre del nero · b8 cavallo del nero · c8 alfiere del nero · d8 donna del nero · e8 re del nero · f8 alfiere del nero · h8 torre del nero · b7 pedone del nero · e7 pedone del nero · f7 pedone del nero · g7 pedone del nero · h7 pedone del nero · a6 pedone del nero · d6 pedone del nero · f6 cavallo del nero · d4 cavallo del bianco · e4 pedone del bianco · c3 cavallo del bianco · a2 pedone del bianco · b2 pedone del bianco · c2 pedone del bianco · f2 pedone del bianco · g2 pedone del bianco · h2 pedone del bianco · a1 torre del bianco · c1 alfiere del bianco · d1 donna del bianco · e1 re del bianco · f1 alfiere del bianco · g1 torre del bianco | a8 torre del nero · b8 cavallo del nero · c8 alfiere del nero · d8 donna del nero · e8 re del nero · f8 alfiere del nero · h8 torre del nero · b7 pedone del nero · e7 pedone del nero · f7 pedone del nero · g7 pedone del nero · h7 pedone del nero · a6 pedone del nero · d6 pedone del nero · f6 cavallo del nero · d4 cavallo del bianco · e4 pedone del bianco · c3 cavallo del bianco · a2 pedone del bianco · b2 pedone del bianco · c2 pedone del bianco · f2 pedone del bianco · g2 pedone del bianco · h2 pedone del bianco · a1 torre del bianco · c1 alfiere del bianco · d1 donna del bianco · e1 re del bianco · f1 alfiere del bianco · g1 torre del bianco | a8 torre del nero · b8 cavallo del nero · c8 alfiere del nero · d8 donna del nero · e8 re del nero · f8 alfiere del nero · h8 torre del nero · b7 pedone del nero · e7 pedone del nero · f7 pedone del nero · g7 pedone del nero · h7 pedone del nero · a6 pedone del nero · d6 pedone del nero · f6 cavallo del nero · d4 cavallo del bianco · e4 pedone del bianco · c3 cavallo del bianco · a2 pedone del bianco · b2 pedone del bianco · c2 pedone del bianco · f2 pedone del bianco · g2 pedone del bianco · h2 pedone del bianco · a1 torre del bianco · c1 alfiere del bianco · d1 donna del bianco · e1 re del bianco · f1 alfiere del bianco · g1 torre del bianco | a8 torre del nero · b8 cavallo del nero · c8 alfiere del nero · d8 donna del nero · e8 re del nero · f8 alfiere del nero · h8 torre del nero · b7 pedone del nero · e7 pedone del nero · f7 pedone del nero · g7 pedone del nero · h7 pedone del nero · a6 pedone del nero · d6 pedone del nero · f6 cavallo del nero · d4 cavallo del bianco · e4 pedone del bianco · c3 cavallo del bianco · a2 pedone del bianco · b2 pedone del bianco · c2 pedone del bianco · f2 pedone del bianco · g2 pedone del bianco · h2 pedone del bianco · a1 torre del bianco · c1 alfiere del bianco · d1 donna del bianco · e1 re del bianco · f1 alfiere del bianco · g1 torre del bianco | a8 torre del nero · b8 cavallo del nero · c8 alfiere del nero · d8 donna del nero · e8 re del nero · f8 alfiere del nero · h8 torre del nero · b7 pedone del nero · e7 pedone del nero · f7 pedone del nero · g7 pedone del nero · h7 pedone del nero · a6 pedone del nero · d6 pedone del nero · f6 cavallo del nero · d4 cavallo del bianco · e4 pedone del bianco · c3 cavallo del bianco · a2 pedone del bianco · b2 pedone del bianco · c2 pedone del bianco · f2 pedone del bianco · g2 pedone del bianco · h2 pedone del bianco · a1 torre del bianco · c1 alfiere del bianco · d1 donna del bianco · e1 re del bianco · f1 alfiere del bianco · g1 torre del bianco | a8 torre del nero · b8 cavallo del nero · c8 alfiere del nero · d8 donna del nero · e8 re del nero · f8 alfiere del nero · h8 torre del nero · b7 pedone del nero · e7 pedone del nero · f7 pedone del nero · g7 pedone del nero · h7 pedone del nero · a6 pedone del nero · d6 pedone del nero · f6 cavallo del nero · d4 cavallo del bianco · e4 pedone del bianco · c3 cavallo del bianco · a2 pedone del bianco · b2 pedone del bianco · c2 pedone del bianco · f2 pedone del bianco · g2 pedone del bianco · h2 pedone del bianco · a1 torre del bianco · c1 alfiere del bianco · d1 donna del bianco · e1 re del bianco · f1 alfiere del bianco · g1 torre del bianco | 5 |
| 4 | a8 torre del nero · b8 cavallo del nero · c8 alfiere del nero · d8 donna del nero · e8 re del nero · f8 alfiere del nero · h8 torre del nero · b7 pedone del nero · e7 pedone del nero · f7 pedone del nero · g7 pedone del nero · h7 pedone del nero · a6 pedone del nero · d6 pedone del nero · f6 cavallo del nero · d4 cavallo del bianco · e4 pedone del bianco · c3 cavallo del bianco · a2 pedone del bianco · b2 pedone del bianco · c2 pedone del bianco · f2 pedone del bianco · g2 pedone del bianco · h2 pedone del bianco · a1 torre del bianco · c1 alfiere del bianco · d1 donna del bianco · e1 re del bianco · f1 alfiere del bianco · g1 torre del bianco | a8 torre del nero · b8 cavallo del nero · c8 alfiere del nero · d8 donna del nero · e8 re del nero · f8 alfiere del nero · h8 torre del nero · b7 pedone del nero · e7 pedone del nero · f7 pedone del nero · g7 pedone del nero · h7 pedone del nero · a6 pedone del nero · d6 pedone del nero · f6 cavallo del nero · d4 cavallo del bianco · e4 pedone del bianco · c3 cavallo del bianco · a2 pedone del bianco · b2 pedone del bianco · c2 pedone del bianco · f2 pedone del bianco · g2 pedone del bianco · h2 pedone del bianco · a1 torre del bianco · c1 alfiere del bianco · d1 donna del bianco · e1 re del bianco · f1 alfiere del bianco · g1 torre del bianco | a8 torre del nero · b8 cavallo del nero · c8 alfiere del nero · d8 donna del nero · e8 re del nero · f8 alfiere del nero · h8 torre del nero · b7 pedone del nero · e7 pedone del nero · f7 pedone del nero · g7 pedone del nero · h7 pedone del nero · a6 pedone del nero · d6 pedone del nero · f6 cavallo del nero · d4 cavallo del bianco · e4 pedone del bianco · c3 cavallo del bianco · a2 pedone del bianco · b2 pedone del bianco · c2 pedone del bianco · f2 pedone del bianco · g2 pedone del bianco · h2 pedone del bianco · a1 torre del bianco · c1 alfiere del bianco · d1 donna del bianco · e1 re del bianco · f1 alfiere del bianco · g1 torre del bianco | a8 torre del nero · b8 cavallo del nero · c8 alfiere del nero · d8 donna del nero · e8 re del nero · f8 alfiere del nero · h8 torre del nero · b7 pedone del nero · e7 pedone del nero · f7 pedone del nero · g7 pedone del nero · h7 pedone del nero · a6 pedone del nero · d6 pedone del nero · f6 cavallo del nero · d4 cavallo del bianco · e4 pedone del bianco · c3 cavallo del bianco · a2 pedone del bianco · b2 pedone del bianco · c2 pedone del bianco · f2 pedone del bianco · g2 pedone del bianco · h2 pedone del bianco · a1 torre del bianco · c1 alfiere del bianco · d1 donna del bianco · e1 re del bianco · f1 alfiere del bianco · g1 torre del bianco | a8 torre del nero · b8 cavallo del nero · c8 alfiere del nero · d8 donna del nero · e8 re del nero · f8 alfiere del nero · h8 torre del nero · b7 pedone del nero · e7 pedone del nero · f7 pedone del nero · g7 pedone del nero · h7 pedone del nero · a6 pedone del nero · d6 pedone del nero · f6 cavallo del nero · d4 cavallo del bianco · e4 pedone del bianco · c3 cavallo del bianco · a2 pedone del bianco · b2 pedone del bianco · c2 pedone del bianco · f2 pedone del bianco · g2 pedone del bianco · h2 pedone del bianco · a1 torre del bianco · c1 alfiere del bianco · d1 donna del bianco · e1 re del bianco · f1 alfiere del bianco · g1 torre del bianco | a8 torre del nero · b8 cavallo del nero · c8 alfiere del nero · d8 donna del nero · e8 re del nero · f8 alfiere del nero · h8 torre del nero · b7 pedone del nero · e7 pedone del nero · f7 pedone del nero · g7 pedone del nero · h7 pedone del nero · a6 pedone del nero · d6 pedone del nero · f6 cavallo del nero · d4 cavallo del bianco · e4 pedone del bianco · c3 cavallo del bianco · a2 pedone del bianco · b2 pedone del bianco · c2 pedone del bianco · f2 pedone del bianco · g2 pedone del bianco · h2 pedone del bianco · a1 torre del bianco · c1 alfiere del bianco · d1 donna del bianco · e1 re del bianco · f1 alfiere del bianco · g1 torre del bianco | a8 torre del nero · b8 cavallo del nero · c8 alfiere del nero · d8 donna del nero · e8 re del nero · f8 alfiere del nero · h8 torre del nero · b7 pedone del nero · e7 pedone del nero · f7 pedone del nero · g7 pedone del nero · h7 pedone del nero · a6 pedone del nero · d6 pedone del nero · f6 cavallo del nero · d4 cavallo del bianco · e4 pedone del bianco · c3 cavallo del bianco · a2 pedone del bianco · b2 pedone del bianco · c2 pedone del bianco · f2 pedone del bianco · g2 pedone del bianco · h2 pedone del bianco · a1 torre del bianco · c1 alfiere del bianco · d1 donna del bianco · e1 re del bianco · f1 alfiere del bianco · g1 torre del bianco | a8 torre del nero · b8 cavallo del nero · c8 alfiere del nero · d8 donna del nero · e8 re del nero · f8 alfiere del nero · h8 torre del nero · b7 pedone del nero · e7 pedone del nero · f7 pedone del nero · g7 pedone del nero · h7 pedone del nero · a6 pedone del nero · d6 pedone del nero · f6 cavallo del nero · d4 cavallo del bianco · e4 pedone del bianco · c3 cavallo del bianco · a2 pedone del bianco · b2 pedone del bianco · c2 pedone del bianco · f2 pedone del bianco · g2 pedone del bianco · h2 pedone del bianco · a1 torre del bianco · c1 alfiere del bianco · d1 donna del bianco · e1 re del bianco · f1 alfiere del bianco · g1 torre del bianco | 4 |
| 3 | a8 torre del nero · b8 cavallo del nero · c8 alfiere del nero · d8 donna del nero · e8 re del nero · f8 alfiere del nero · h8 torre del nero · b7 pedone del nero · e7 pedone del nero · f7 pedone del nero · g7 pedone del nero · h7 pedone del nero · a6 pedone del nero · d6 pedone del nero · f6 cavallo del nero · d4 cavallo del bianco · e4 pedone del bianco · c3 cavallo del bianco · a2 pedone del bianco · b2 pedone del bianco · c2 pedone del bianco · f2 pedone del bianco · g2 pedone del bianco · h2 pedone del bianco · a1 torre del bianco · c1 alfiere del bianco · d1 donna del bianco · e1 re del bianco · f1 alfiere del bianco · g1 torre del bianco | a8 torre del nero · b8 cavallo del nero · c8 alfiere del nero · d8 donna del nero · e8 re del nero · f8 alfiere del nero · h8 torre del nero · b7 pedone del nero · e7 pedone del nero · f7 pedone del nero · g7 pedone del nero · h7 pedone del nero · a6 pedone del nero · d6 pedone del nero · f6 cavallo del nero · d4 cavallo del bianco · e4 pedone del bianco · c3 cavallo del bianco · a2 pedone del bianco · b2 pedone del bianco · c2 pedone del bianco · f2 pedone del bianco · g2 pedone del bianco · h2 pedone del bianco · a1 torre del bianco · c1 alfiere del bianco · d1 donna del bianco · e1 re del bianco · f1 alfiere del bianco · g1 torre del bianco | a8 torre del nero · b8 cavallo del nero · c8 alfiere del nero · d8 donna del nero · e8 re del nero · f8 alfiere del nero · h8 torre del nero · b7 pedone del nero · e7 pedone del nero · f7 pedone del nero · g7 pedone del nero · h7 pedone del nero · a6 pedone del nero · d6 pedone del nero · f6 cavallo del nero · d4 cavallo del bianco · e4 pedone del bianco · c3 cavallo del bianco · a2 pedone del bianco · b2 pedone del bianco · c2 pedone del bianco · f2 pedone del bianco · g2 pedone del bianco · h2 pedone del bianco · a1 torre del bianco · c1 alfiere del bianco · d1 donna del bianco · e1 re del bianco · f1 alfiere del bianco · g1 torre del bianco | a8 torre del nero · b8 cavallo del nero · c8 alfiere del nero · d8 donna del nero · e8 re del nero · f8 alfiere del nero · h8 torre del nero · b7 pedone del nero · e7 pedone del nero · f7 pedone del nero · g7 pedone del nero · h7 pedone del nero · a6 pedone del nero · d6 pedone del nero · f6 cavallo del nero · d4 cavallo del bianco · e4 pedone del bianco · c3 cavallo del bianco · a2 pedone del bianco · b2 pedone del bianco · c2 pedone del bianco · f2 pedone del bianco · g2 pedone del bianco · h2 pedone del bianco · a1 torre del bianco · c1 alfiere del bianco · d1 donna del bianco · e1 re del bianco · f1 alfiere del bianco · g1 torre del bianco | a8 torre del nero · b8 cavallo del nero · c8 alfiere del nero · d8 donna del nero · e8 re del nero · f8 alfiere del nero · h8 torre del nero · b7 pedone del nero · e7 pedone del nero · f7 pedone del nero · g7 pedone del nero · h7 pedone del nero · a6 pedone del nero · d6 pedone del nero · f6 cavallo del nero · d4 cavallo del bianco · e4 pedone del bianco · c3 cavallo del bianco · a2 pedone del bianco · b2 pedone del bianco · c2 pedone del bianco · f2 pedone del bianco · g2 pedone del bianco · h2 pedone del bianco · a1 torre del bianco · c1 alfiere del bianco · d1 donna del bianco · e1 re del bianco · f1 alfiere del bianco · g1 torre del bianco | a8 torre del nero · b8 cavallo del nero · c8 alfiere del nero · d8 donna del nero · e8 re del nero · f8 alfiere del nero · h8 torre del nero · b7 pedone del nero · e7 pedone del nero · f7 pedone del nero · g7 pedone del nero · h7 pedone del nero · a6 pedone del nero · d6 pedone del nero · f6 cavallo del nero · d4 cavallo del bianco · e4 pedone del bianco · c3 cavallo del bianco · a2 pedone del bianco · b2 pedone del bianco · c2 pedone del bianco · f2 pedone del bianco · g2 pedone del bianco · h2 pedone del bianco · a1 torre del bianco · c1 alfiere del bianco · d1 donna del bianco · e1 re del bianco · f1 alfiere del bianco · g1 torre del bianco | a8 torre del nero · b8 cavallo del nero · c8 alfiere del nero · d8 donna del nero · e8 re del nero · f8 alfiere del nero · h8 torre del nero · b7 pedone del nero · e7 pedone del nero · f7 pedone del nero · g7 pedone del nero · h7 pedone del nero · a6 pedone del nero · d6 pedone del nero · f6 cavallo del nero · d4 cavallo del bianco · e4 pedone del bianco · c3 cavallo del bianco · a2 pedone del bianco · b2 pedone del bianco · c2 pedone del bianco · f2 pedone del bianco · g2 pedone del bianco · h2 pedone del bianco · a1 torre del bianco · c1 alfiere del bianco · d1 donna del bianco · e1 re del bianco · f1 alfiere del bianco · g1 torre del bianco | a8 torre del nero · b8 cavallo del nero · c8 alfiere del nero · d8 donna del nero · e8 re del nero · f8 alfiere del nero · h8 torre del nero · b7 pedone del nero · e7 pedone del nero · f7 pedone del nero · g7 pedone del nero · h7 pedone del nero · a6 pedone del nero · d6 pedone del nero · f6 cavallo del nero · d4 cavallo del bianco · e4 pedone del bianco · c3 cavallo del bianco · a2 pedone del bianco · b2 pedone del bianco · c2 pedone del bianco · f2 pedone del bianco · g2 pedone del bianco · h2 pedone del bianco · a1 torre del bianco · c1 alfiere del bianco · d1 donna del bianco · e1 re del bianco · f1 alfiere del bianco · g1 torre del bianco | 3 |
| 2 | a8 torre del nero · b8 cavallo del nero · c8 alfiere del nero · d8 donna del nero · e8 re del nero · f8 alfiere del nero · h8 torre del nero · b7 pedone del nero · e7 pedone del nero · f7 pedone del nero · g7 pedone del nero · h7 pedone del nero · a6 pedone del nero · d6 pedone del nero · f6 cavallo del nero · d4 cavallo del bianco · e4 pedone del bianco · c3 cavallo del bianco · a2 pedone del bianco · b2 pedone del bianco · c2 pedone del bianco · f2 pedone del bianco · g2 pedone del bianco · h2 pedone del bianco · a1 torre del bianco · c1 alfiere del bianco · d1 donna del bianco · e1 re del bianco · f1 alfiere del bianco · g1 torre del bianco | a8 torre del nero · b8 cavallo del nero · c8 alfiere del nero · d8 donna del nero · e8 re del nero · f8 alfiere del nero · h8 torre del nero · b7 pedone del nero · e7 pedone del nero · f7 pedone del nero · g7 pedone del nero · h7 pedone del nero · a6 pedone del nero · d6 pedone del nero · f6 cavallo del nero · d4 cavallo del bianco · e4 pedone del bianco · c3 cavallo del bianco · a2 pedone del bianco · b2 pedone del bianco · c2 pedone del bianco · f2 pedone del bianco · g2 pedone del bianco · h2 pedone del bianco · a1 torre del bianco · c1 alfiere del bianco · d1 donna del bianco · e1 re del bianco · f1 alfiere del bianco · g1 torre del bianco | a8 torre del nero · b8 cavallo del nero · c8 alfiere del nero · d8 donna del nero · e8 re del nero · f8 alfiere del nero · h8 torre del nero · b7 pedone del nero · e7 pedone del nero · f7 pedone del nero · g7 pedone del nero · h7 pedone del nero · a6 pedone del nero · d6 pedone del nero · f6 cavallo del nero · d4 cavallo del bianco · e4 pedone del bianco · c3 cavallo del bianco · a2 pedone del bianco · b2 pedone del bianco · c2 pedone del bianco · f2 pedone del bianco · g2 pedone del bianco · h2 pedone del bianco · a1 torre del bianco · c1 alfiere del bianco · d1 donna del bianco · e1 re del bianco · f1 alfiere del bianco · g1 torre del bianco | a8 torre del nero · b8 cavallo del nero · c8 alfiere del nero · d8 donna del nero · e8 re del nero · f8 alfiere del nero · h8 torre del nero · b7 pedone del nero · e7 pedone del nero · f7 pedone del nero · g7 pedone del nero · h7 pedone del nero · a6 pedone del nero · d6 pedone del nero · f6 cavallo del nero · d4 cavallo del bianco · e4 pedone del bianco · c3 cavallo del bianco · a2 pedone del bianco · b2 pedone del bianco · c2 pedone del bianco · f2 pedone del bianco · g2 pedone del bianco · h2 pedone del bianco · a1 torre del bianco · c1 alfiere del bianco · d1 donna del bianco · e1 re del bianco · f1 alfiere del bianco · g1 torre del bianco | a8 torre del nero · b8 cavallo del nero · c8 alfiere del nero · d8 donna del nero · e8 re del nero · f8 alfiere del nero · h8 torre del nero · b7 pedone del nero · e7 pedone del nero · f7 pedone del nero · g7 pedone del nero · h7 pedone del nero · a6 pedone del nero · d6 pedone del nero · f6 cavallo del nero · d4 cavallo del bianco · e4 pedone del bianco · c3 cavallo del bianco · a2 pedone del bianco · b2 pedone del bianco · c2 pedone del bianco · f2 pedone del bianco · g2 pedone del bianco · h2 pedone del bianco · a1 torre del bianco · c1 alfiere del bianco · d1 donna del bianco · e1 re del bianco · f1 alfiere del bianco · g1 torre del bianco | a8 torre del nero · b8 cavallo del nero · c8 alfiere del nero · d8 donna del nero · e8 re del nero · f8 alfiere del nero · h8 torre del nero · b7 pedone del nero · e7 pedone del nero · f7 pedone del nero · g7 pedone del nero · h7 pedone del nero · a6 pedone del nero · d6 pedone del nero · f6 cavallo del nero · d4 cavallo del bianco · e4 pedone del bianco · c3 cavallo del bianco · a2 pedone del bianco · b2 pedone del bianco · c2 pedone del bianco · f2 pedone del bianco · g2 pedone del bianco · h2 pedone del bianco · a1 torre del bianco · c1 alfiere del bianco · d1 donna del bianco · e1 re del bianco · f1 alfiere del bianco · g1 torre del bianco | a8 torre del nero · b8 cavallo del nero · c8 alfiere del nero · d8 donna del nero · e8 re del nero · f8 alfiere del nero · h8 torre del nero · b7 pedone del nero · e7 pedone del nero · f7 pedone del nero · g7 pedone del nero · h7 pedone del nero · a6 pedone del nero · d6 pedone del nero · f6 cavallo del nero · d4 cavallo del bianco · e4 pedone del bianco · c3 cavallo del bianco · a2 pedone del bianco · b2 pedone del bianco · c2 pedone del bianco · f2 pedone del bianco · g2 pedone del bianco · h2 pedone del bianco · a1 torre del bianco · c1 alfiere del bianco · d1 donna del bianco · e1 re del bianco · f1 alfiere del bianco · g1 torre del bianco | a8 torre del nero · b8 cavallo del nero · c8 alfiere del nero · d8 donna del nero · e8 re del nero · f8 alfiere del nero · h8 torre del nero · b7 pedone del nero · e7 pedone del nero · f7 pedone del nero · g7 pedone del nero · h7 pedone del nero · a6 pedone del nero · d6 pedone del nero · f6 cavallo del nero · d4 cavallo del bianco · e4 pedone del bianco · c3 cavallo del bianco · a2 pedone del bianco · b2 pedone del bianco · c2 pedone del bianco · f2 pedone del bianco · g2 pedone del bianco · h2 pedone del bianco · a1 torre del bianco · c1 alfiere del bianco · d1 donna del bianco · e1 re del bianco · f1 alfiere del bianco · g1 torre del bianco | 2 |
| 1 | a8 torre del nero · b8 cavallo del nero · c8 alfiere del nero · d8 donna del nero · e8 re del nero · f8 alfiere del nero · h8 torre del nero · b7 pedone del nero · e7 pedone del nero · f7 pedone del nero · g7 pedone del nero · h7 pedone del nero · a6 pedone del nero · d6 pedone del nero · f6 cavallo del nero · d4 cavallo del bianco · e4 pedone del bianco · c3 cavallo del bianco · a2 pedone del bianco · b2 pedone del bianco · c2 pedone del bianco · f2 pedone del bianco · g2 pedone del bianco · h2 pedone del bianco · a1 torre del bianco · c1 alfiere del bianco · d1 donna del bianco · e1 re del bianco · f1 alfiere del bianco · g1 torre del bianco | a8 torre del nero · b8 cavallo del nero · c8 alfiere del nero · d8 donna del nero · e8 re del nero · f8 alfiere del nero · h8 torre del nero · b7 pedone del nero · e7 pedone del nero · f7 pedone del nero · g7 pedone del nero · h7 pedone del nero · a6 pedone del nero · d6 pedone del nero · f6 cavallo del nero · d4 cavallo del bianco · e4 pedone del bianco · c3 cavallo del bianco · a2 pedone del bianco · b2 pedone del bianco · c2 pedone del bianco · f2 pedone del bianco · g2 pedone del bianco · h2 pedone del bianco · a1 torre del bianco · c1 alfiere del bianco · d1 donna del bianco · e1 re del bianco · f1 alfiere del bianco · g1 torre del bianco | a8 torre del nero · b8 cavallo del nero · c8 alfiere del nero · d8 donna del nero · e8 re del nero · f8 alfiere del nero · h8 torre del nero · b7 pedone del nero · e7 pedone del nero · f7 pedone del nero · g7 pedone del nero · h7 pedone del nero · a6 pedone del nero · d6 pedone del nero · f6 cavallo del nero · d4 cavallo del bianco · e4 pedone del bianco · c3 cavallo del bianco · a2 pedone del bianco · b2 pedone del bianco · c2 pedone del bianco · f2 pedone del bianco · g2 pedone del bianco · h2 pedone del bianco · a1 torre del bianco · c1 alfiere del bianco · d1 donna del bianco · e1 re del bianco · f1 alfiere del bianco · g1 torre del bianco | a8 torre del nero · b8 cavallo del nero · c8 alfiere del nero · d8 donna del nero · e8 re del nero · f8 alfiere del nero · h8 torre del nero · b7 pedone del nero · e7 pedone del nero · f7 pedone del nero · g7 pedone del nero · h7 pedone del nero · a6 pedone del nero · d6 pedone del nero · f6 cavallo del nero · d4 cavallo del bianco · e4 pedone del bianco · c3 cavallo del bianco · a2 pedone del bianco · b2 pedone del bianco · c2 pedone del bianco · f2 pedone del bianco · g2 pedone del bianco · h2 pedone del bianco · a1 torre del bianco · c1 alfiere del bianco · d1 donna del bianco · e1 re del bianco · f1 alfiere del bianco · g1 torre del bianco | a8 torre del nero · b8 cavallo del nero · c8 alfiere del nero · d8 donna del nero · e8 re del nero · f8 alfiere del nero · h8 torre del nero · b7 pedone del nero · e7 pedone del nero · f7 pedone del nero · g7 pedone del nero · h7 pedone del nero · a6 pedone del nero · d6 pedone del nero · f6 cavallo del nero · d4 cavallo del bianco · e4 pedone del bianco · c3 cavallo del bianco · a2 pedone del bianco · b2 pedone del bianco · c2 pedone del bianco · f2 pedone del bianco · g2 pedone del bianco · h2 pedone del bianco · a1 torre del bianco · c1 alfiere del bianco · d1 donna del bianco · e1 re del bianco · f1 alfiere del bianco · g1 torre del bianco | a8 torre del nero · b8 cavallo del nero · c8 alfiere del nero · d8 donna del nero · e8 re del nero · f8 alfiere del nero · h8 torre del nero · b7 pedone del nero · e7 pedone del nero · f7 pedone del nero · g7 pedone del nero · h7 pedone del nero · a6 pedone del nero · d6 pedone del nero · f6 cavallo del nero · d4 cavallo del bianco · e4 pedone del bianco · c3 cavallo del bianco · a2 pedone del bianco · b2 pedone del bianco · c2 pedone del bianco · f2 pedone del bianco · g2 pedone del bianco · h2 pedone del bianco · a1 torre del bianco · c1 alfiere del bianco · d1 donna del bianco · e1 re del bianco · f1 alfiere del bianco · g1 torre del bianco | a8 torre del nero · b8 cavallo del nero · c8 alfiere del nero · d8 donna del nero · e8 re del nero · f8 alfiere del nero · h8 torre del nero · b7 pedone del nero · e7 pedone del nero · f7 pedone del nero · g7 pedone del nero · h7 pedone del nero · a6 pedone del nero · d6 pedone del nero · f6 cavallo del nero · d4 cavallo del bianco · e4 pedone del bianco · c3 cavallo del bianco · a2 pedone del bianco · b2 pedone del bianco · c2 pedone del bianco · f2 pedone del bianco · g2 pedone del bianco · h2 pedone del bianco · a1 torre del bianco · c1 alfiere del bianco · d1 donna del bianco · e1 re del bianco · f1 alfiere del bianco · g1 torre del bianco | a8 torre del nero · b8 cavallo del nero · c8 alfiere del nero · d8 donna del nero · e8 re del nero · f8 alfiere del nero · h8 torre del nero · b7 pedone del nero · e7 pedone del nero · f7 pedone del nero · g7 pedone del nero · h7 pedone del nero · a6 pedone del nero · d6 pedone del nero · f6 cavallo del nero · d4 cavallo del bianco · e4 pedone del bianco · c3 cavallo del bianco · a2 pedone del bianco · b2 pedone del bianco · c2 pedone del bianco · f2 pedone del bianco · g2 pedone del bianco · h2 pedone del bianco · a1 torre del bianco · c1 alfiere del bianco · d1 donna del bianco · e1 re del bianco · f1 alfiere del bianco · g1 torre del bianco | 1 |
|   | a | b | c | d | e | f | g | h |   |

## Codici ECO
- B90 1.e4 c5 2.Cf3 d6 3.d4 cxd4 4.Cxd4 Cf6 5.Cc3 a6
  - B91 1.e4 c5 2.Cf3 d6 3.d4 cxd4 4.Cxd4 Cf6 5.Cc3 a6 6.g3
  - B92 1.e4 c5 2.Cf3 d6 3.d4 cxd4 4.Cxd4 Cf6 5.Cc3 a6 6.Ae2
  - B93 1.e4 c5 2.Cf3 d6 3.d4 cxd4 4.Cxd4 Cf6 5.Cc3 a6 6.f4
  - B94 1.e4 c5 2.Cf3 d6 3.d4 cxd4 4.Cxd4 Cf6 5.Cc3 a6 6.Ag5
    - B95 1.e4 c5 2.Cf3 d6 3.d4 cxd4 4.Cxd4 Cf6 5.Cc3 a6 6.Ag5 e6
      - B96 1.e4 c5 2.Cf3 d6 3.d4 cxd4 4.Cxd4 Cf6 5.Cc3 a6 6.Ag5 e6 7.f4
        - B97 1.e4 c5 2.Cf3 d6 3.d4 cxd4 4.Cxd4 Cf6 5.Cc3 a6 6.Ag5 e6 7.f4 Db6
        - B98 1.e4 c5 2.Cf3 d6 3.d4 cxd4 4.Cxd4 Cf6 5.Cc3 a6 6.Ag5 e6 7.f4 Ae7
          - B99 1.e4 c5 2.Cf3 d6 3.d4 cxd4 4.Cxd4 Cf6 5.Cc3 a6 6.Ag5 e6 7.f4 Ae7 8.Df3 Dc7 9.O-O-O Cbd7